# Військове кладовище в Дубно
Військо́ве кладовище в Дубно — поховання військовослужбовців у Дубно, розташований біля автобусної станції в Дубно, по вул. Забрамі, 26.

## Історія
На кладовищі поховані військові Червоної армії, що загинули в боях за Дубно, перепоховані з військового кладовища військового містечка. Сюди також було перенесено прах військових з єврейського кладовища, похованих на випадкових місцях.

## Поховання
Кількість могил: 97, поховано всього: 1432, поховано відомих: 1109, поховано невідомих: 323.
Тут існують численні братські могили.

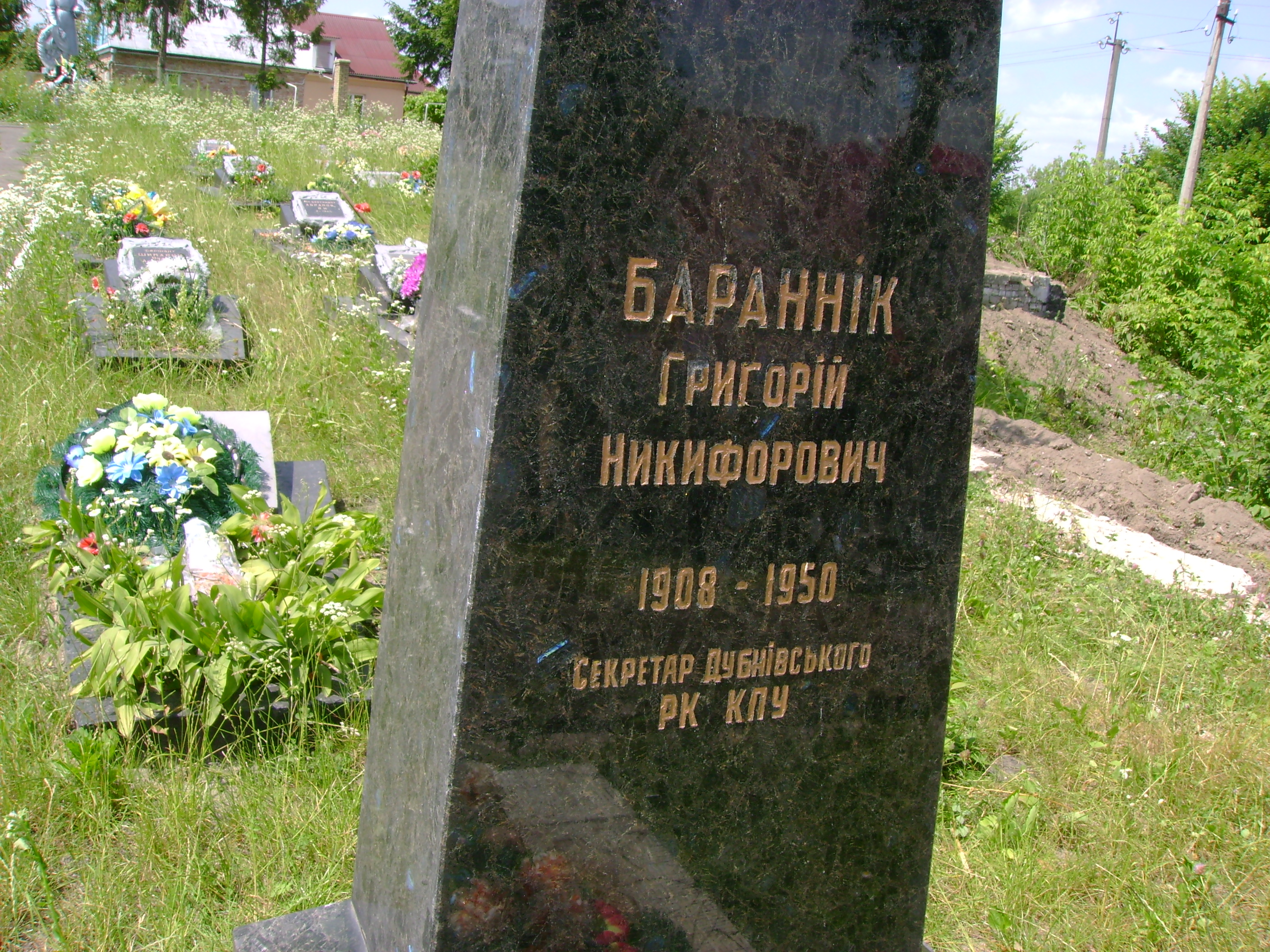
Баранник Григорій Никифорович, 1908-1950, секретар Дубнівського РК КПУ
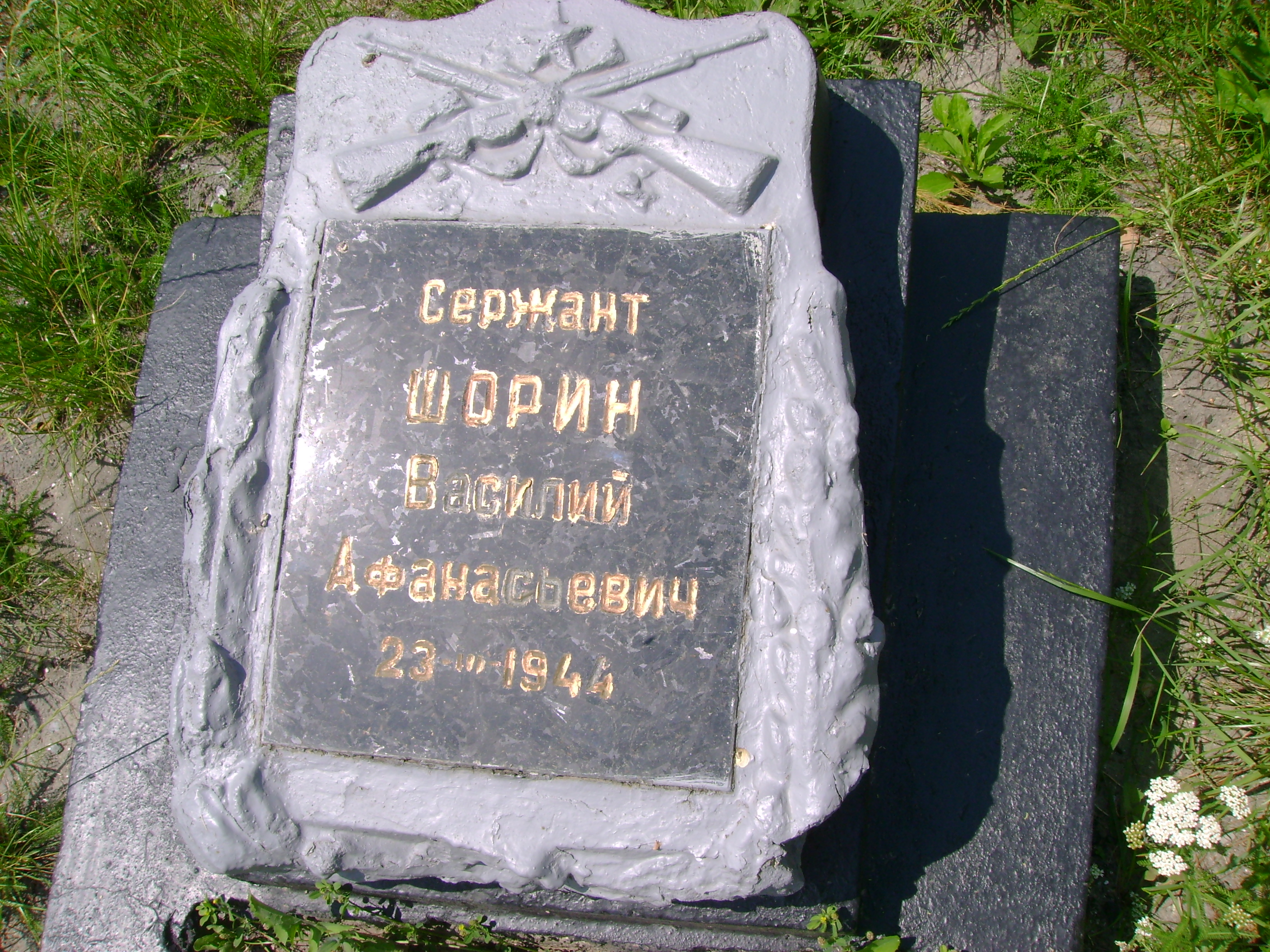
Шорин Василий Афанасьевич сержант, 23.3.1944
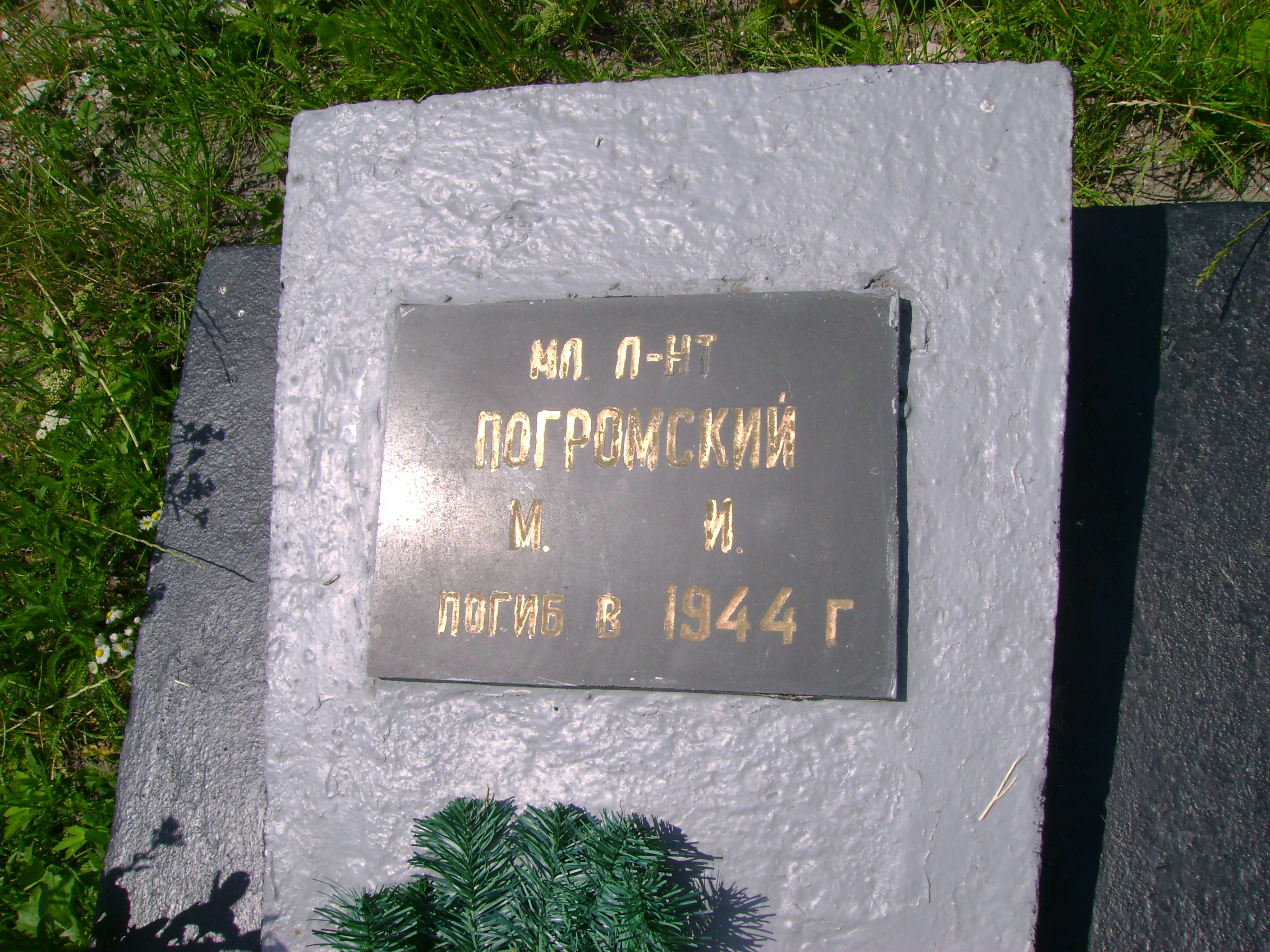
Погромский Михаил Ильич мл. лейтенант, вбитий 28.06.1941
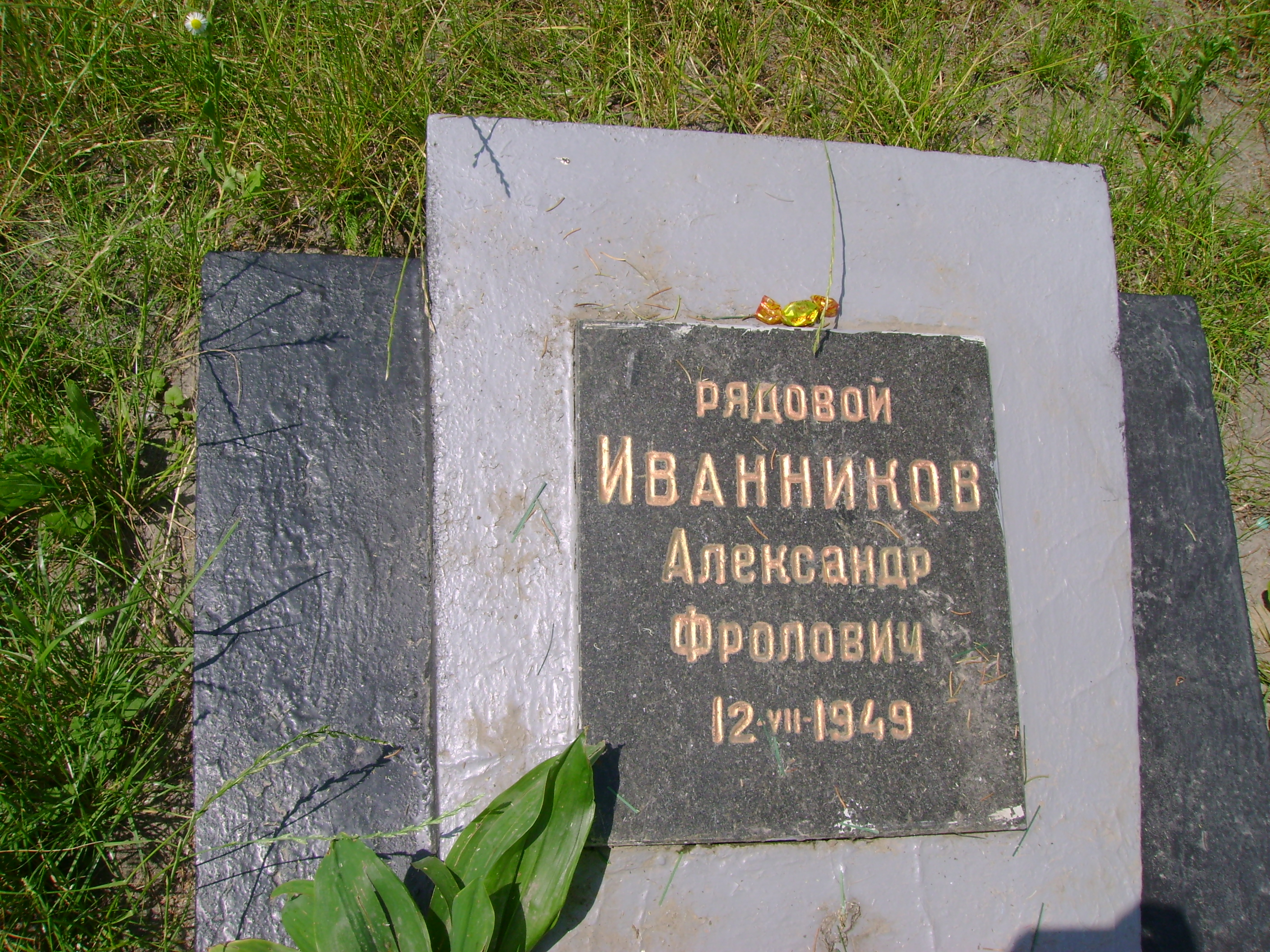
Иванников Александр Фролович, рядовой, 12.07.1944
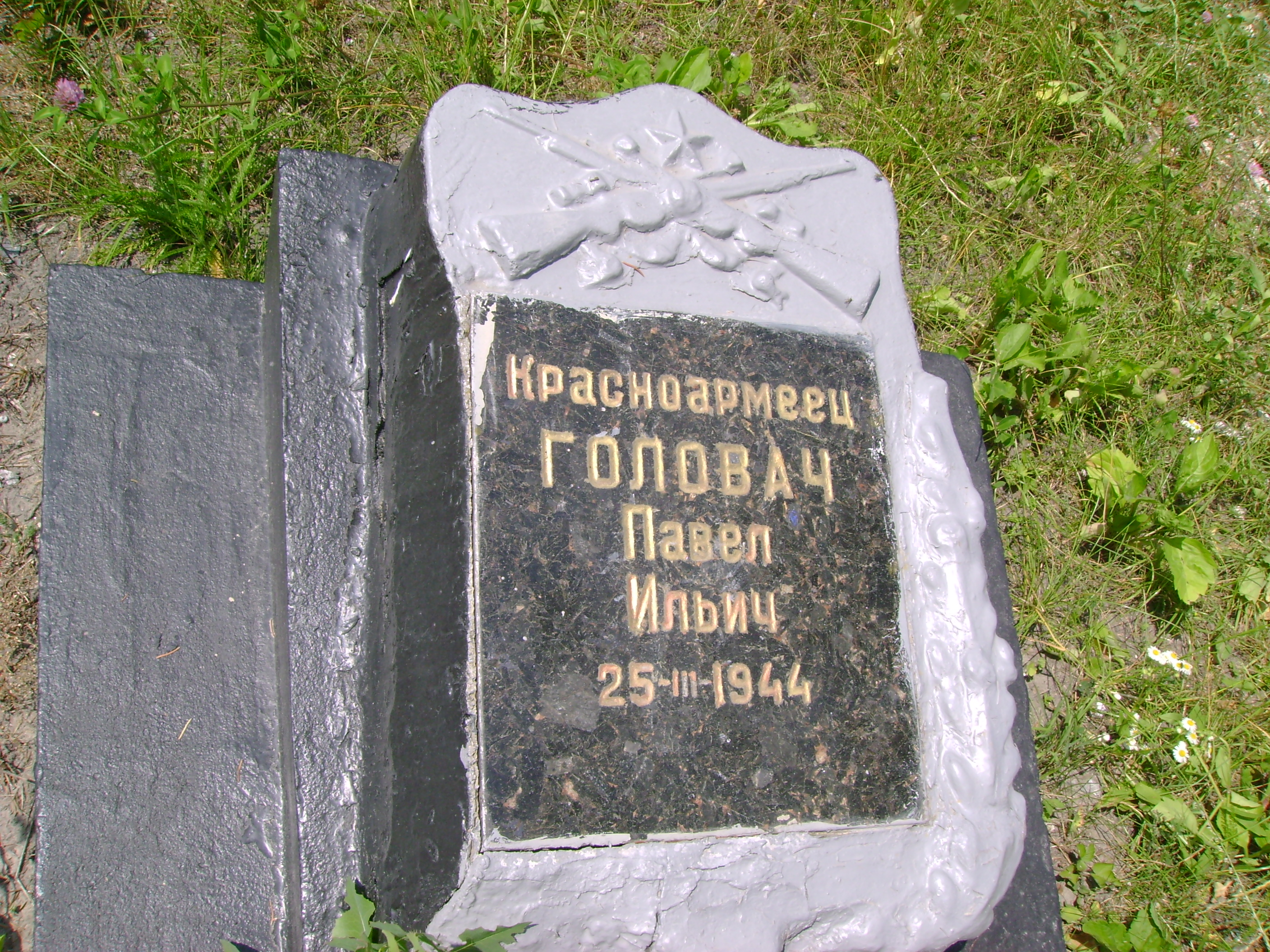
Головач Павел Ильич,1905, красноармеец, помер від ран 30.03.1944,
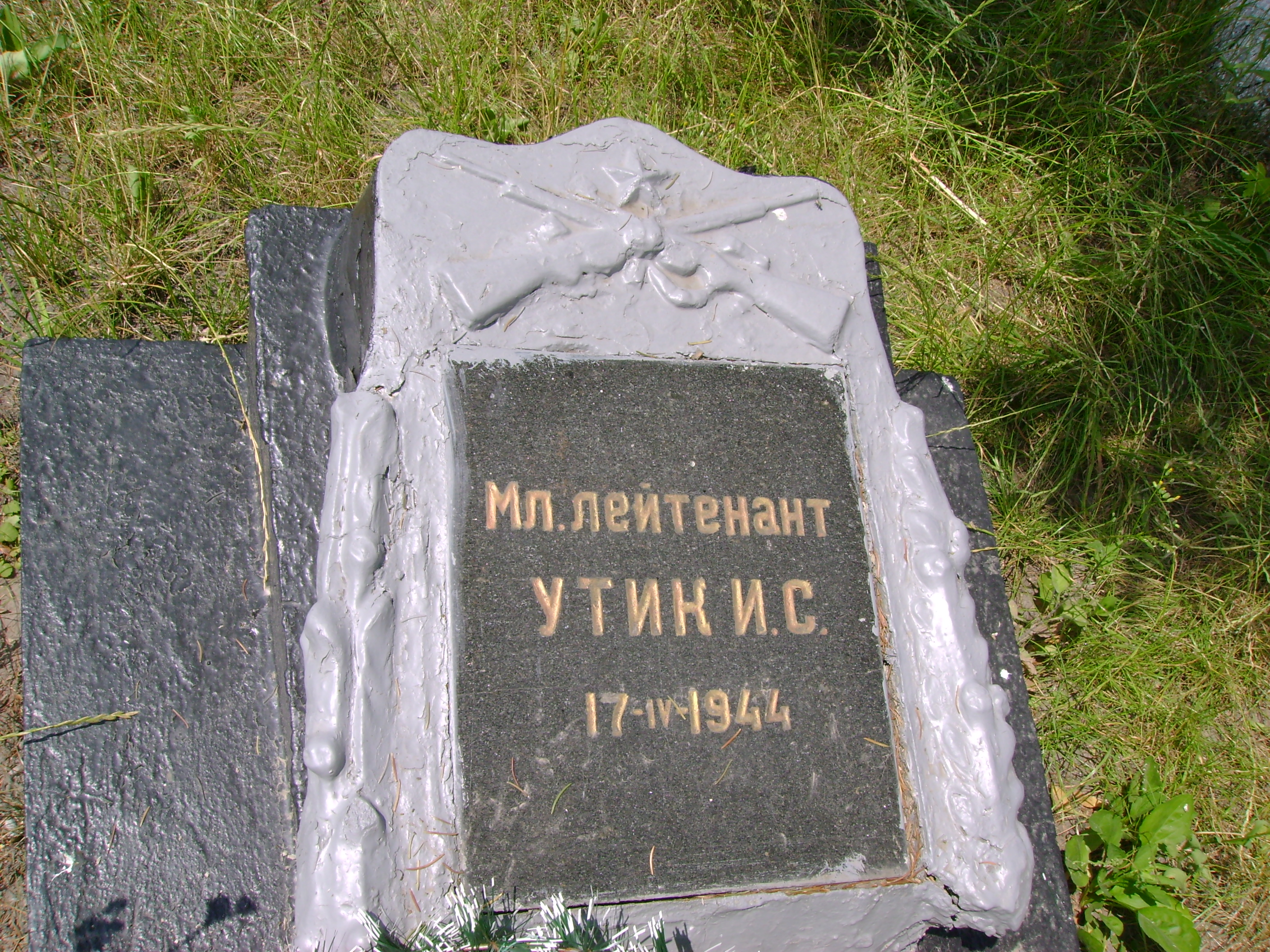
Мл. лейтенант Утик И. С. 17.04.1944
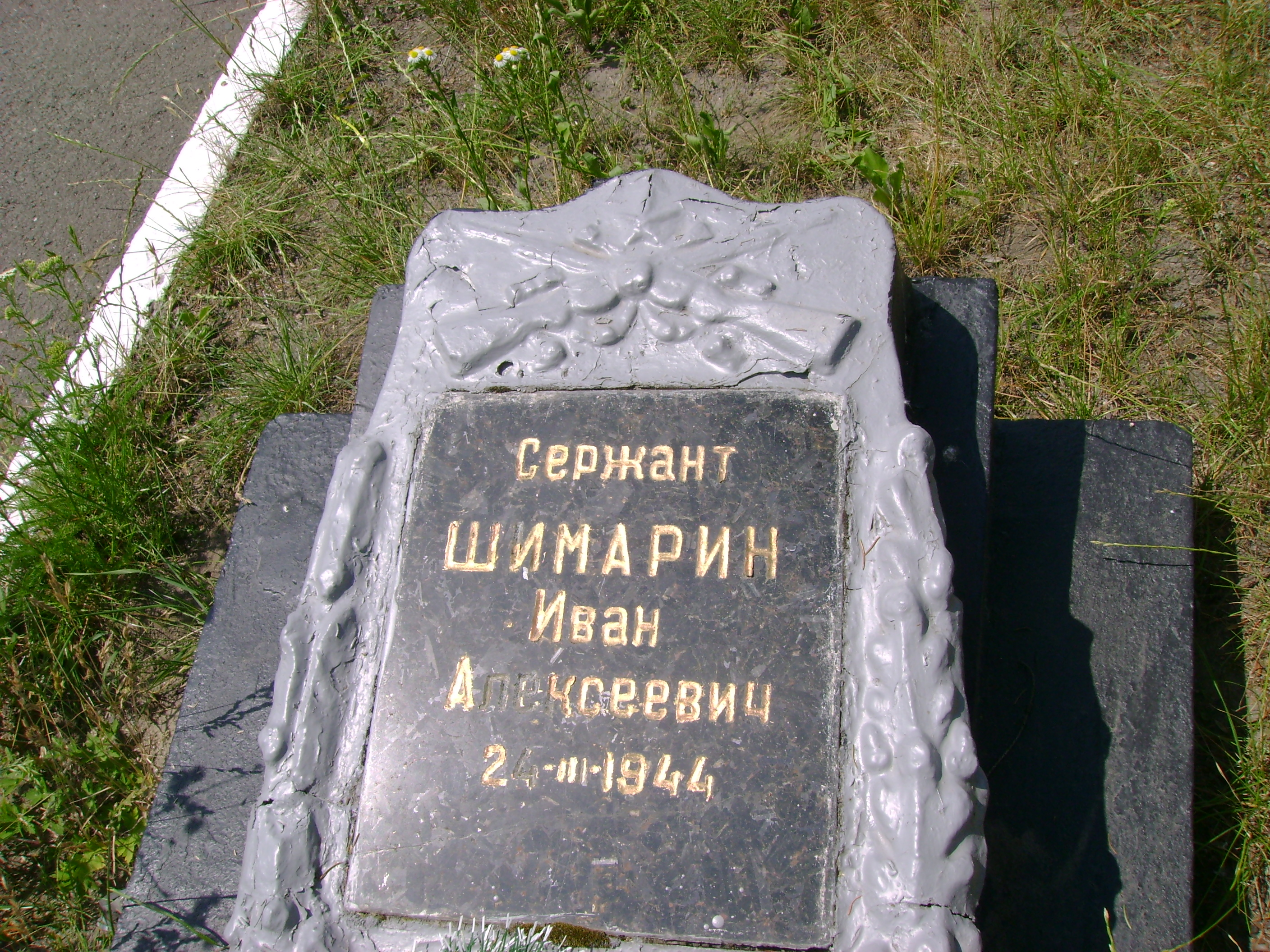
Сержант Шимарин Иван Алексеевич, 24.03.1944
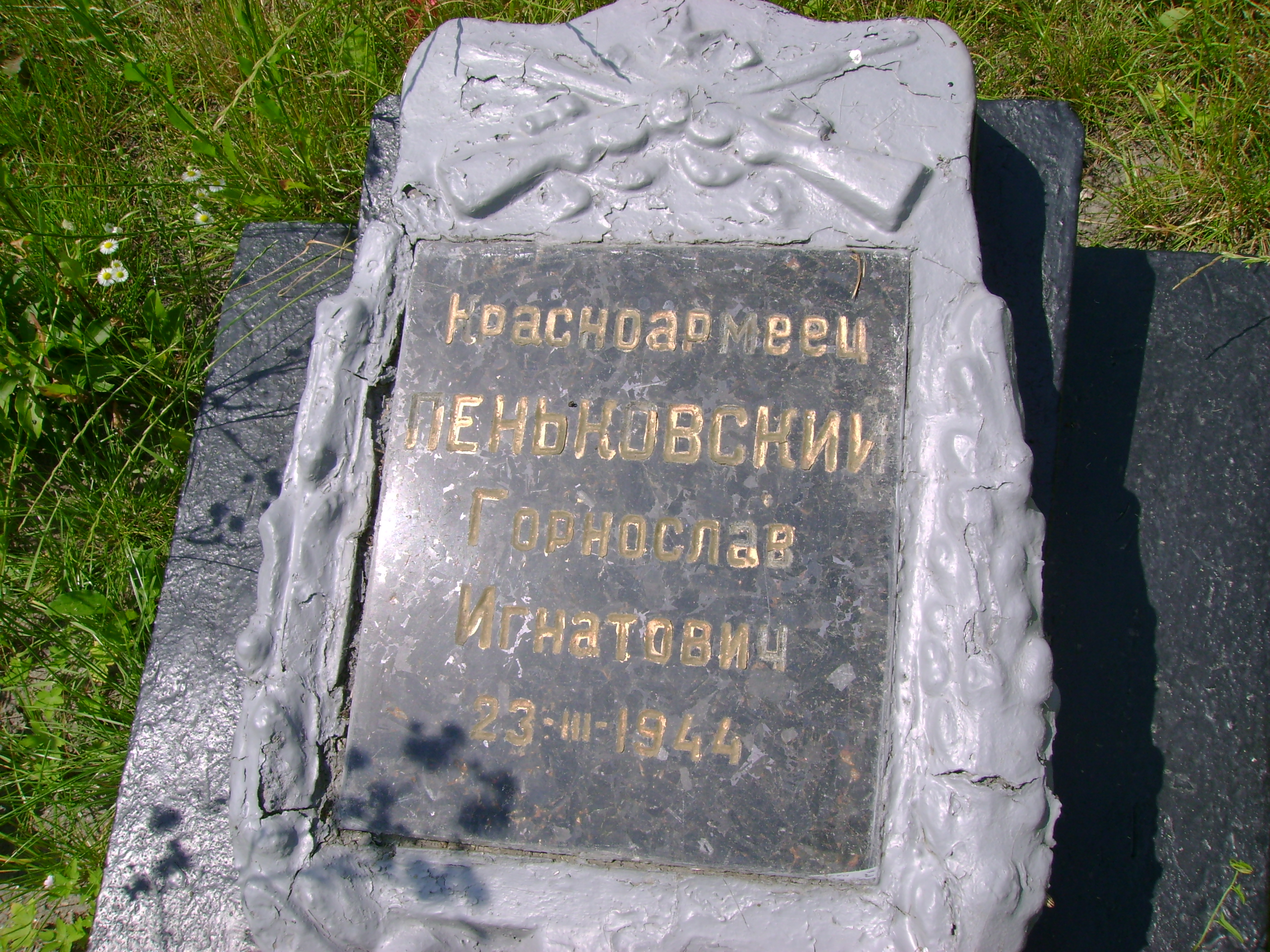
Пенковский Горнослав Игнатьевич, 23.03.1944
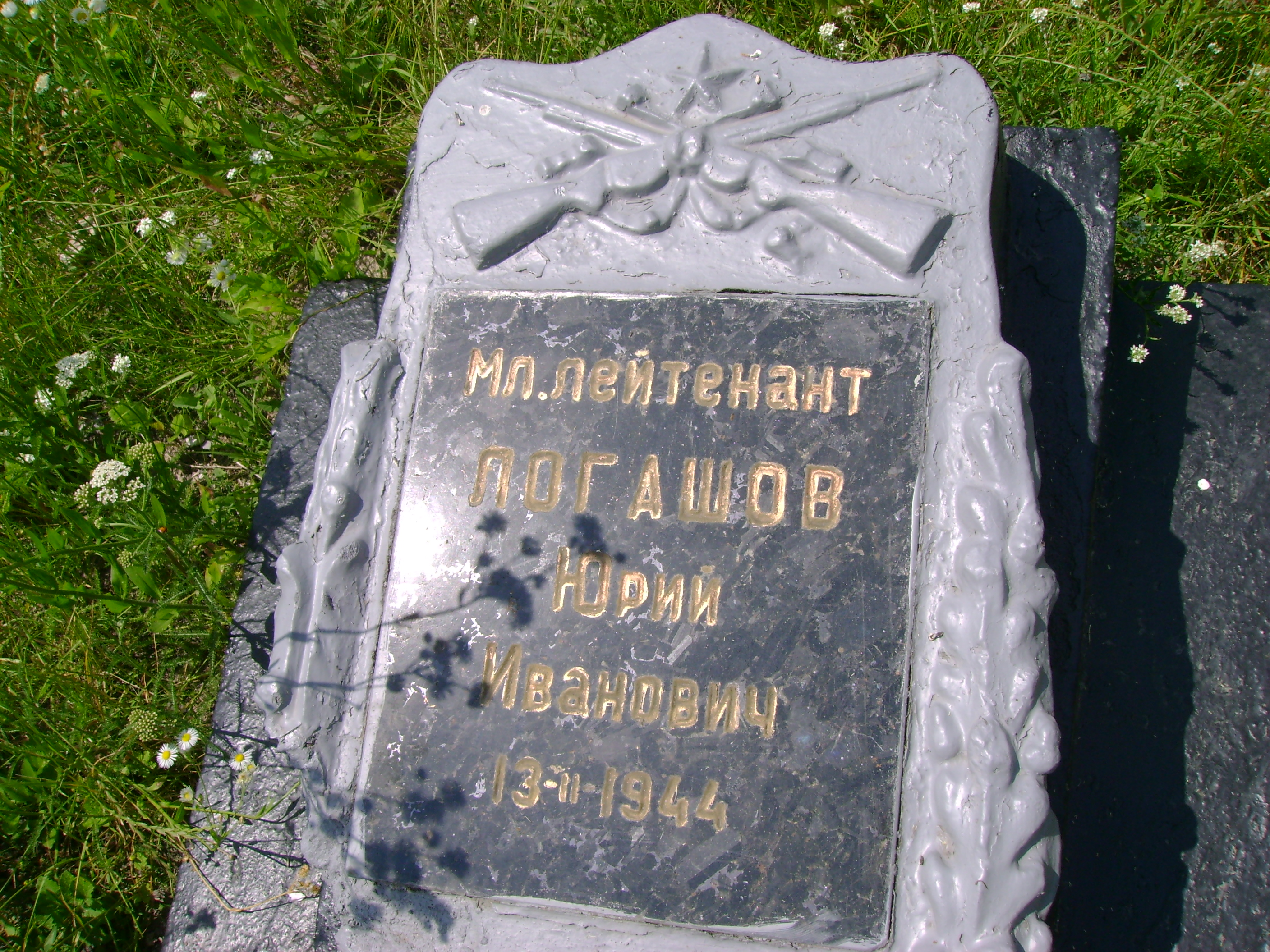
Мл. лейтенант Логашов Юрий Иванович, 13.02.1944
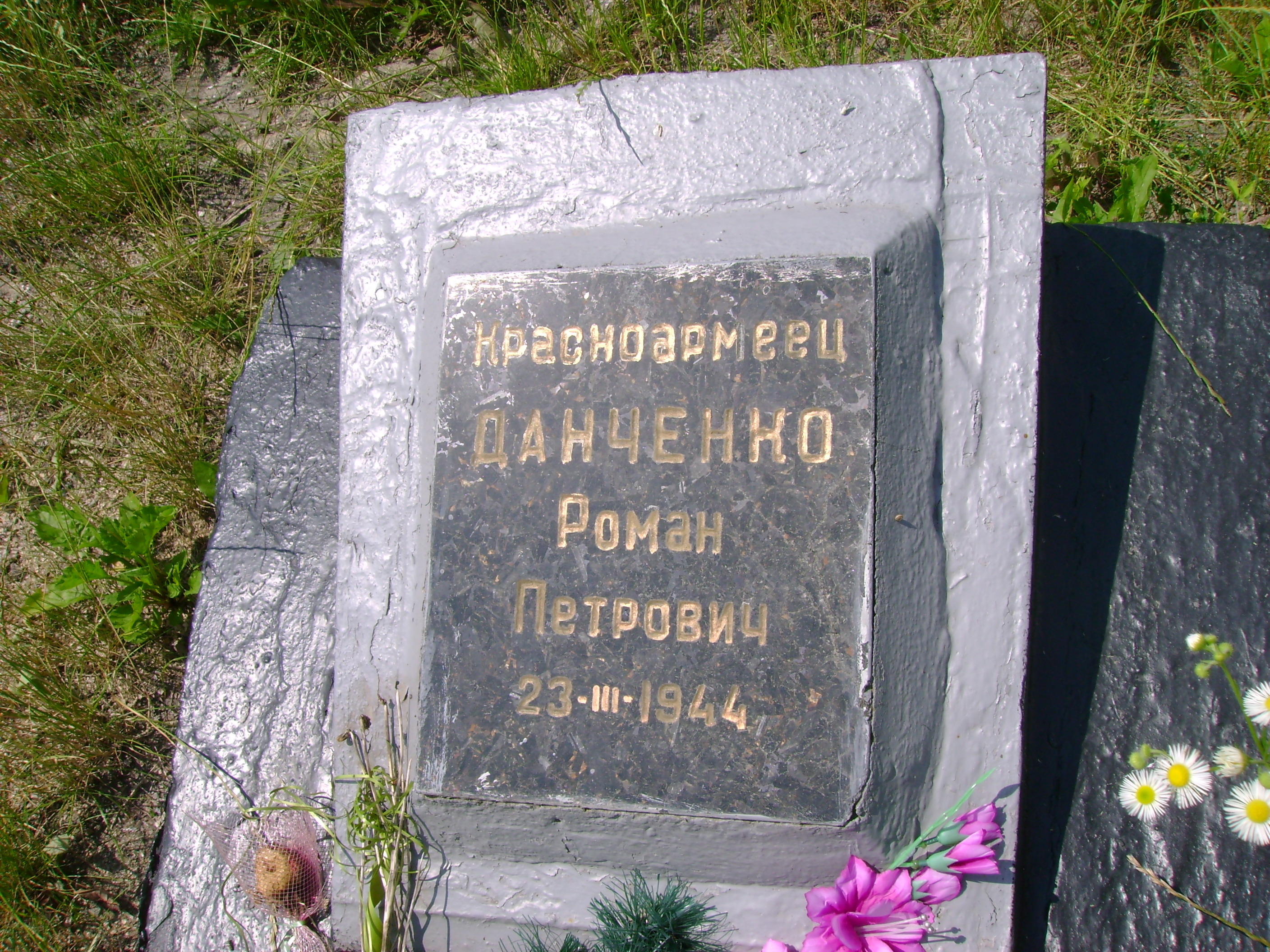
Красноармеец Данчено Роман Петрович, 23.03.1944
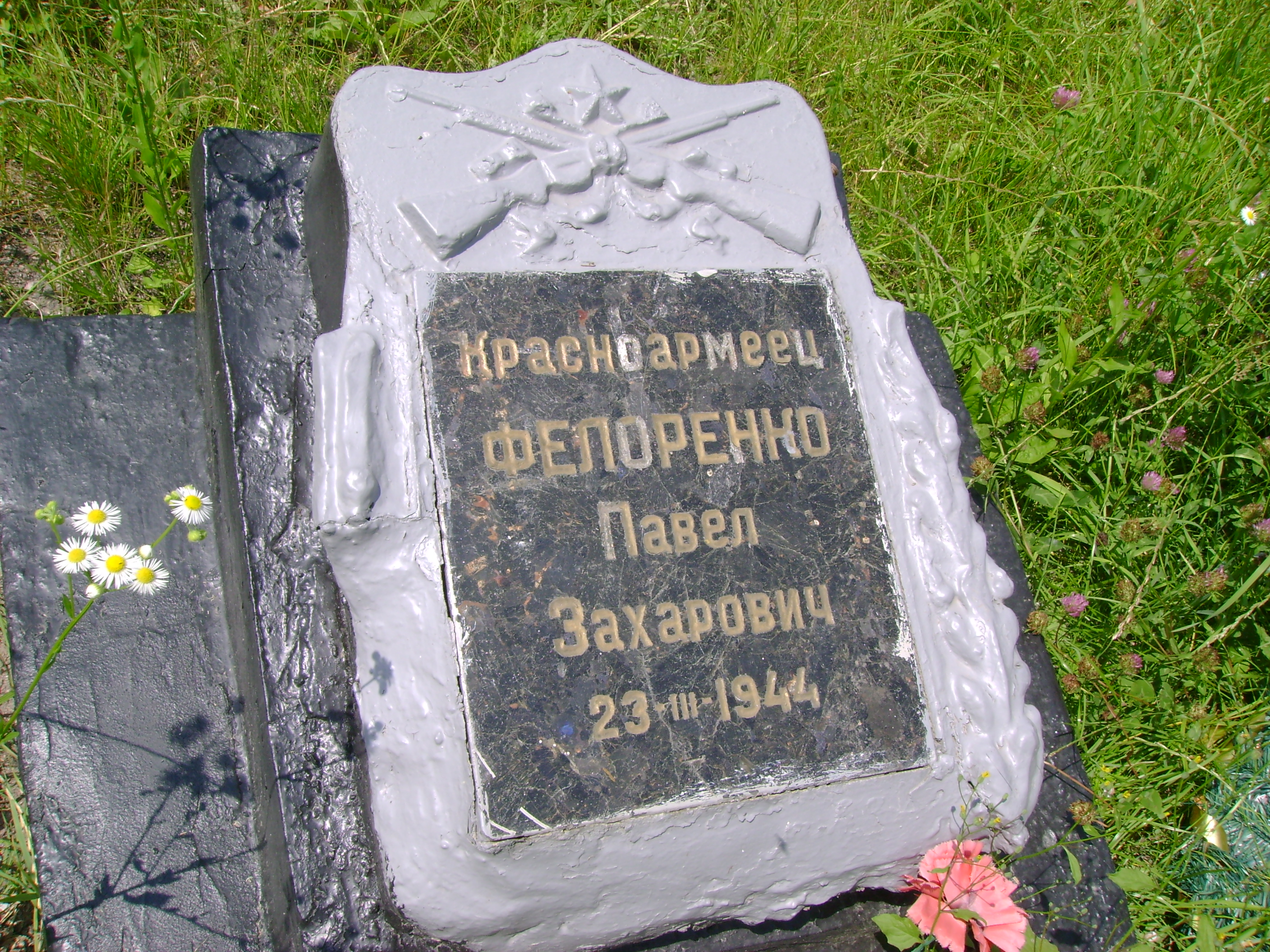
Красноармеец Фелоренко Павел Захарович, 23.03.1944
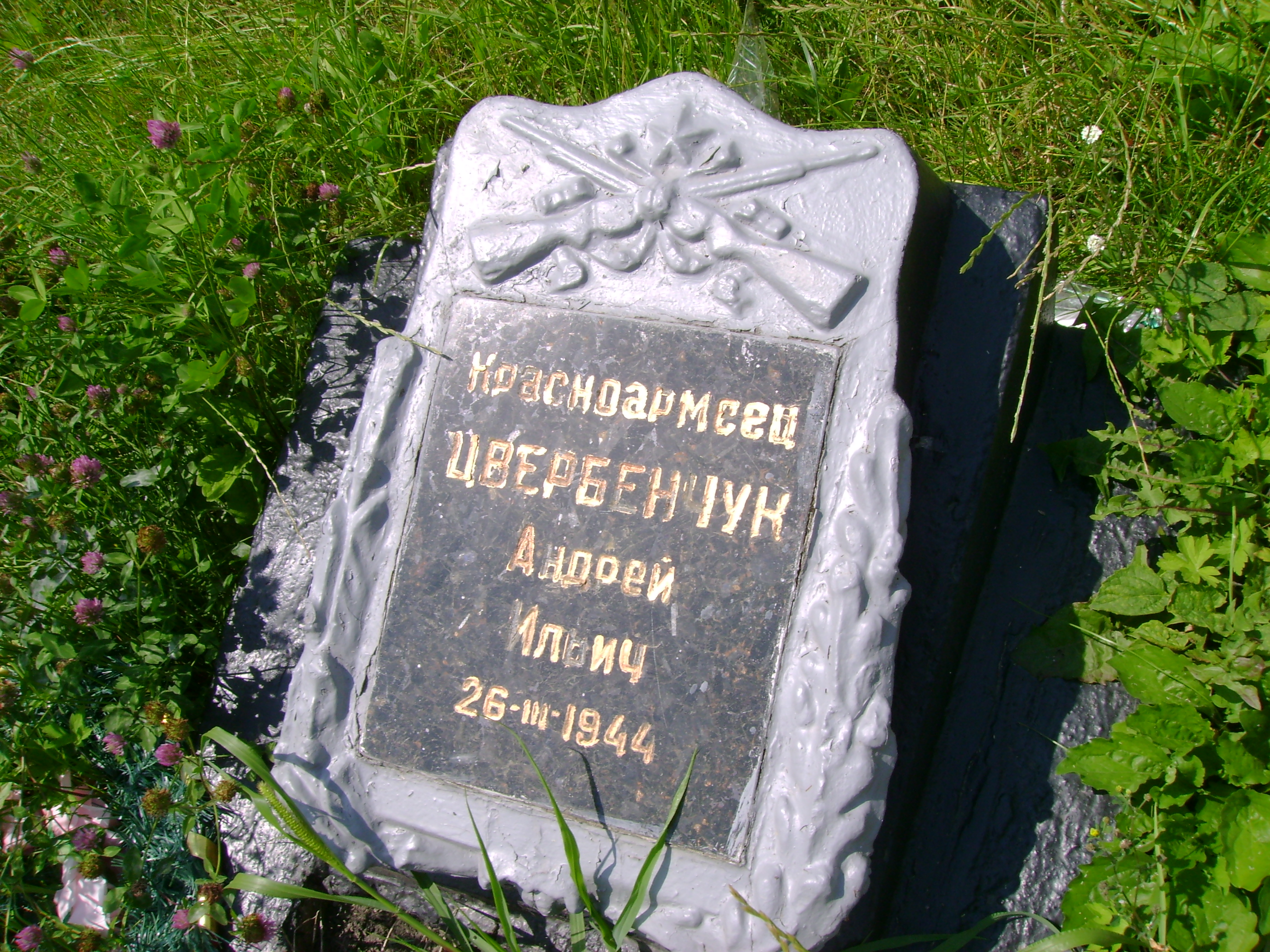
Красноармеец Цвербенчук Андрей Ильич, 26.03.1944
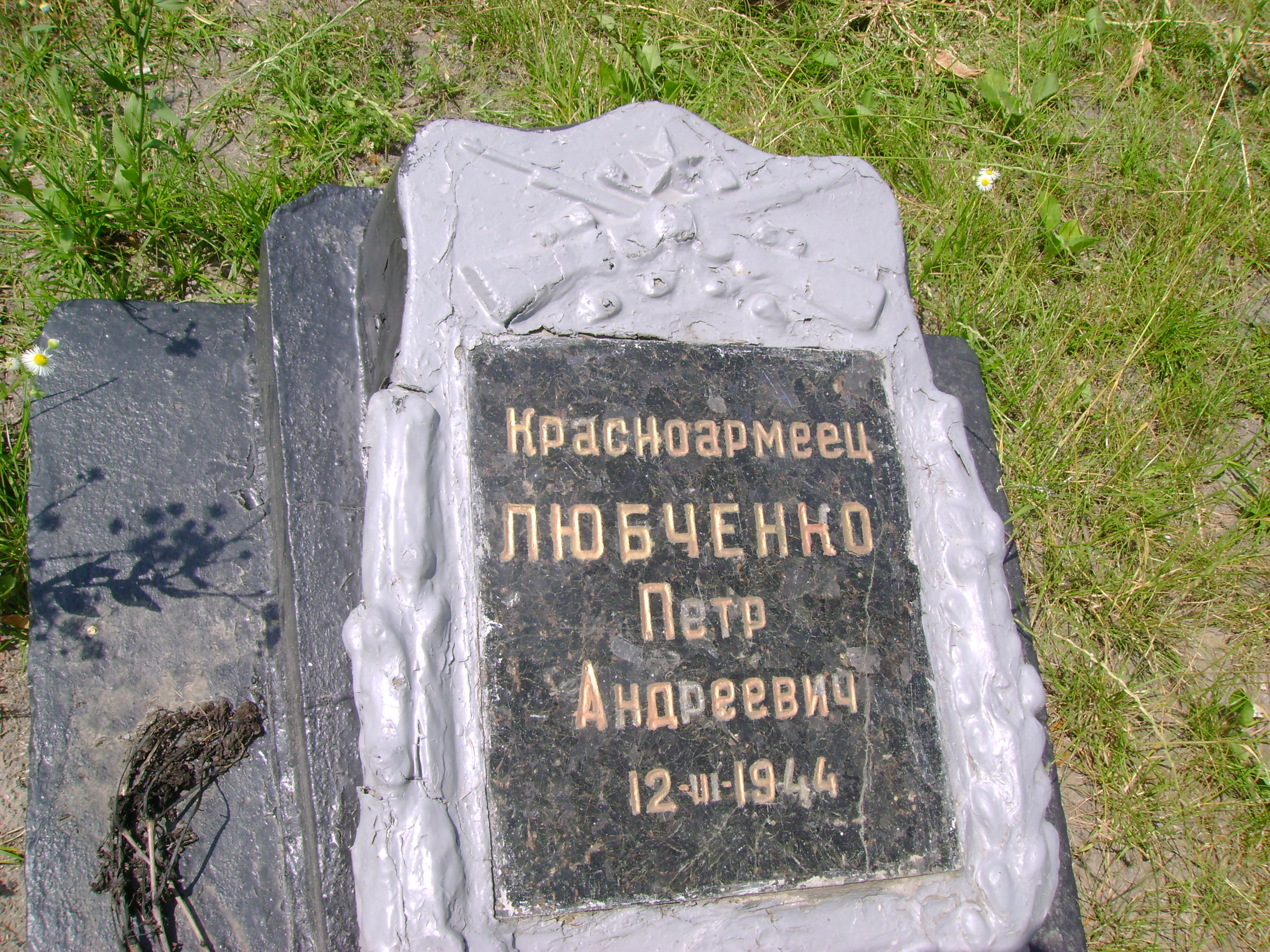
Красноармеец Любченко Петр Андреевич 12.03.1944
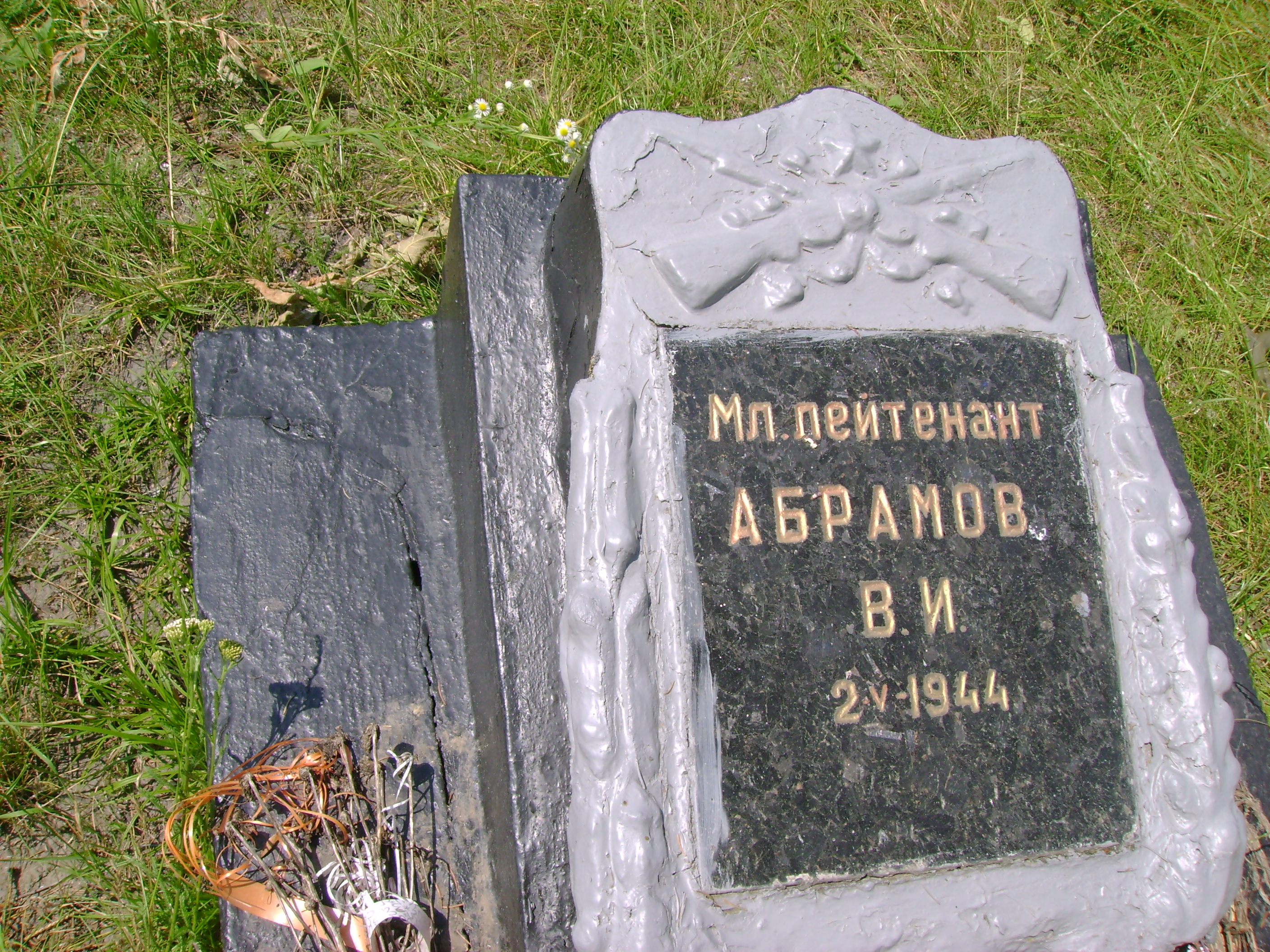
Мл. лейтенант Абрамов В. И., 02.05.1944
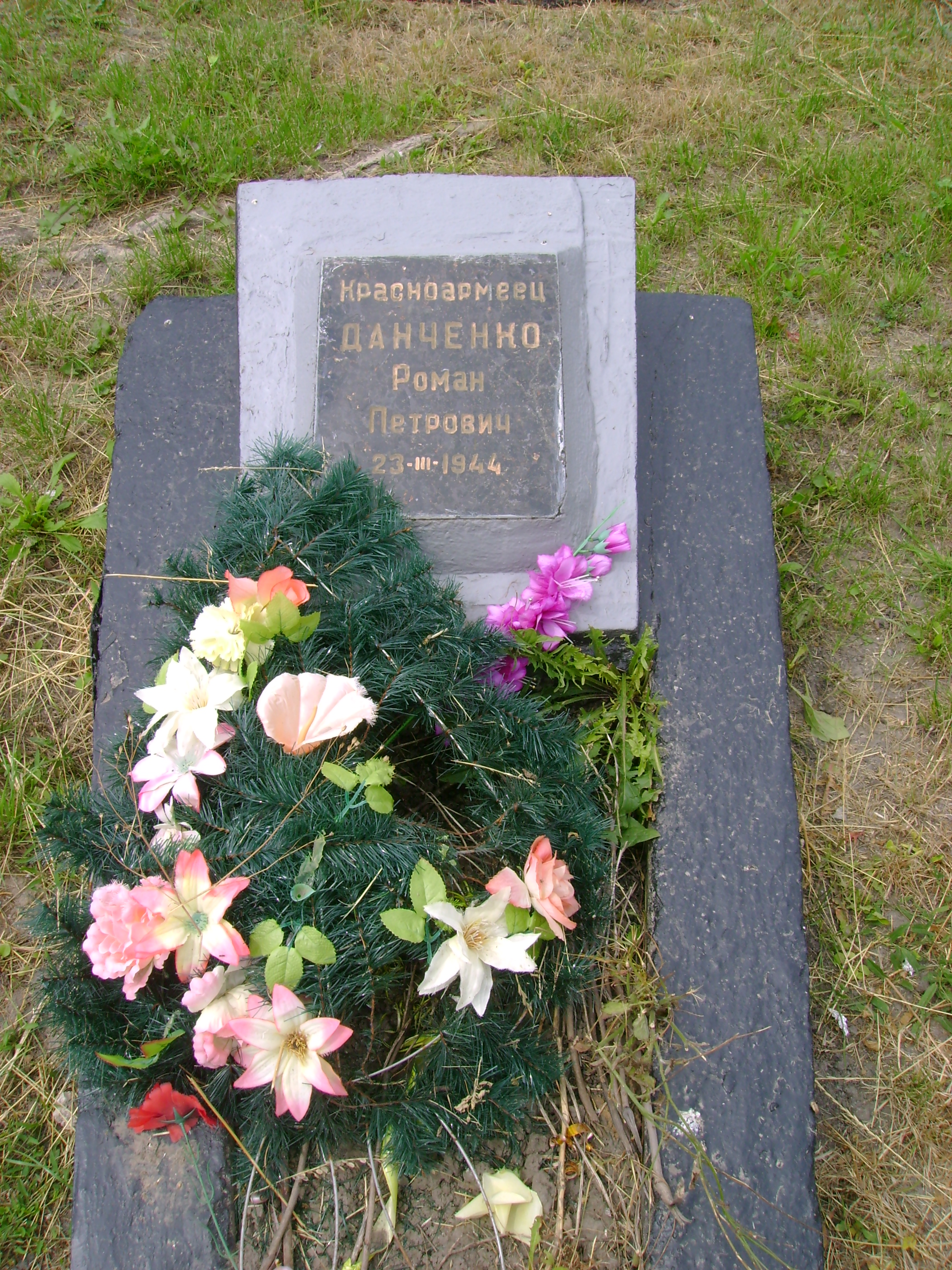
Красноармеец Данчено Роман Петрович, 23.03.1944
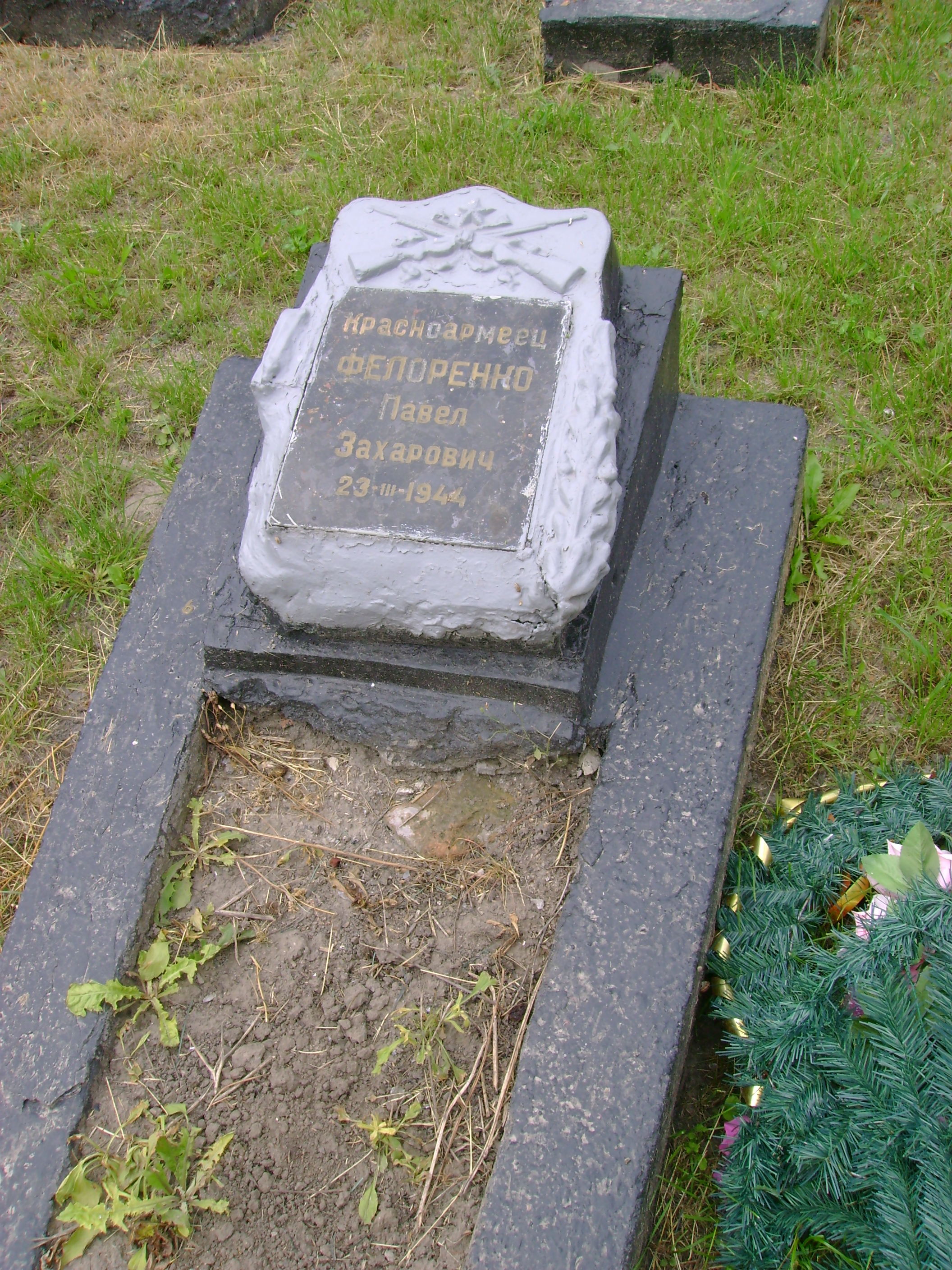
Красноармеец Фелоренко Павел Захарович, 23.03.1944
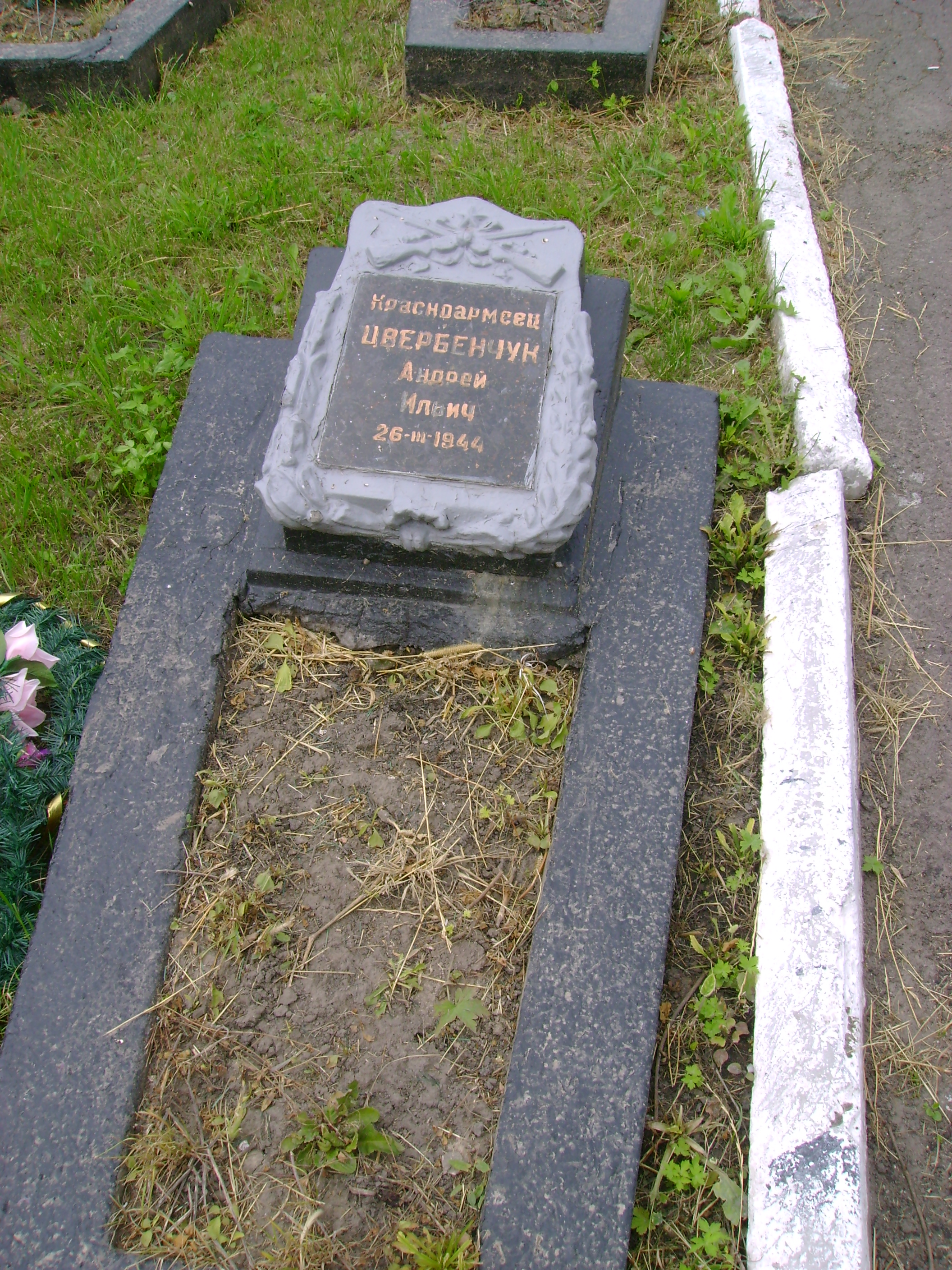
Красноармеец Цвербенчук Андрей Ильич, 26.03.1944
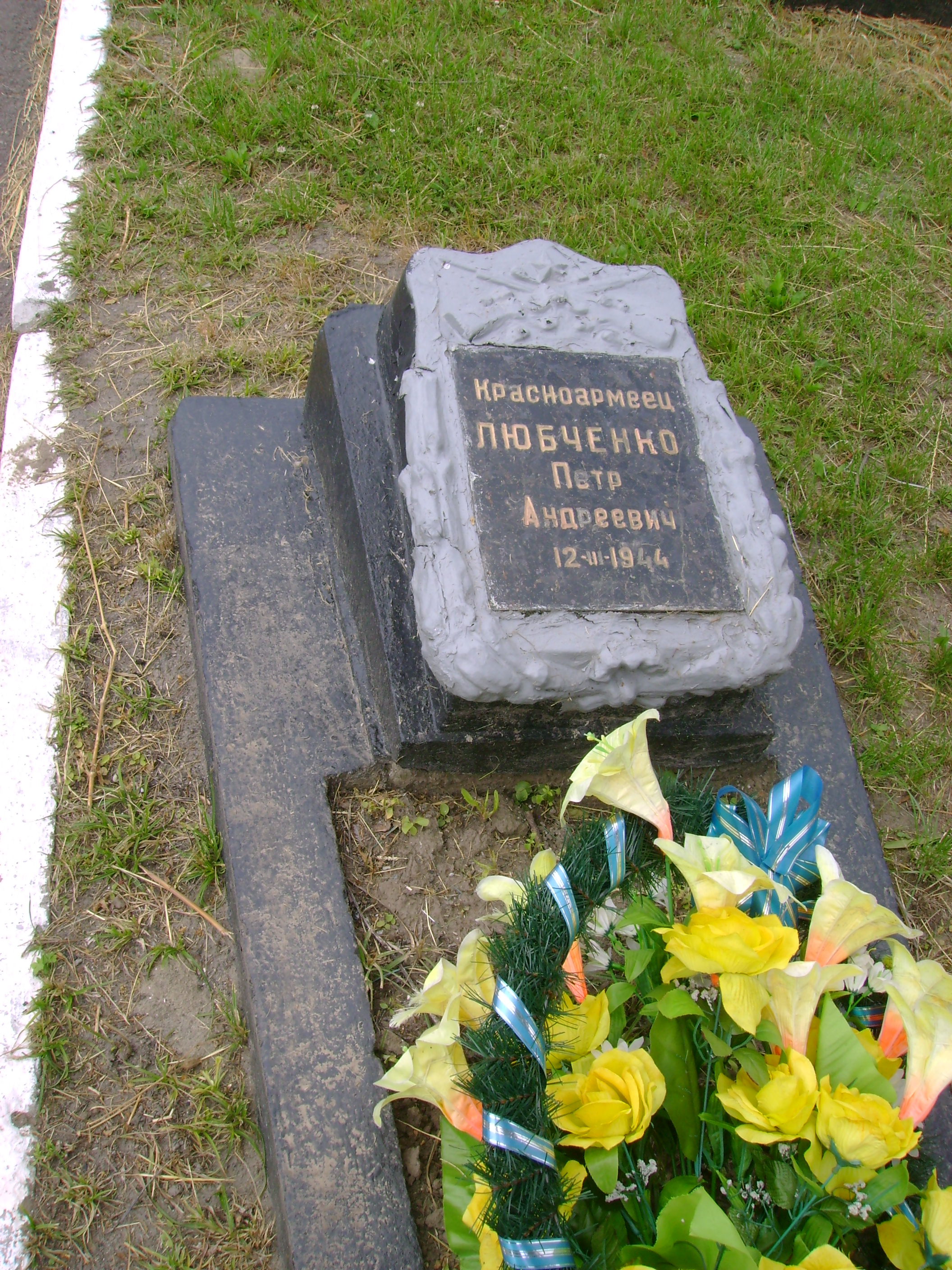
Красноармеец Любченко Петр Андреевич 12.03.1944
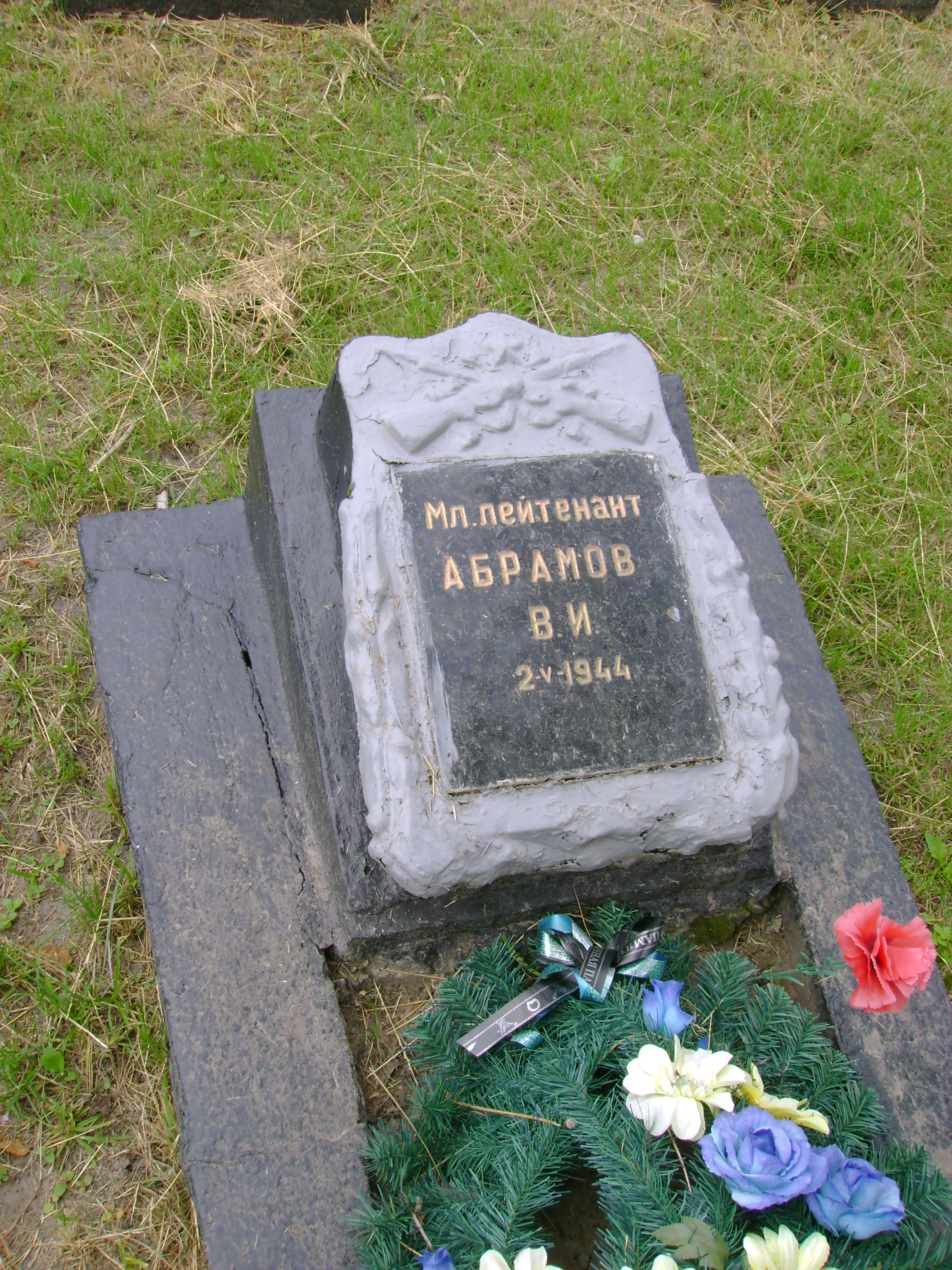
Мл. лейтенант Абрамов В. И., 02.05.1944
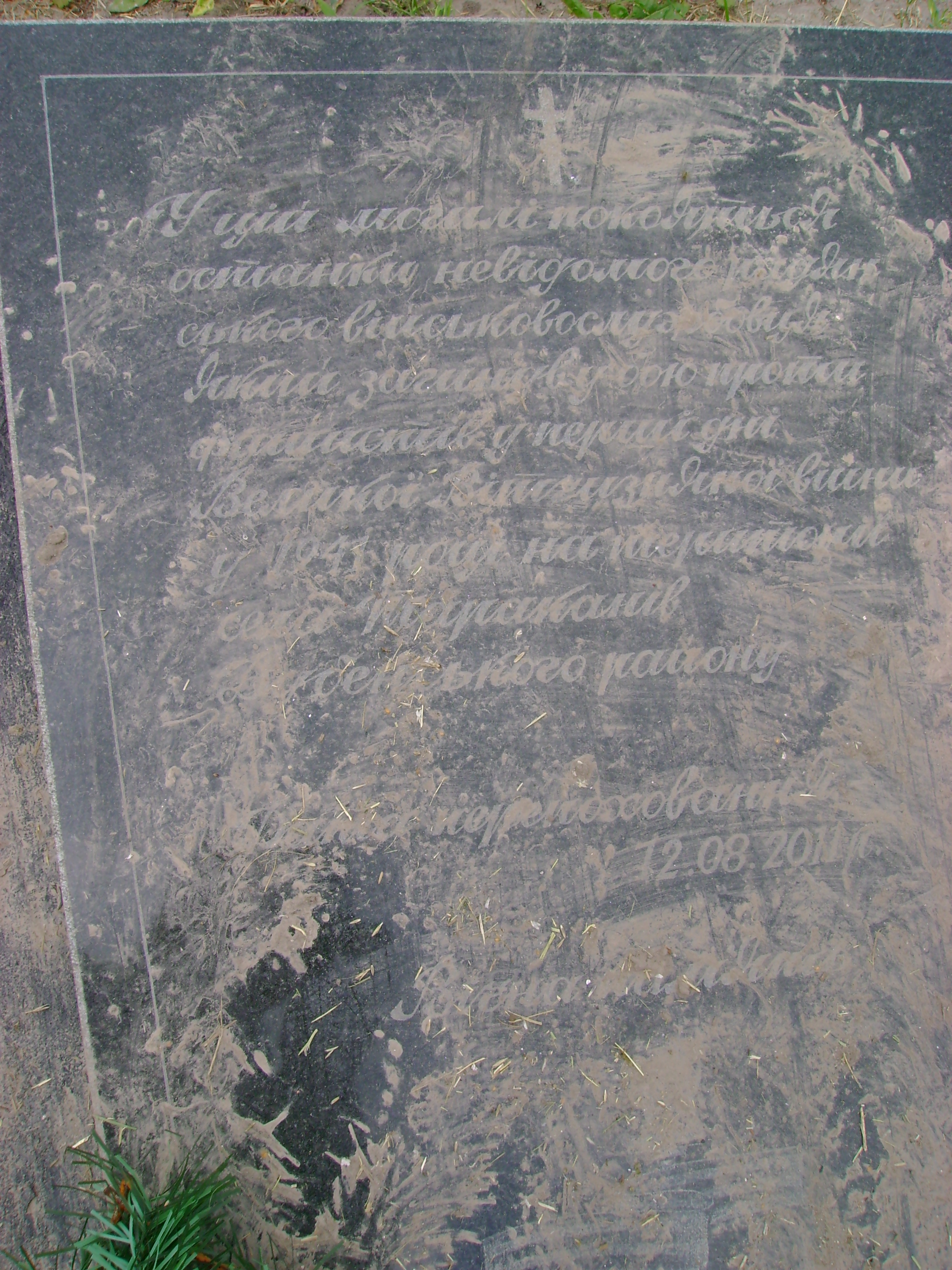
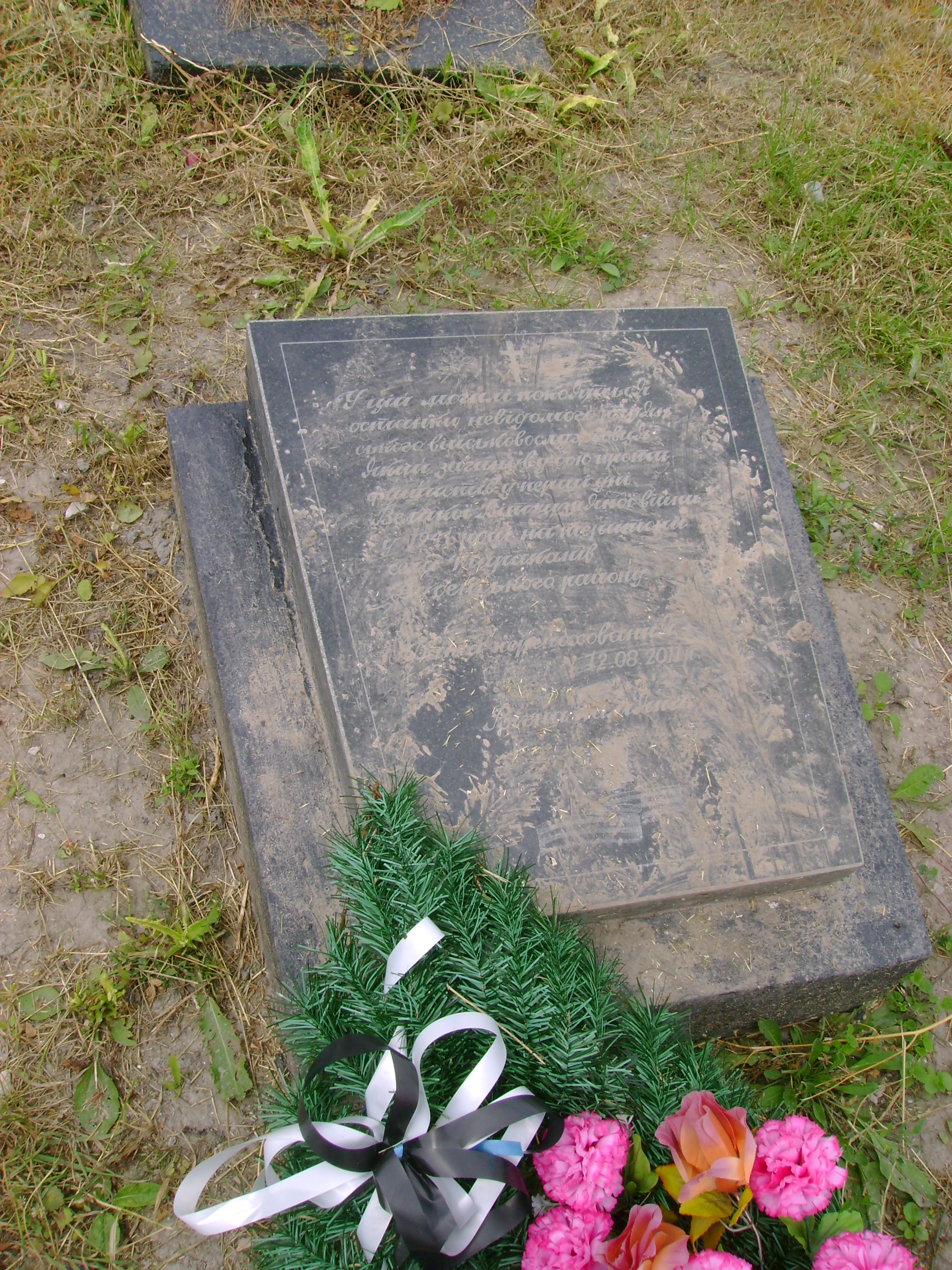
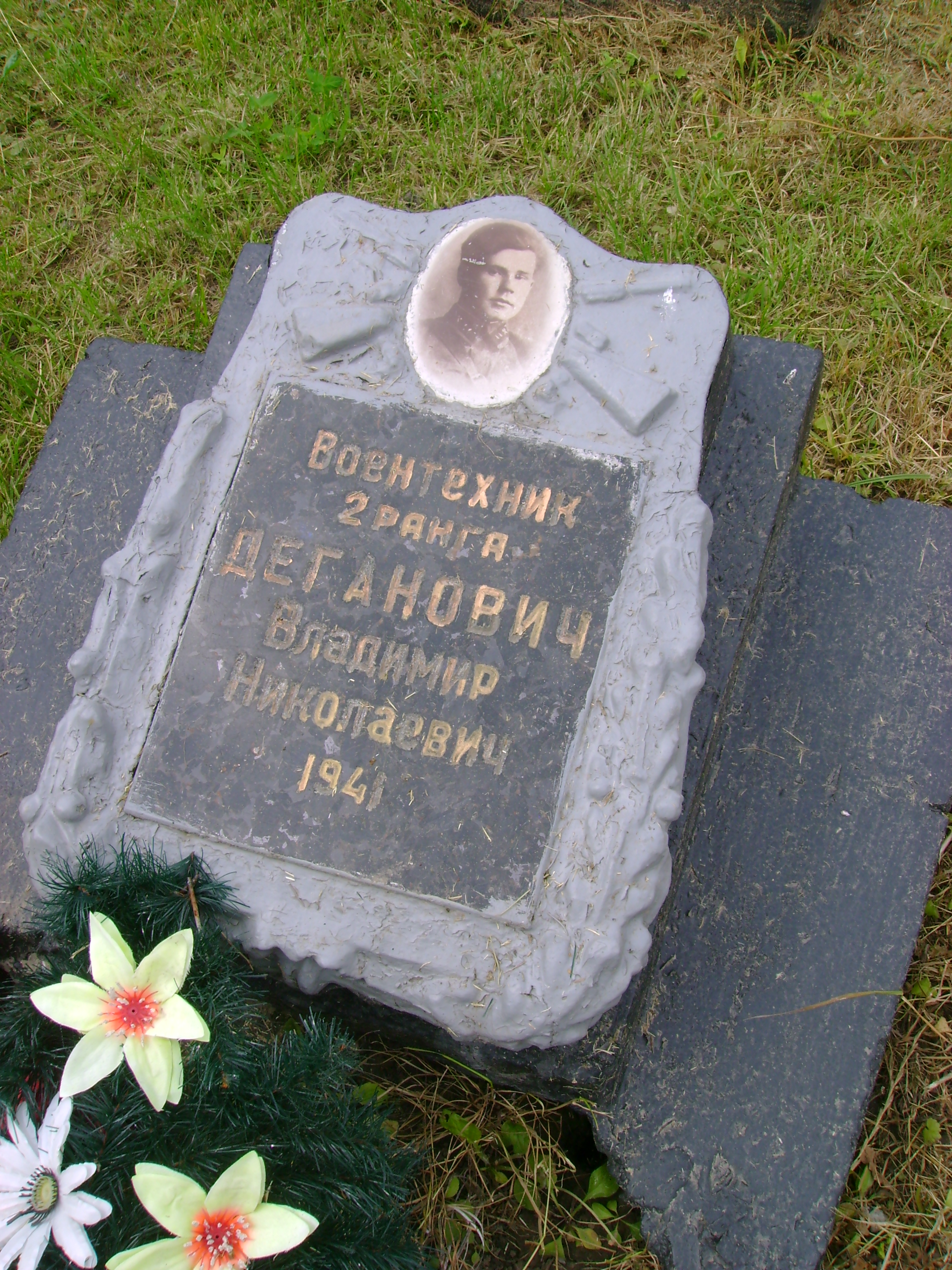
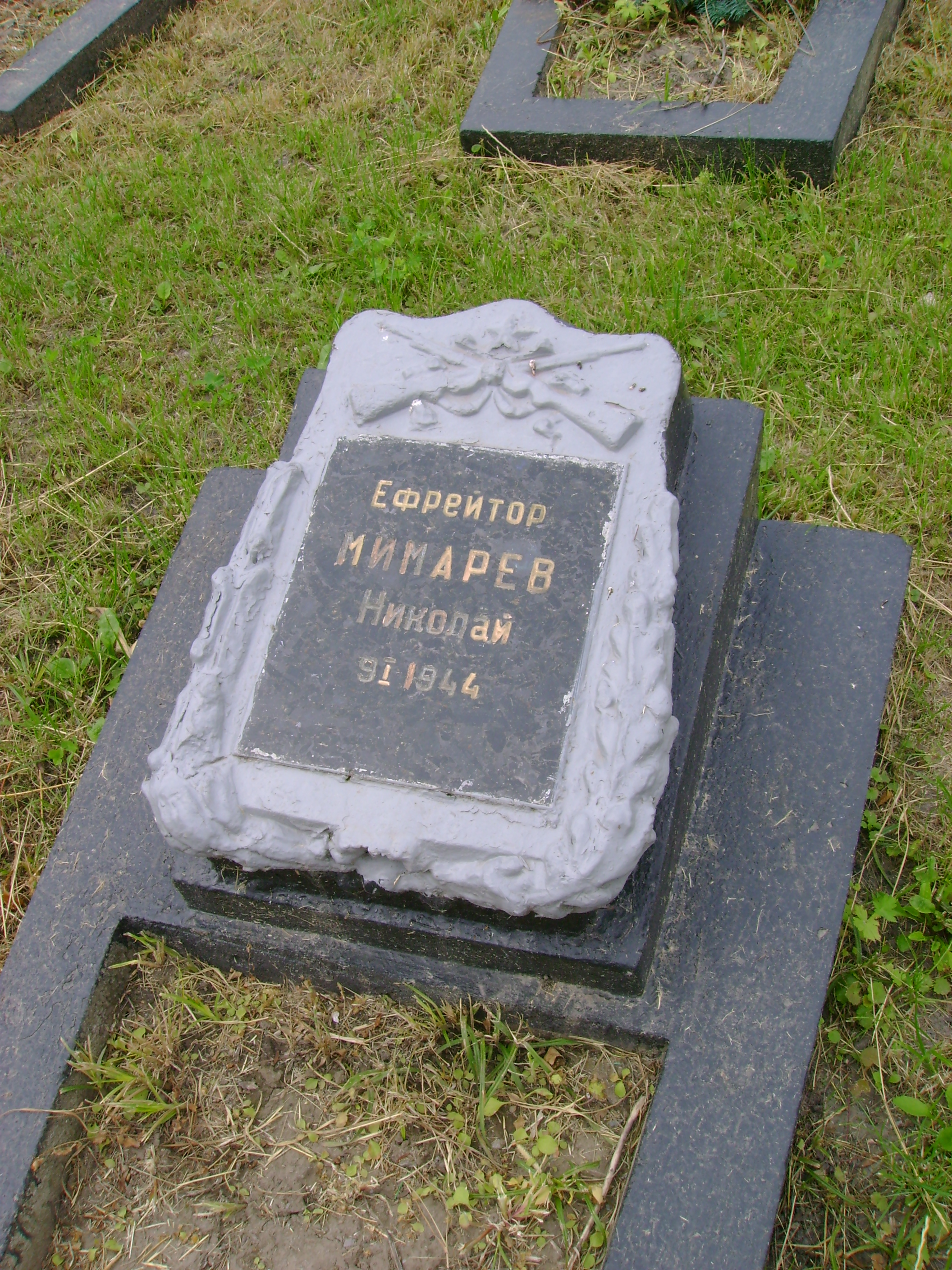
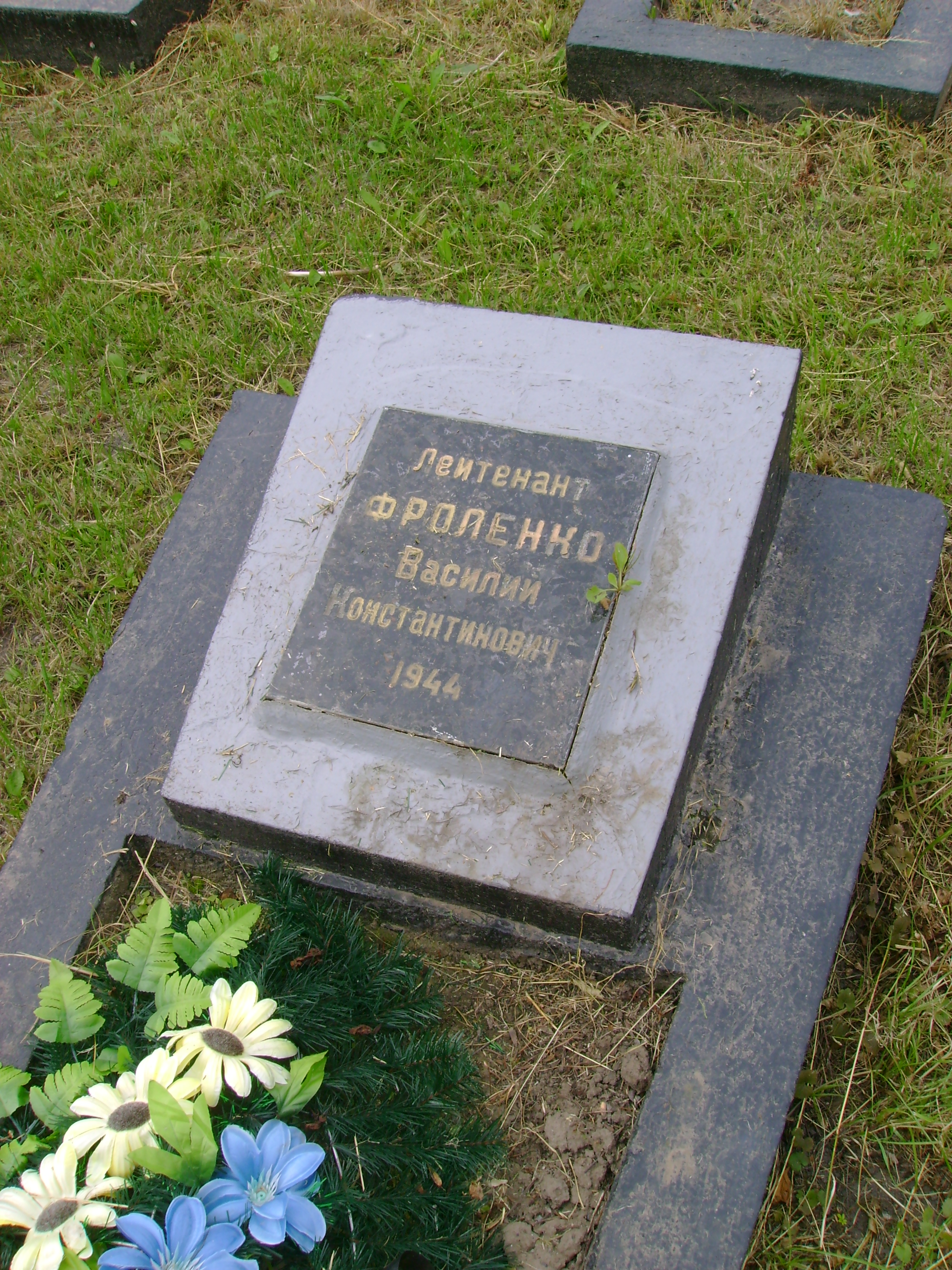
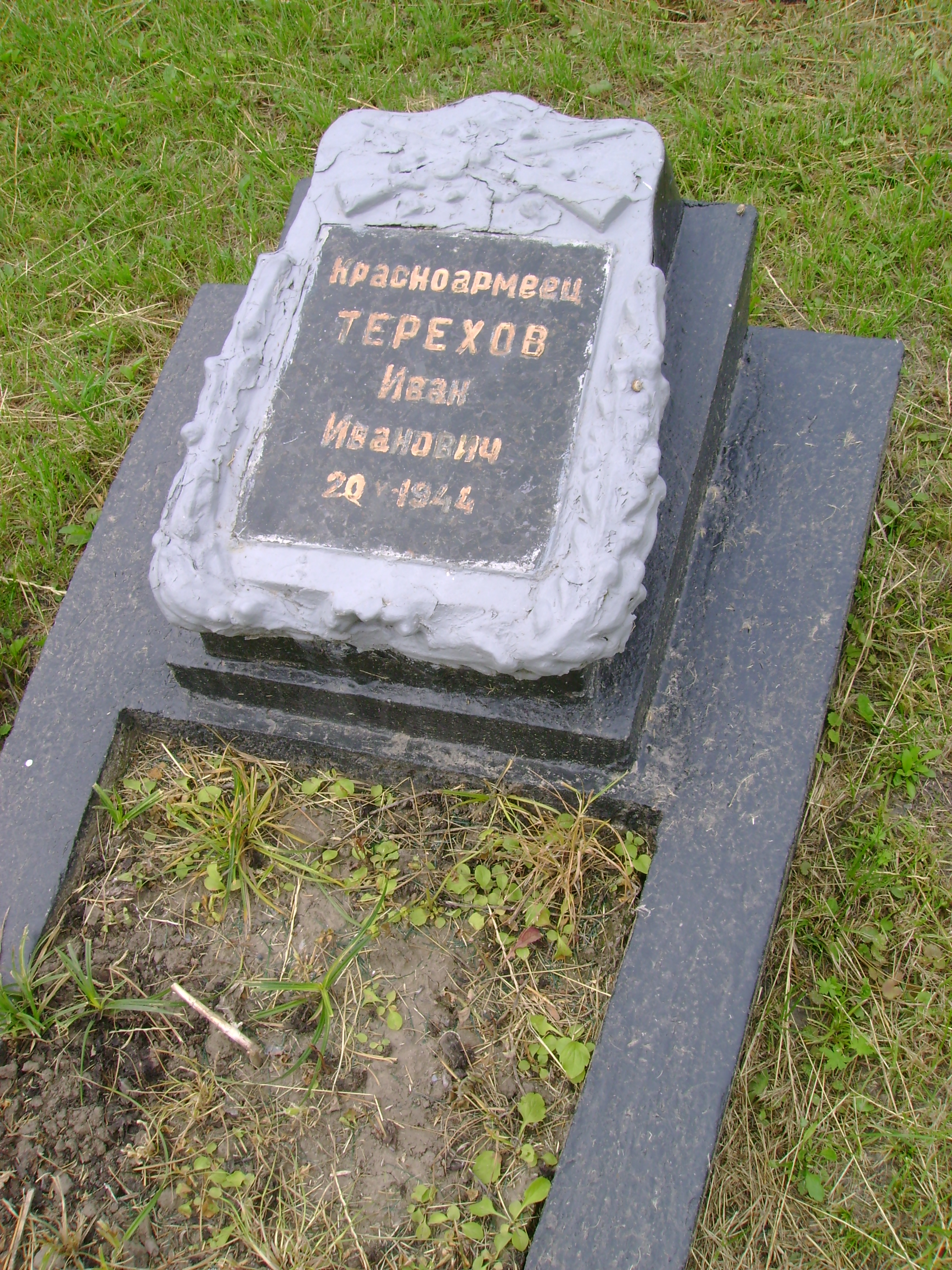
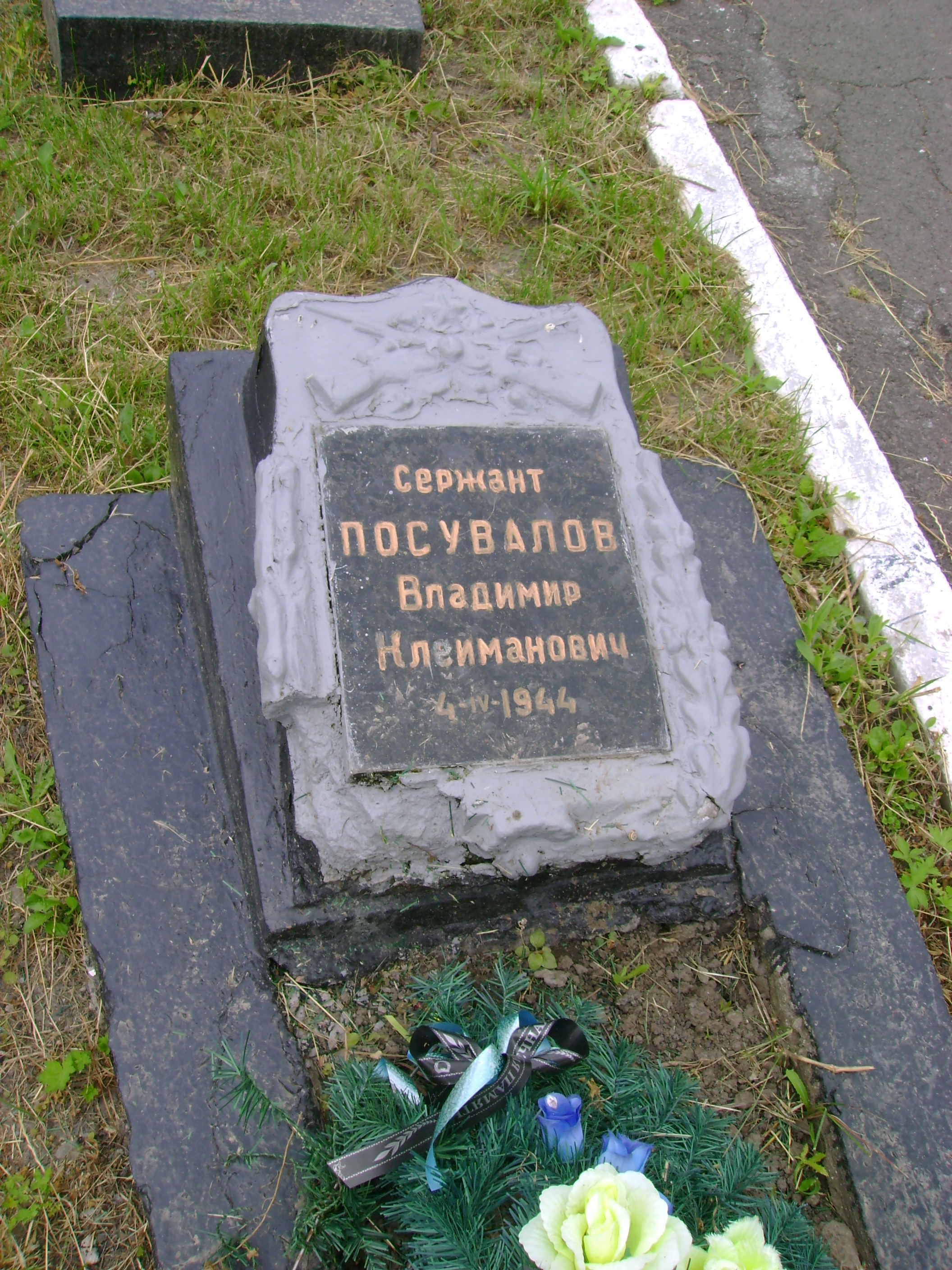
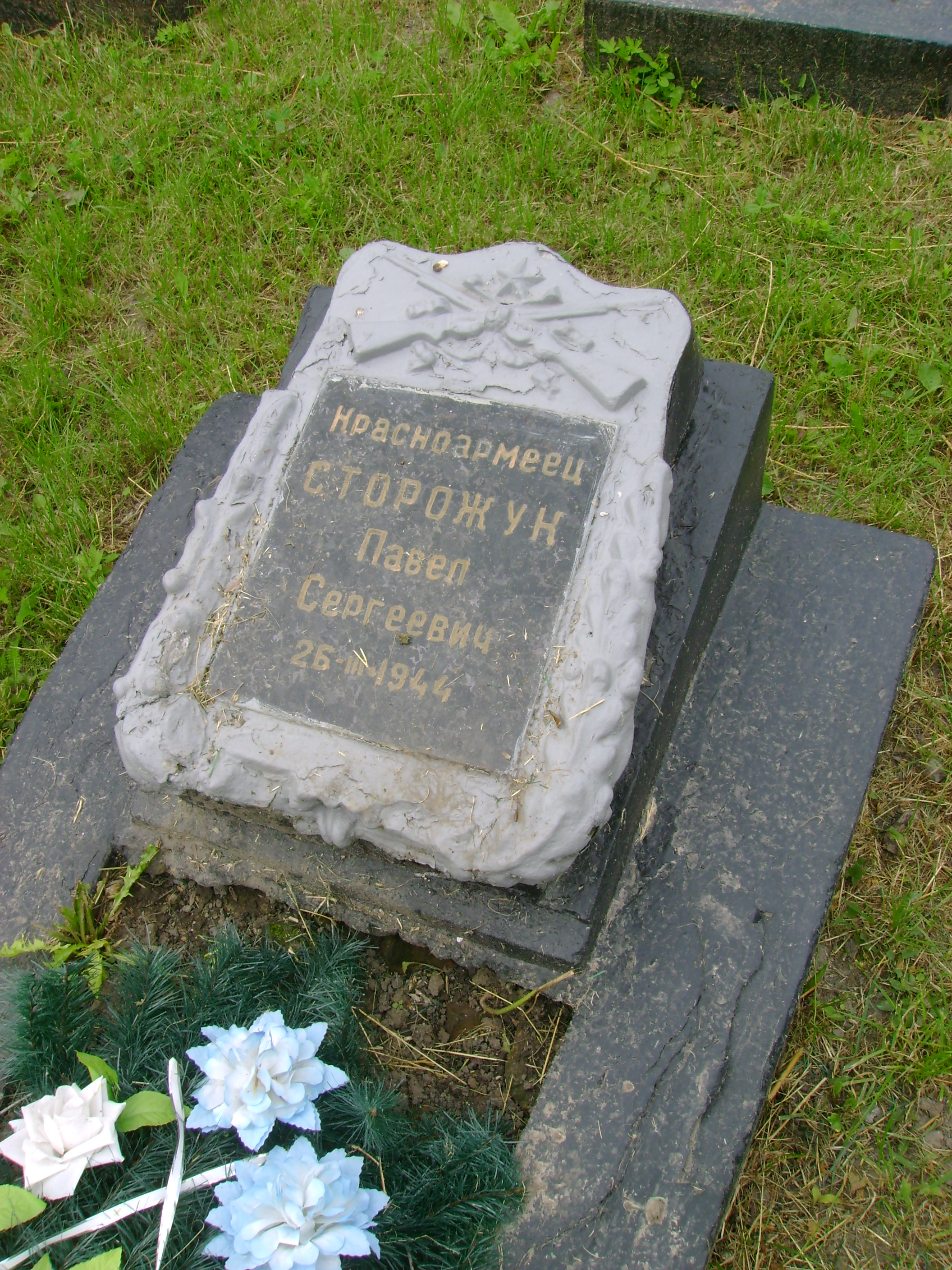
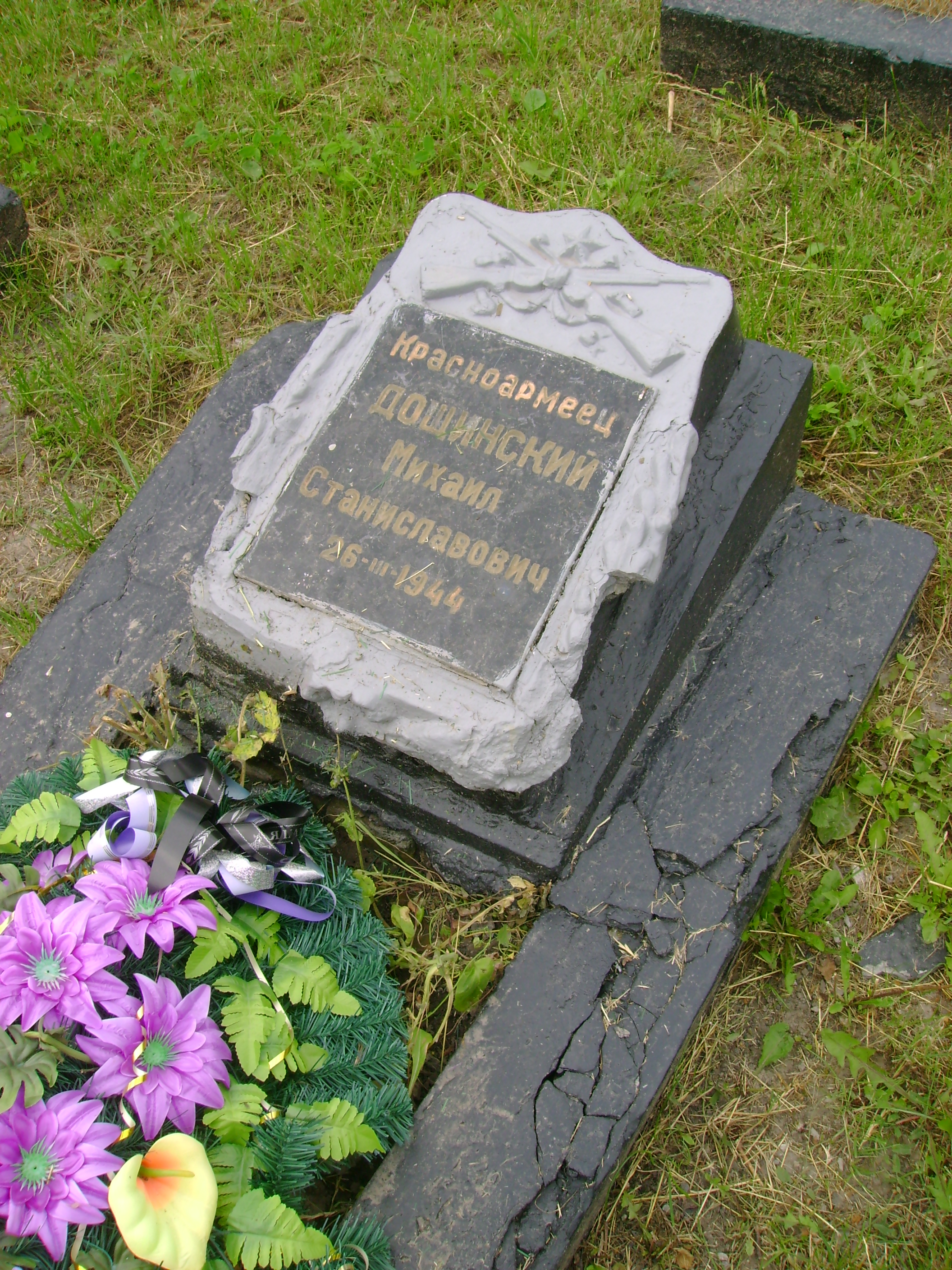
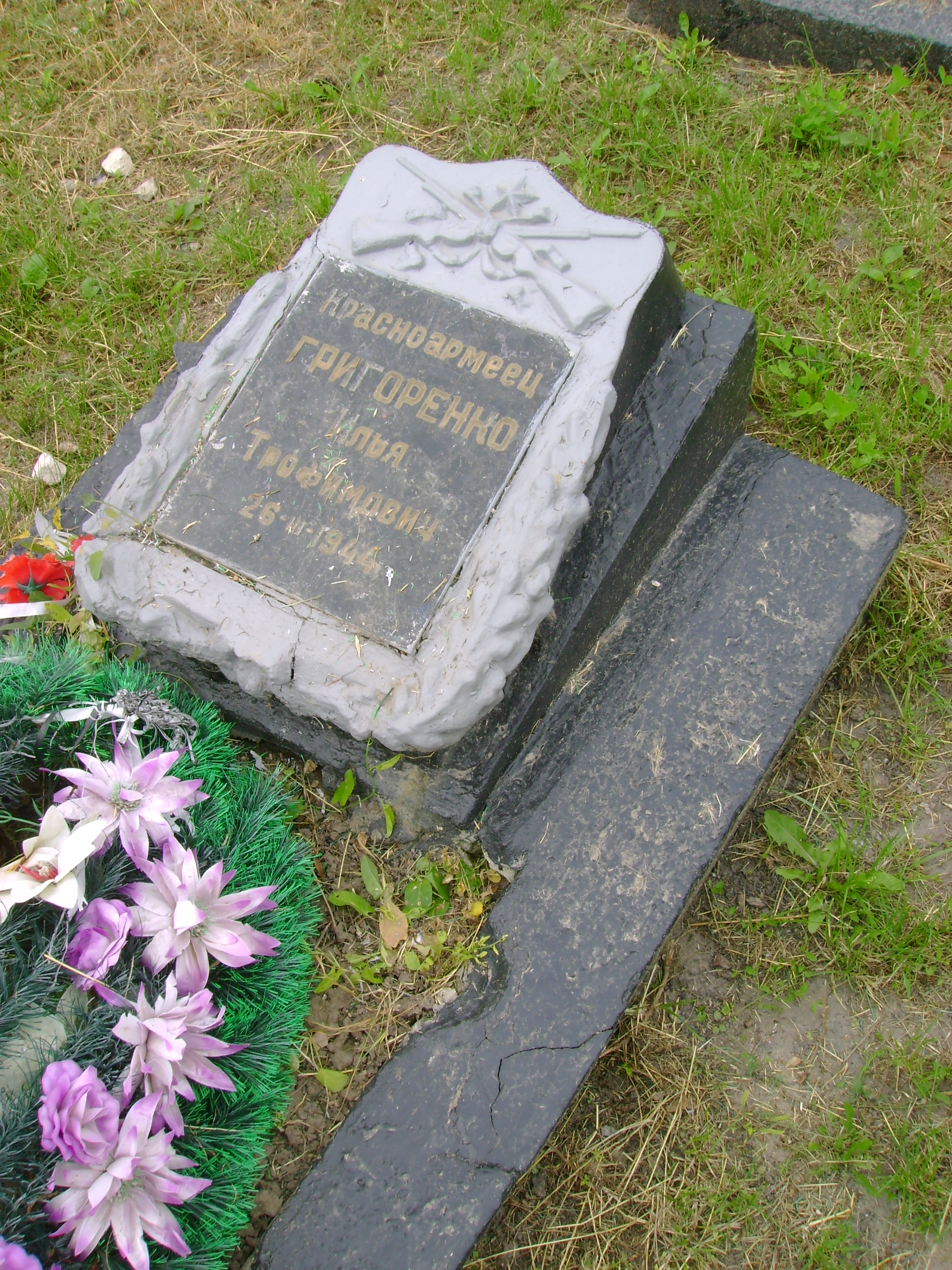
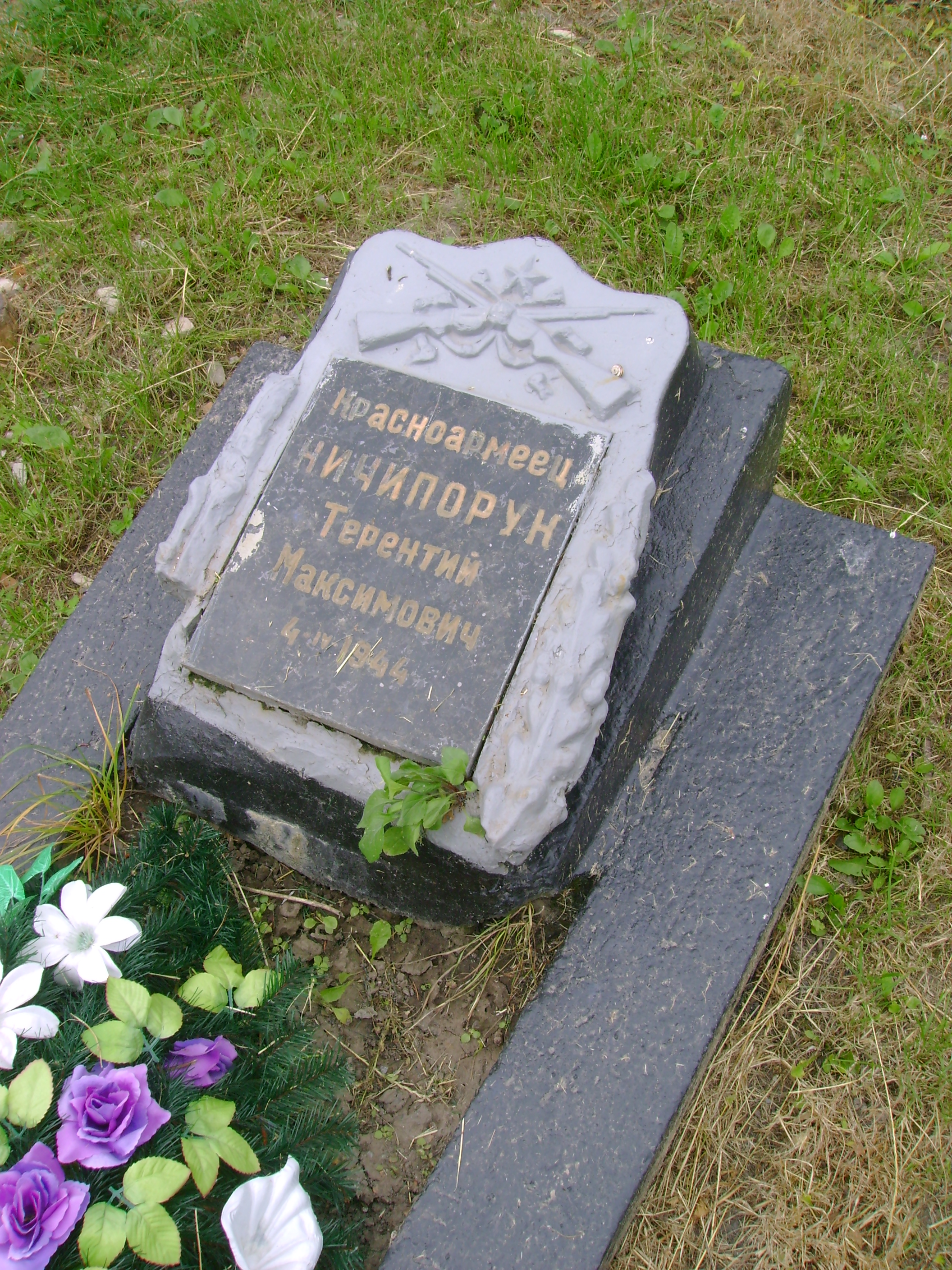
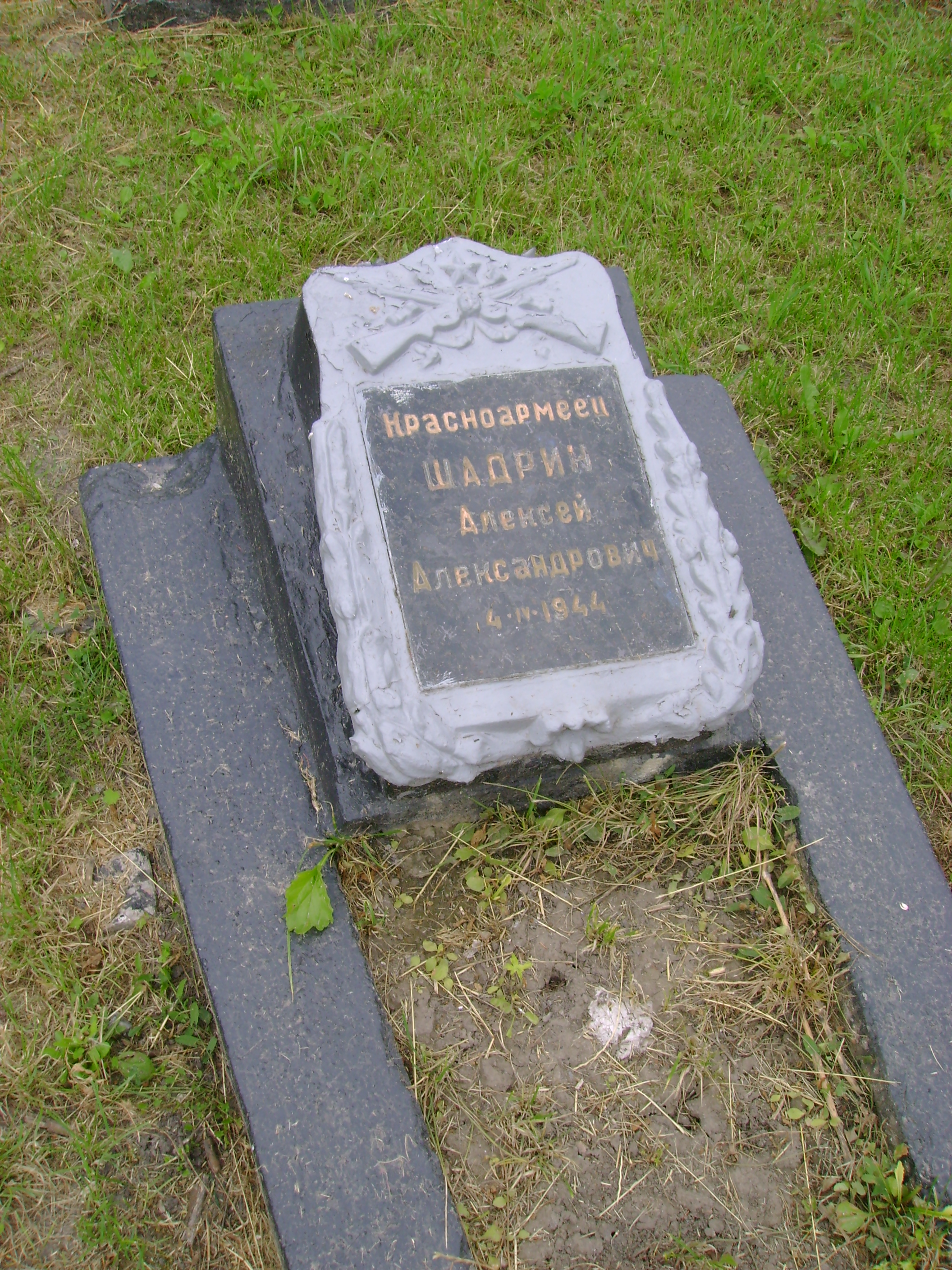
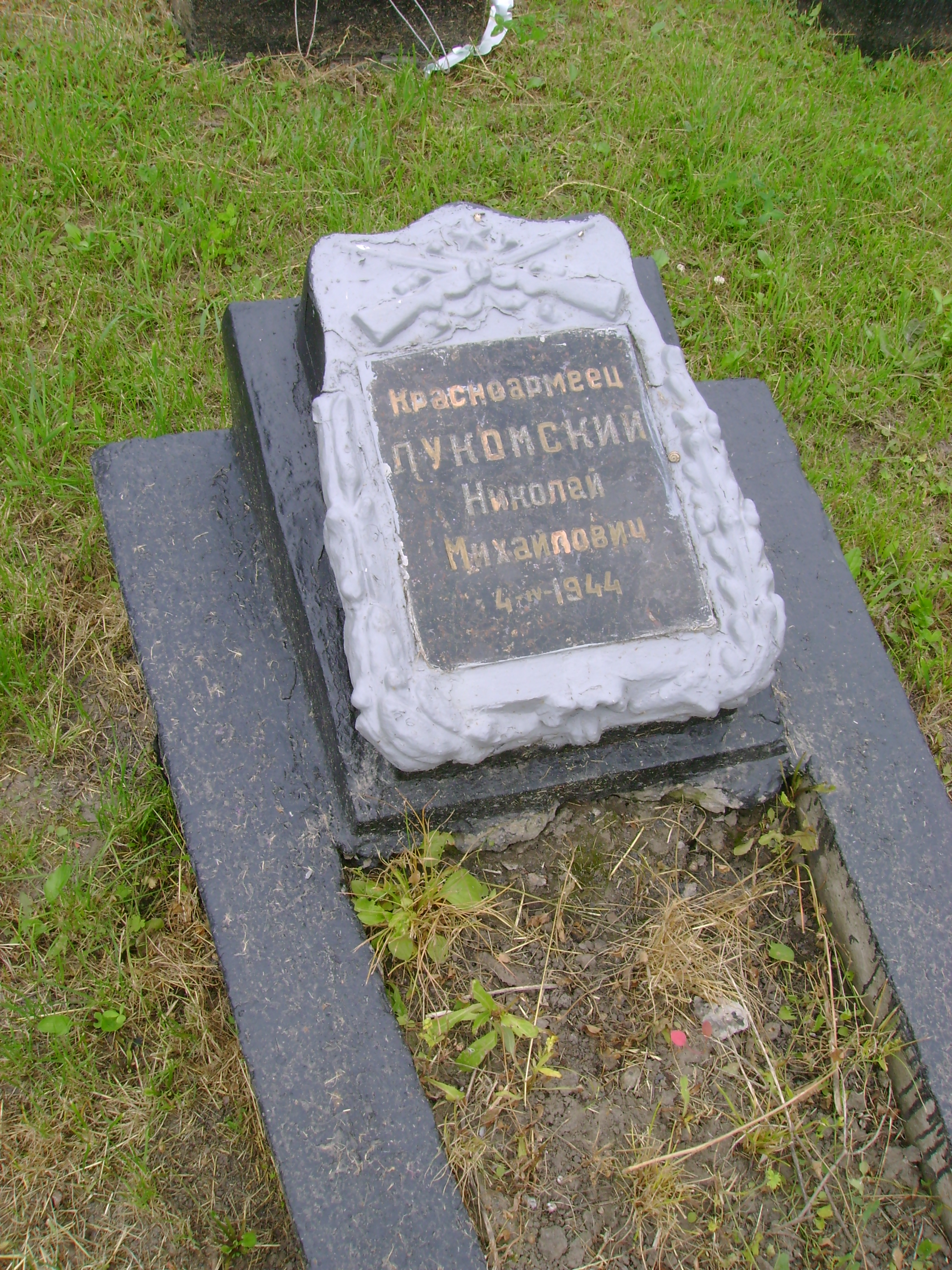
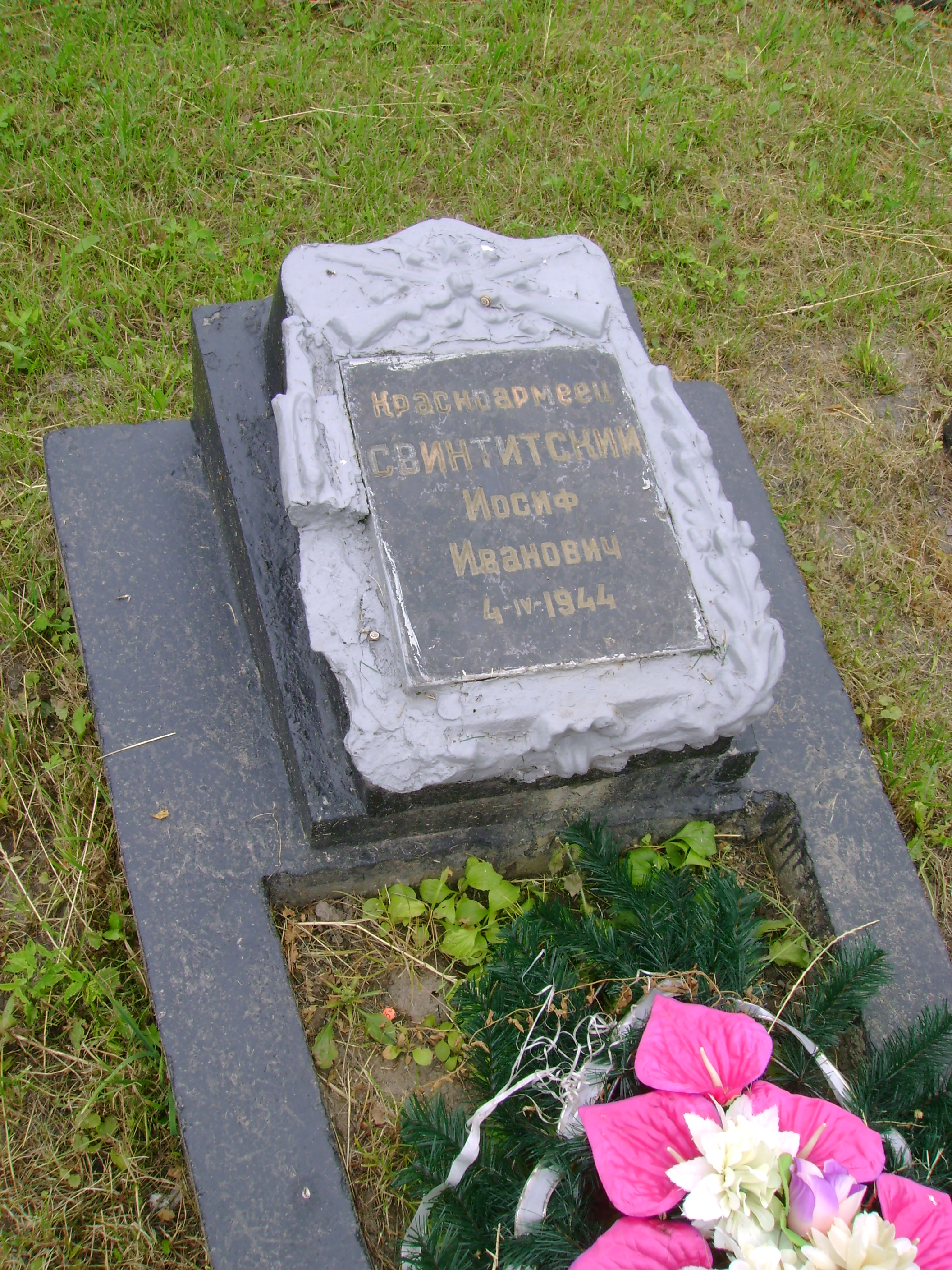
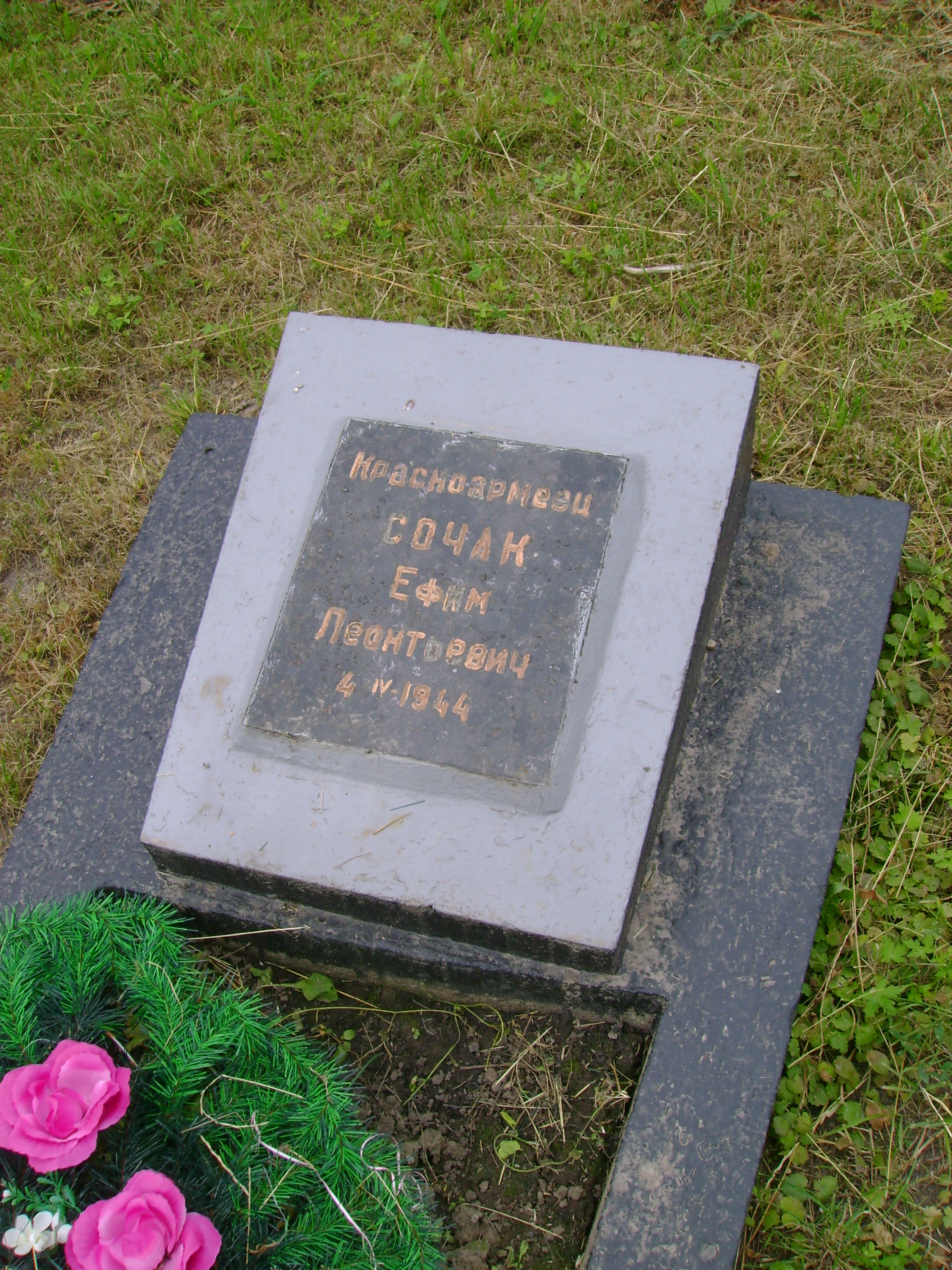
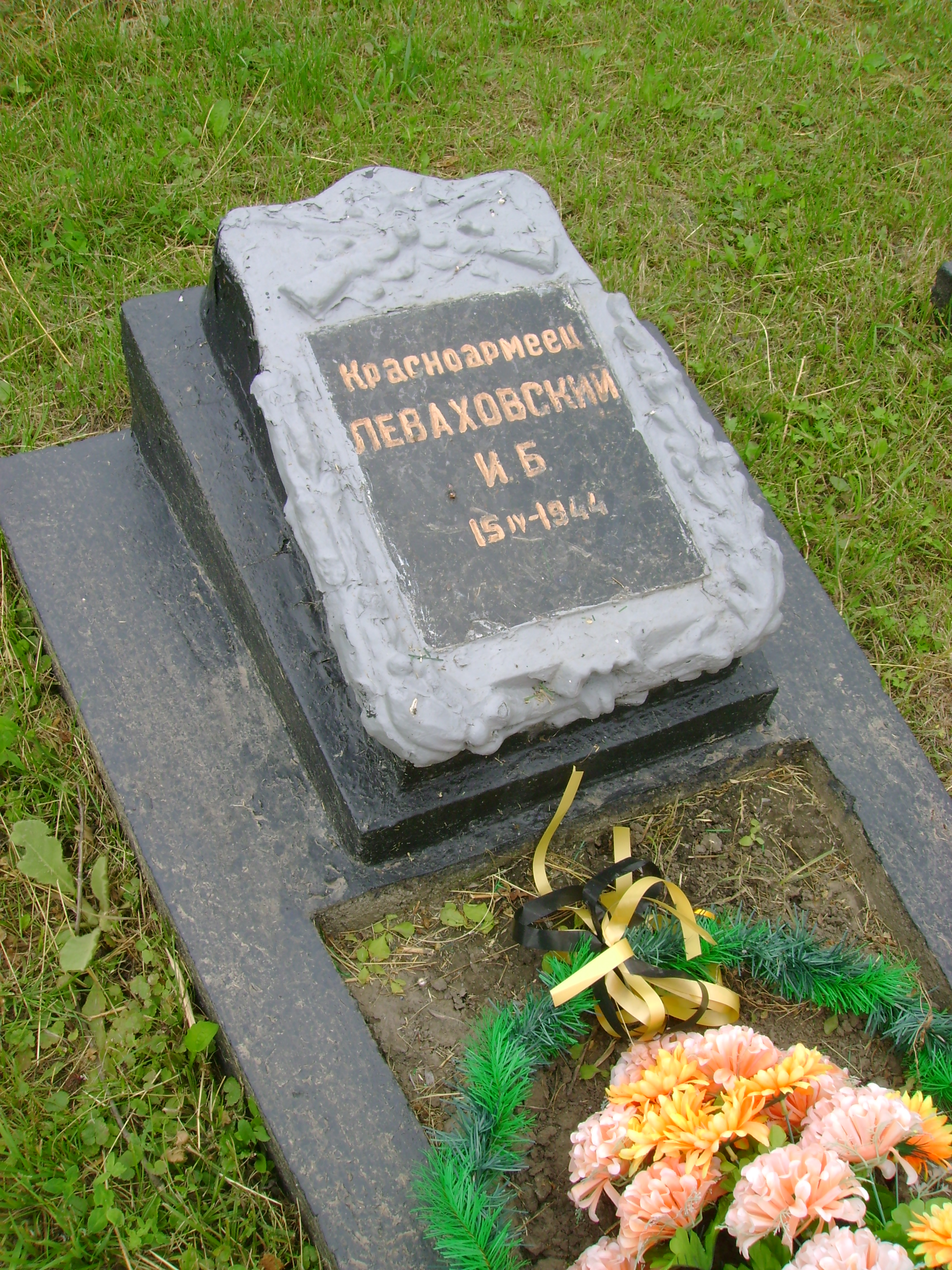
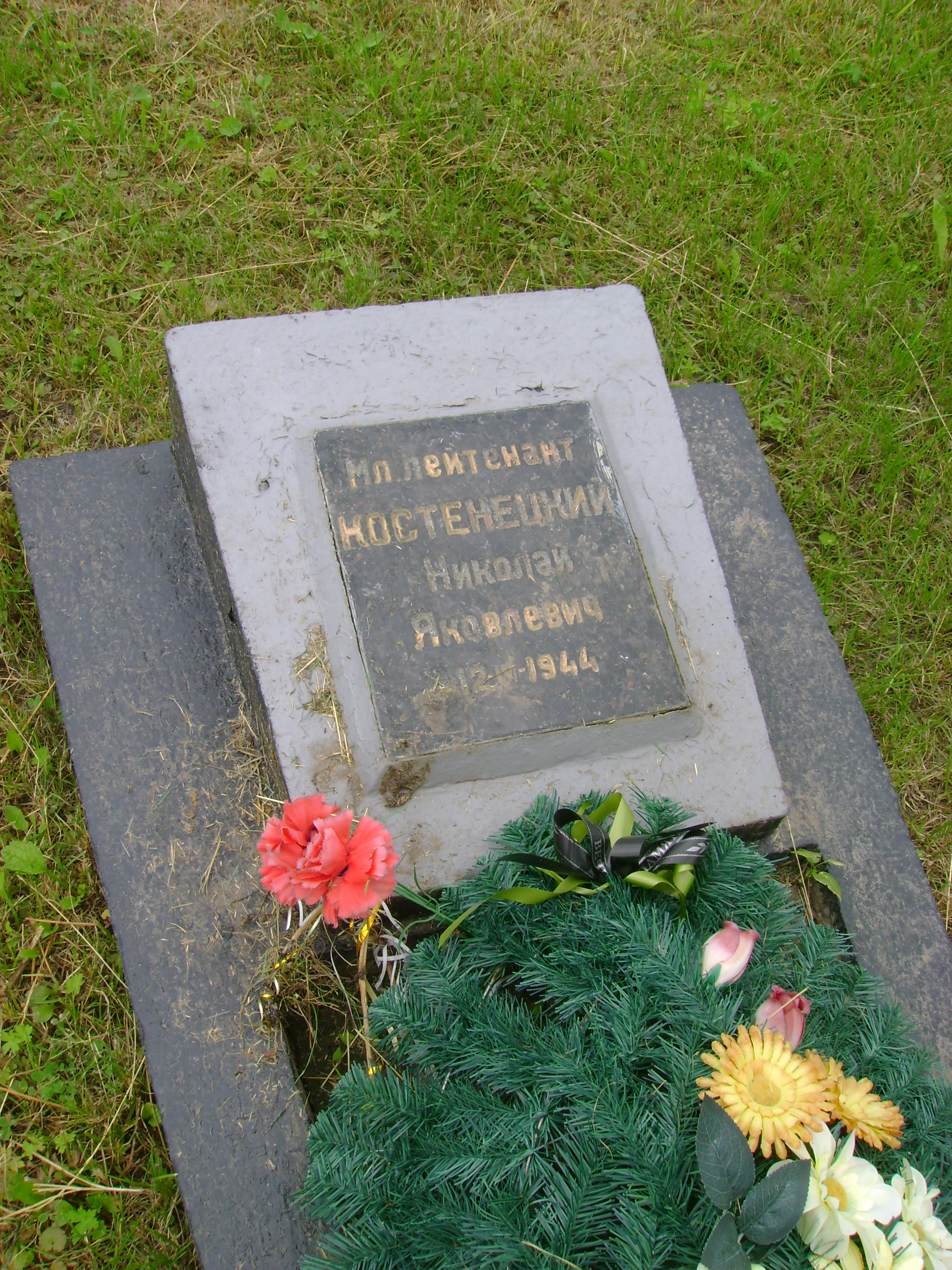
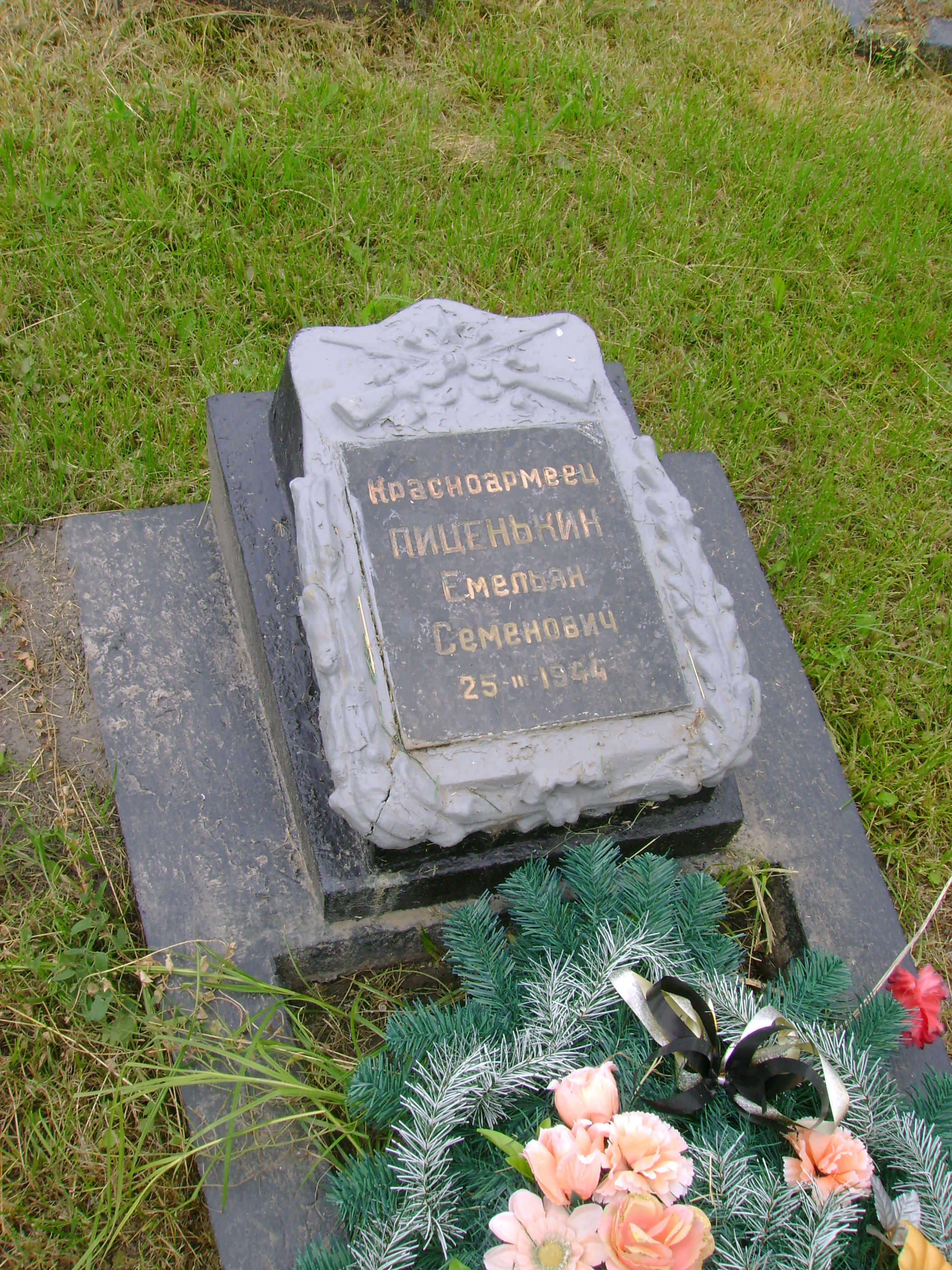
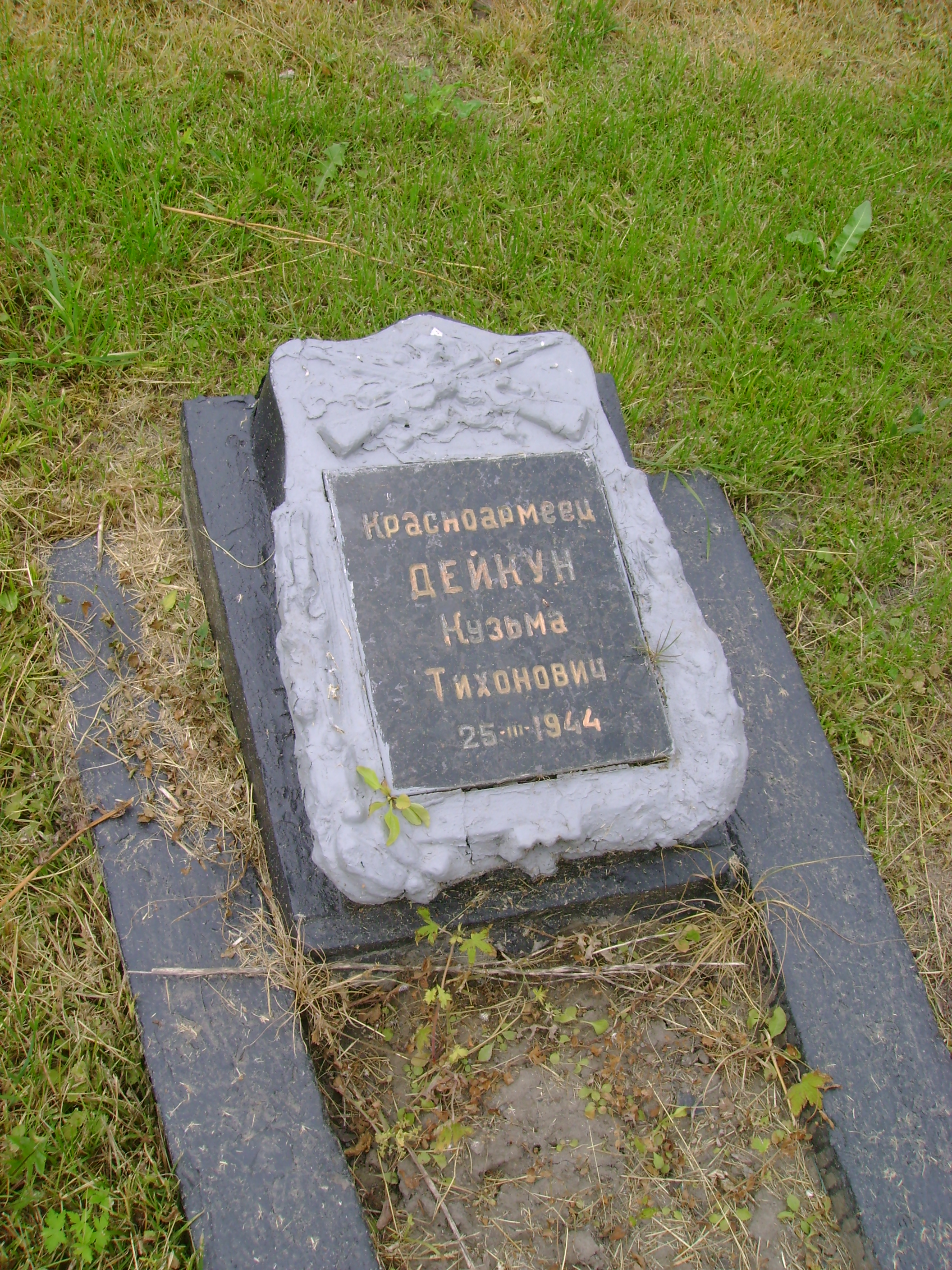
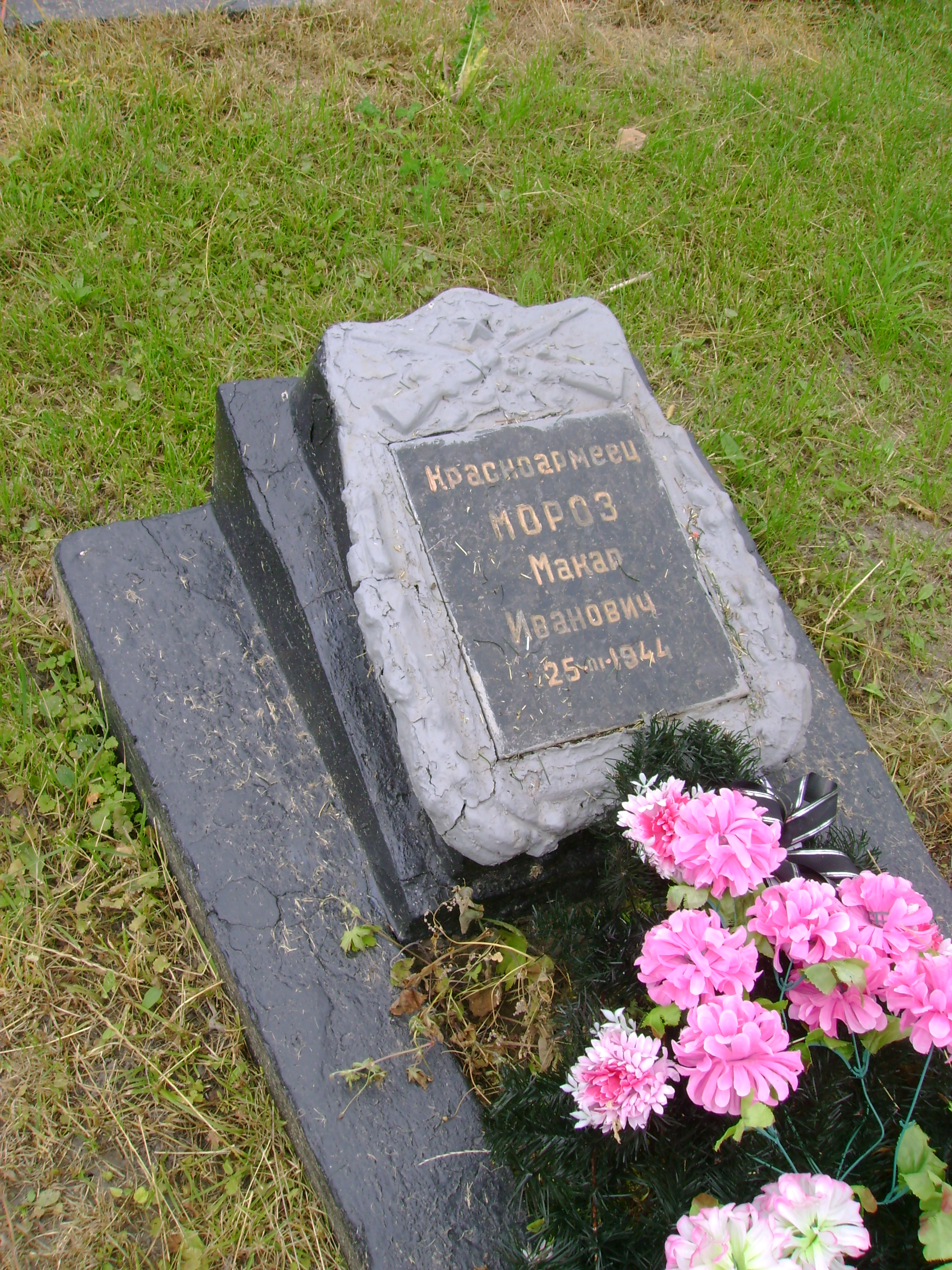
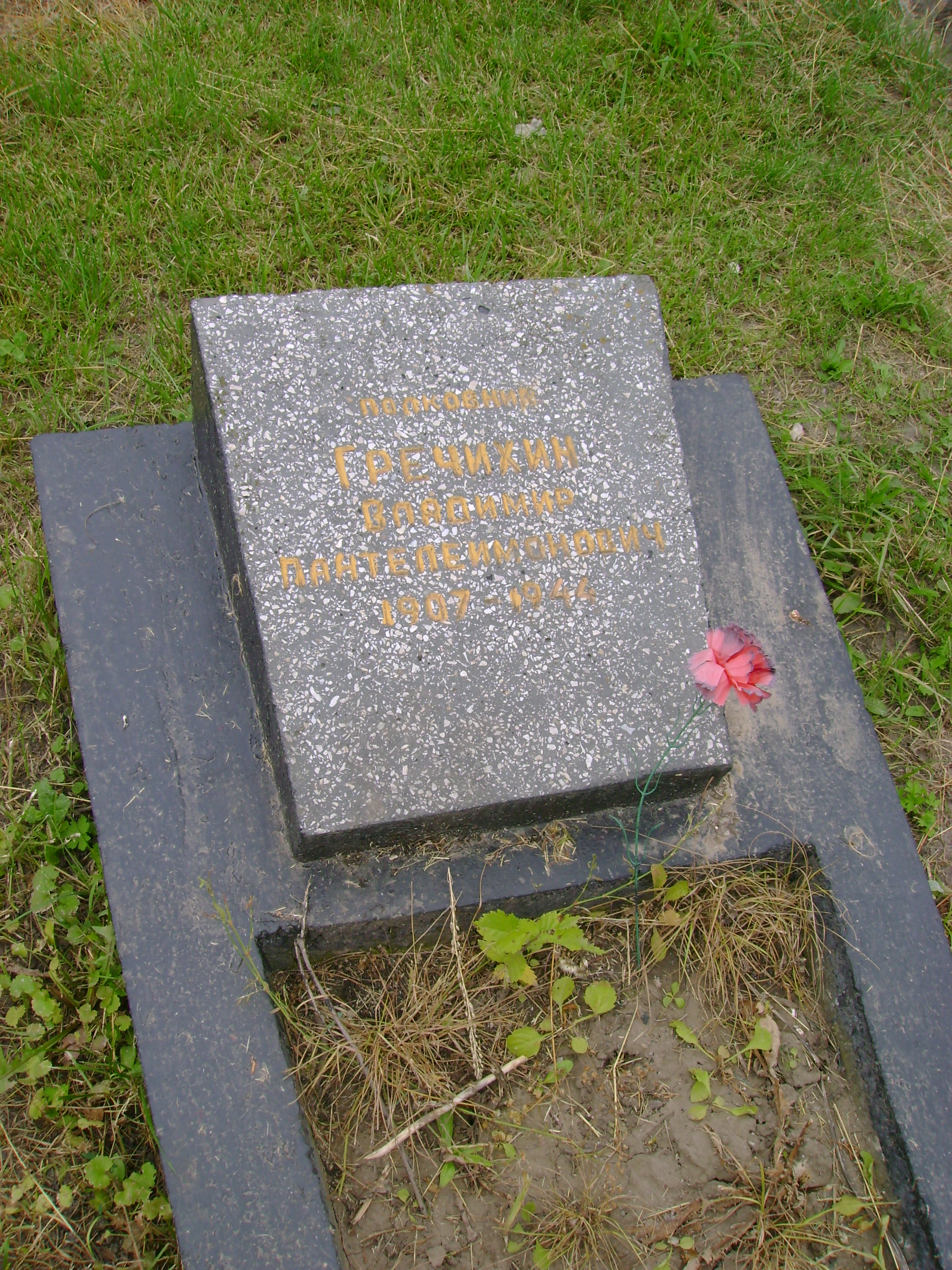
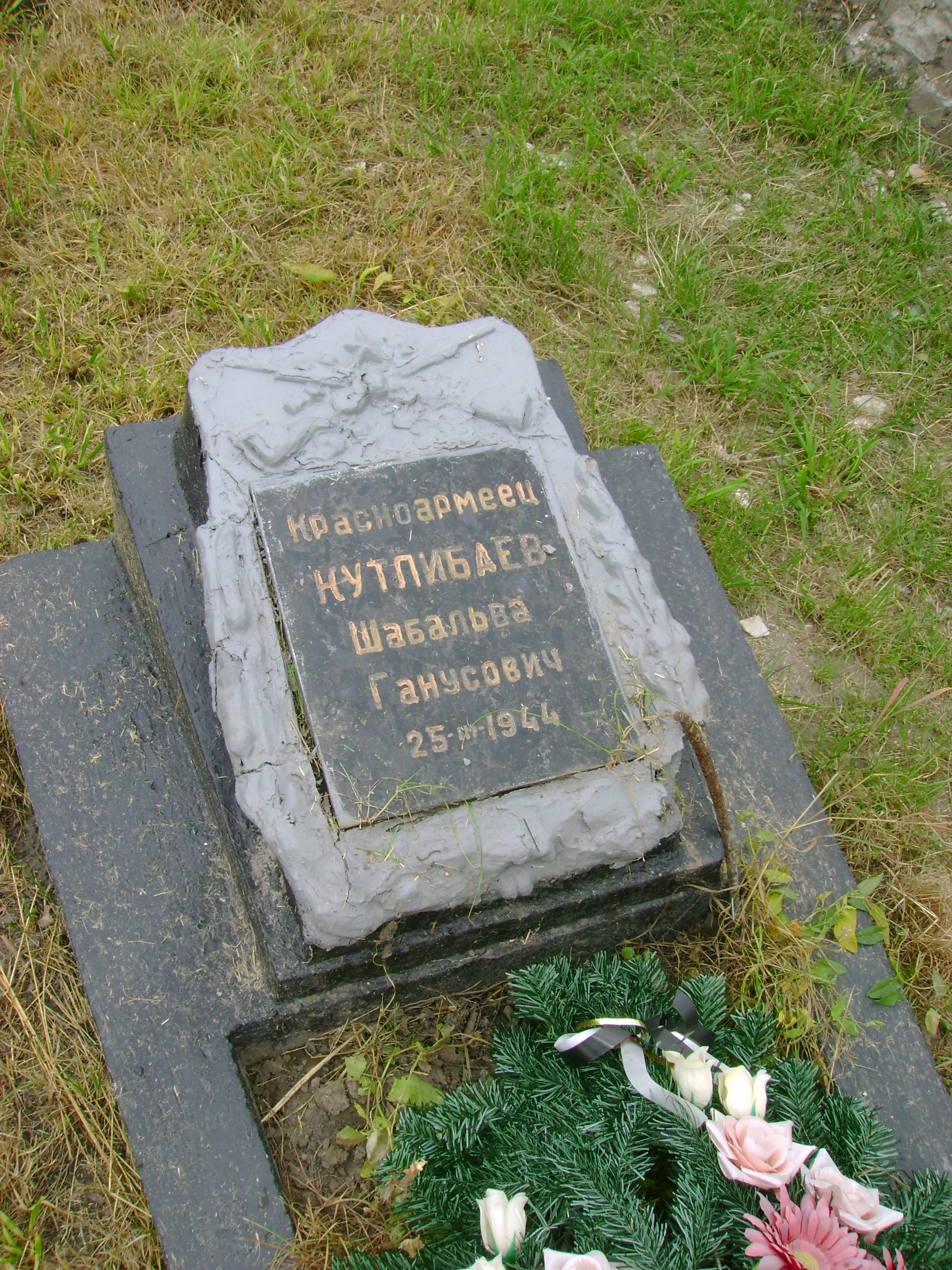
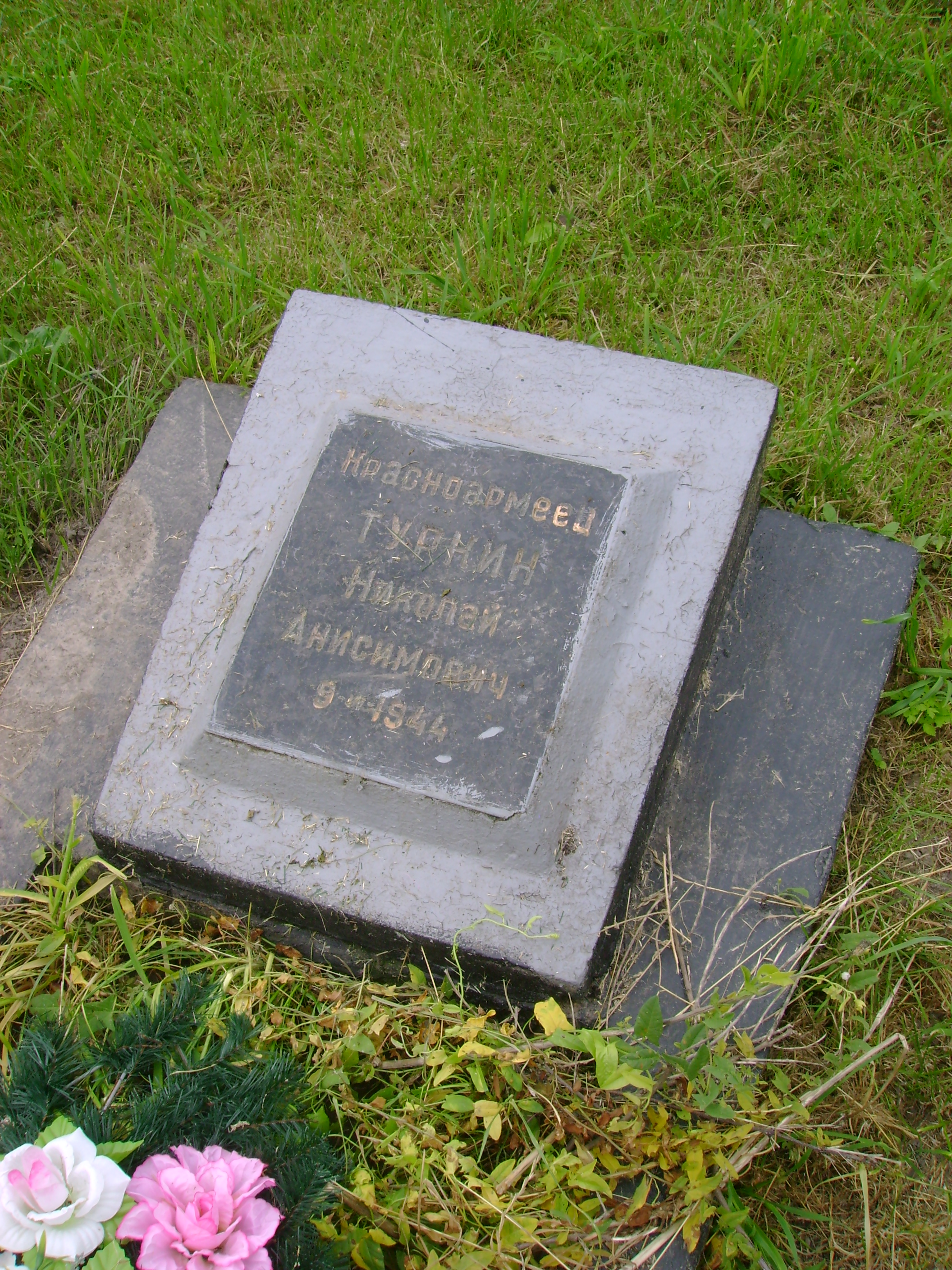
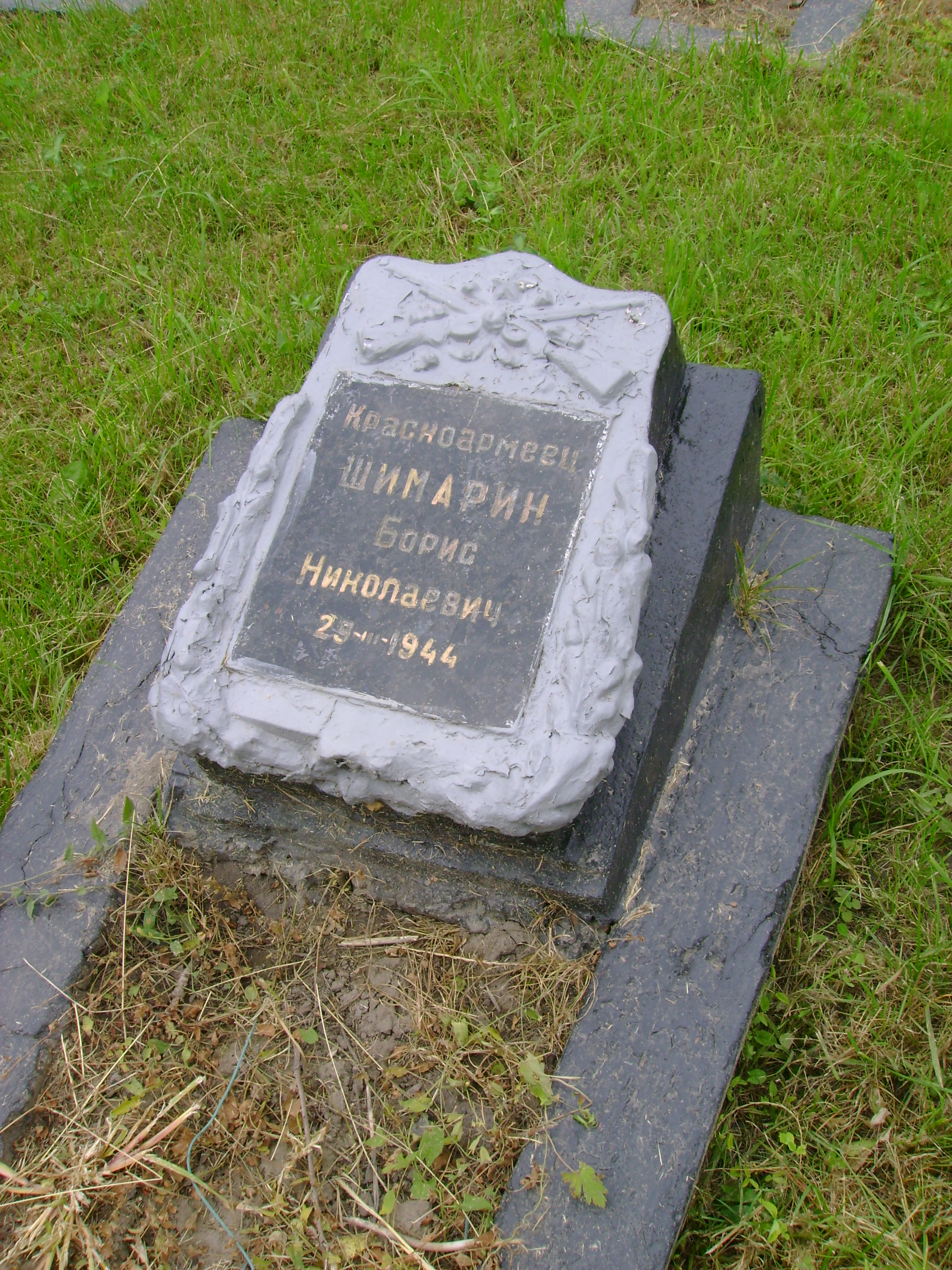
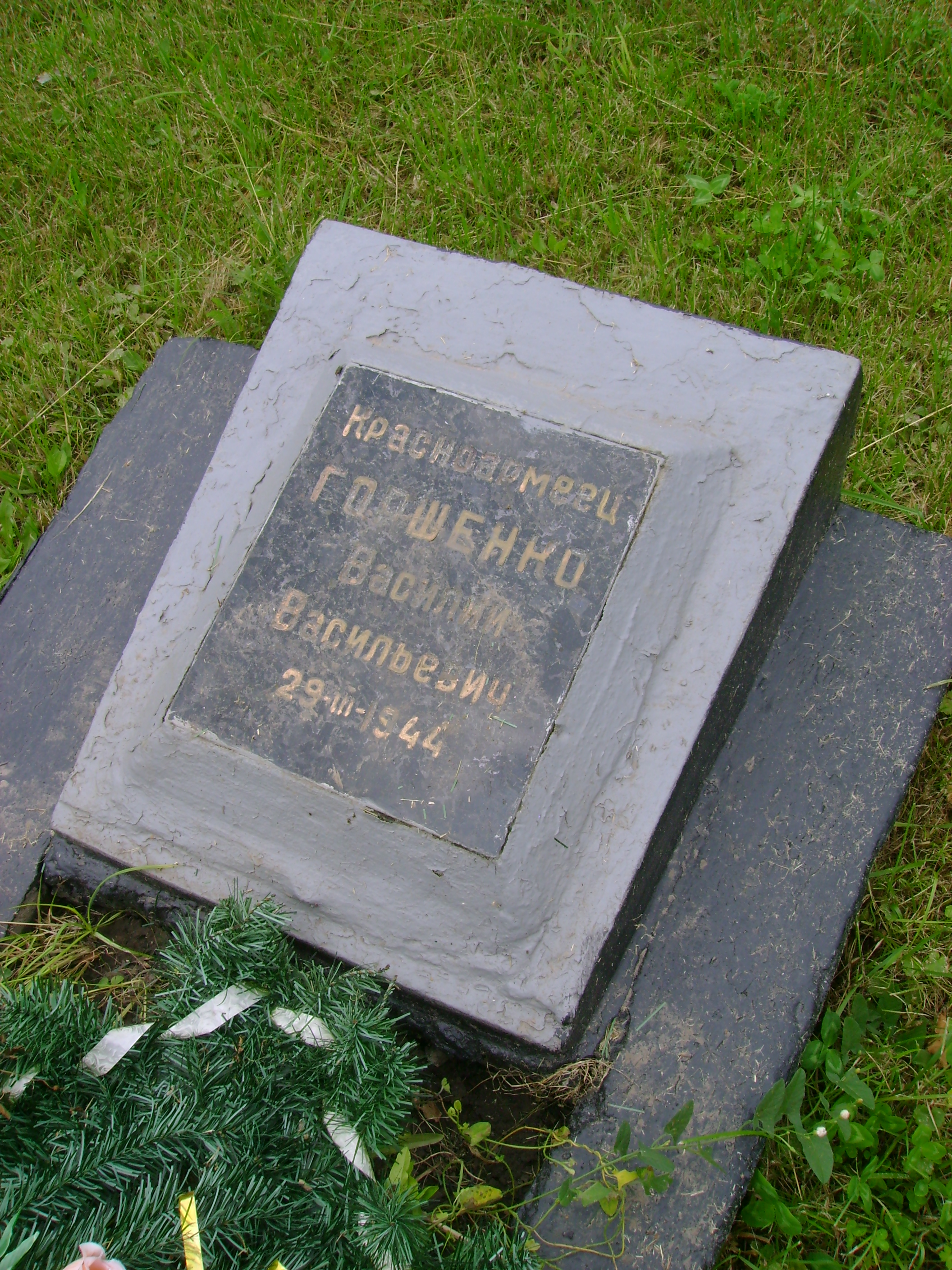
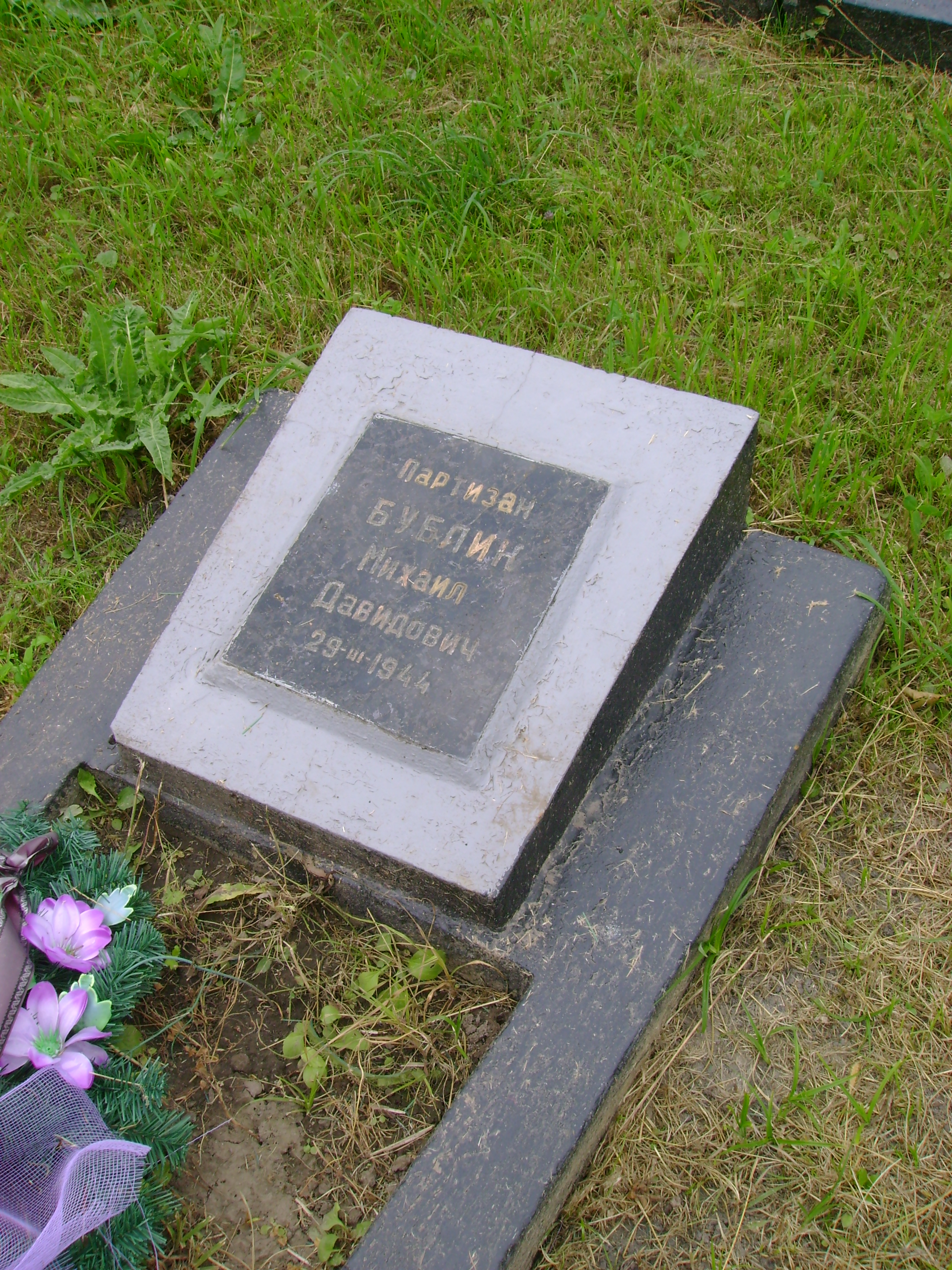
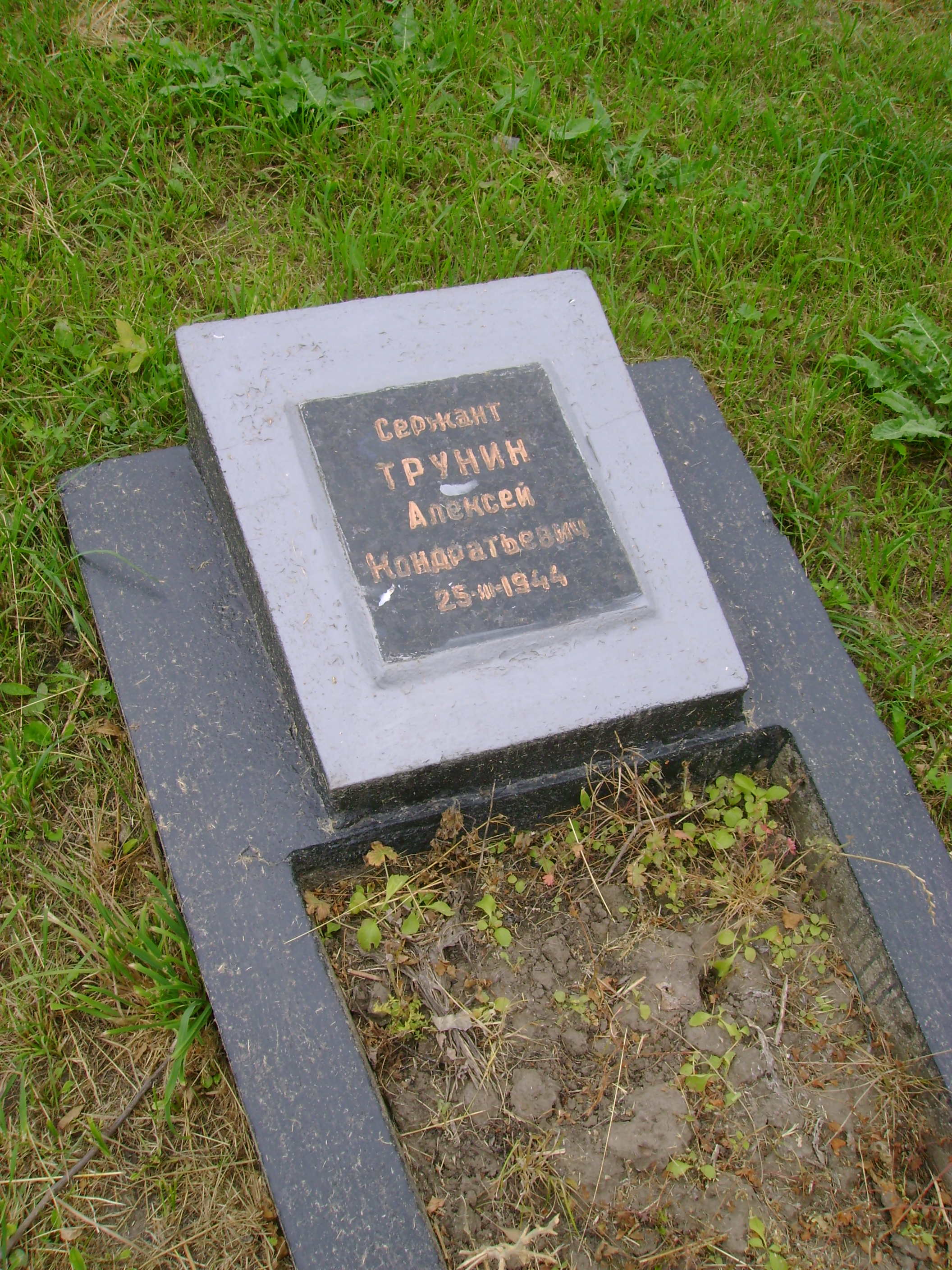
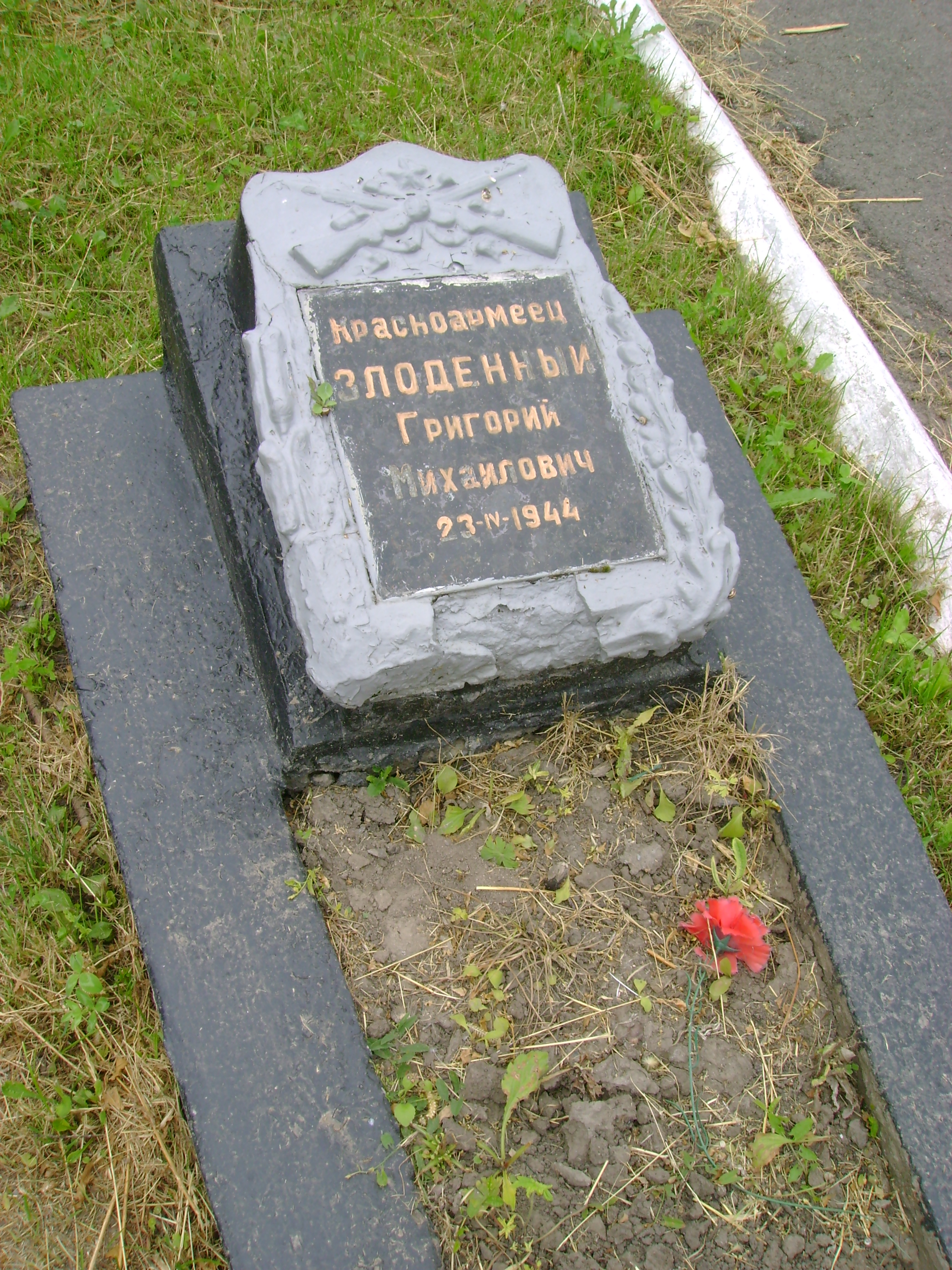
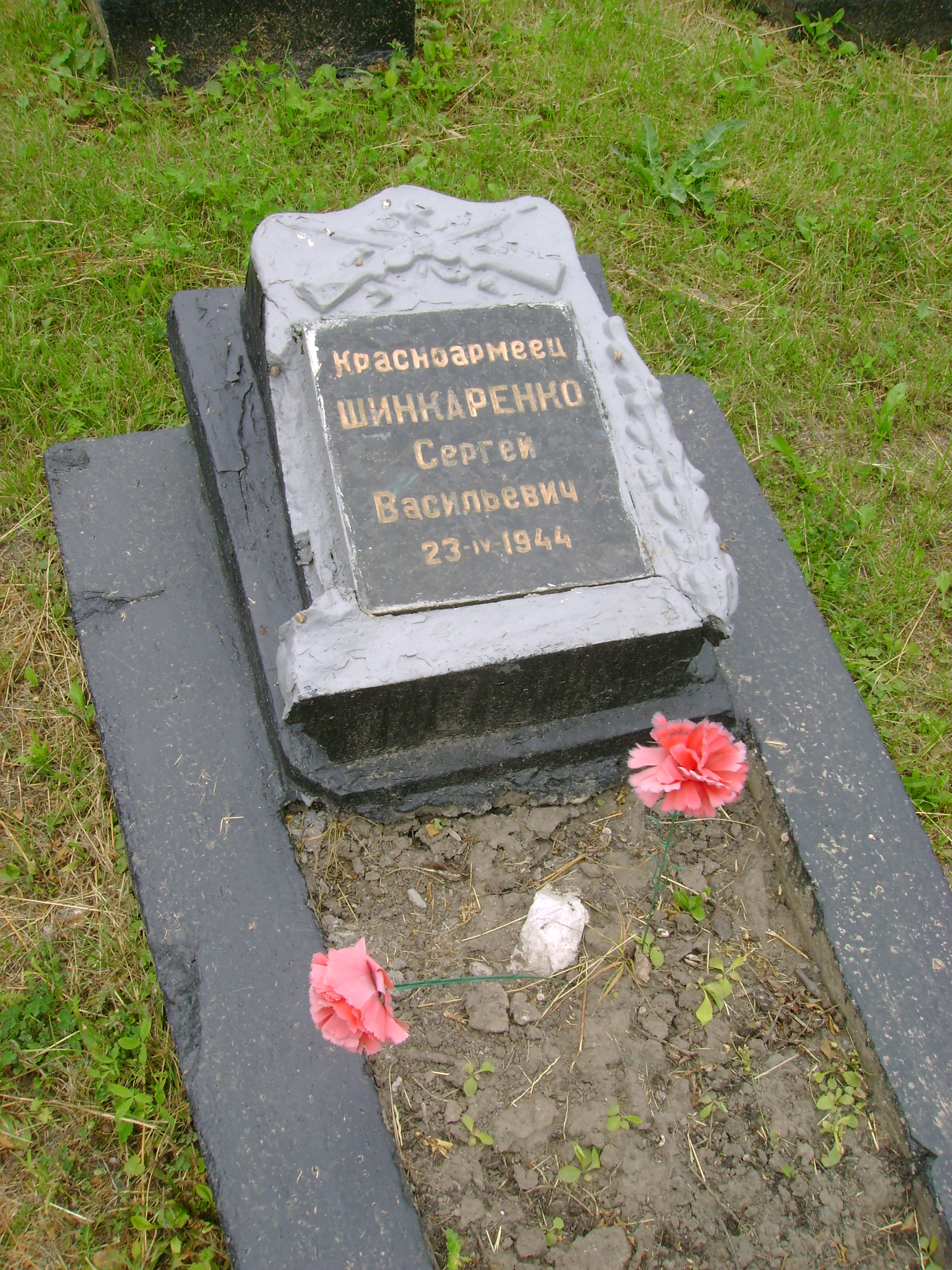
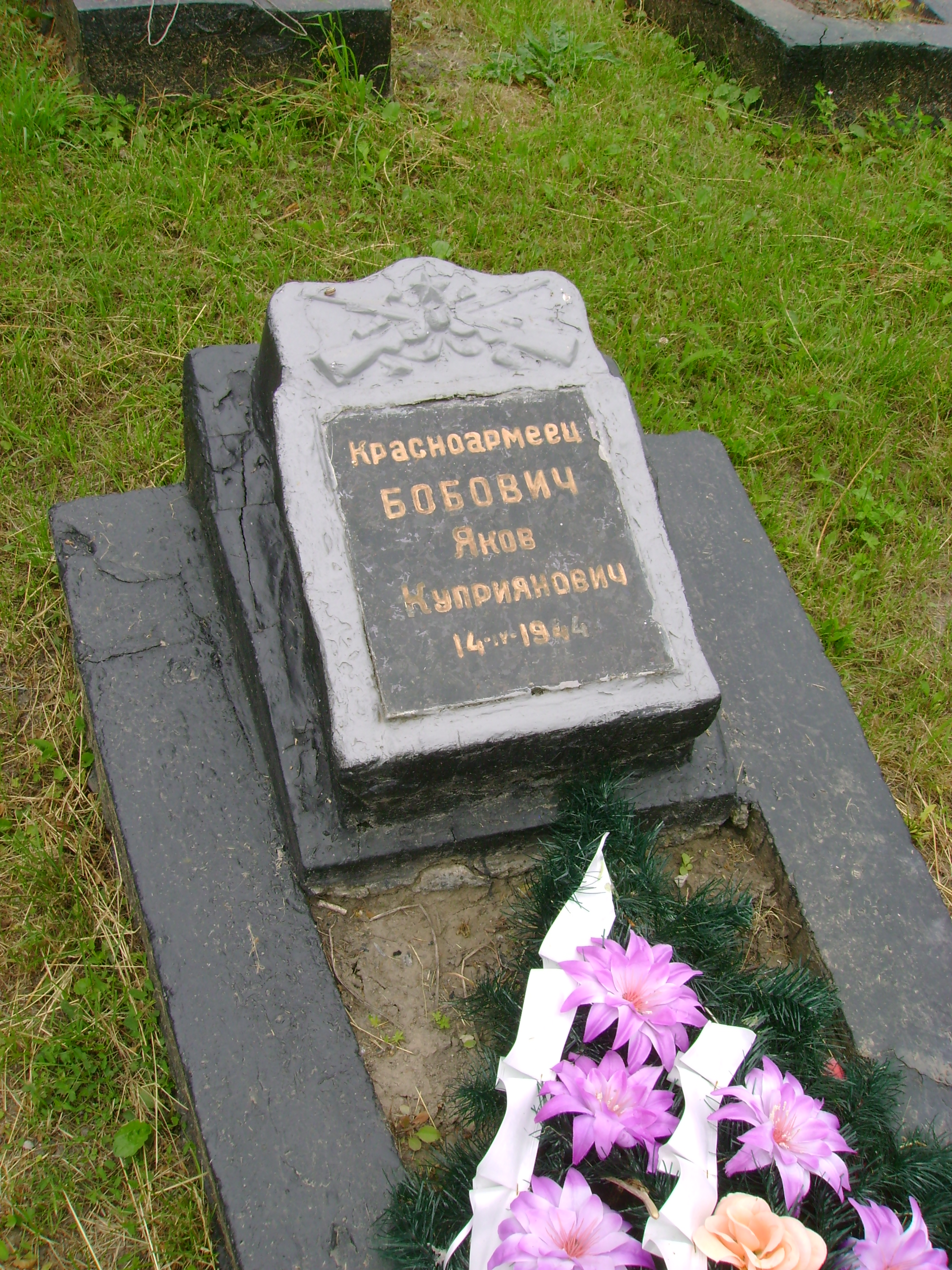
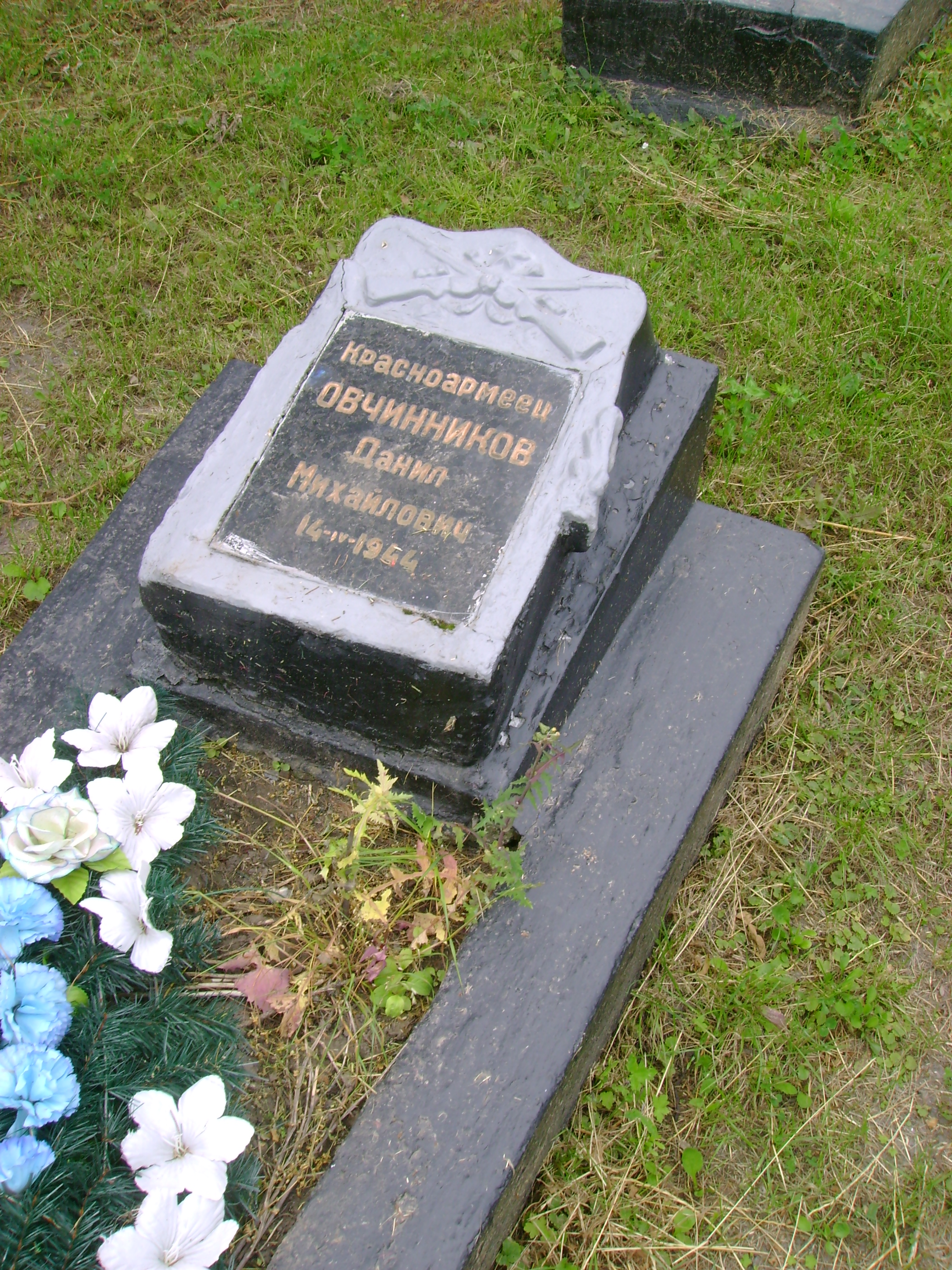
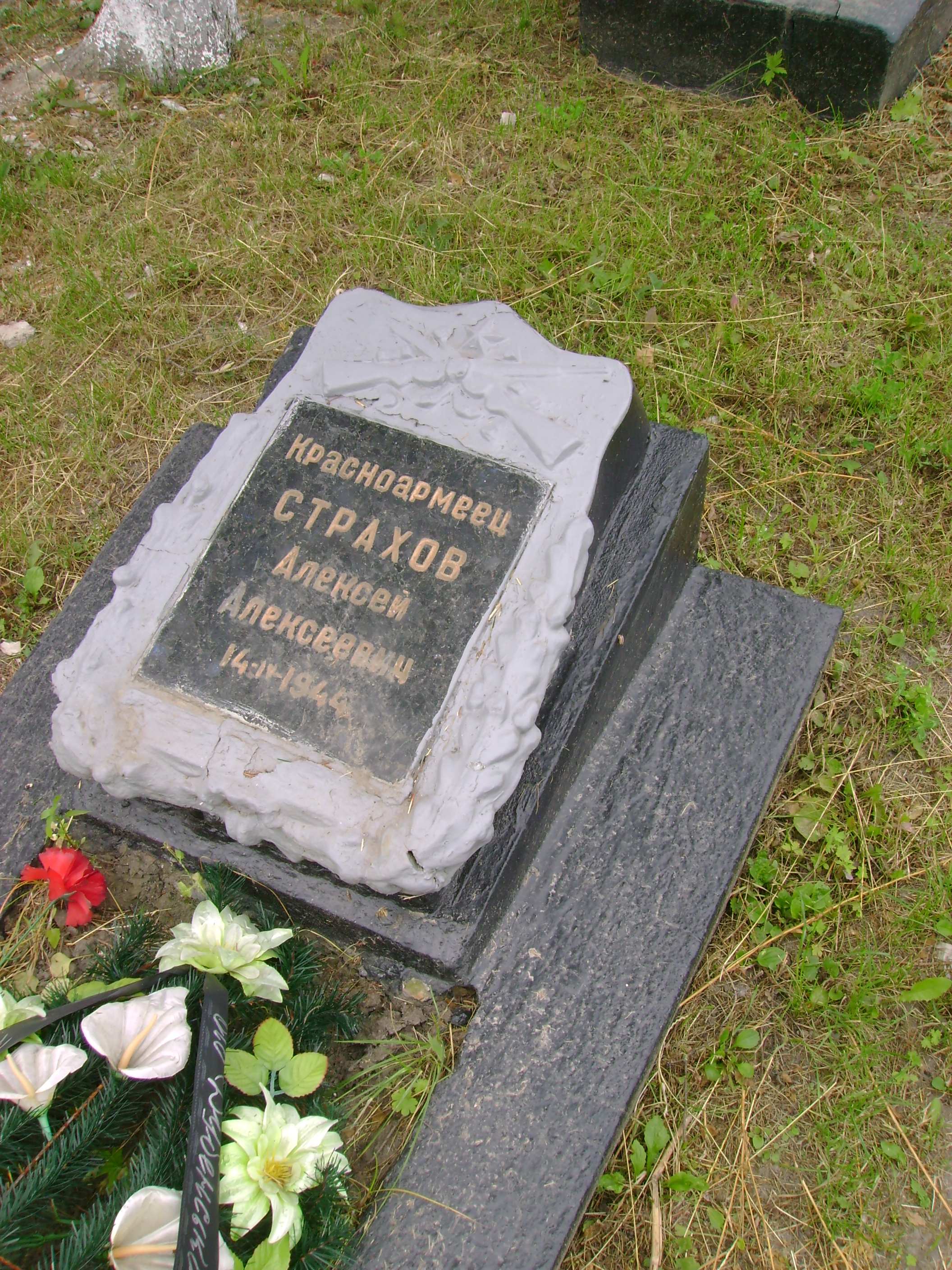
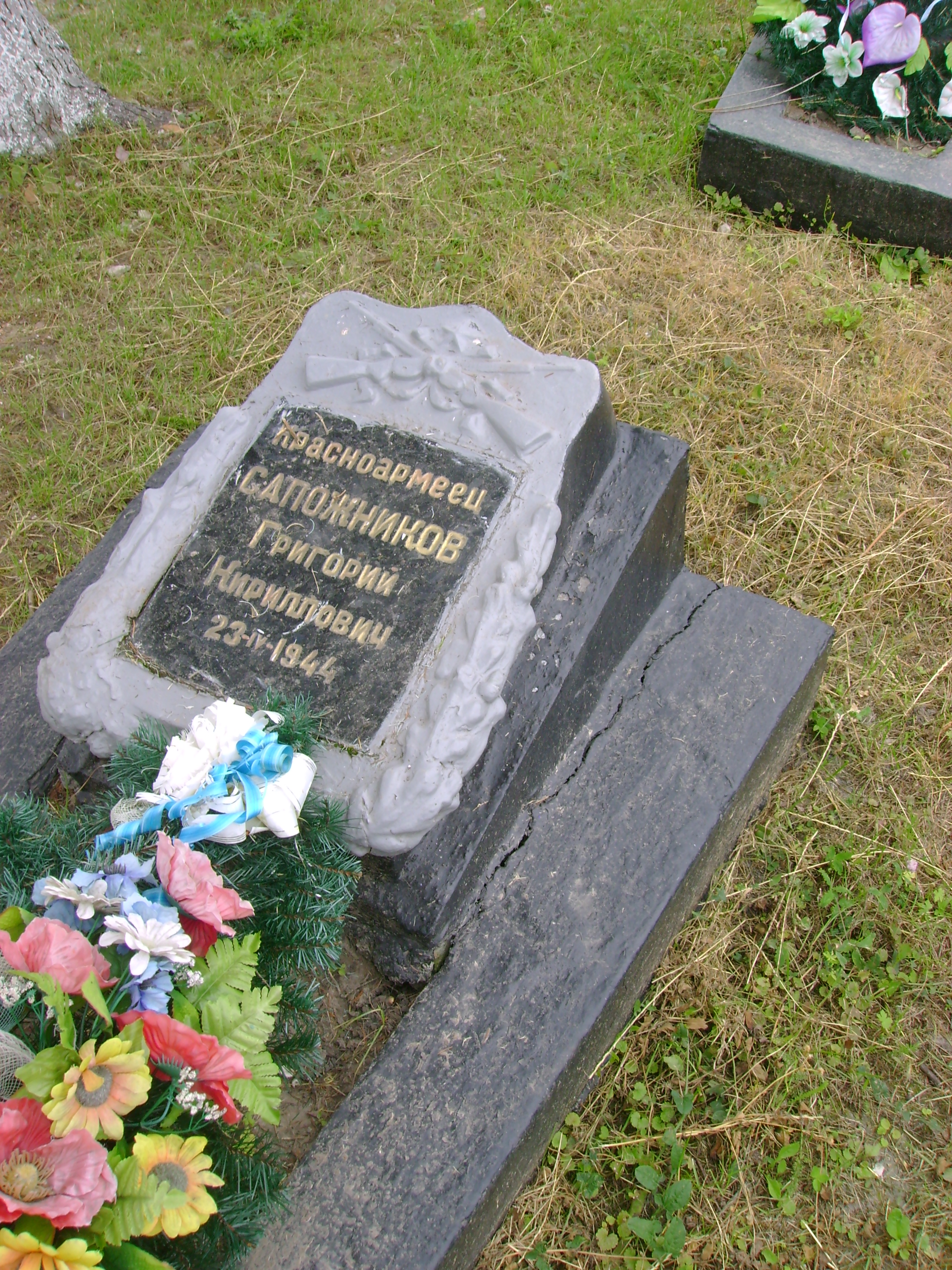
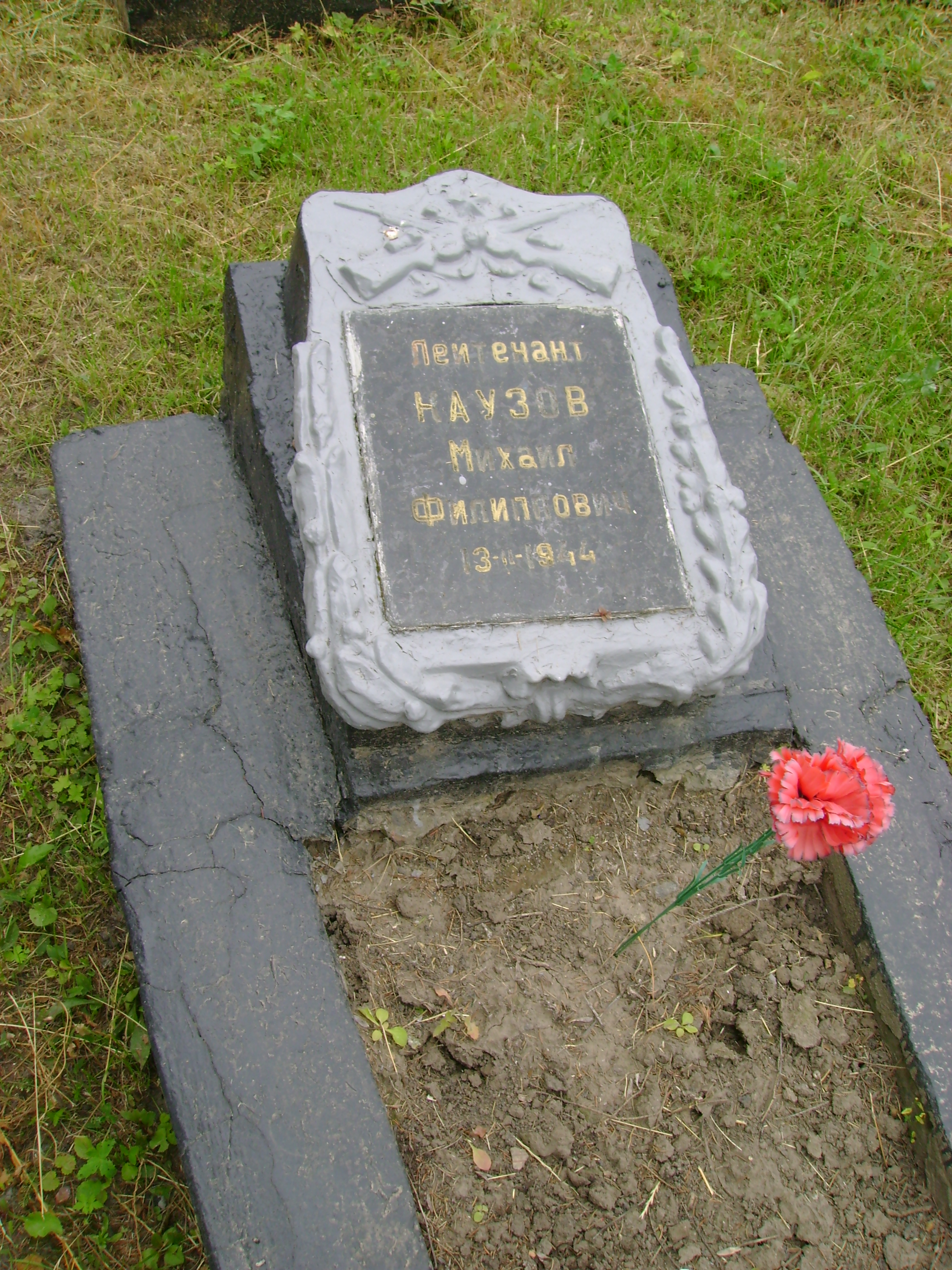
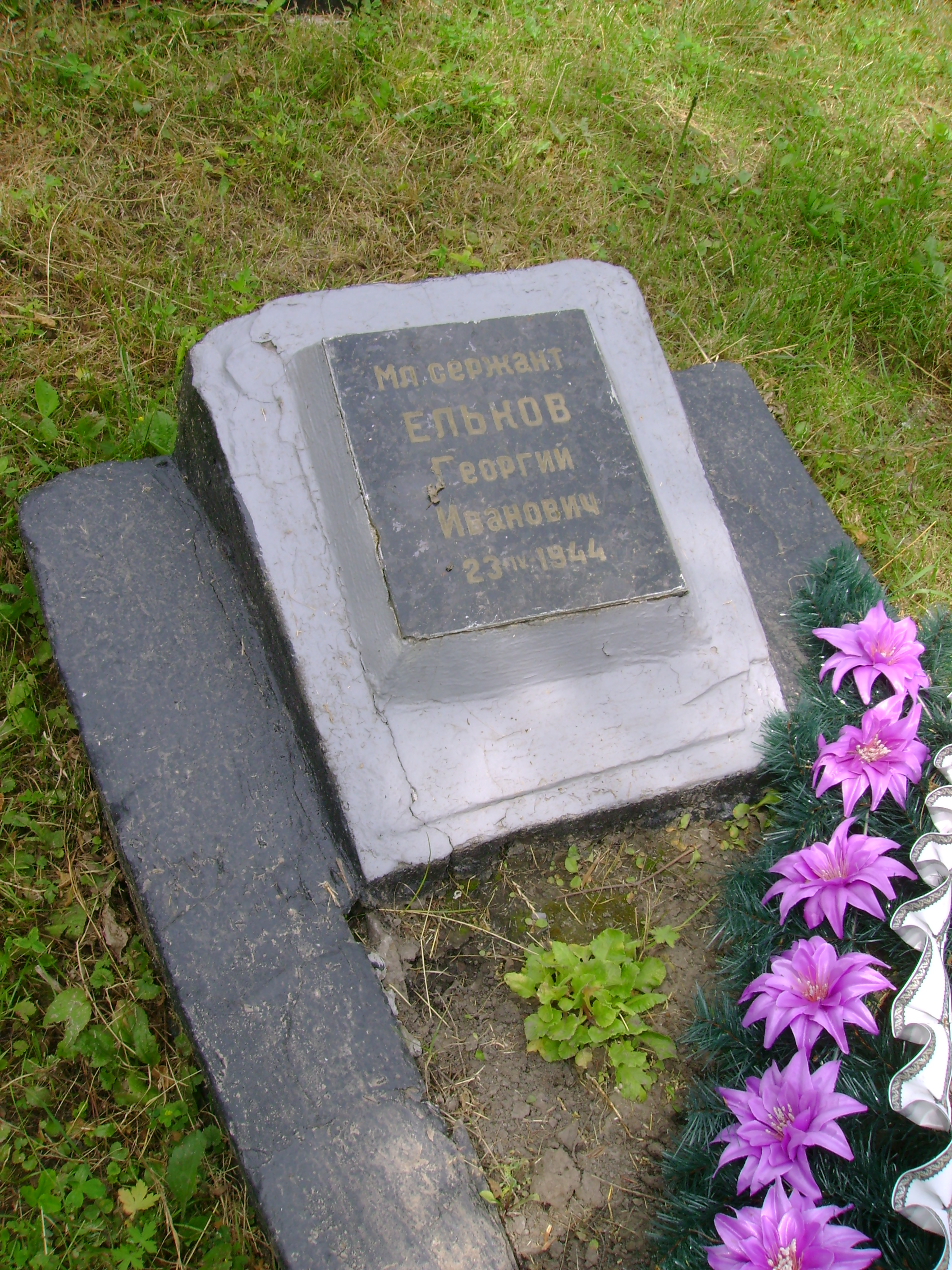
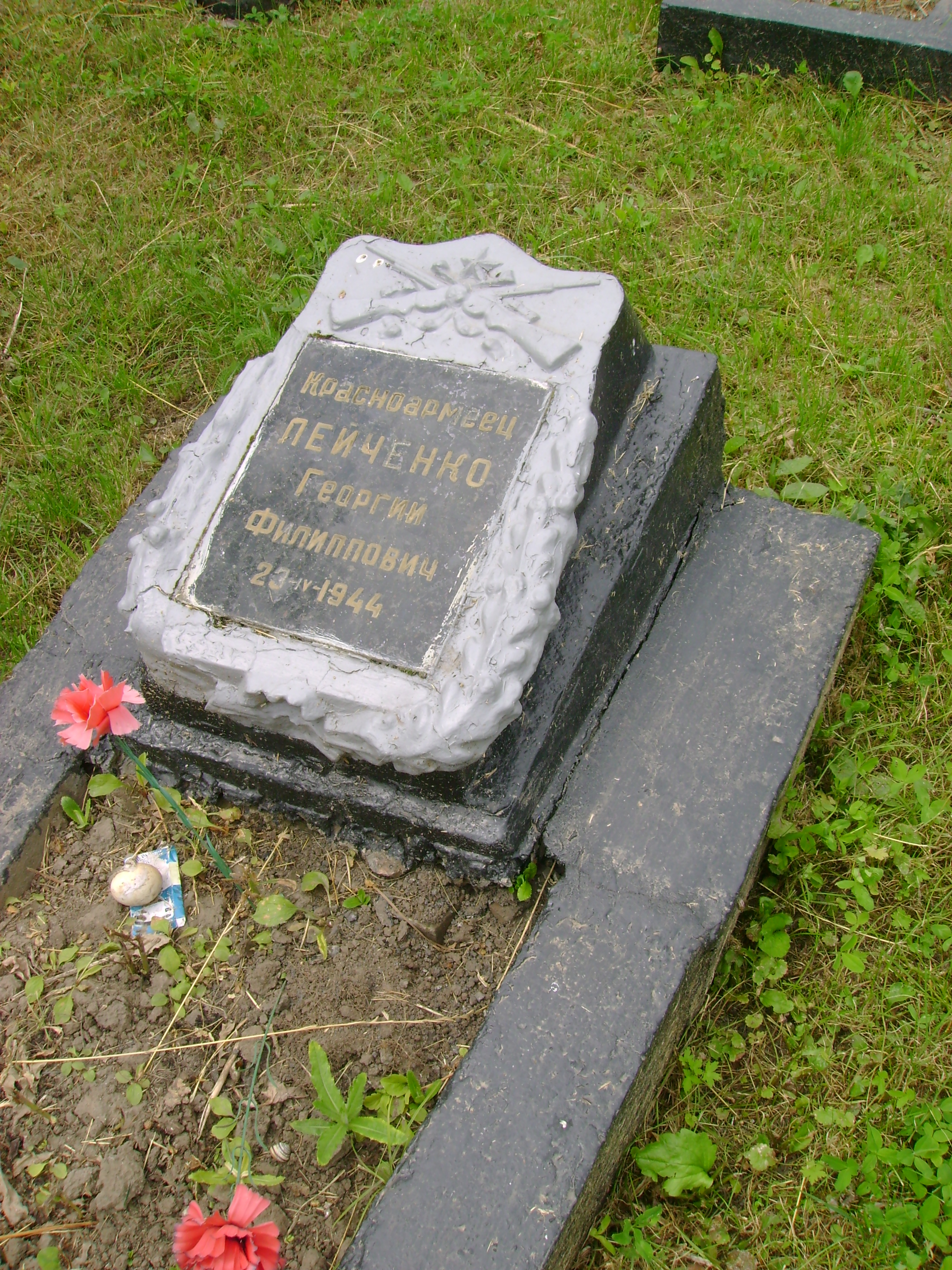
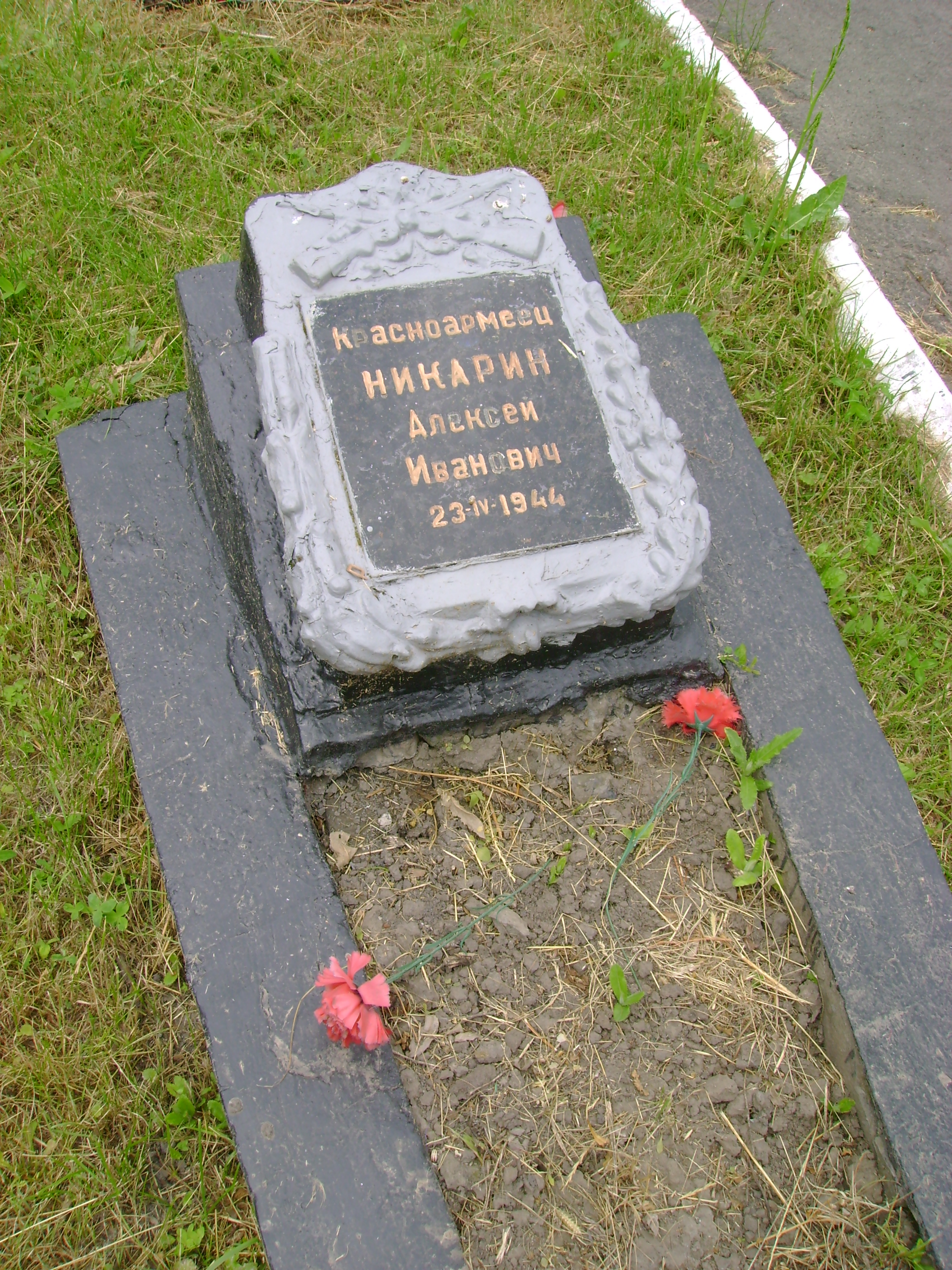
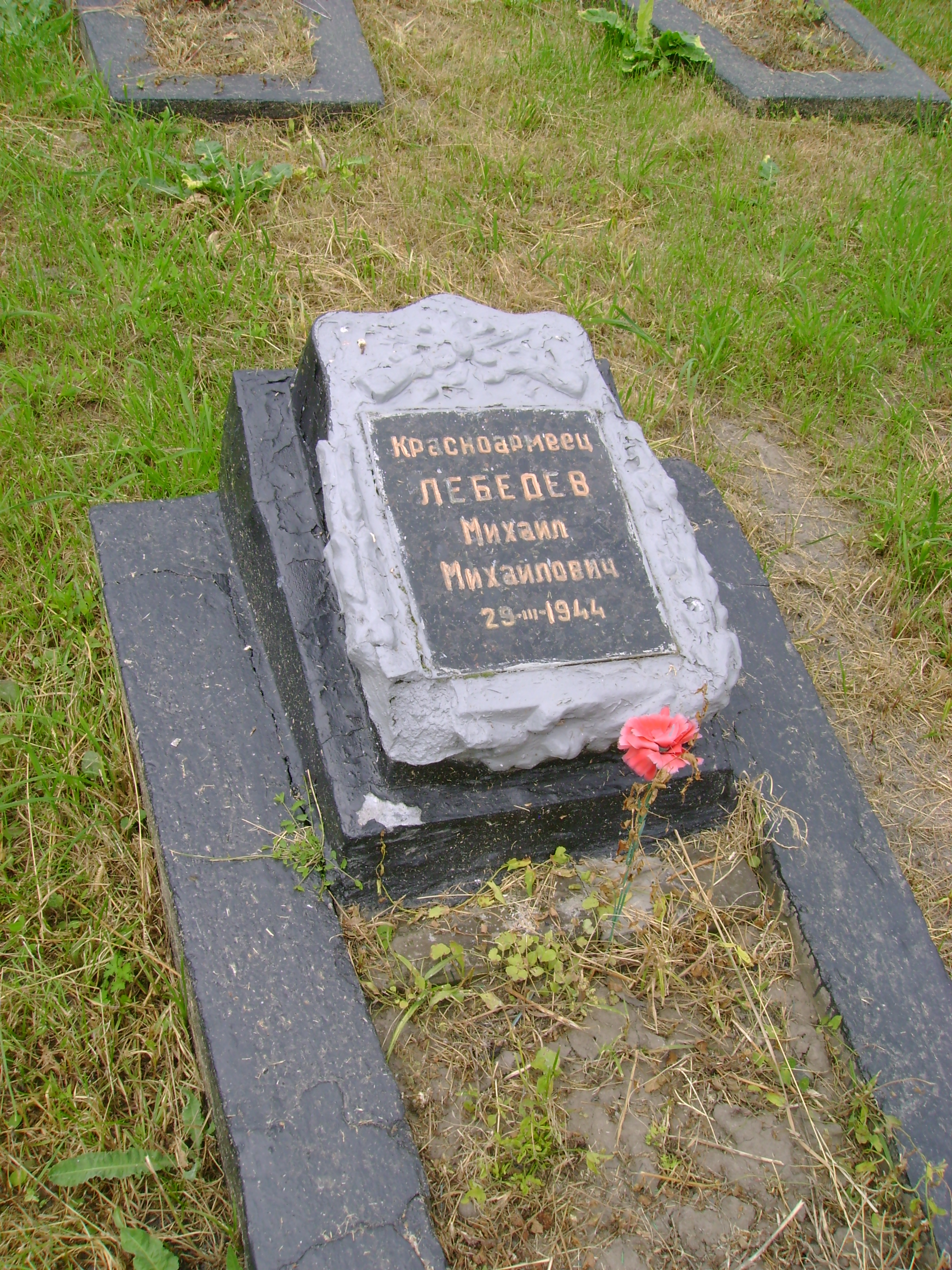
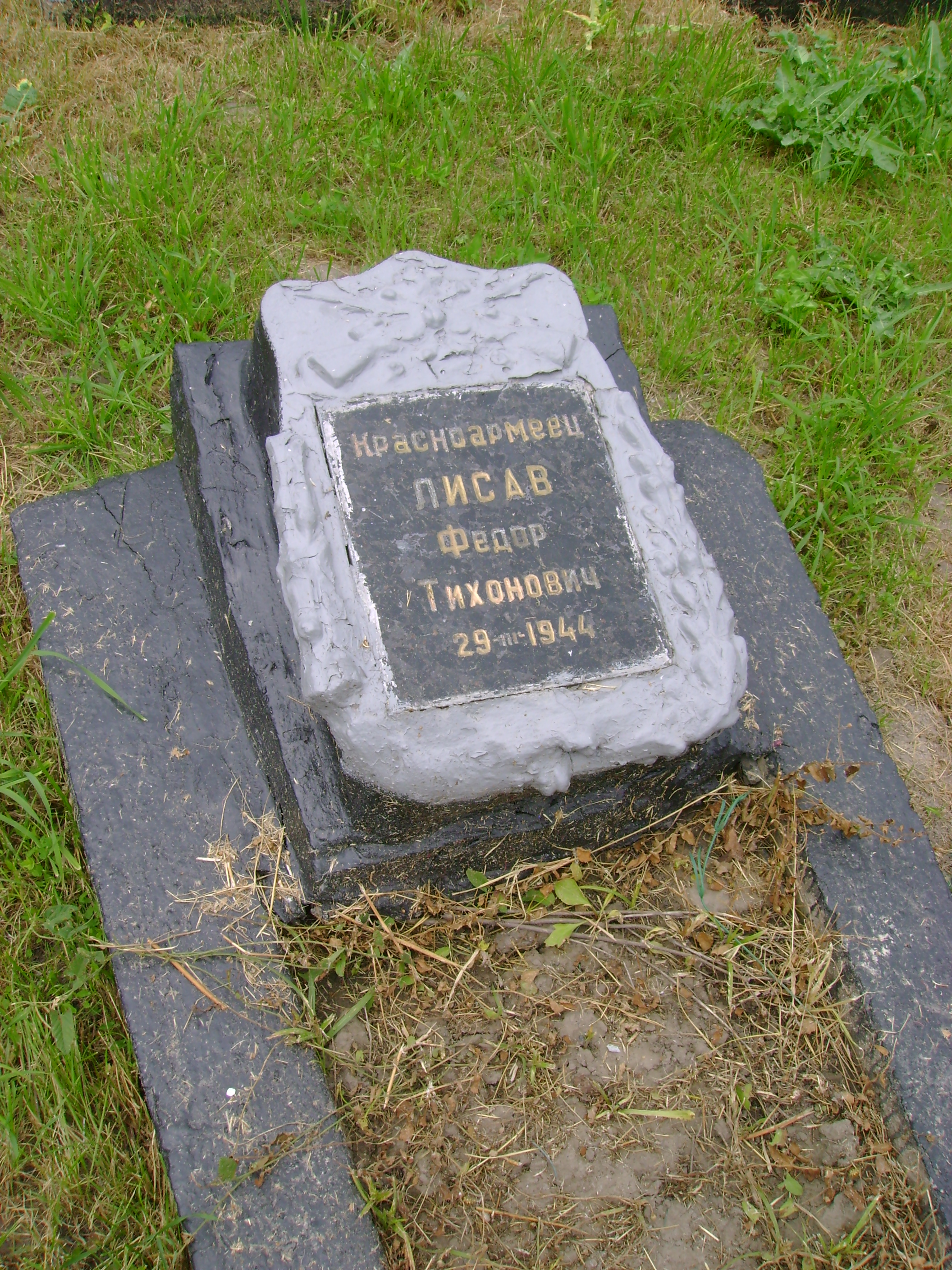
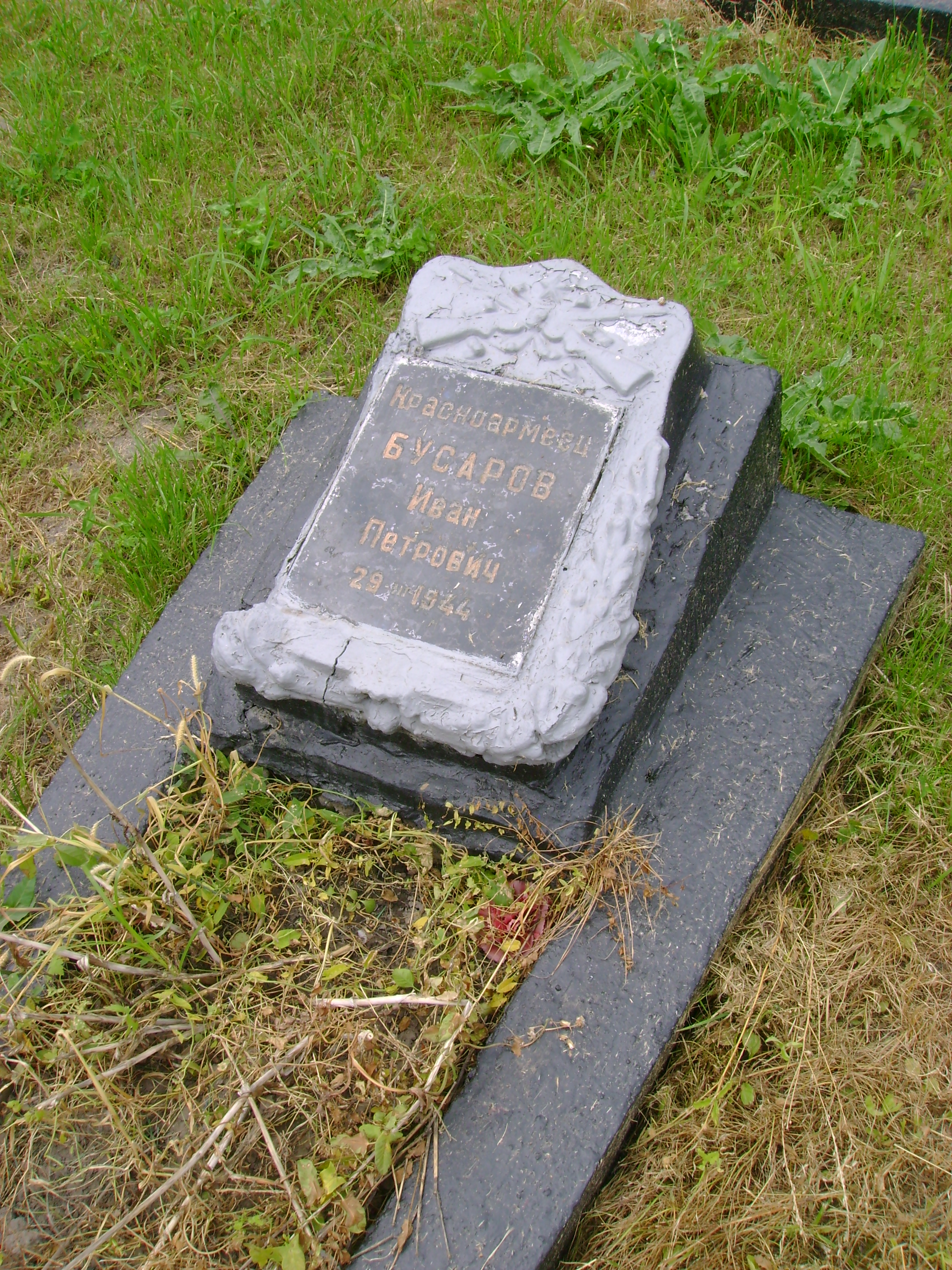
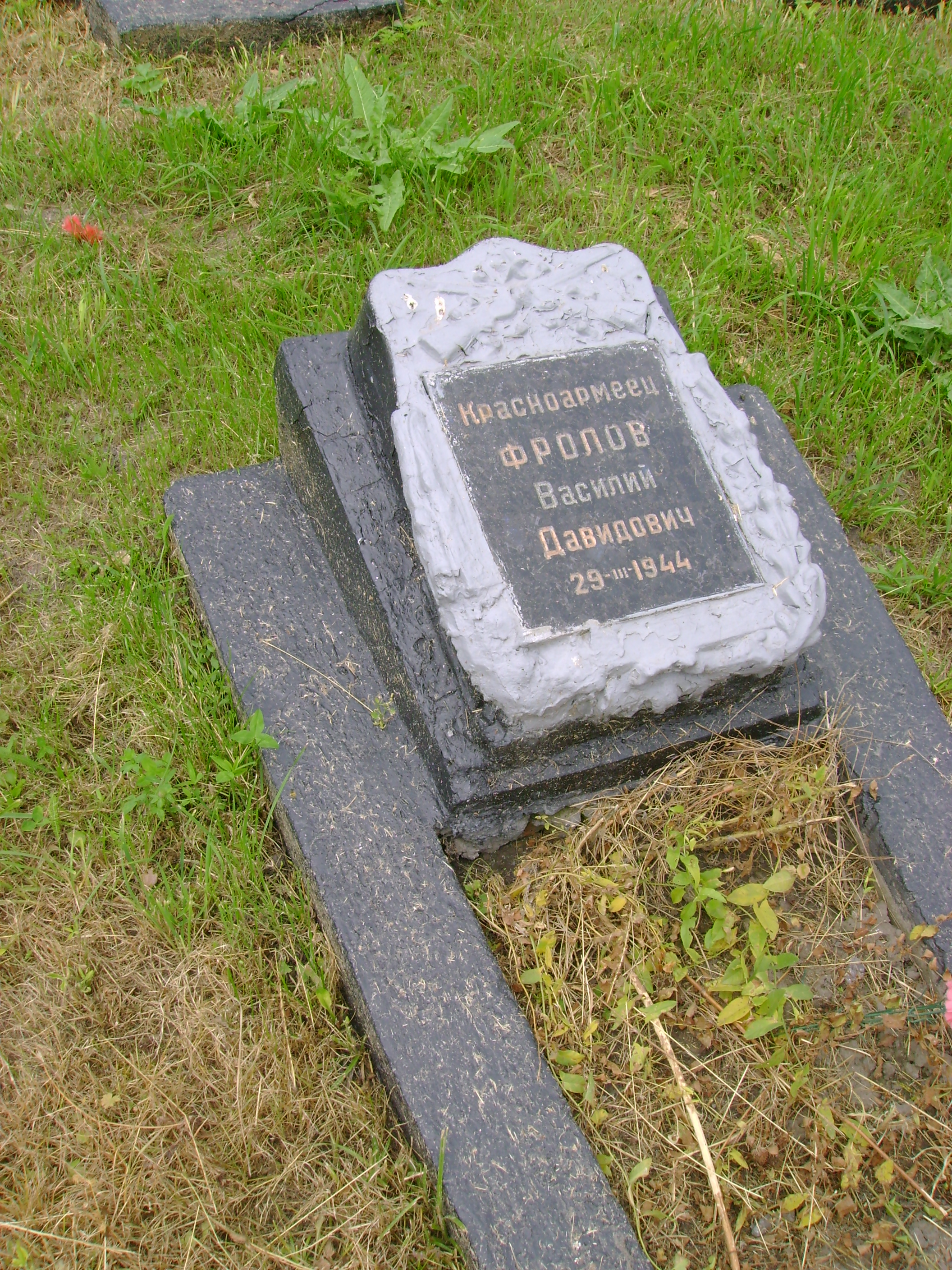
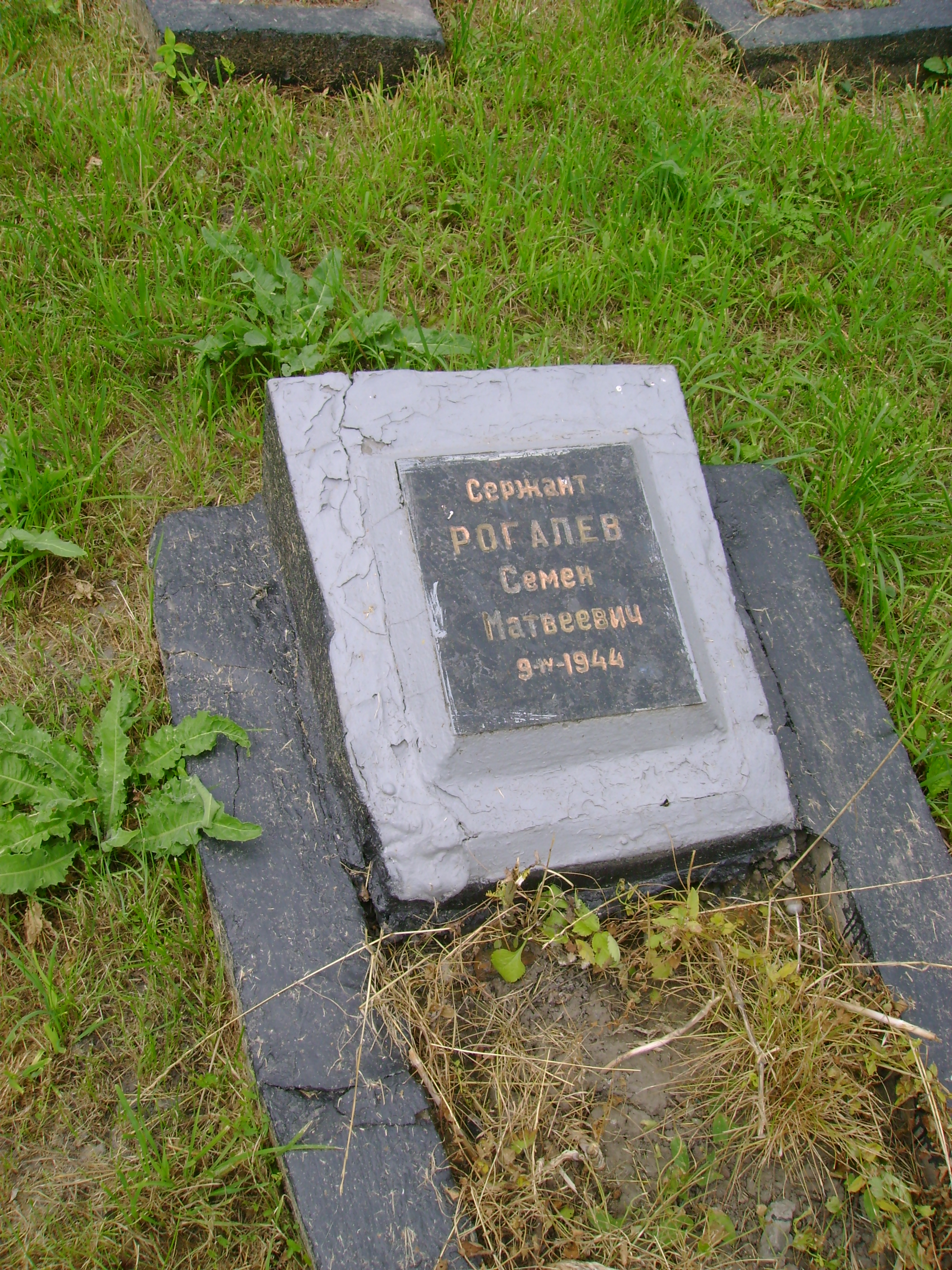
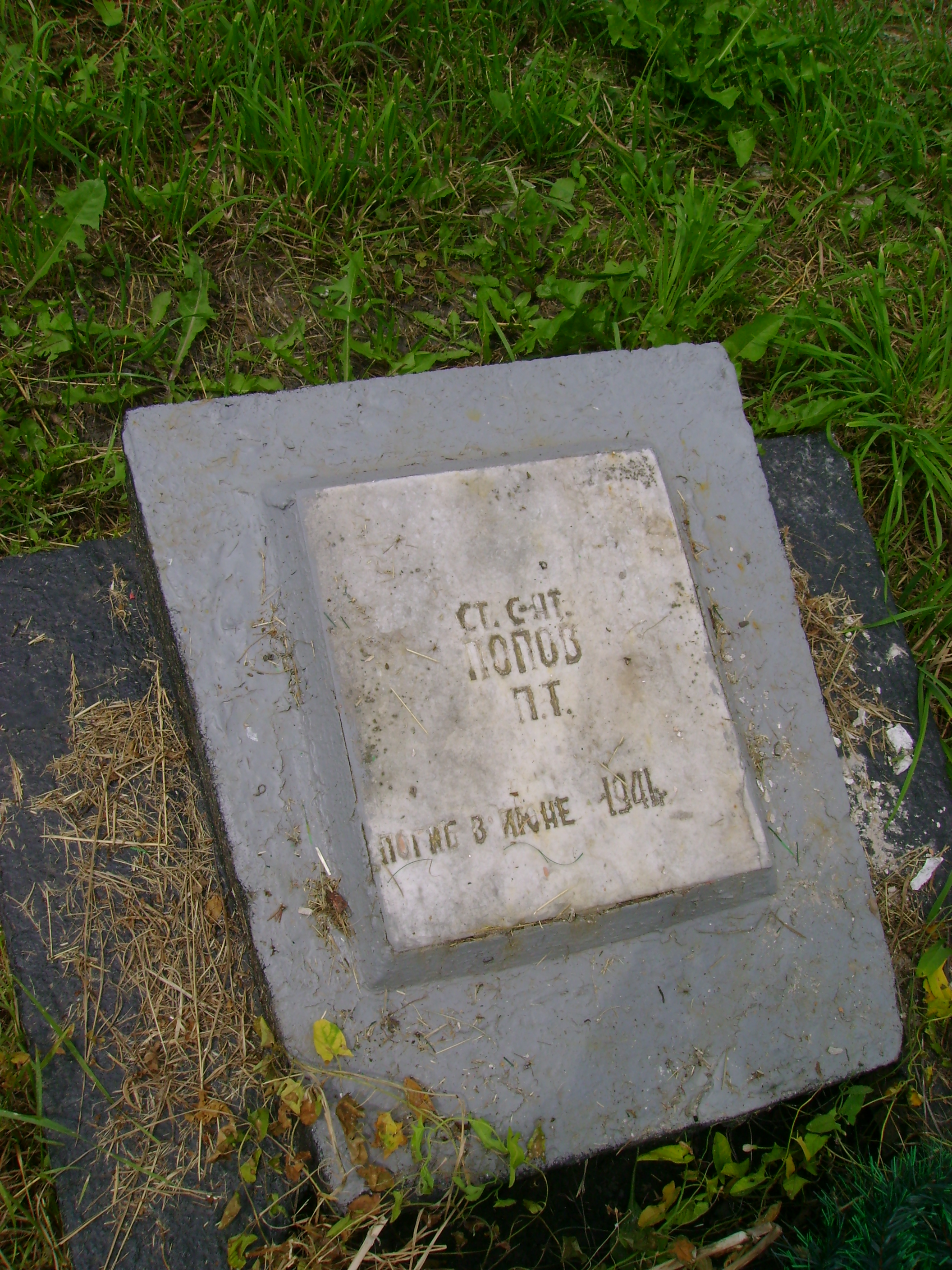
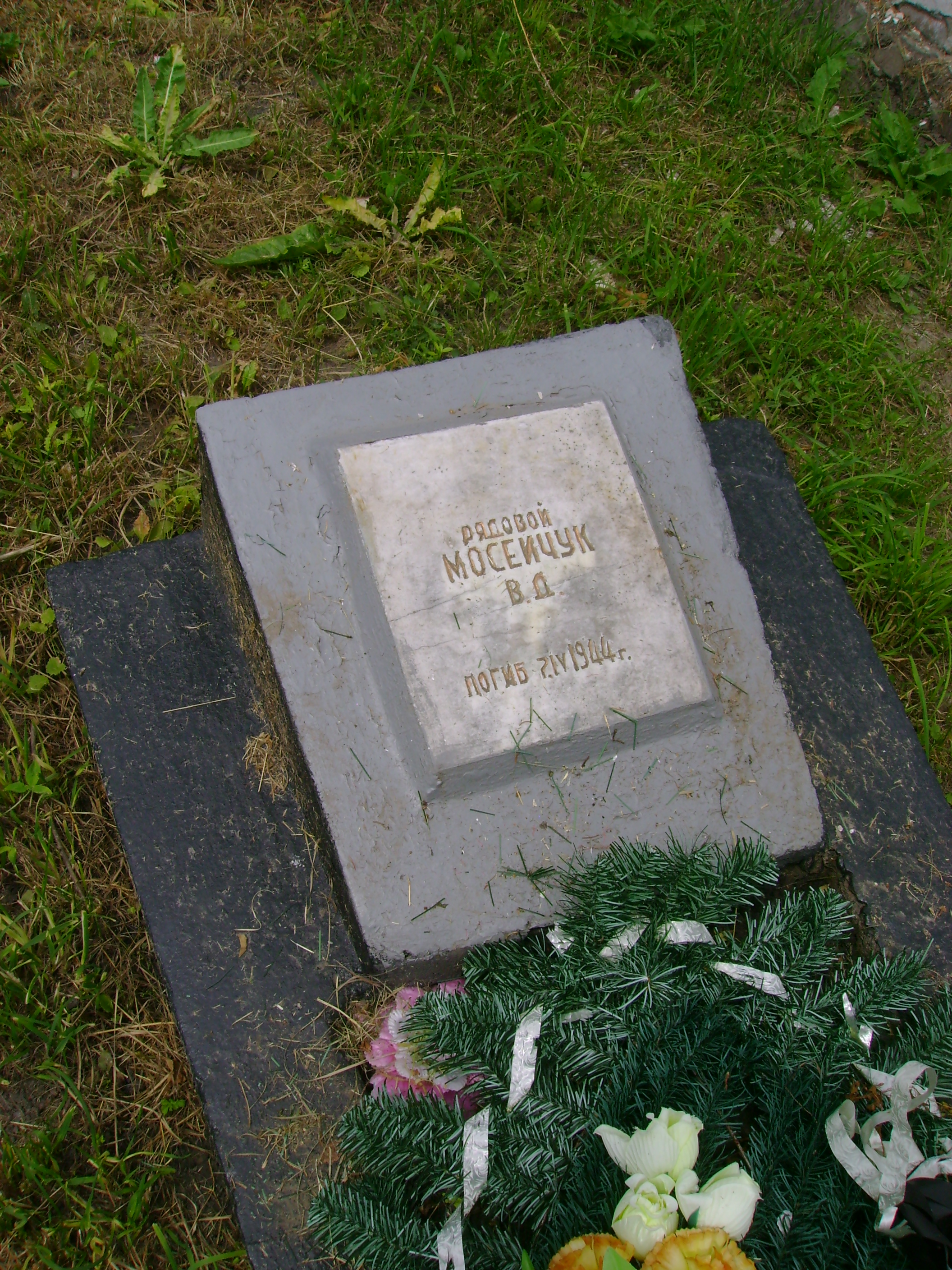
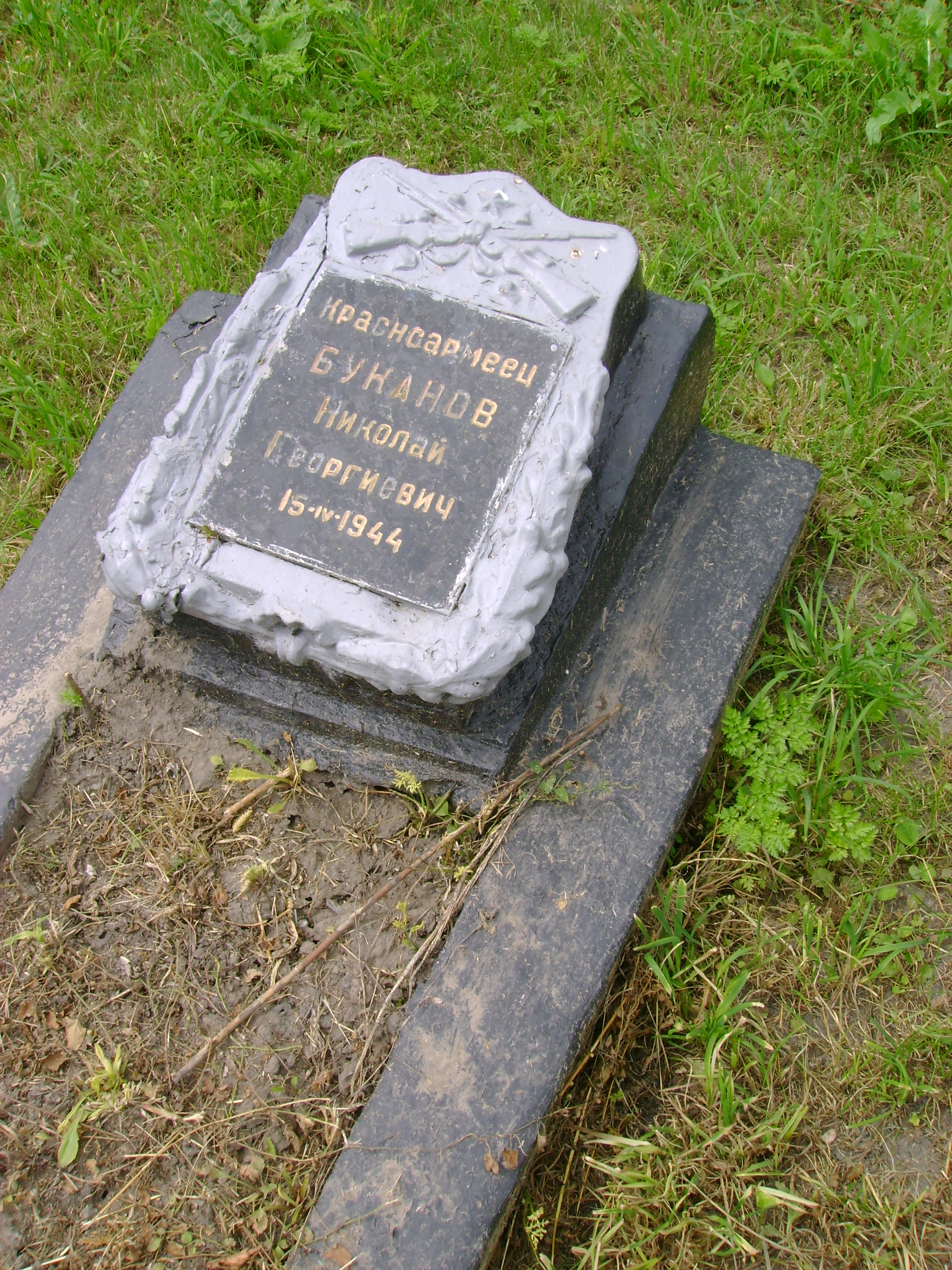
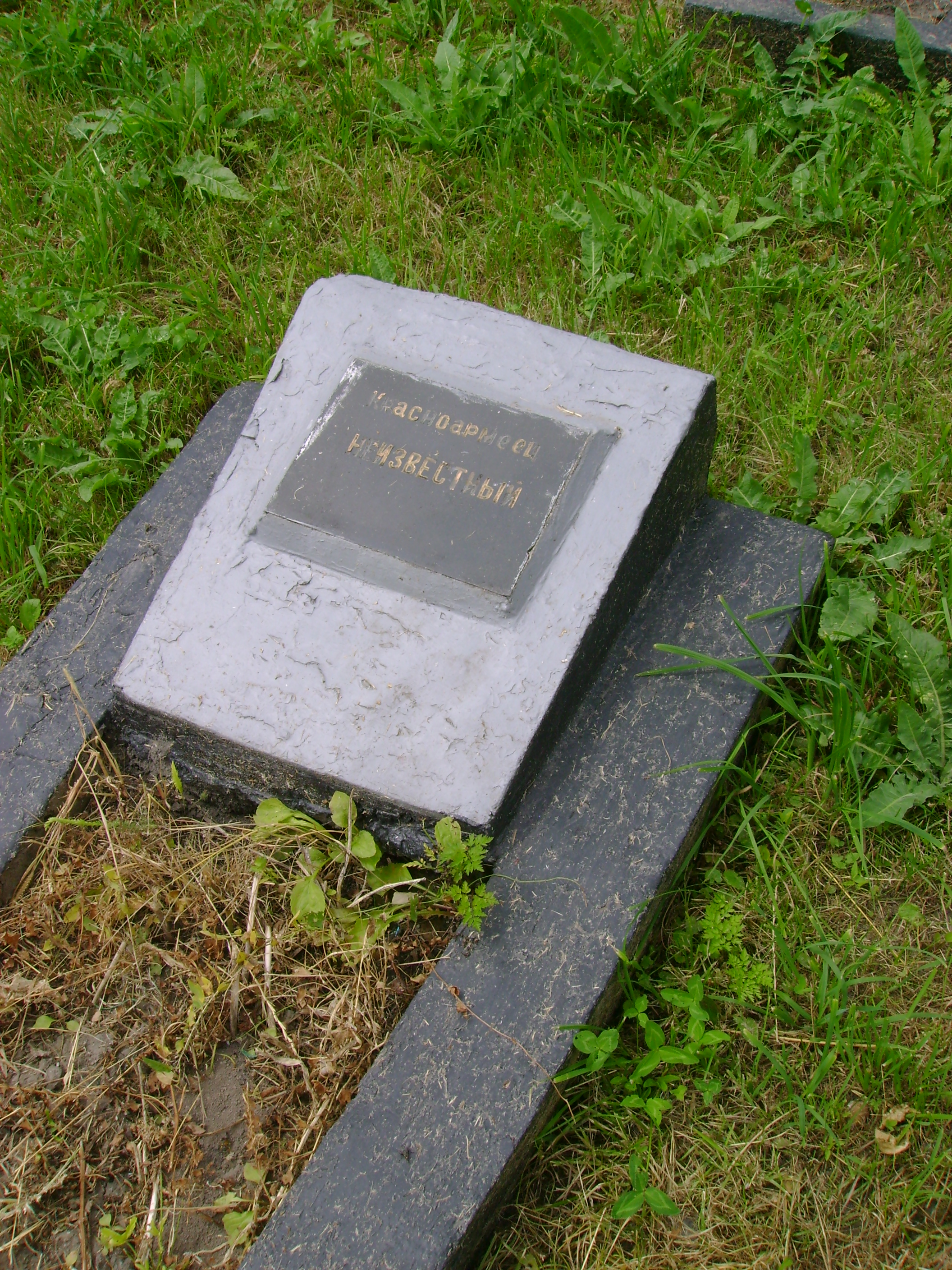
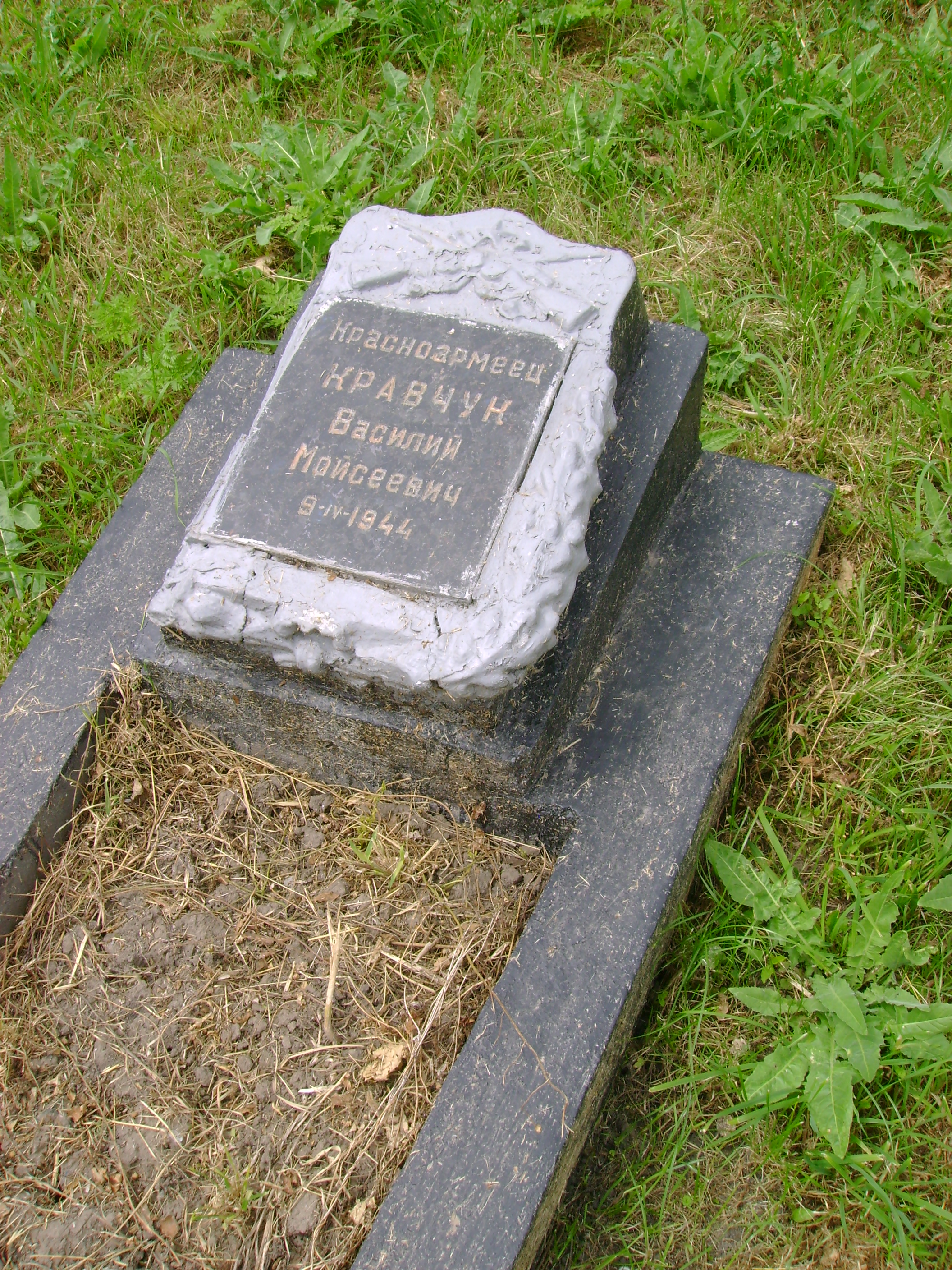
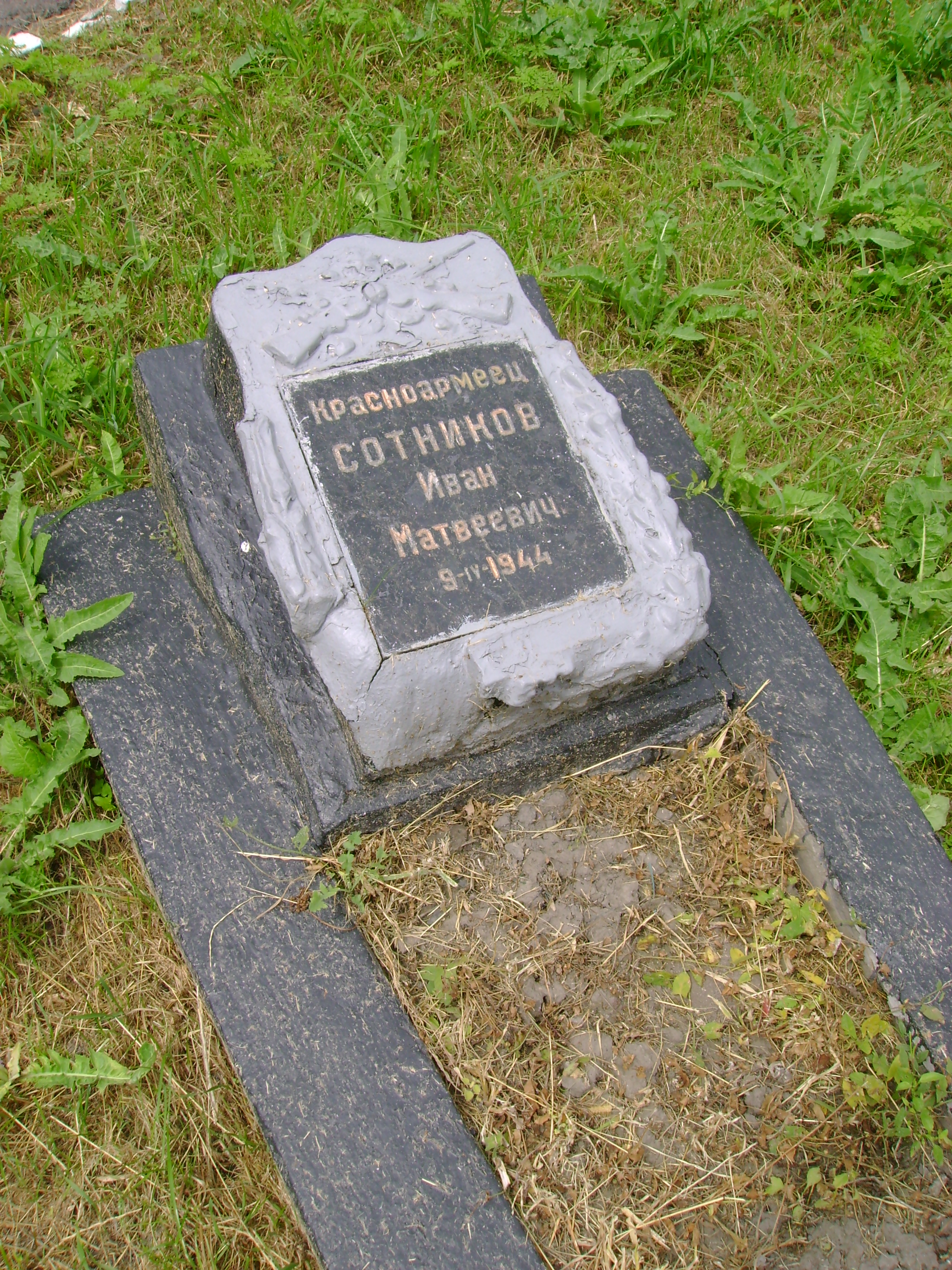
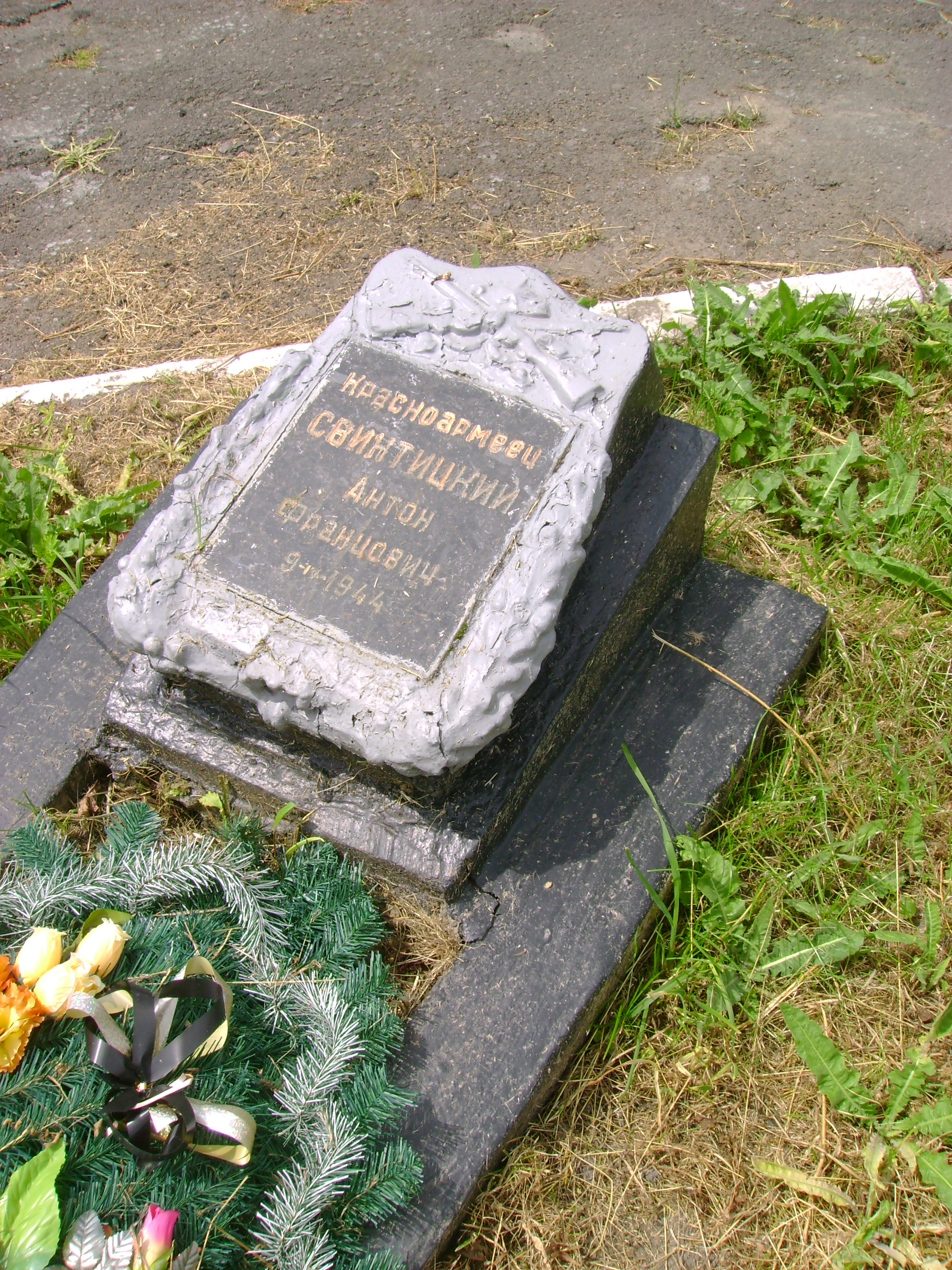
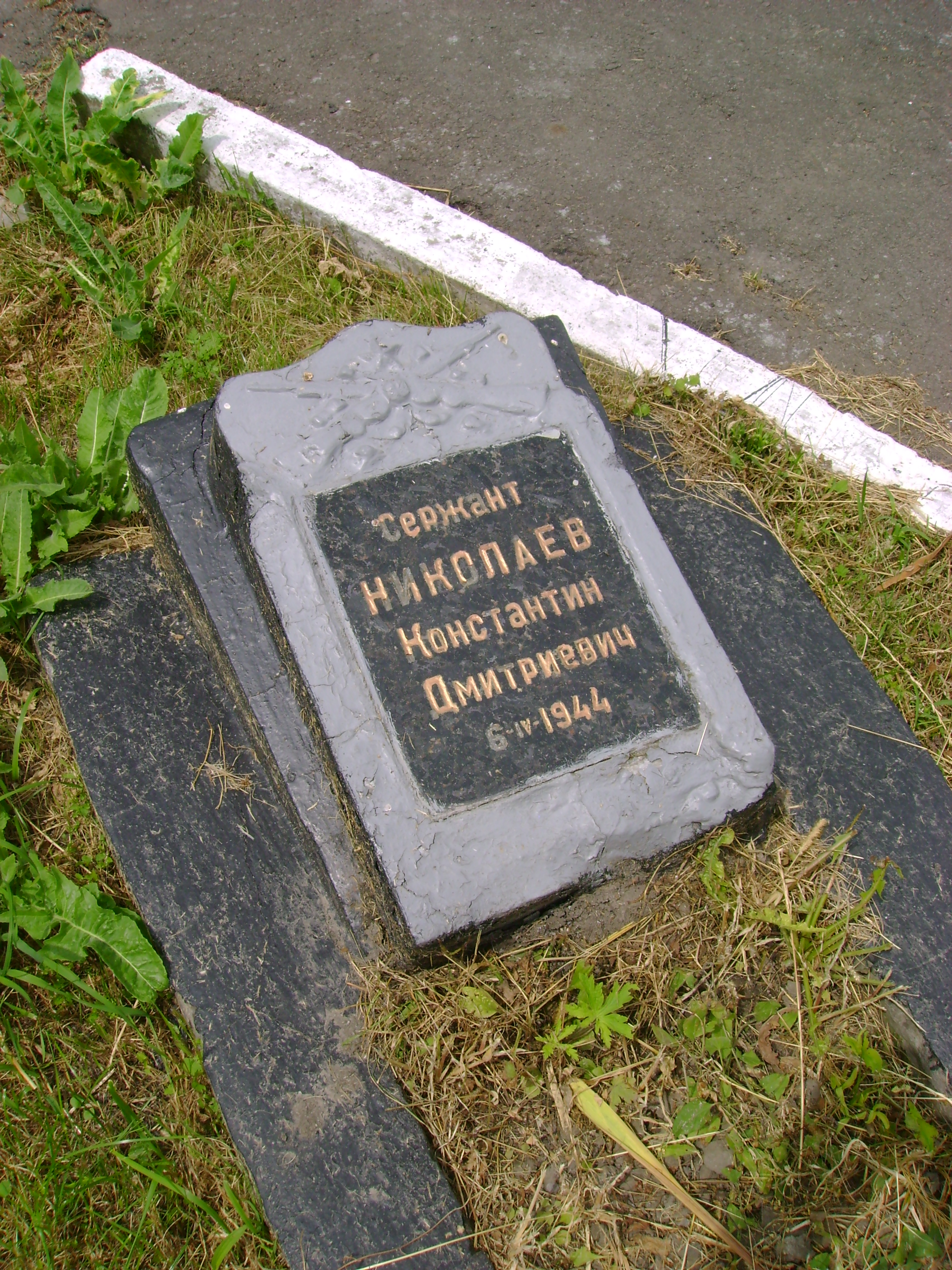
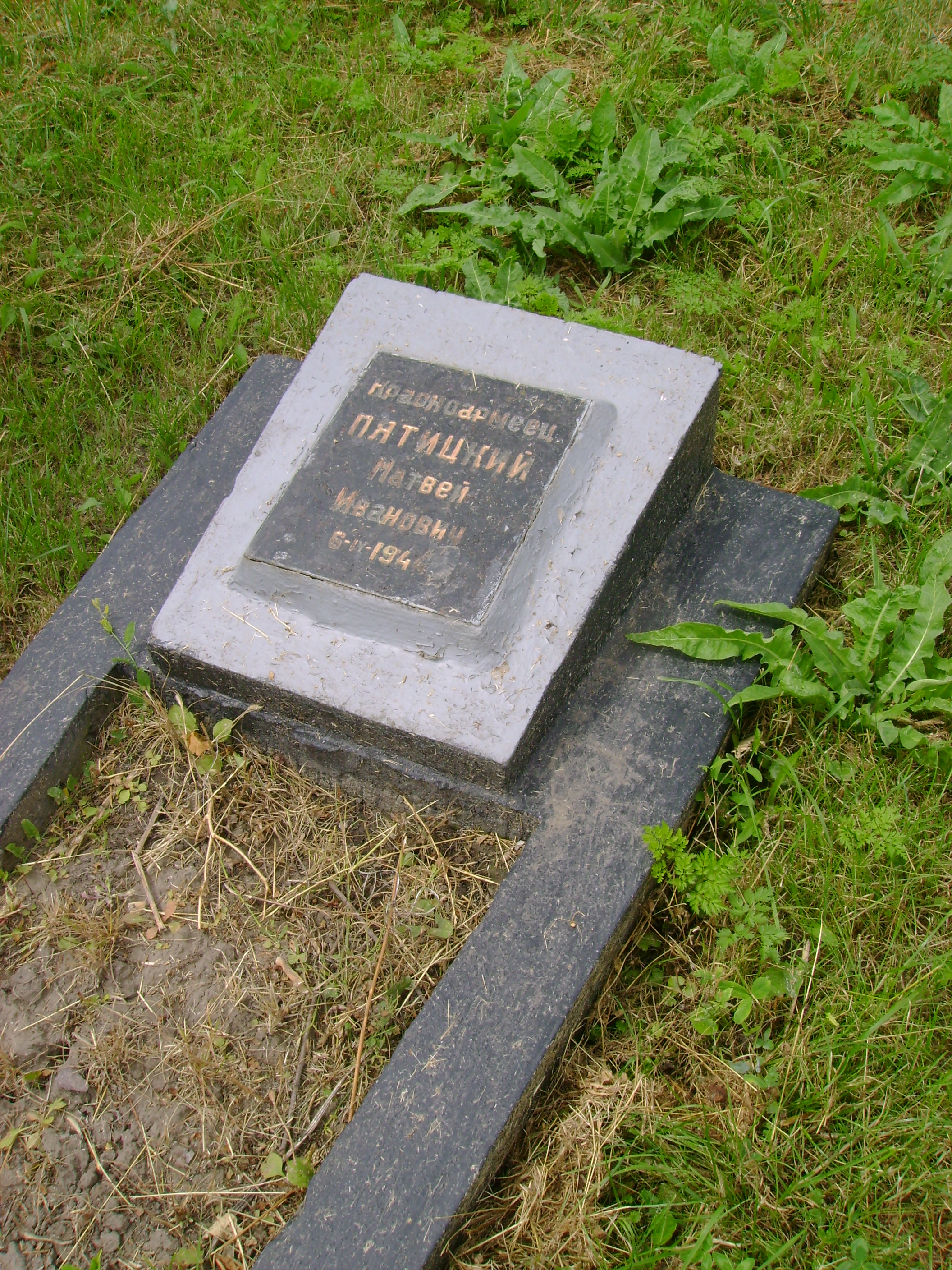
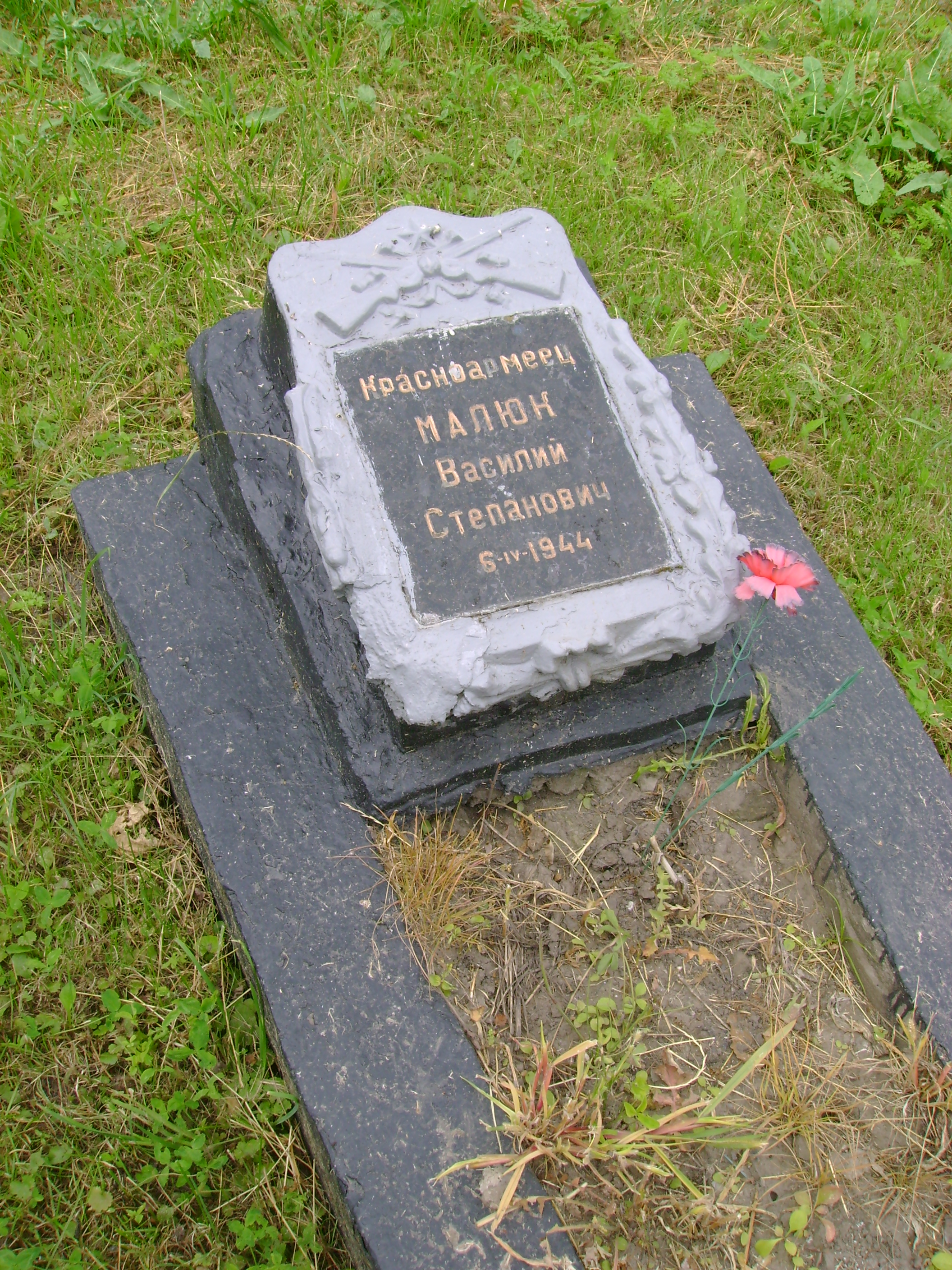
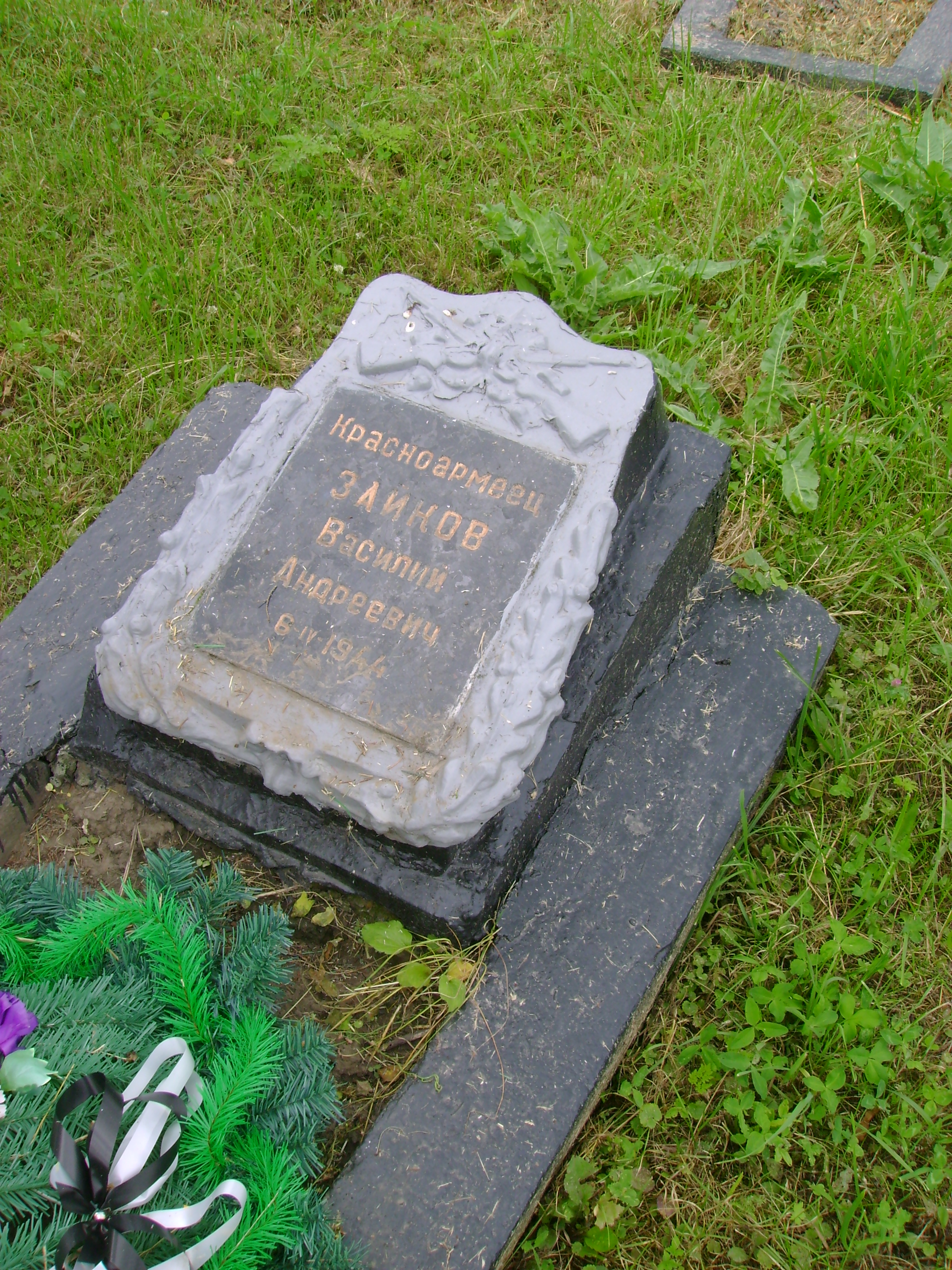
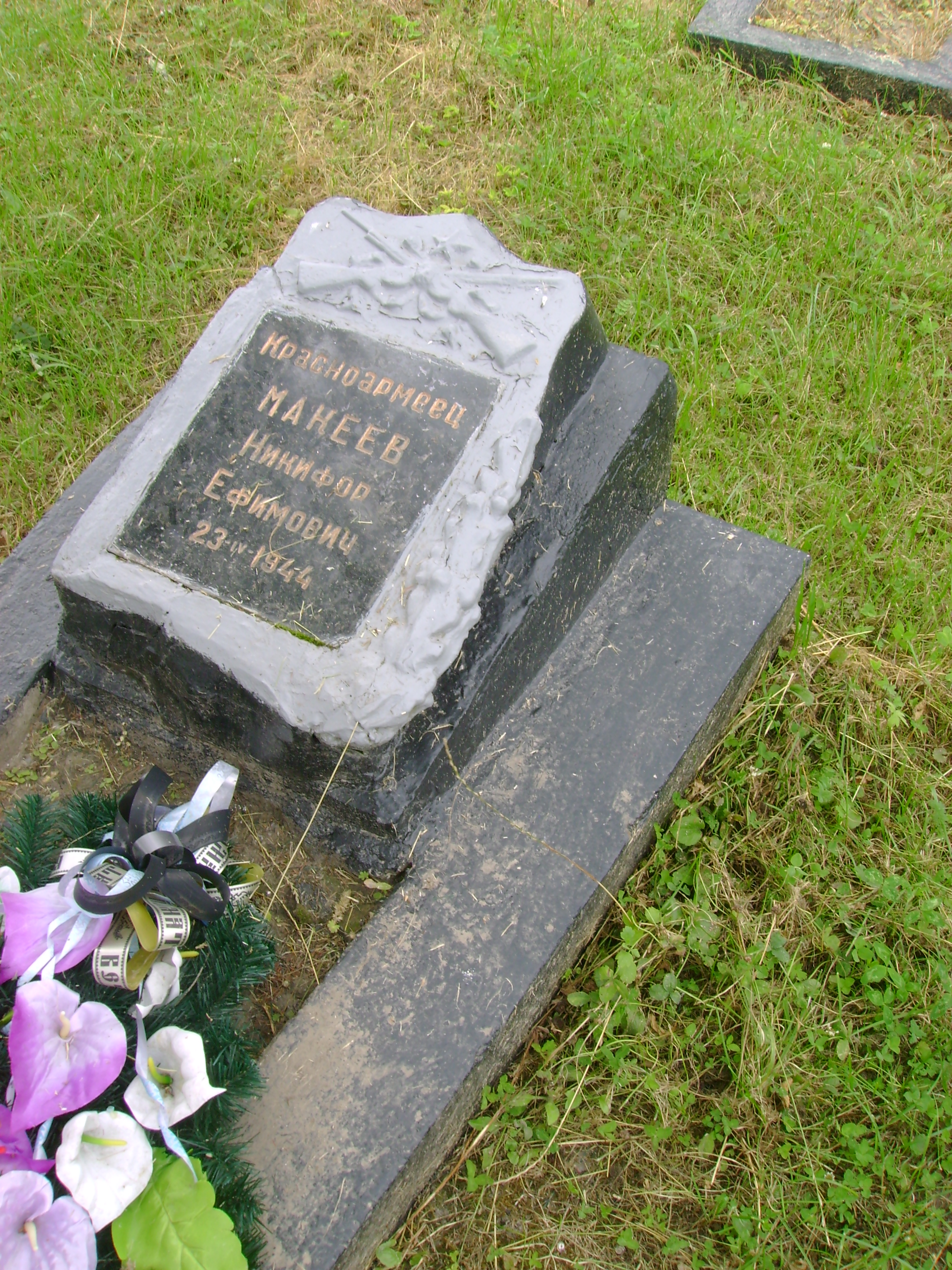
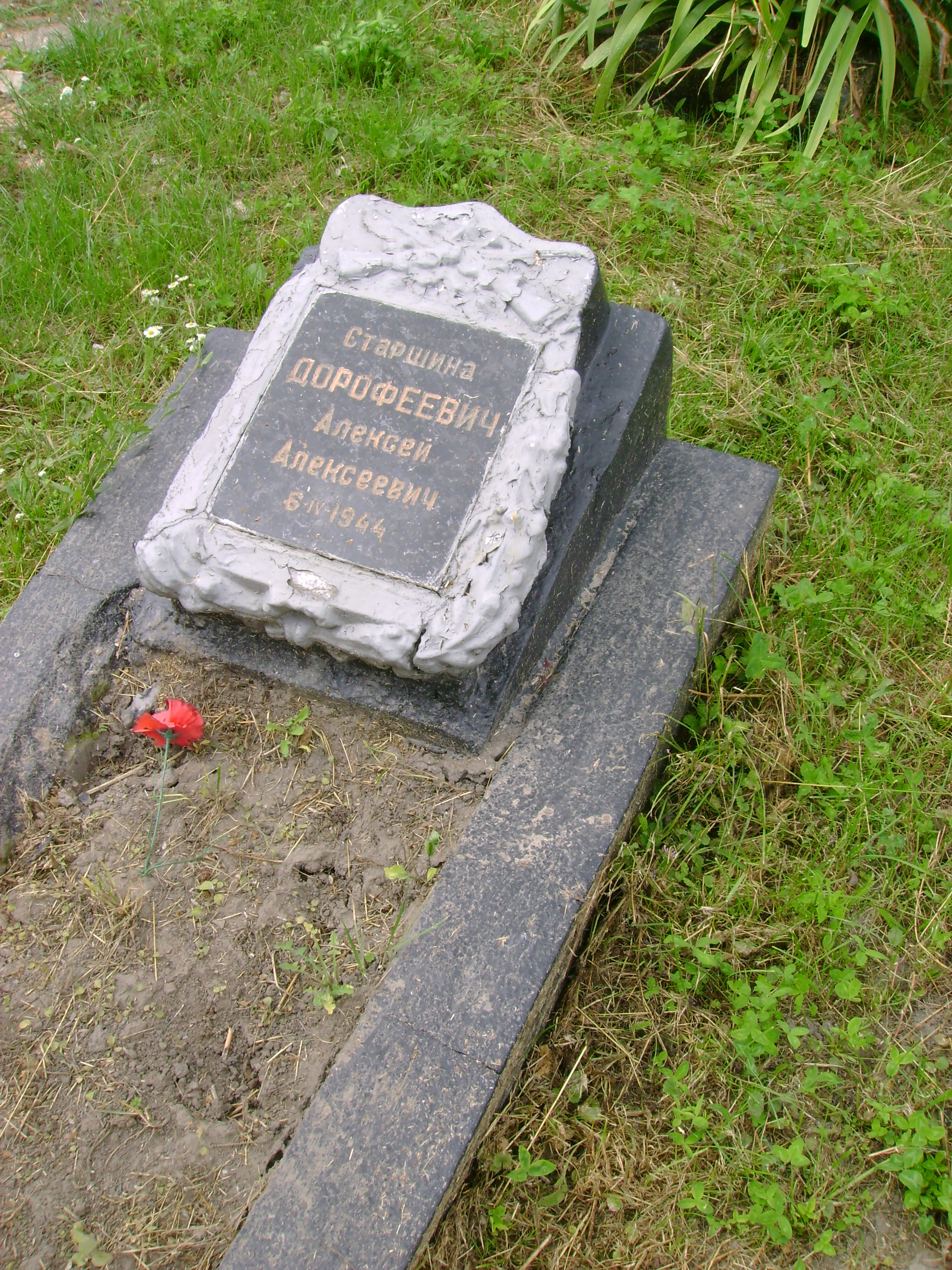
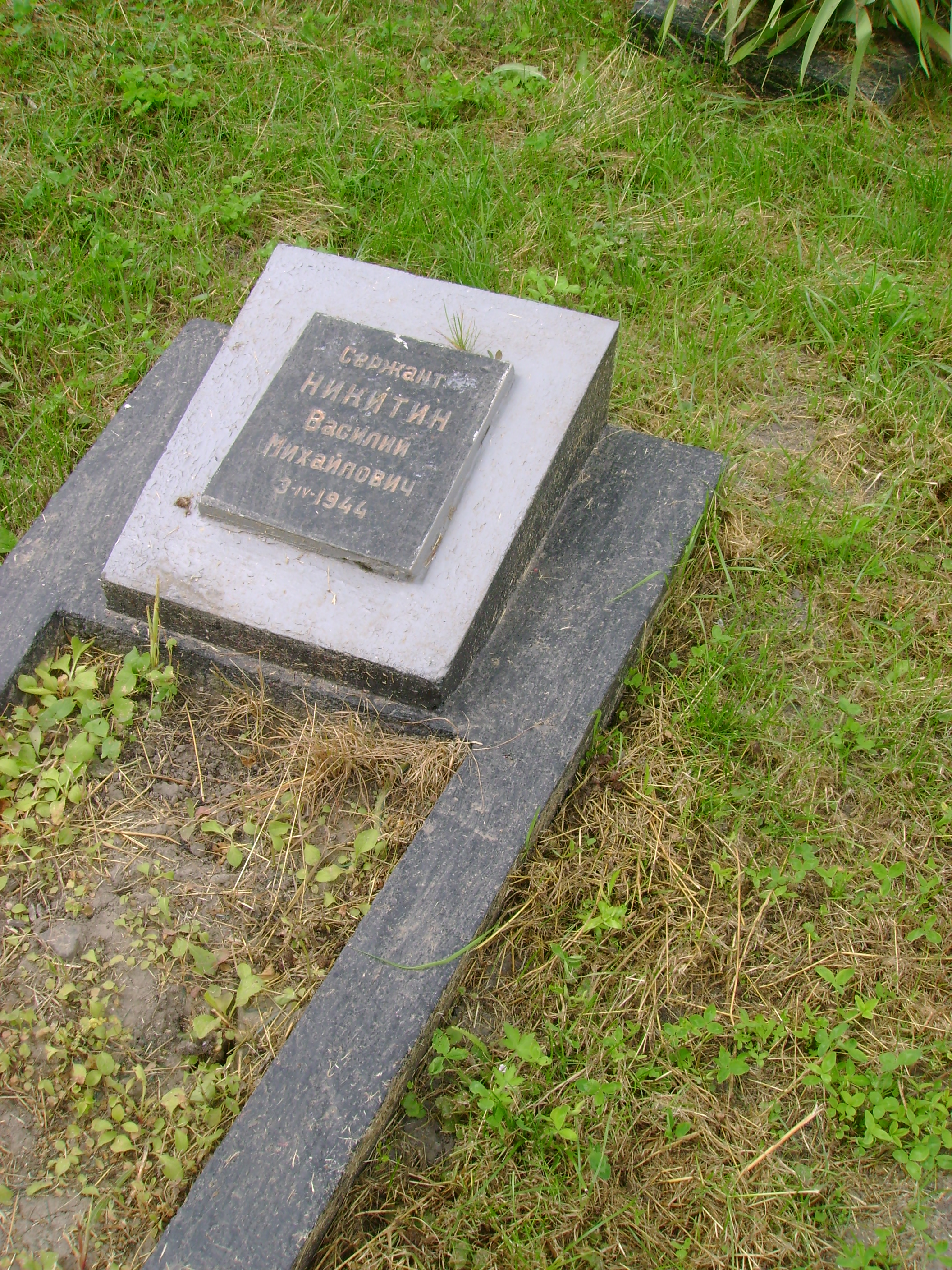
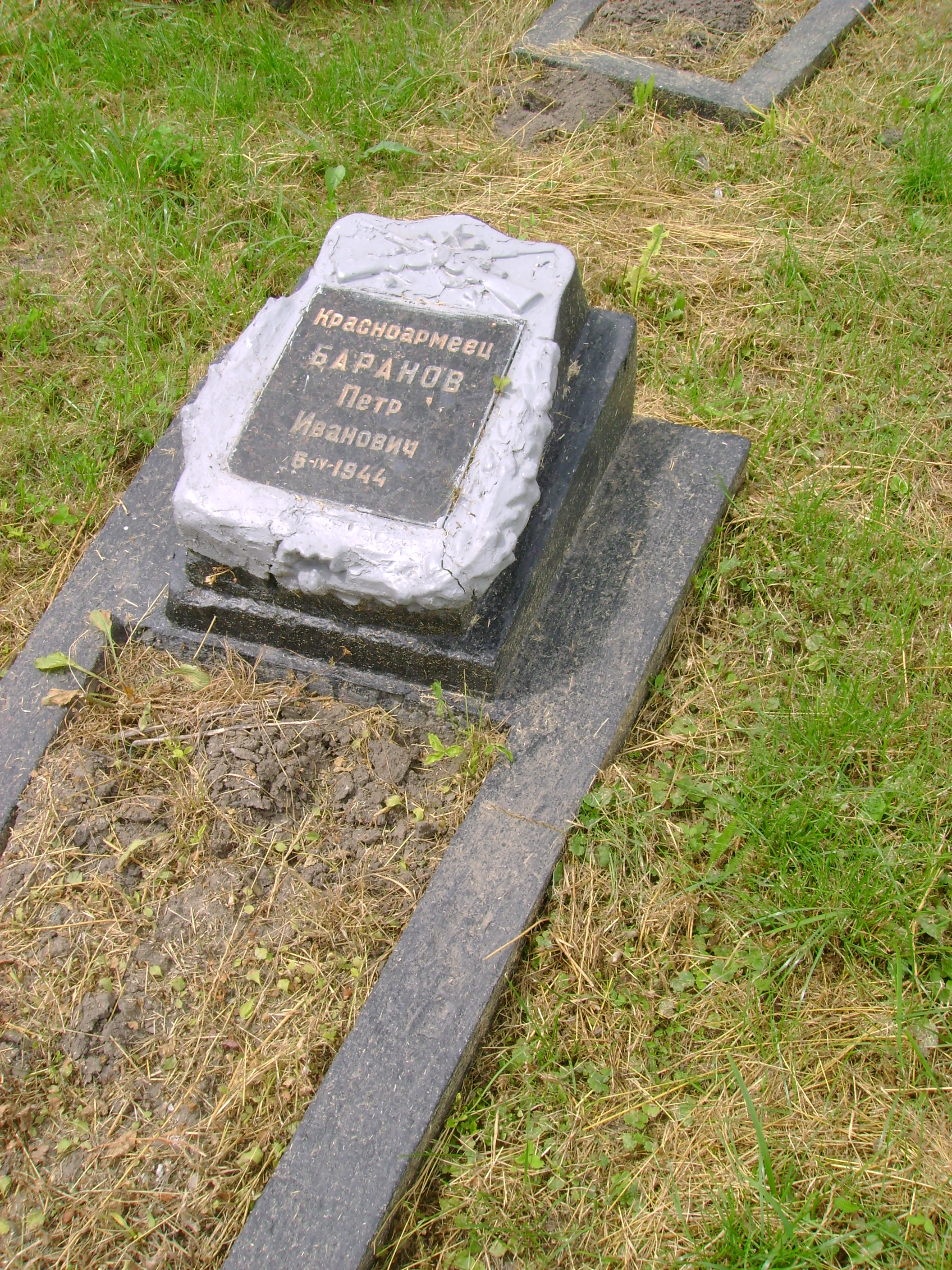
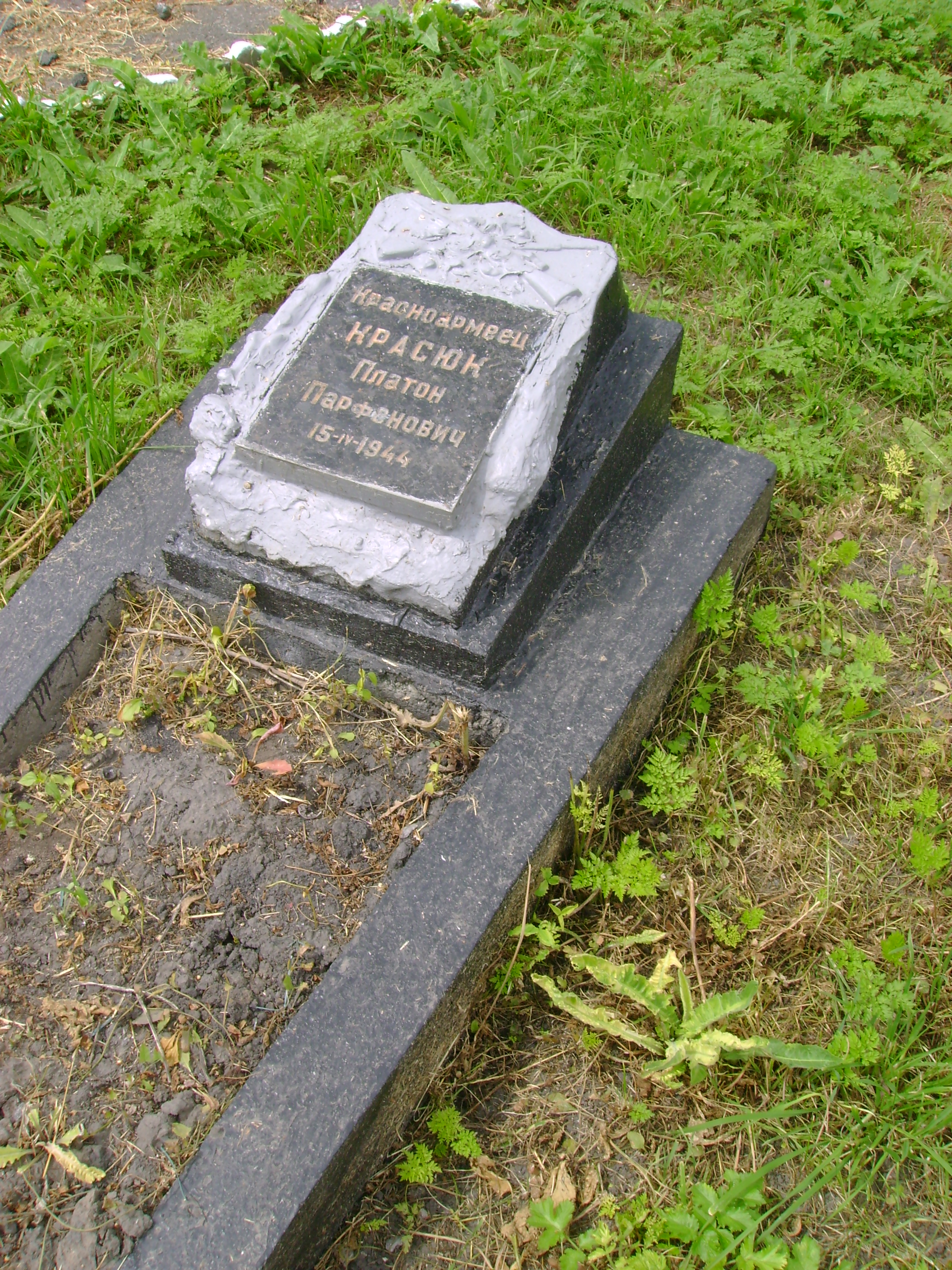
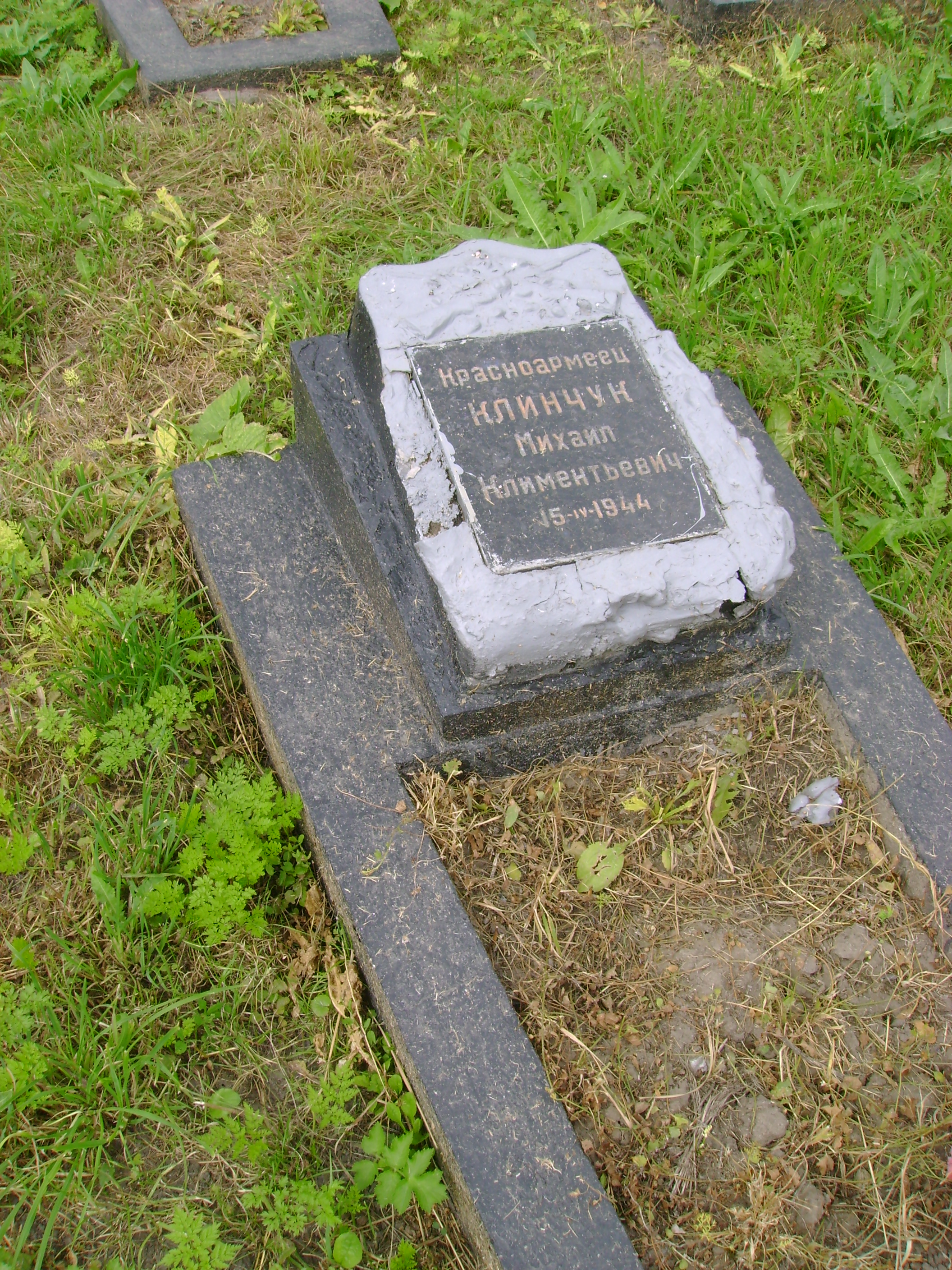
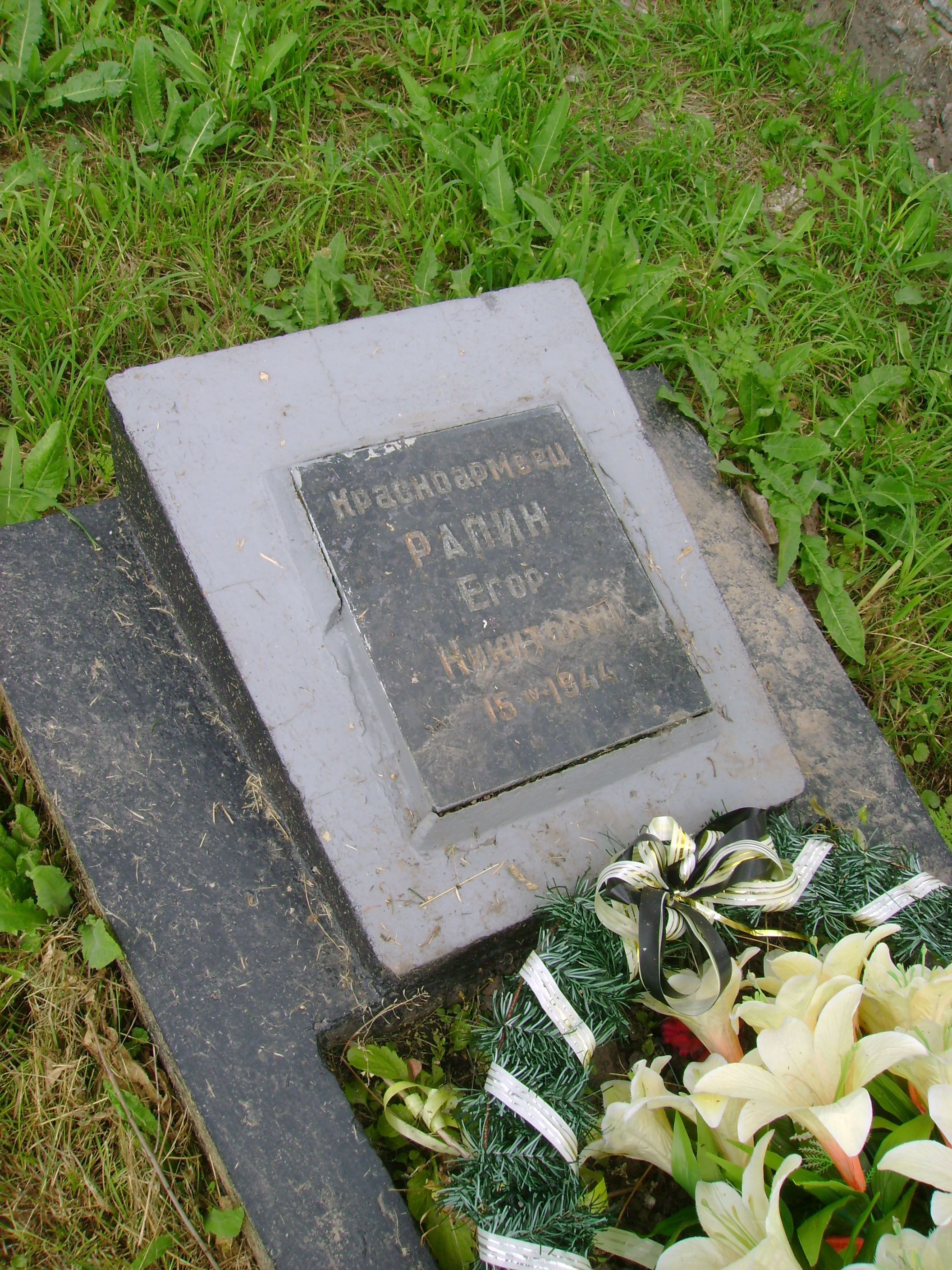
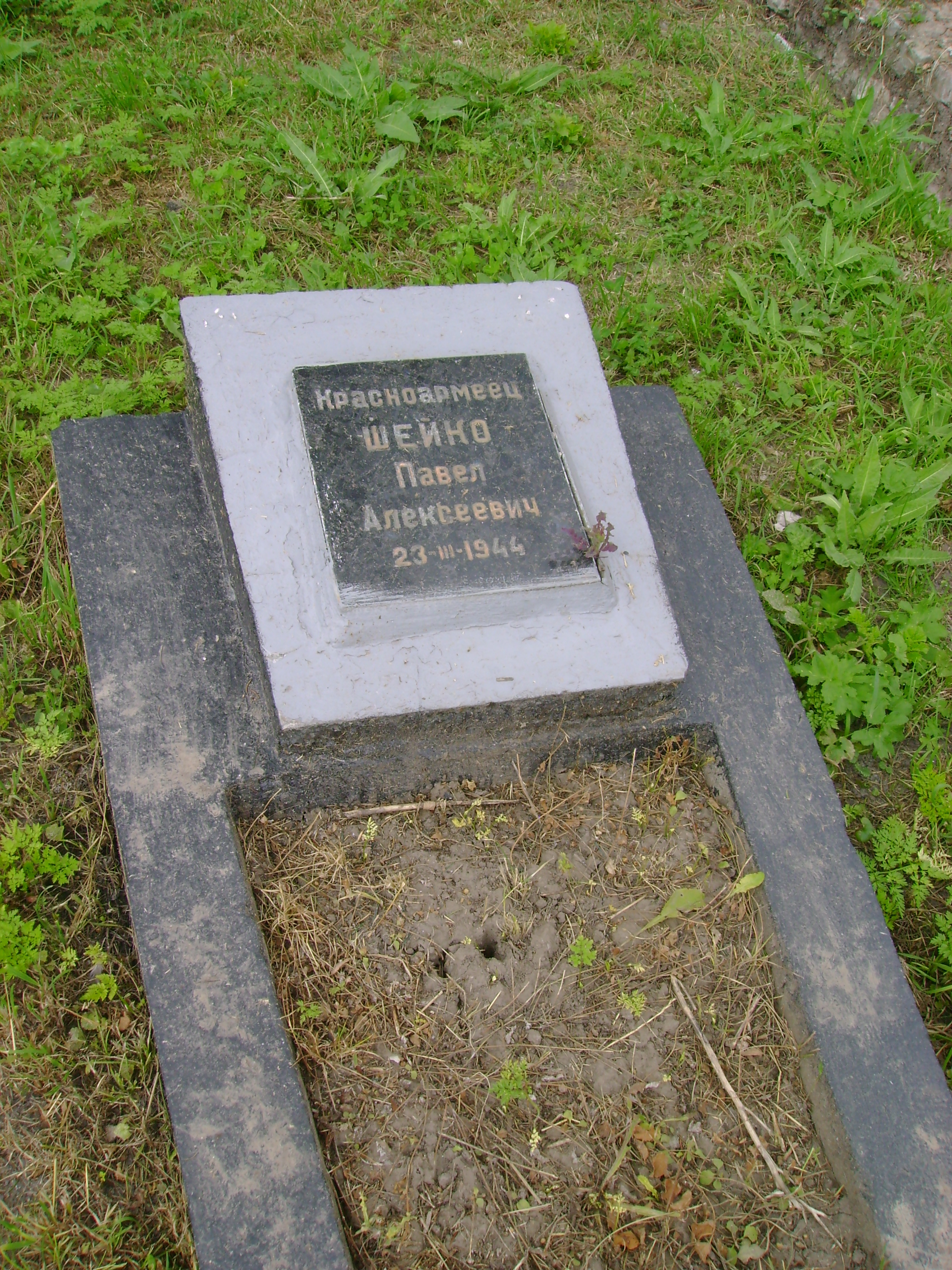
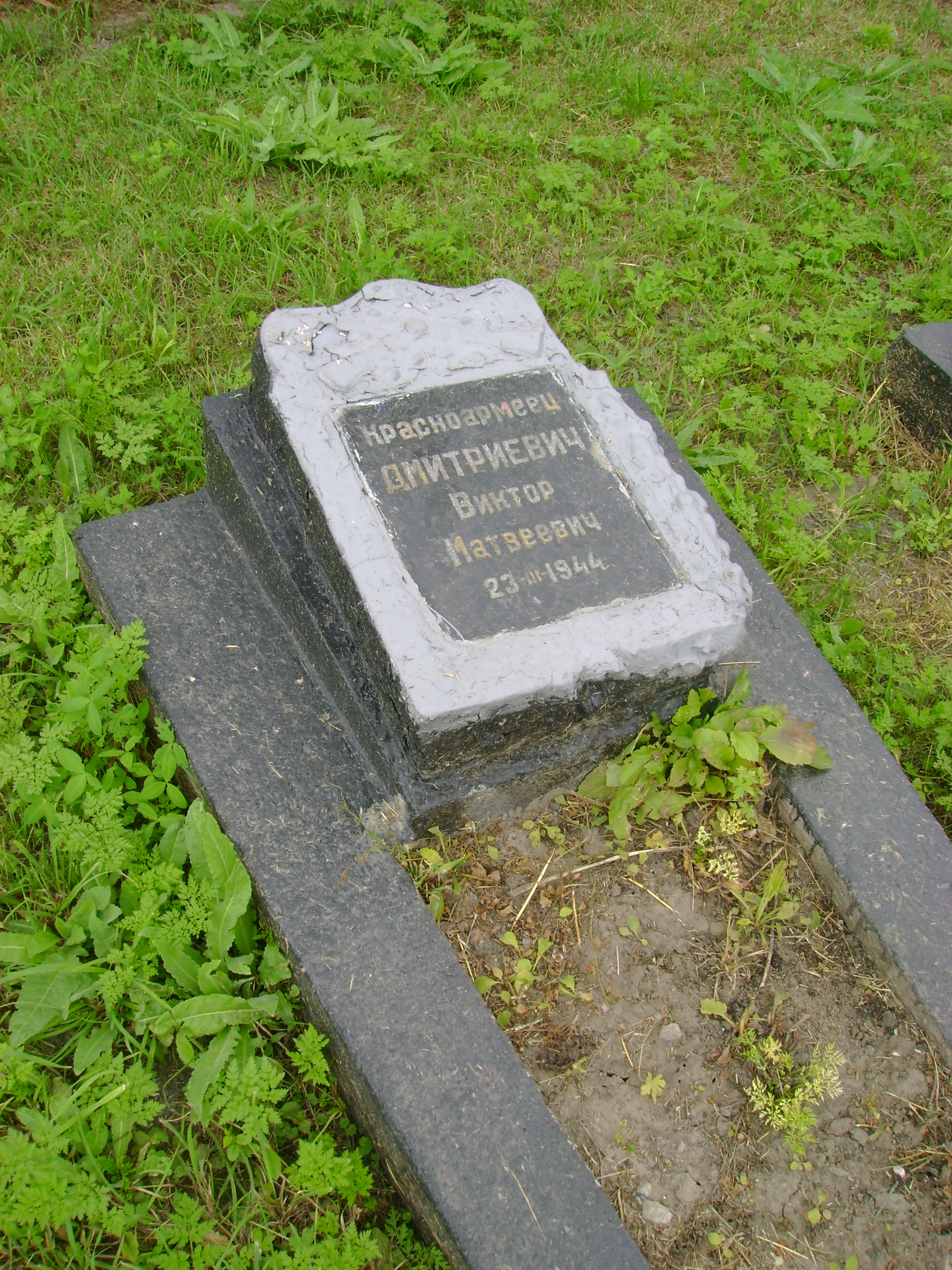
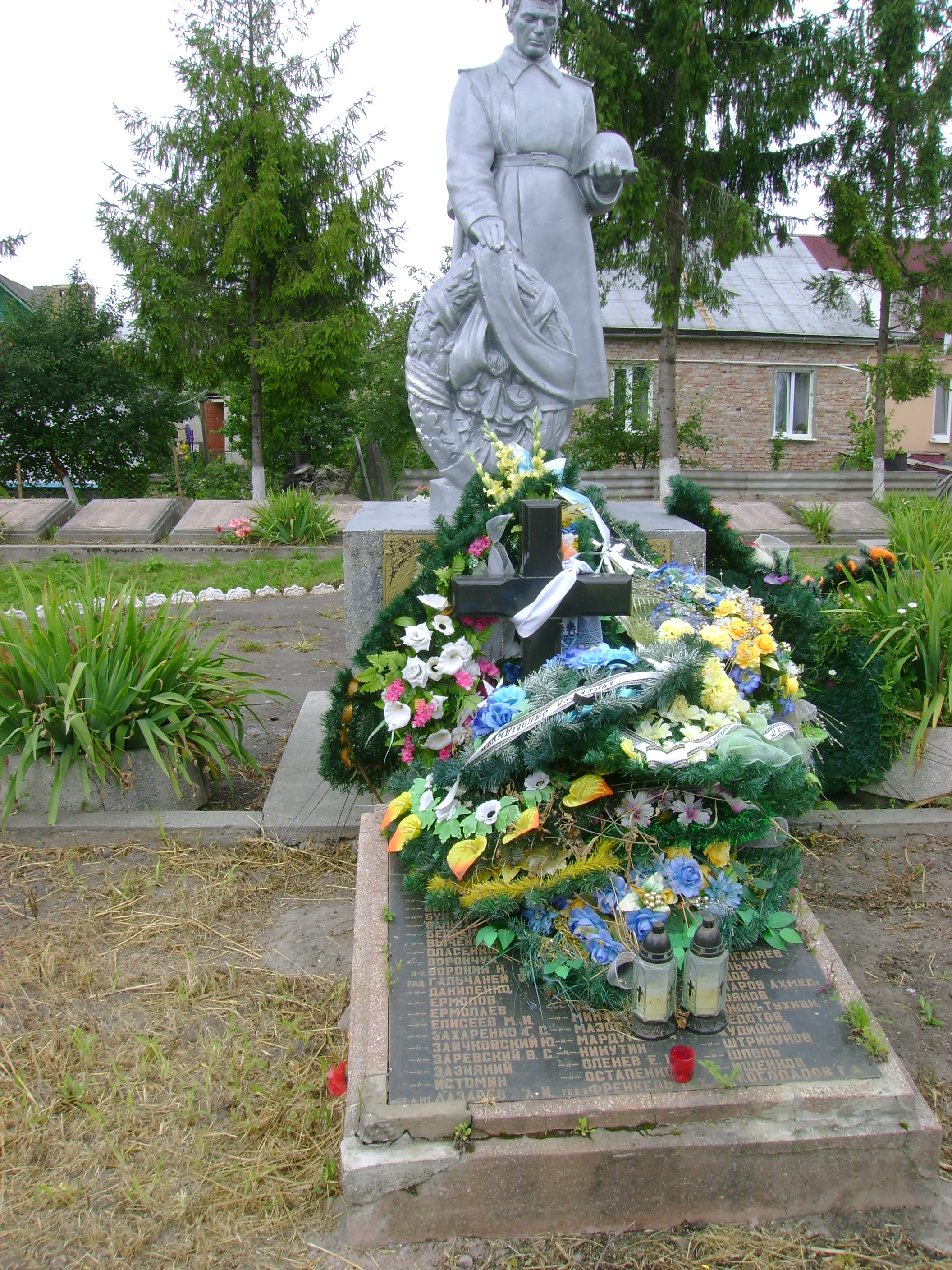
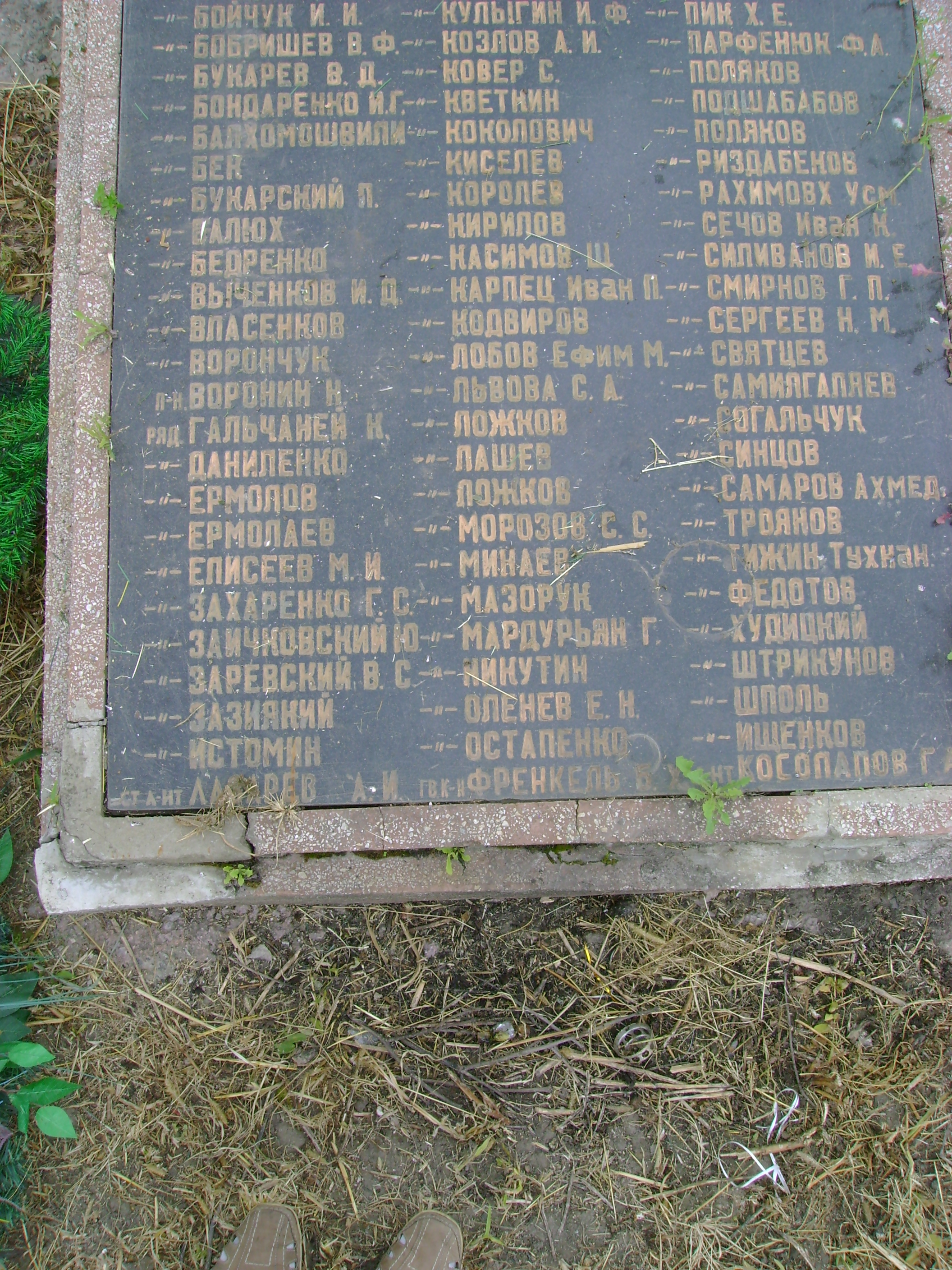
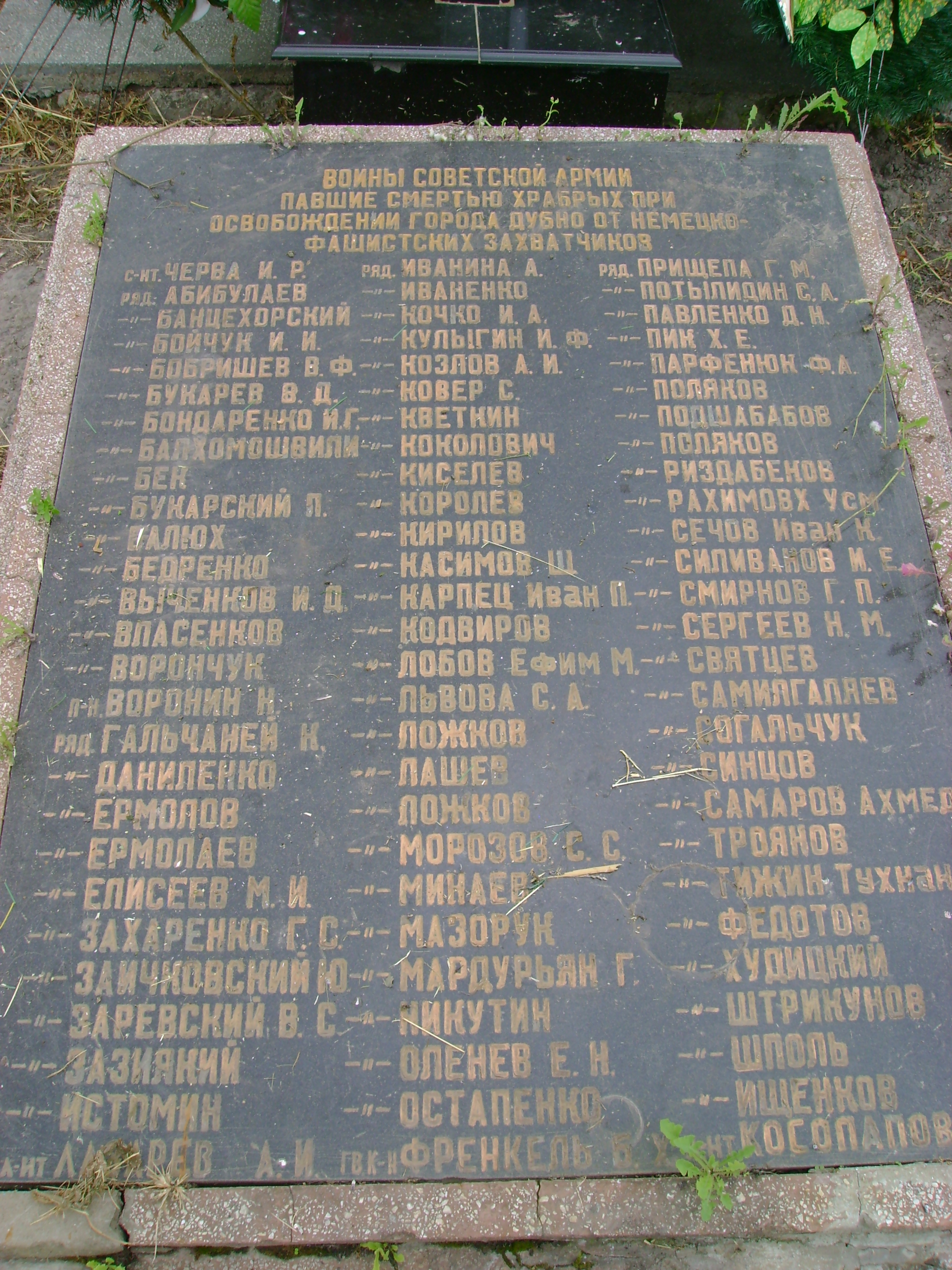
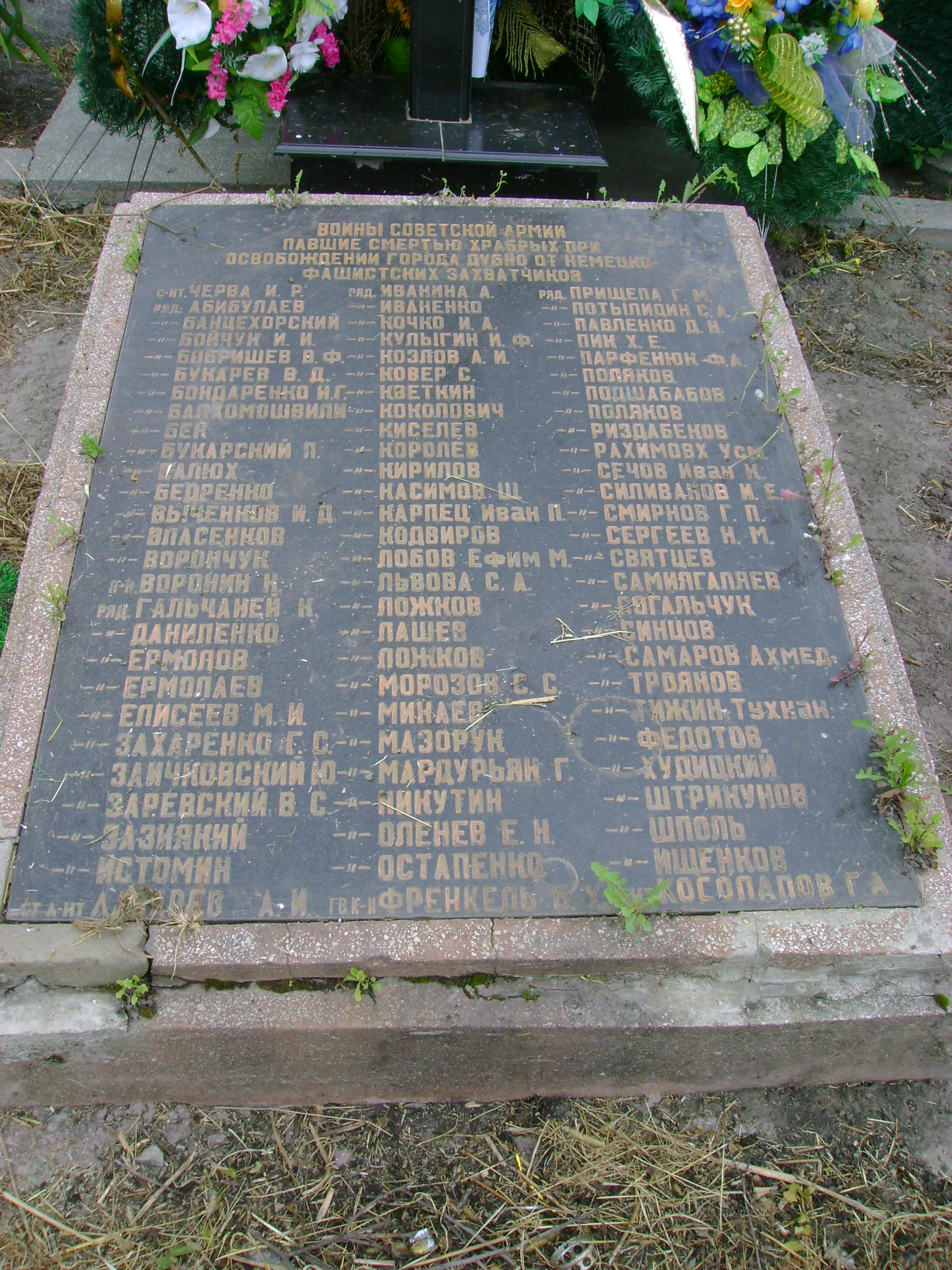
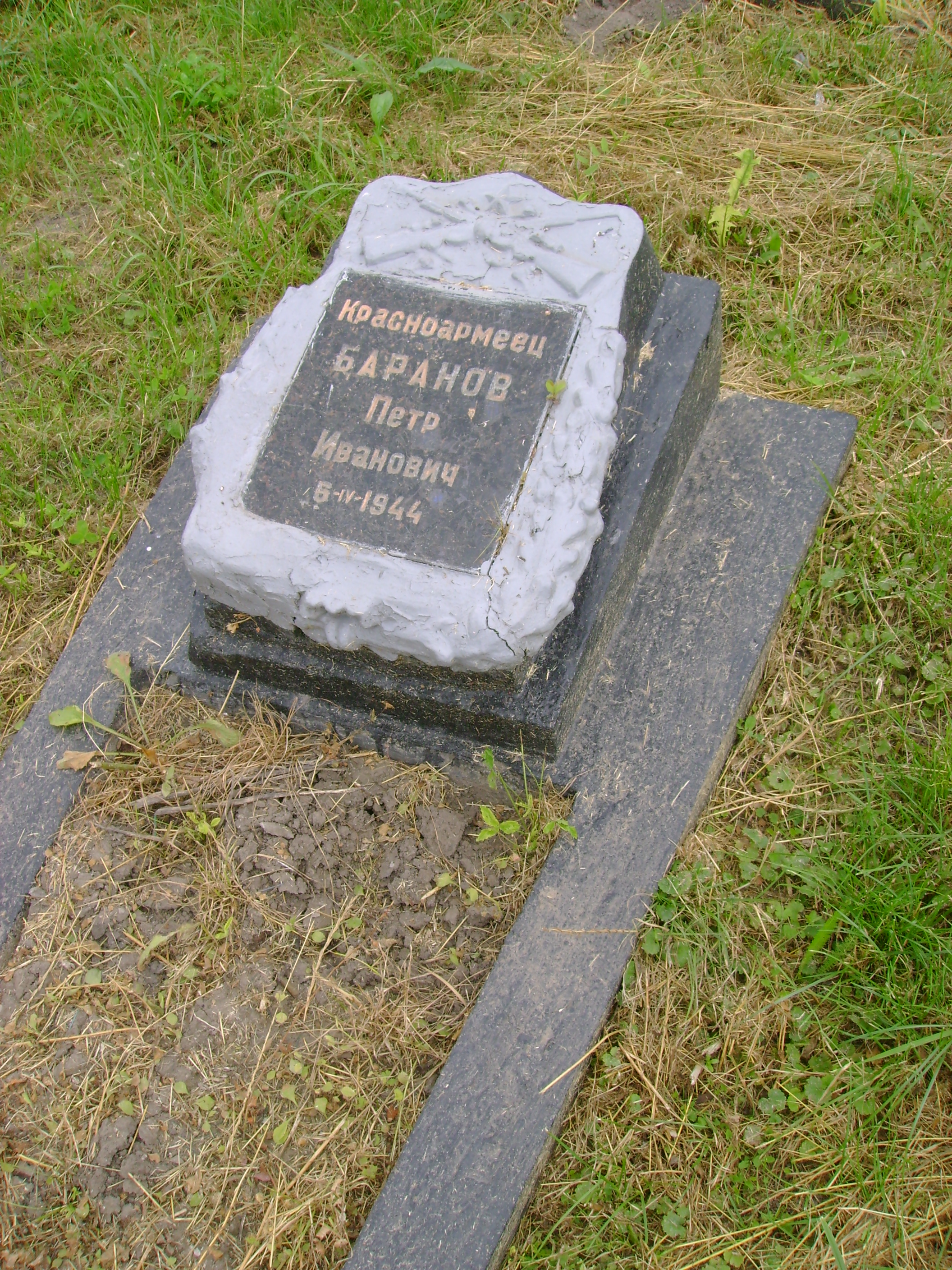
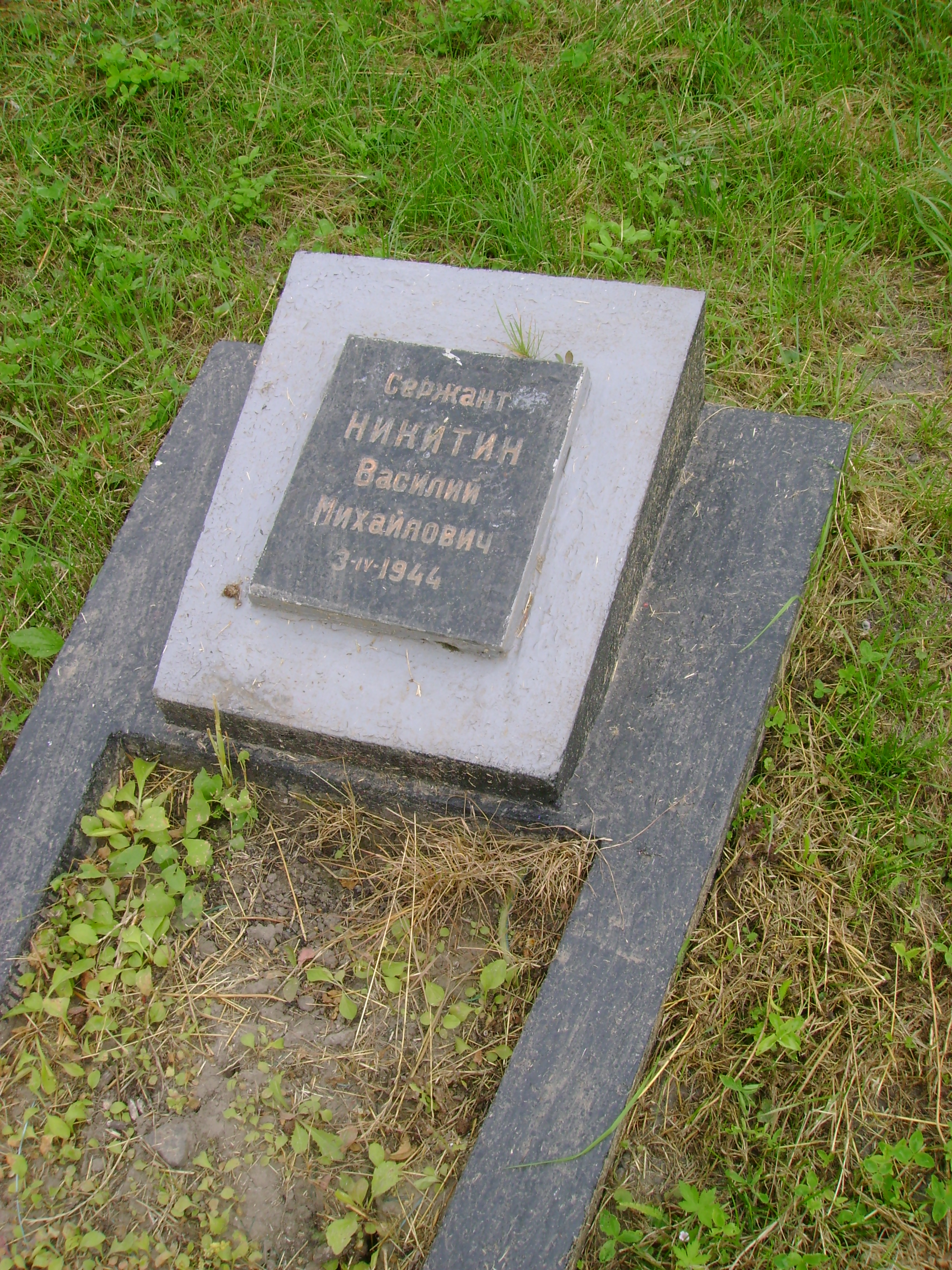
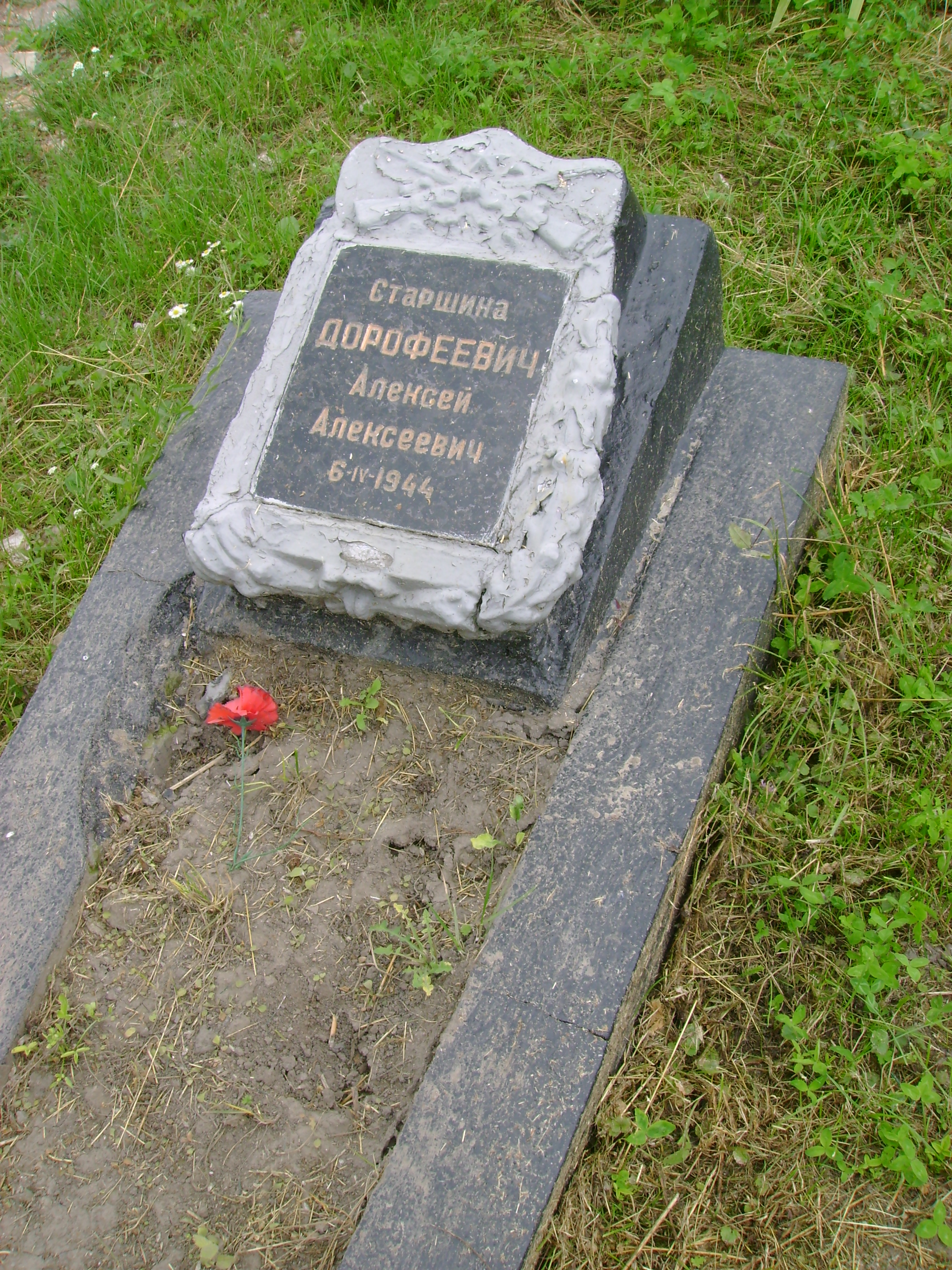
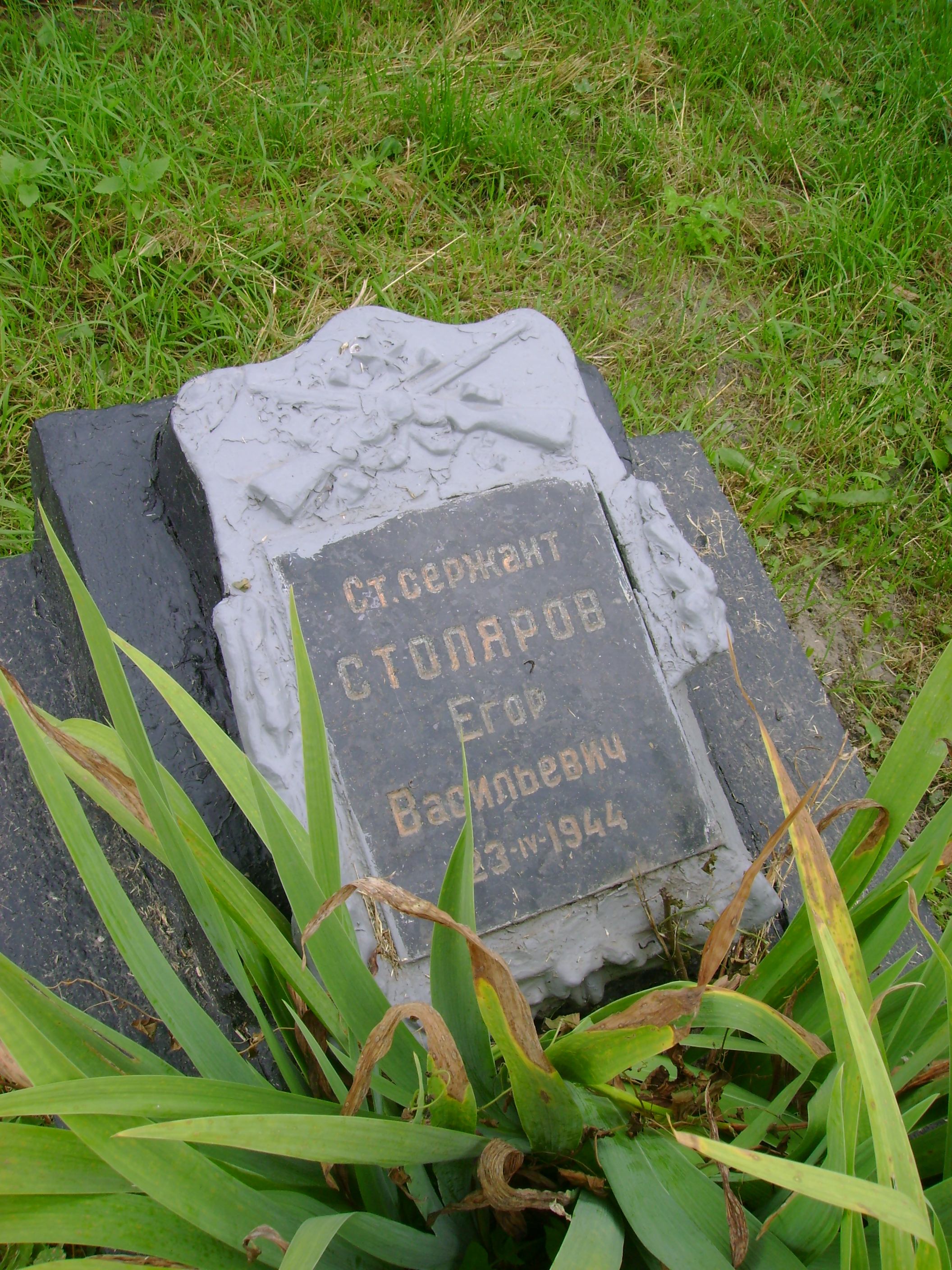
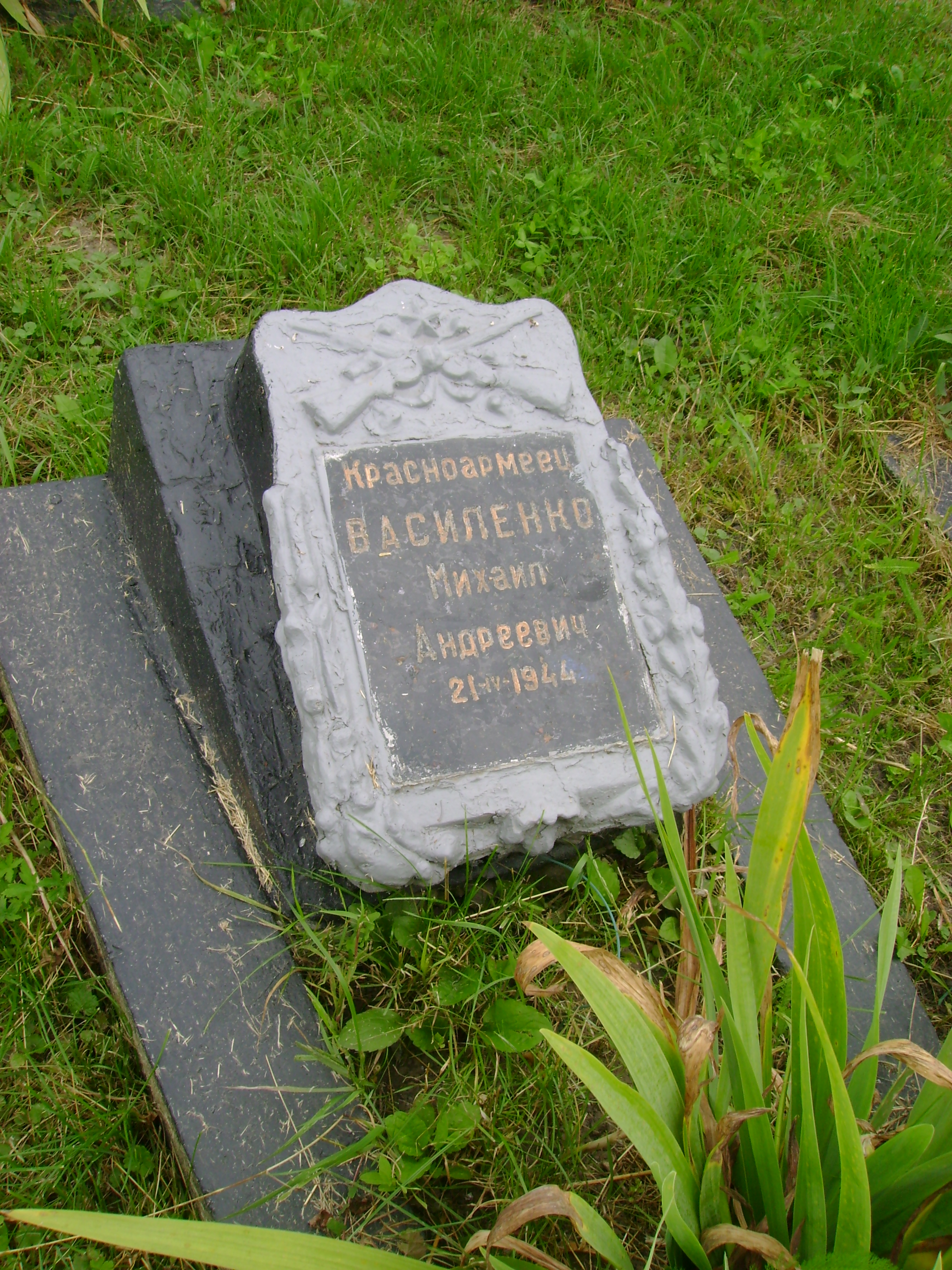
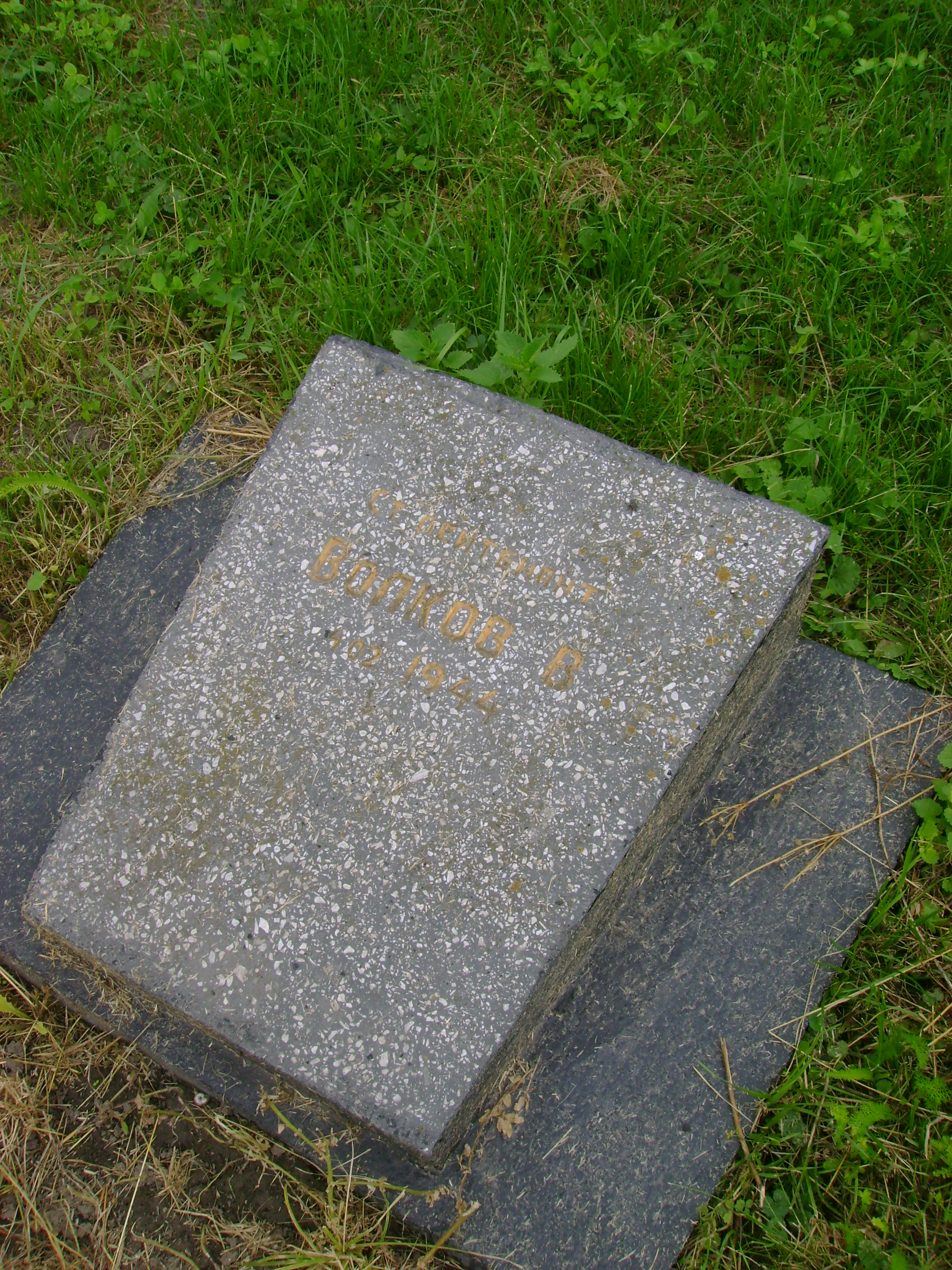
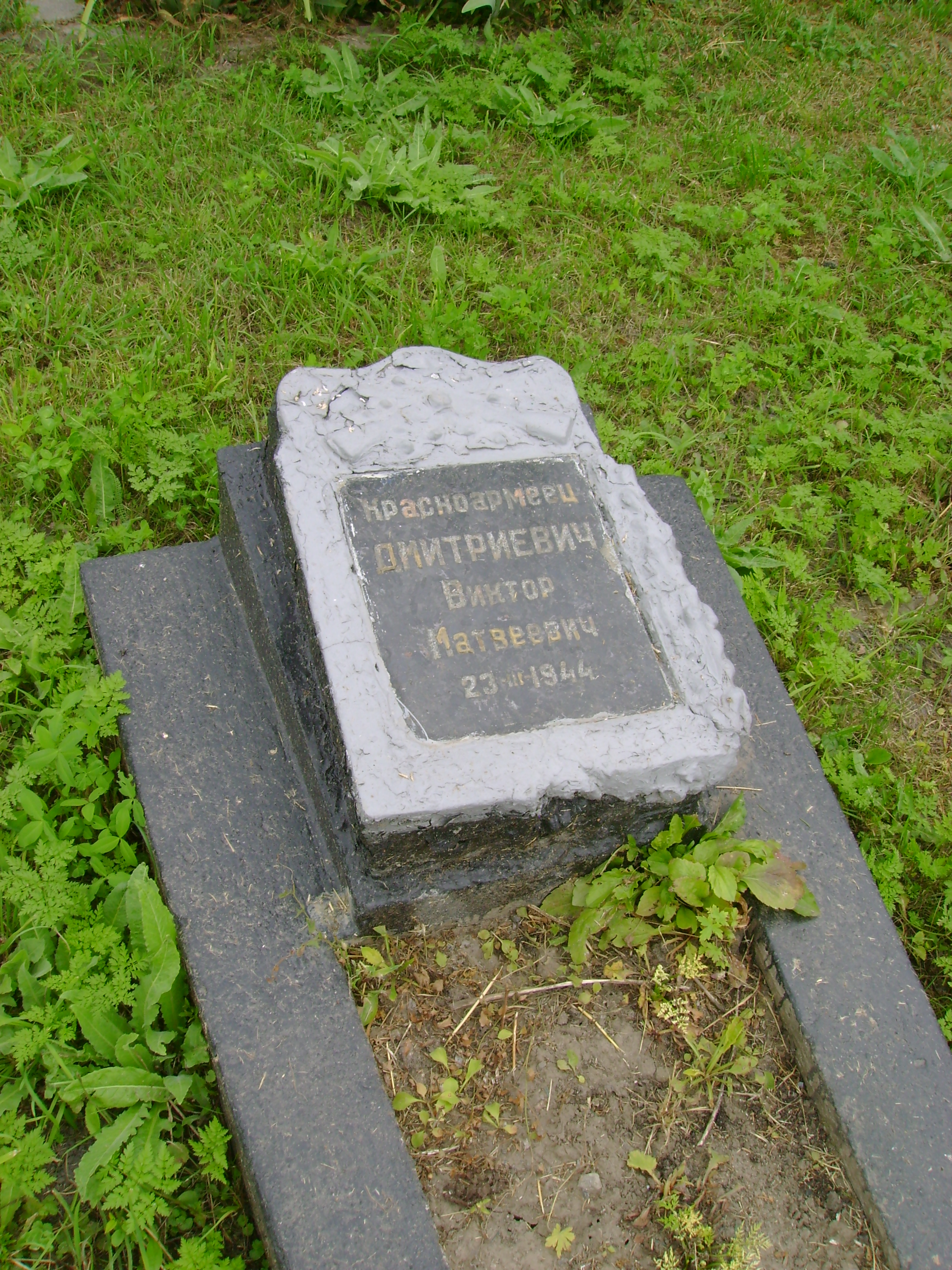
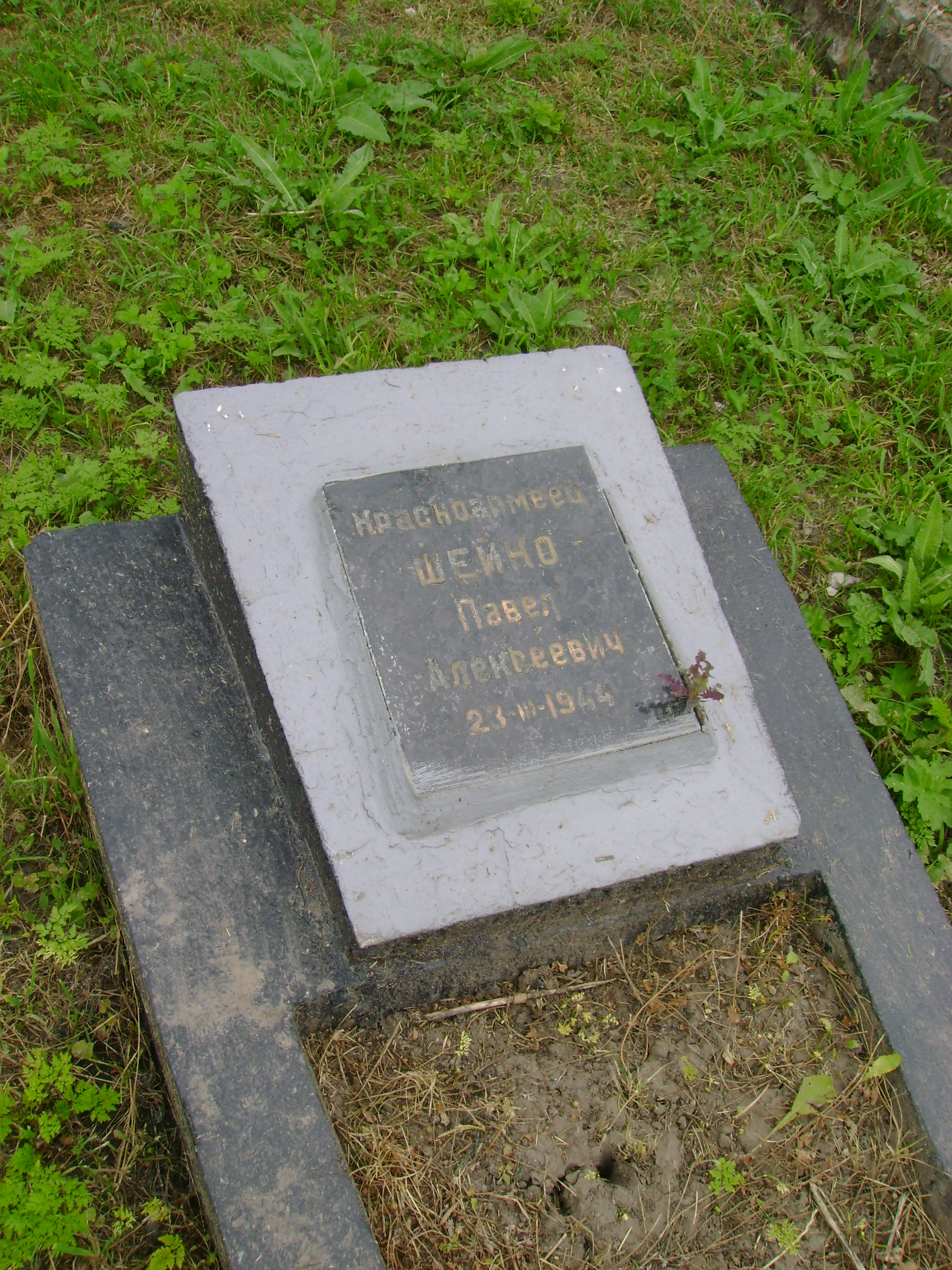
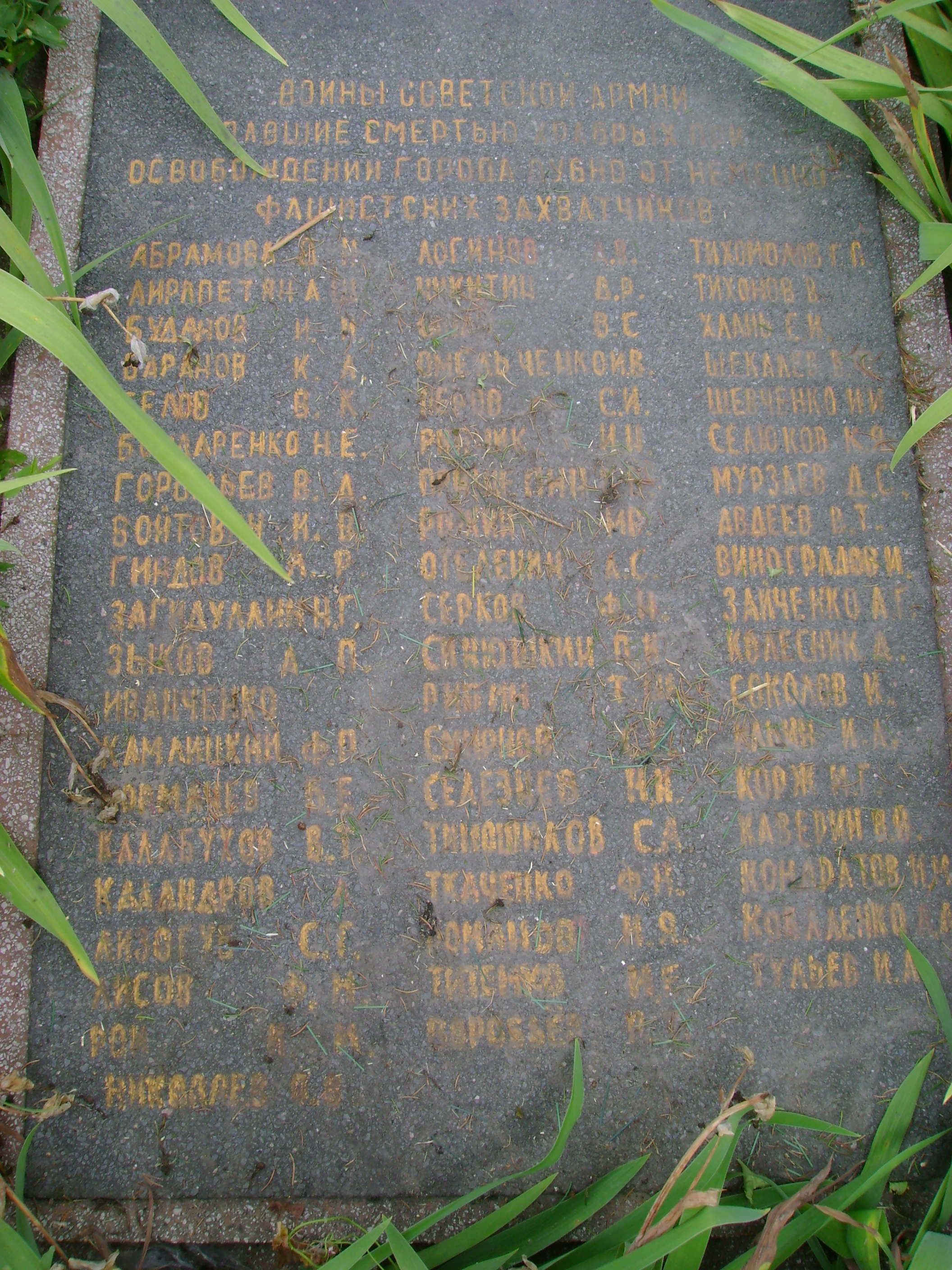
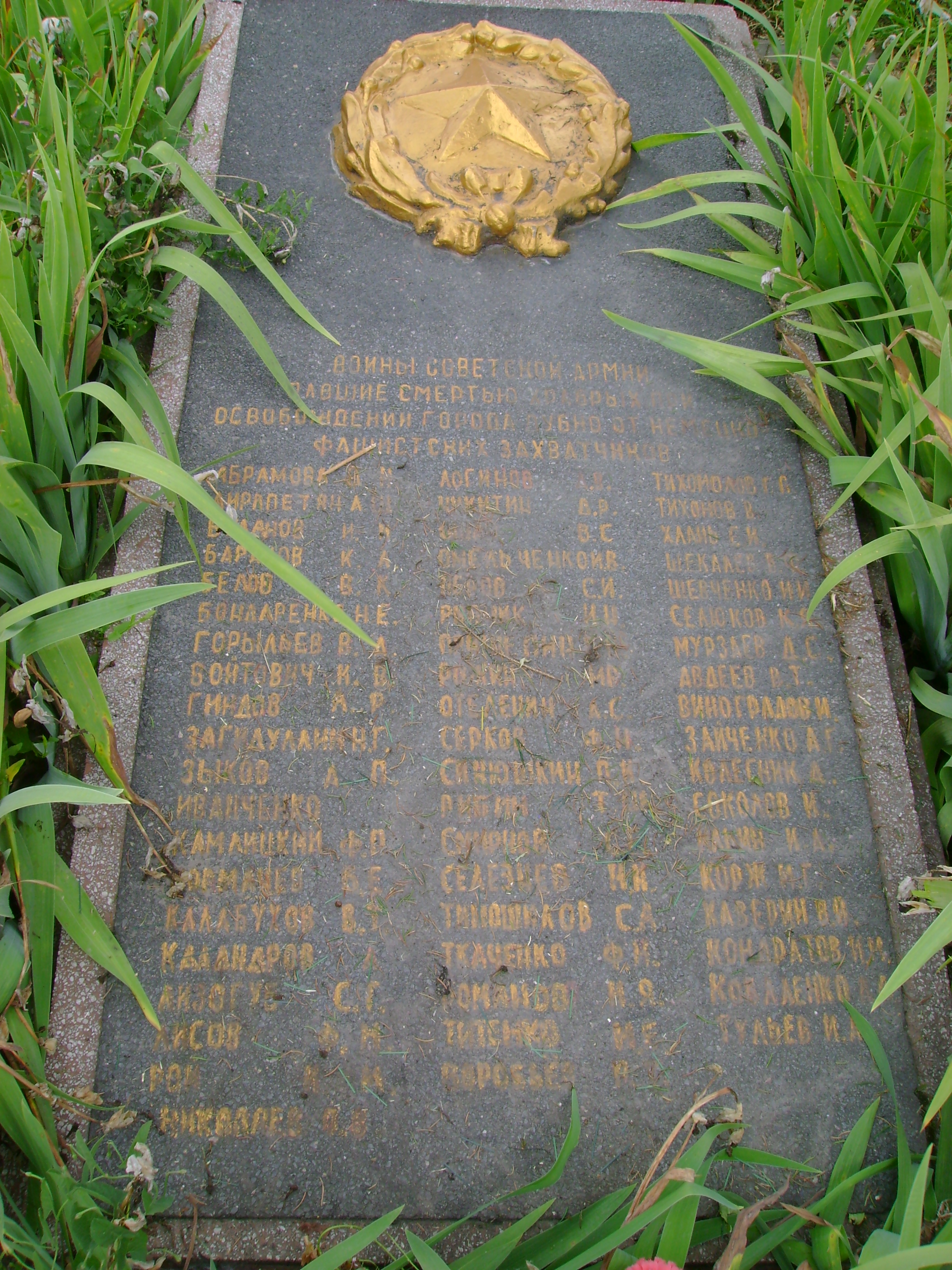
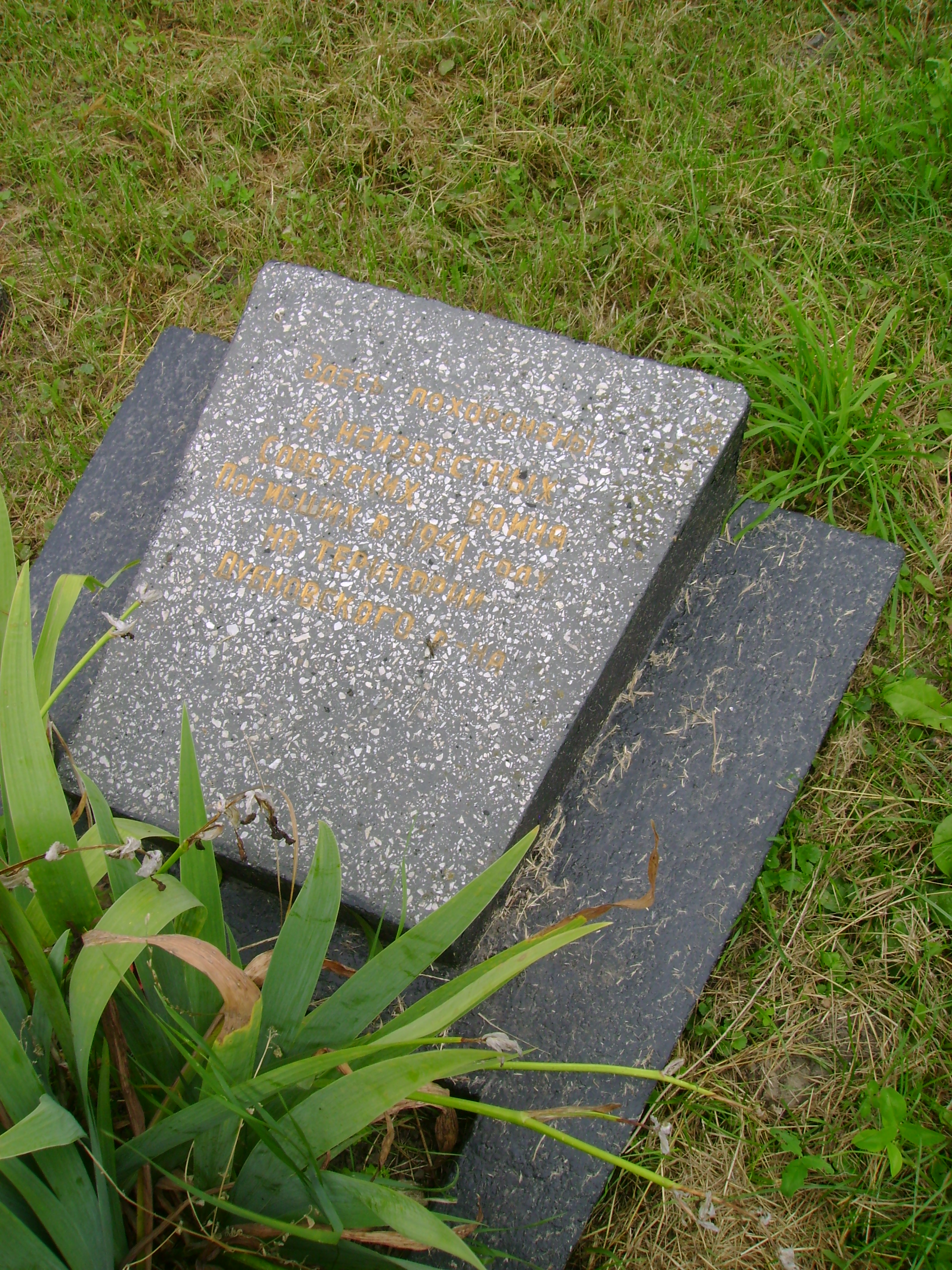
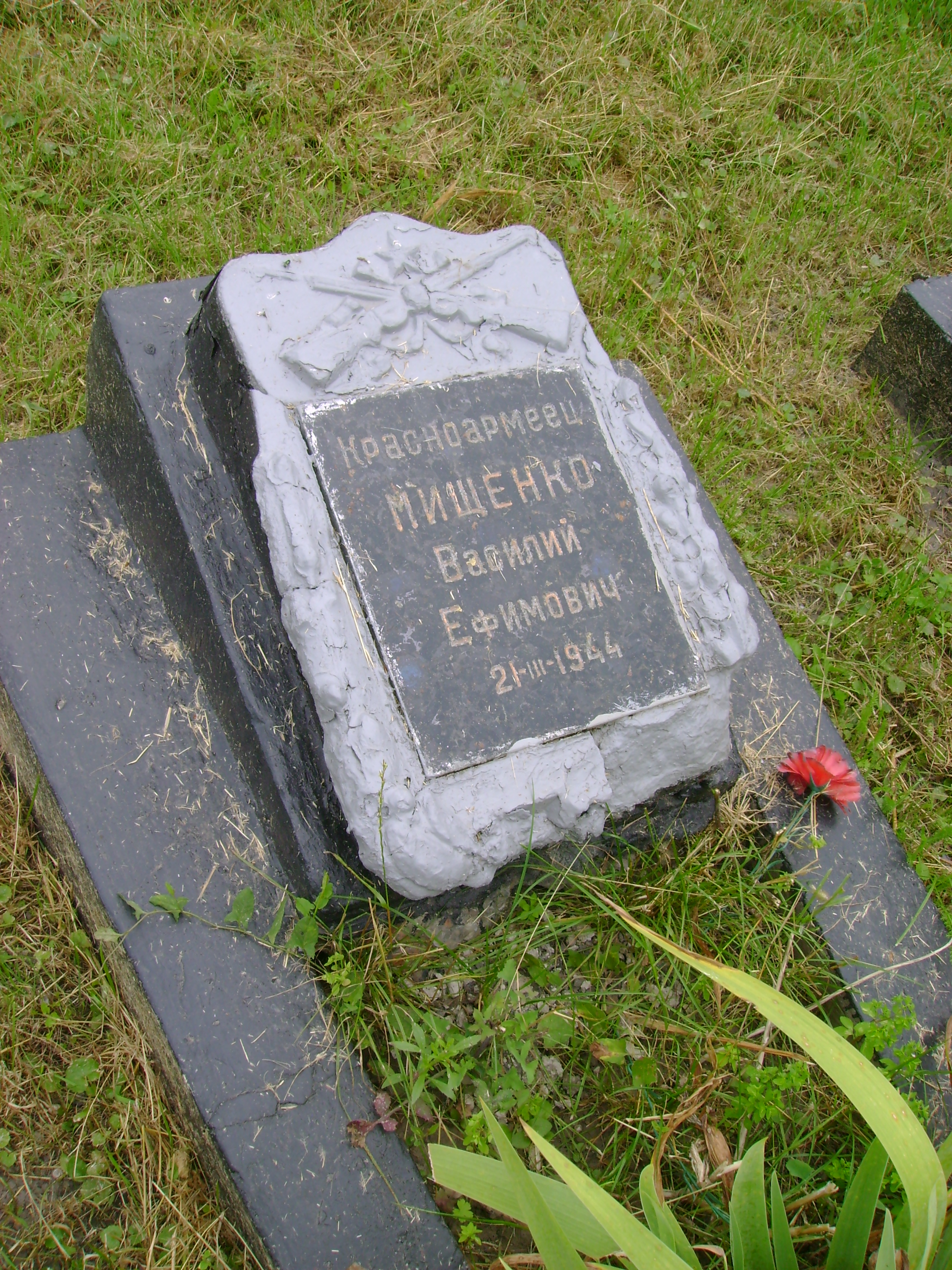
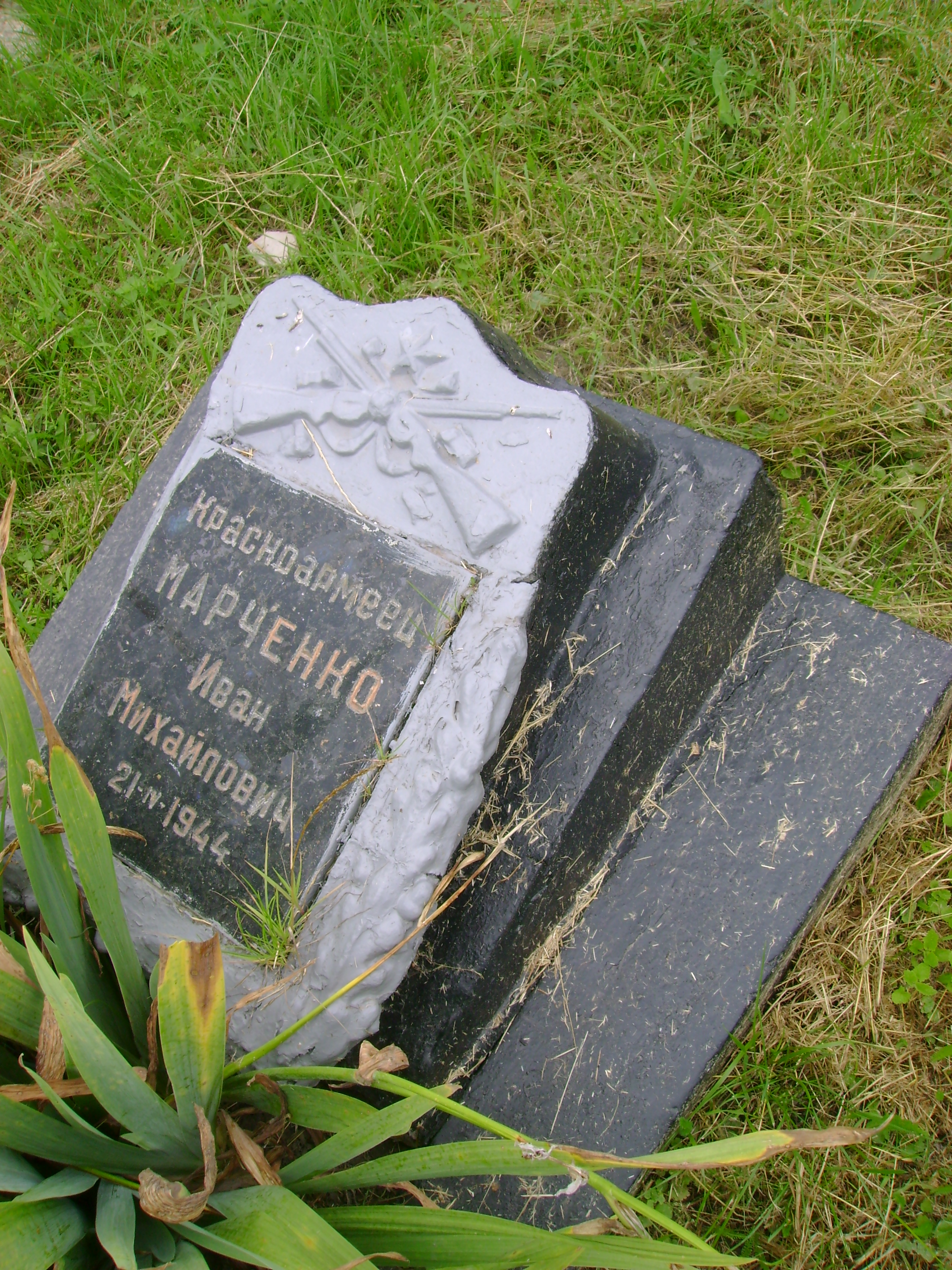
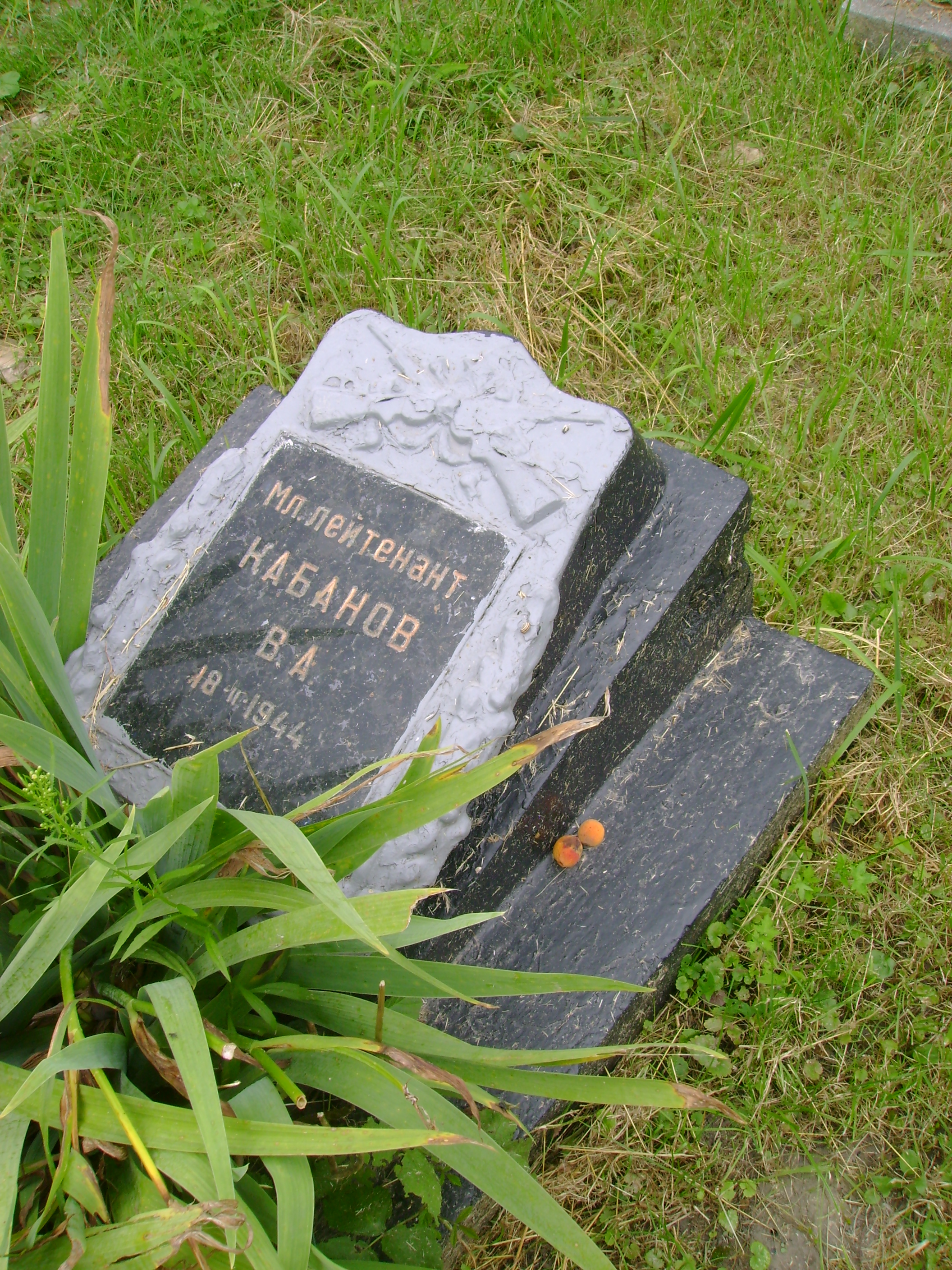
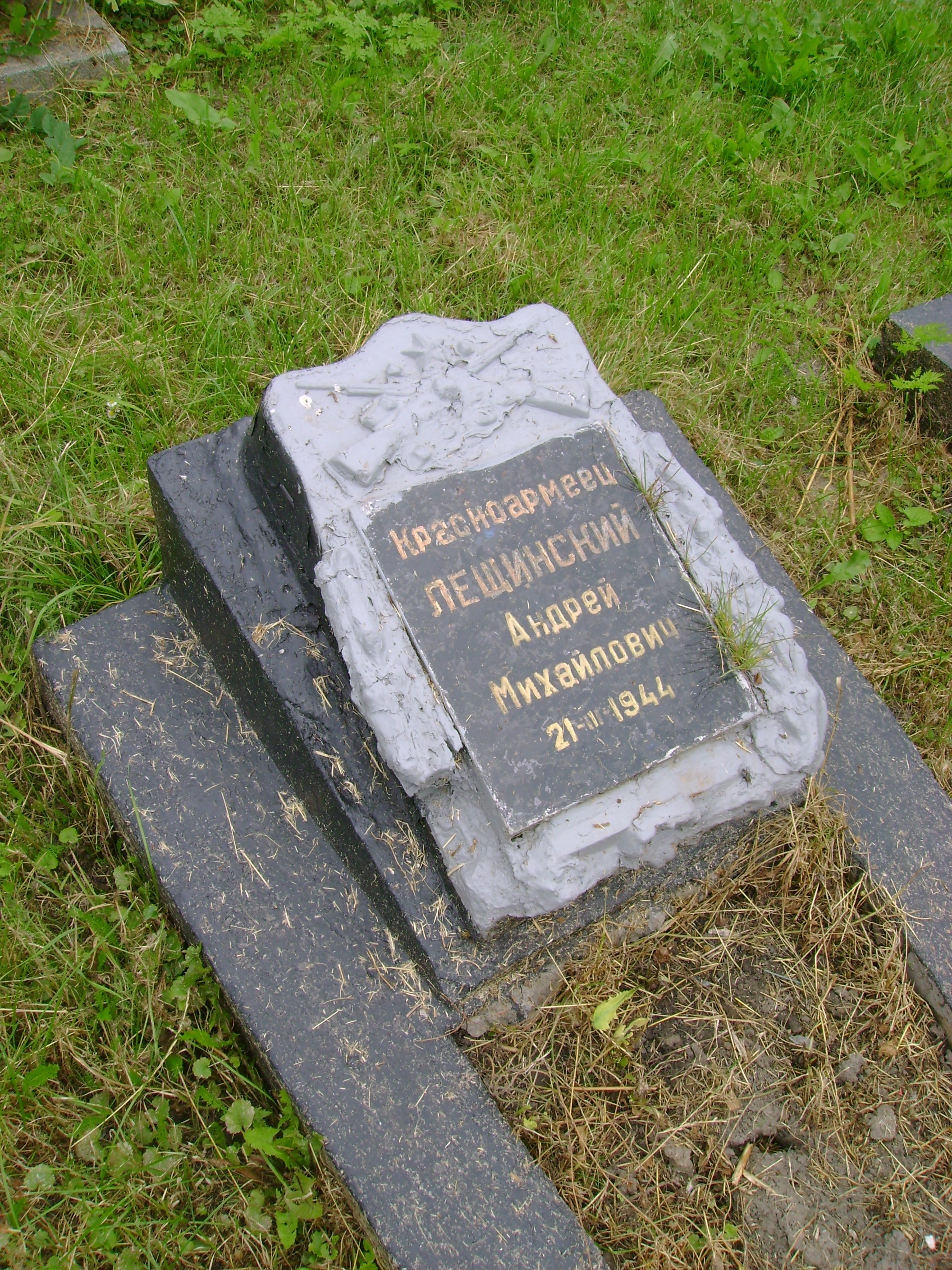
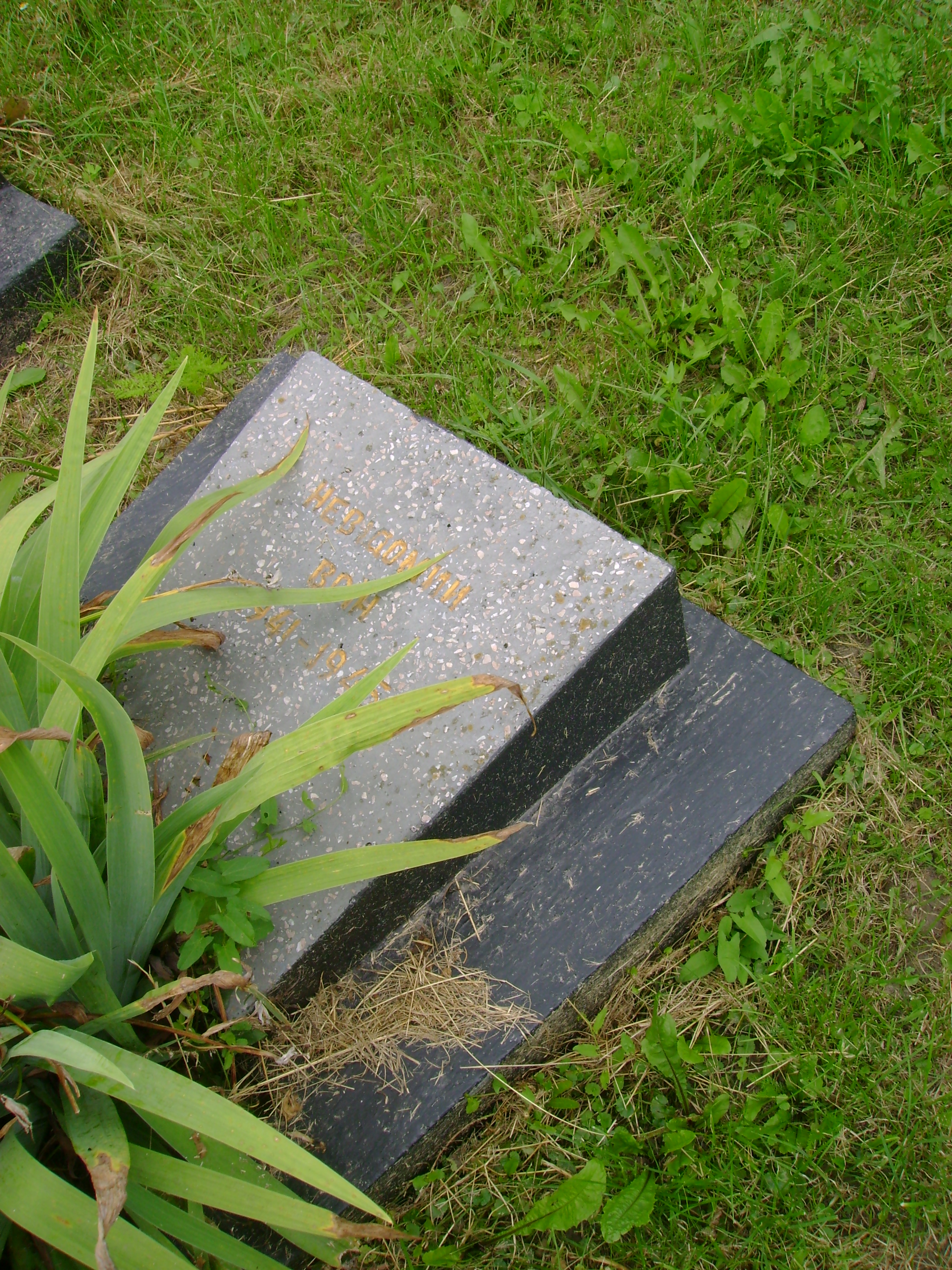
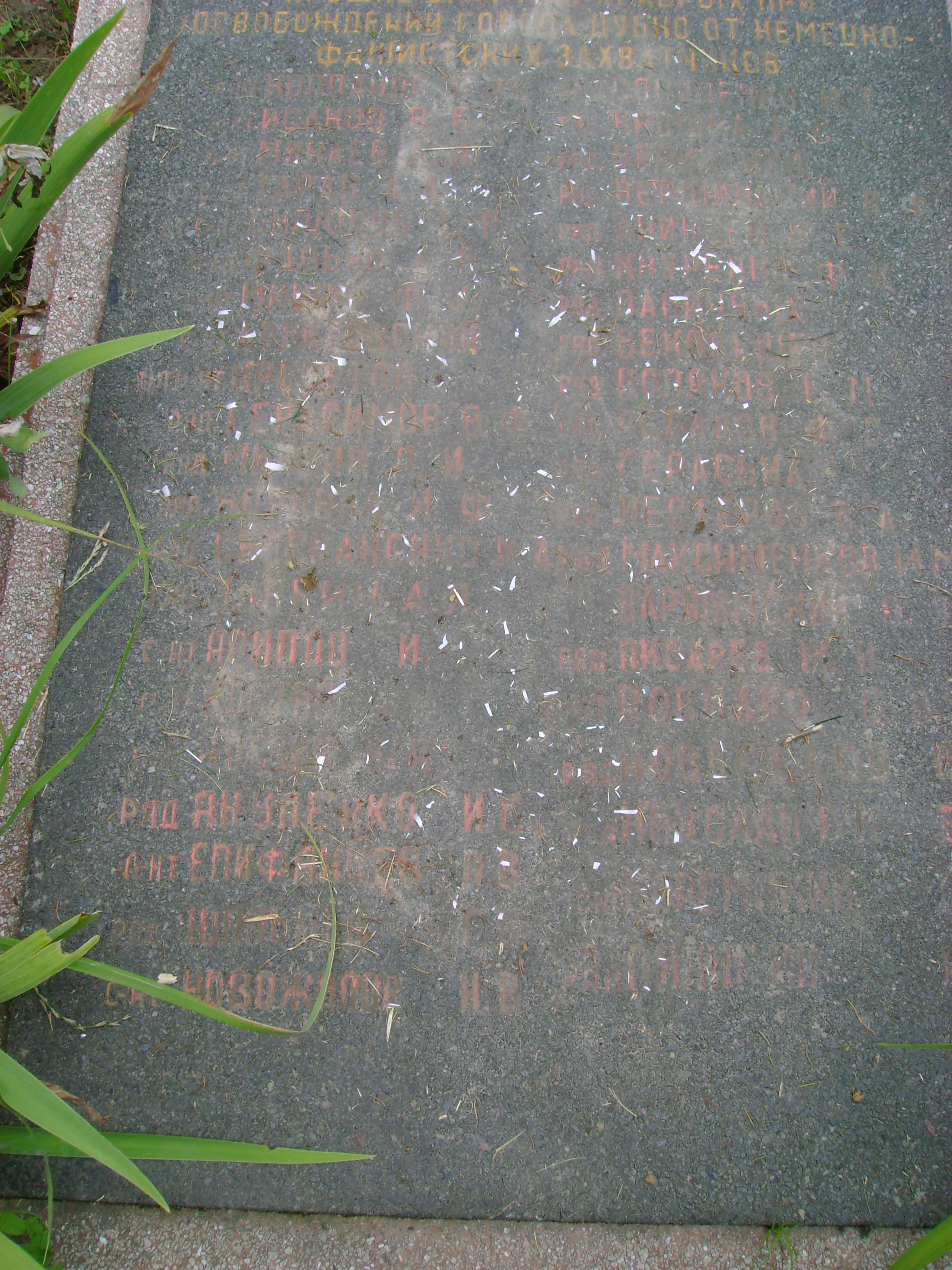
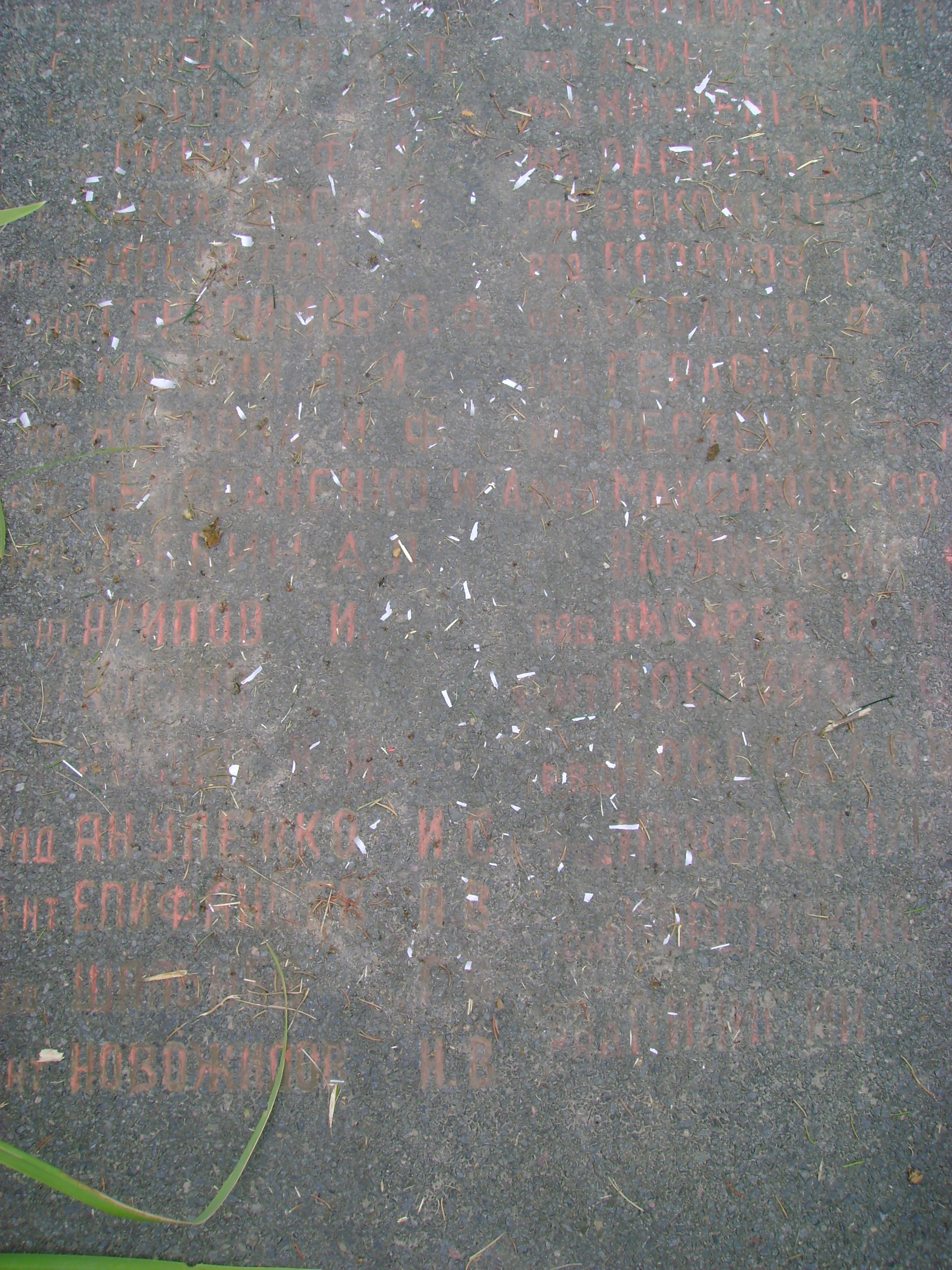
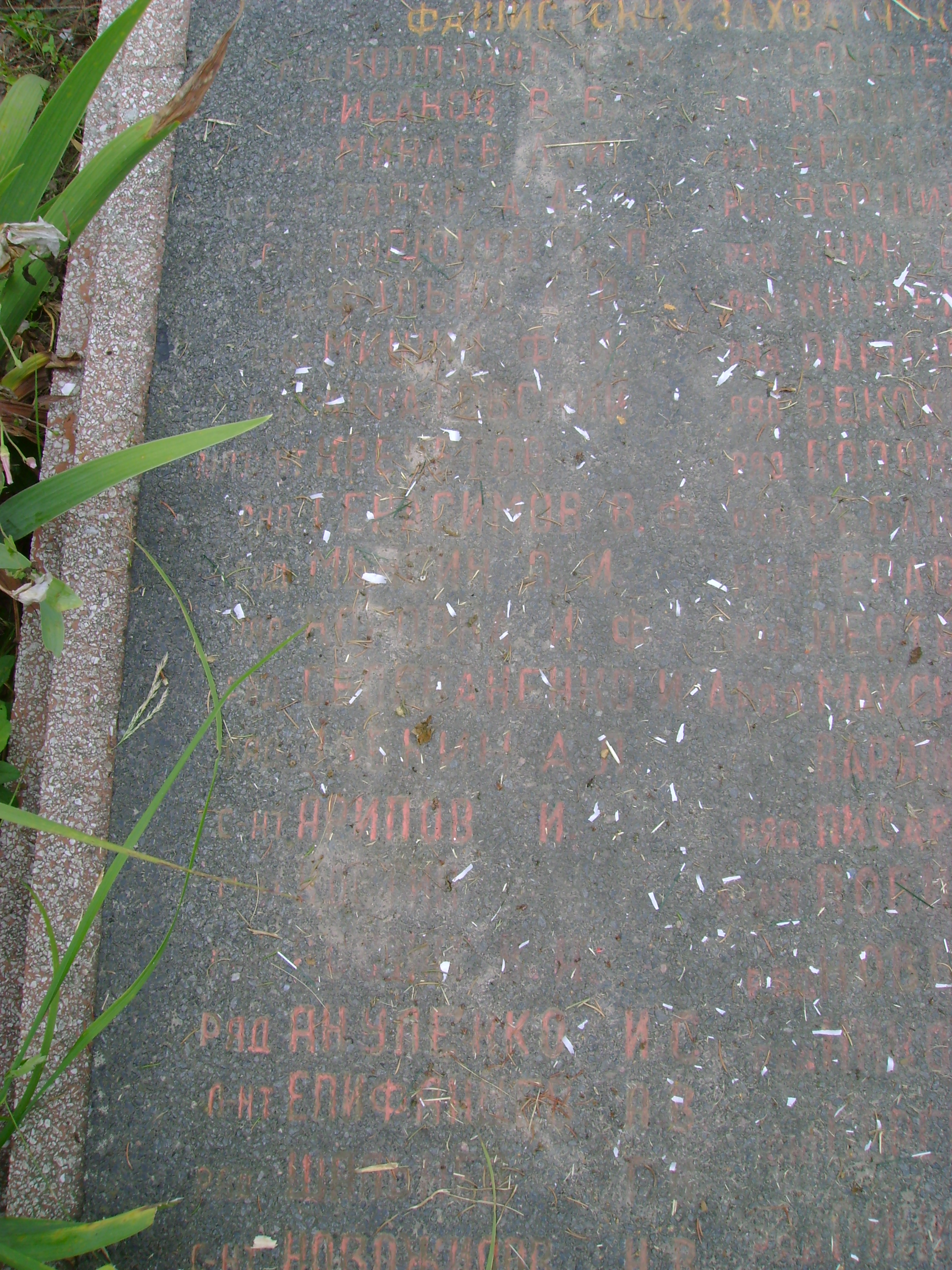
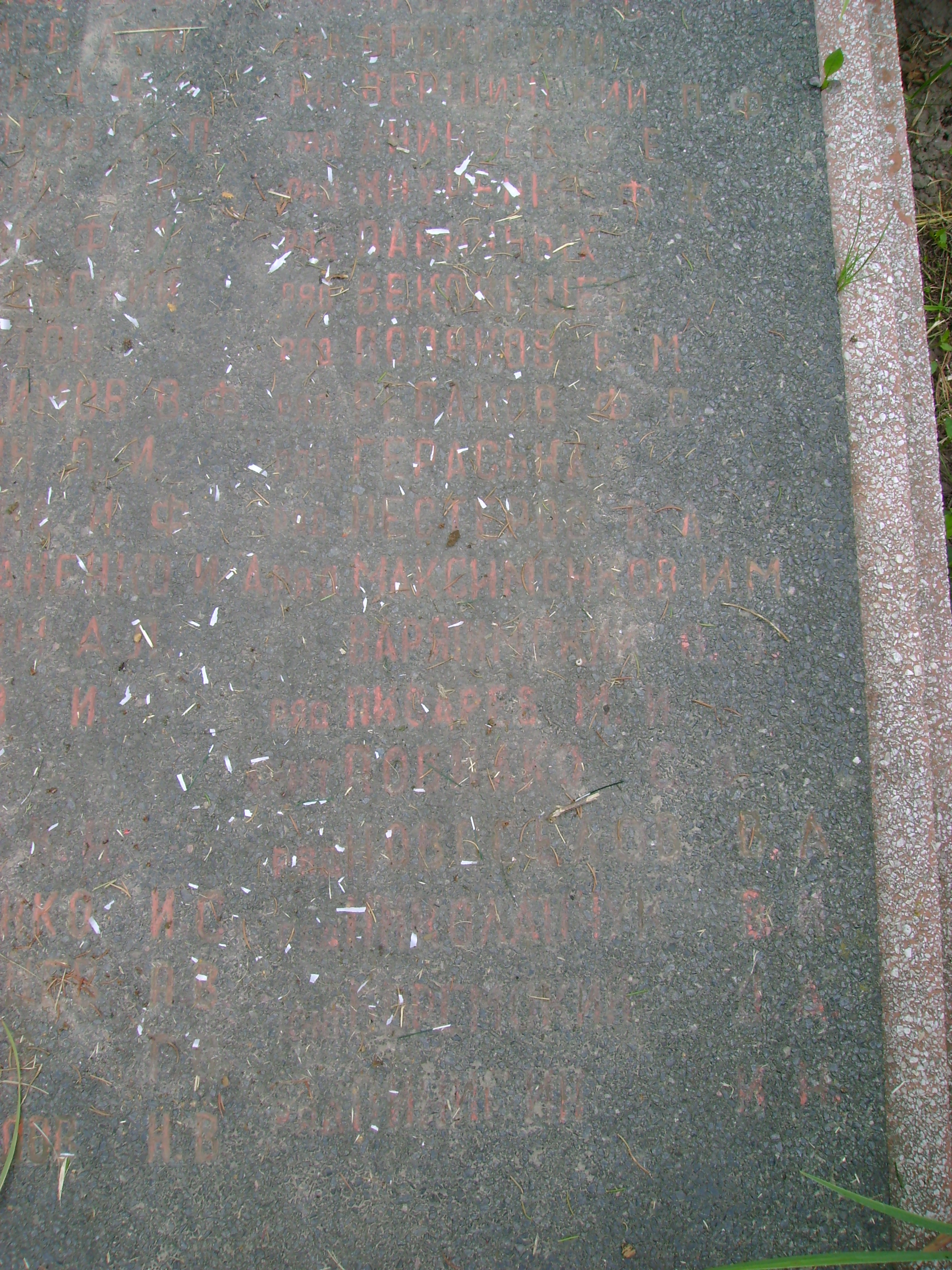
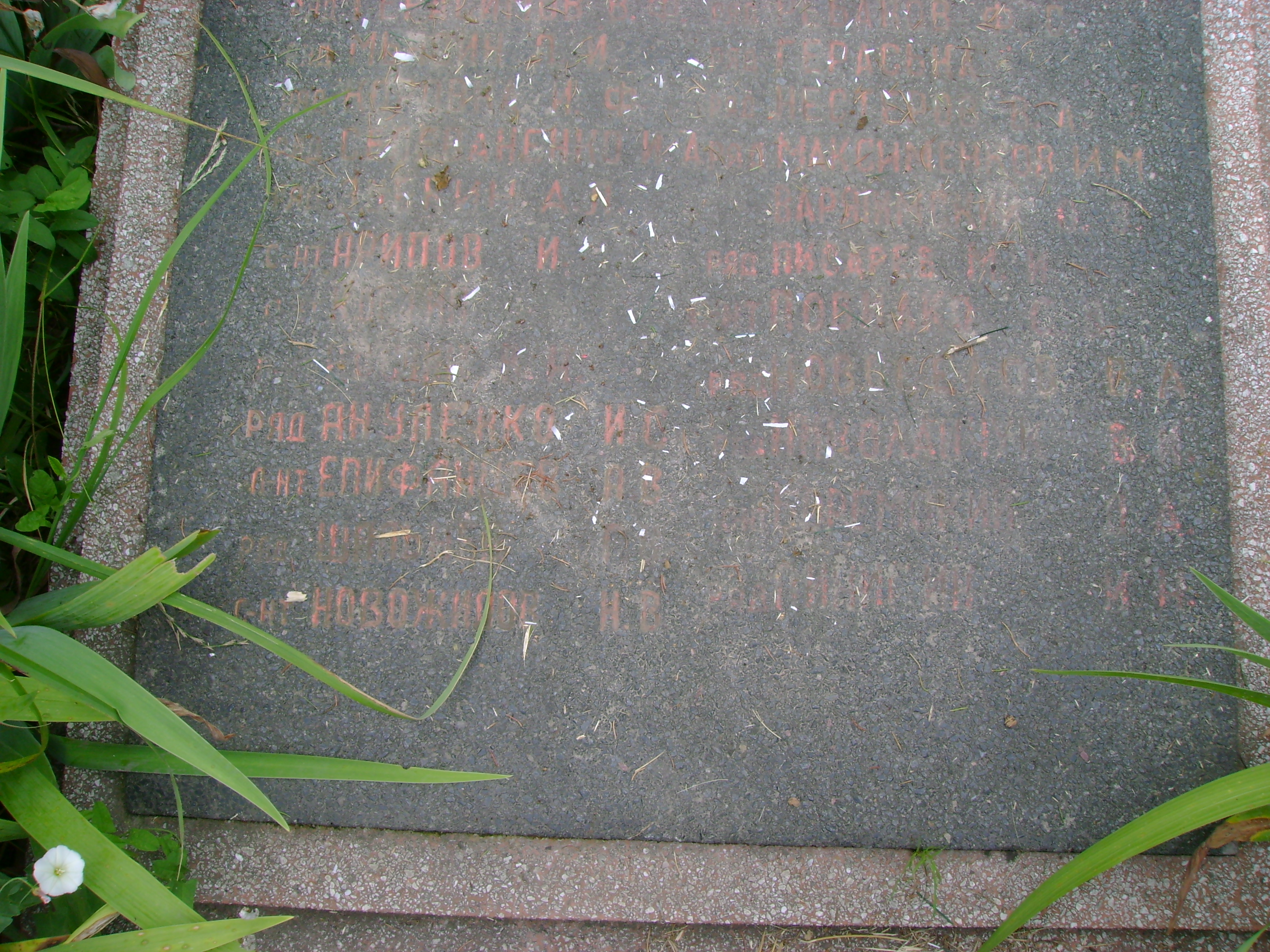
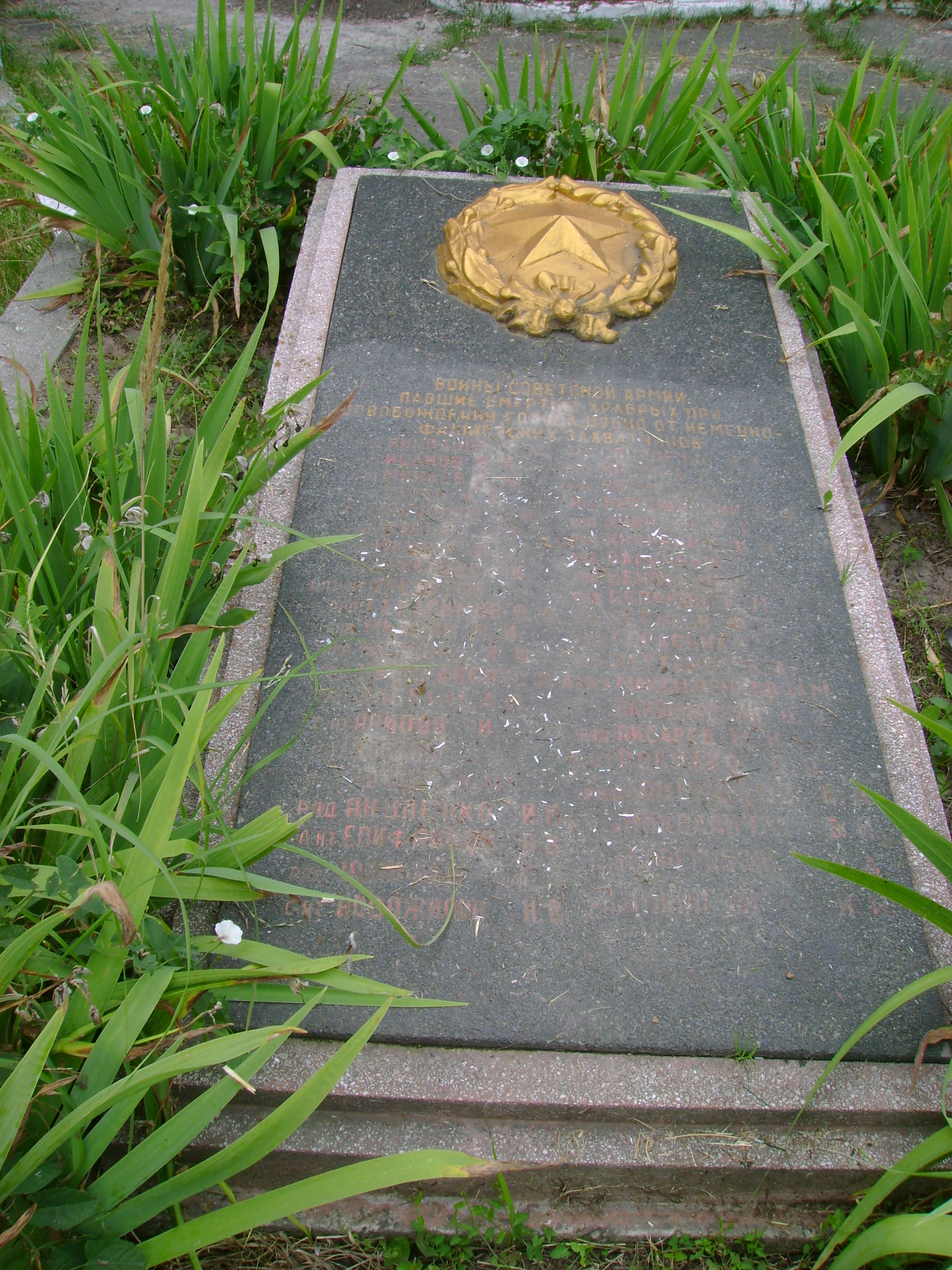
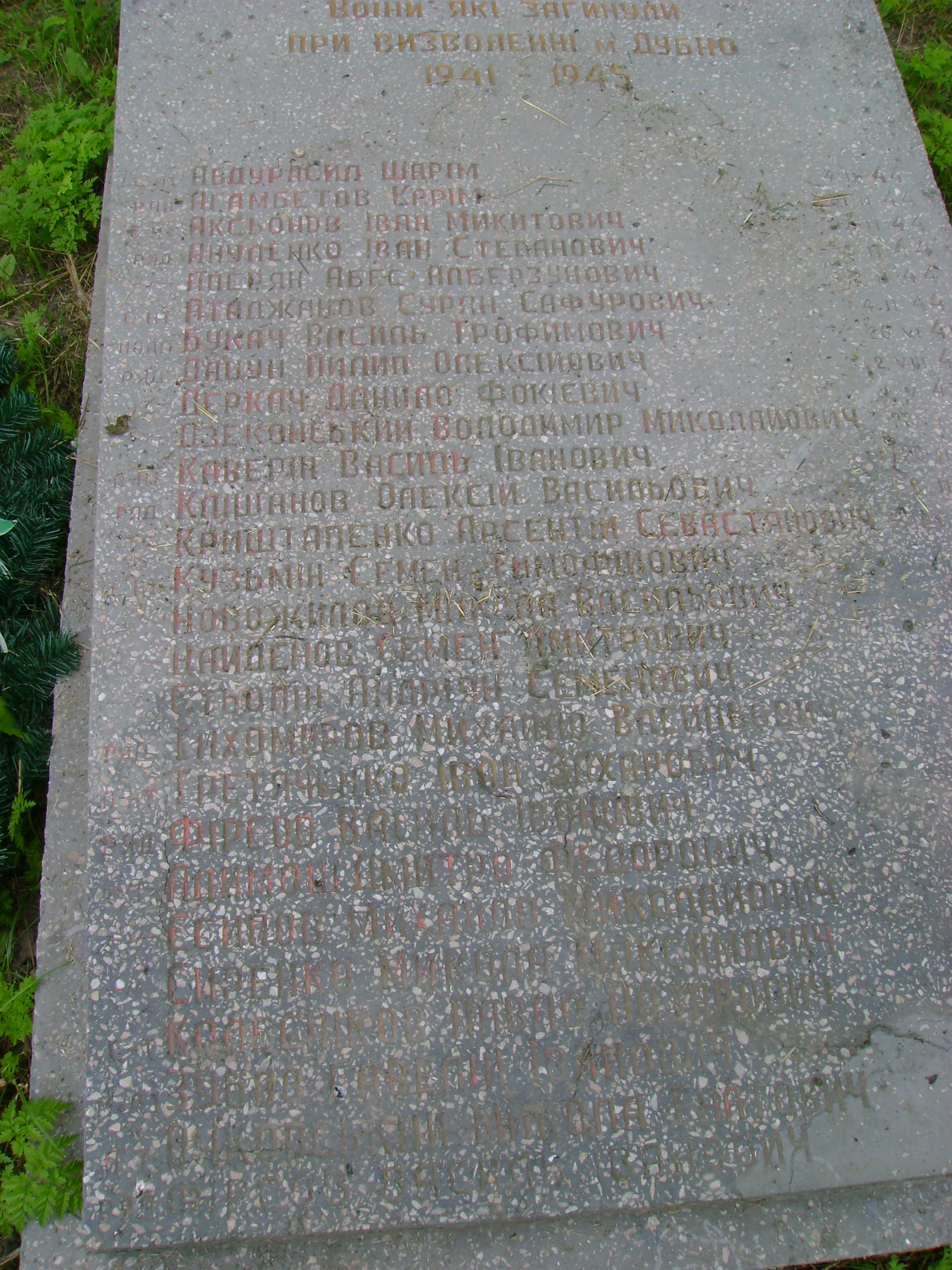
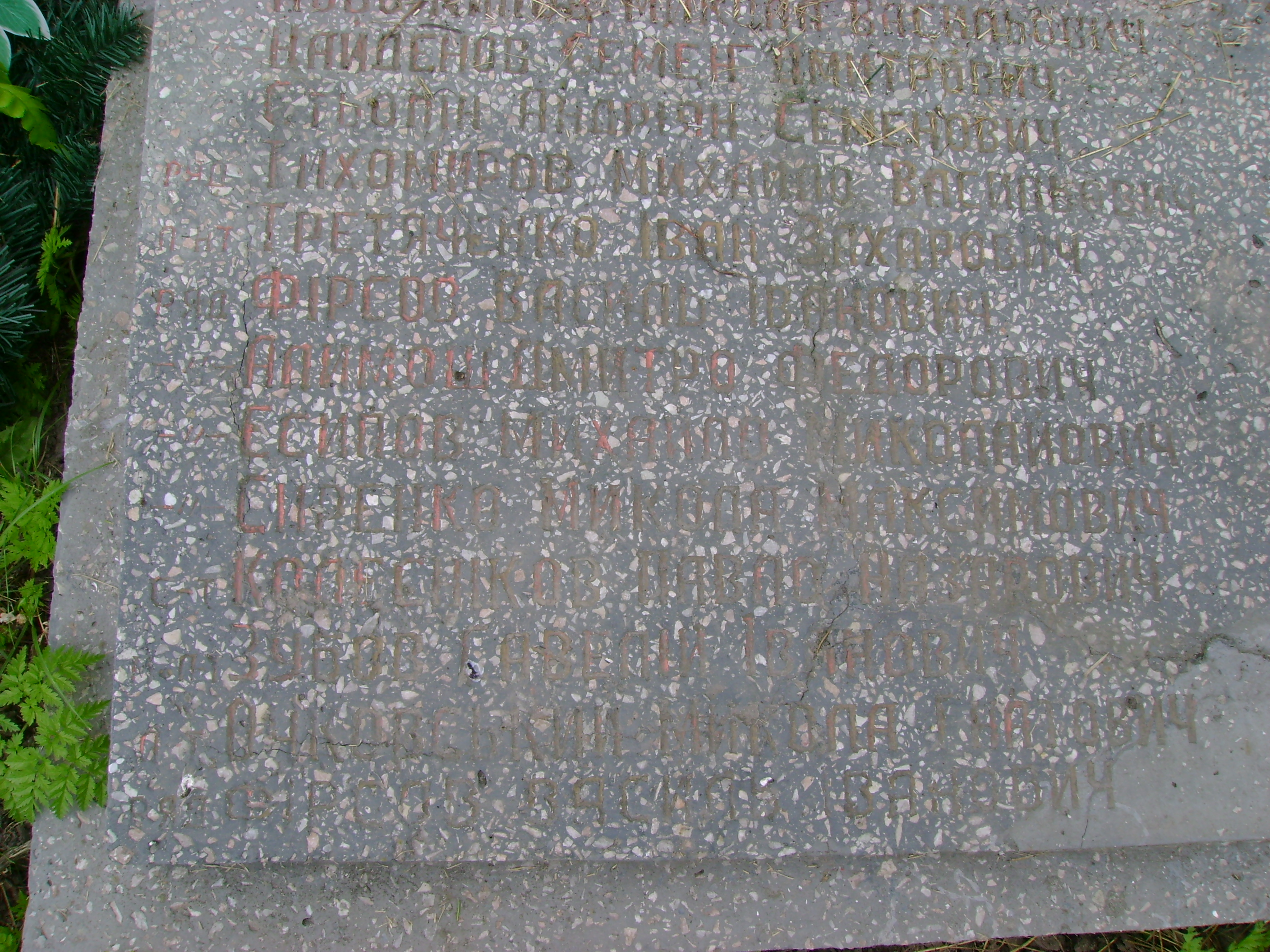
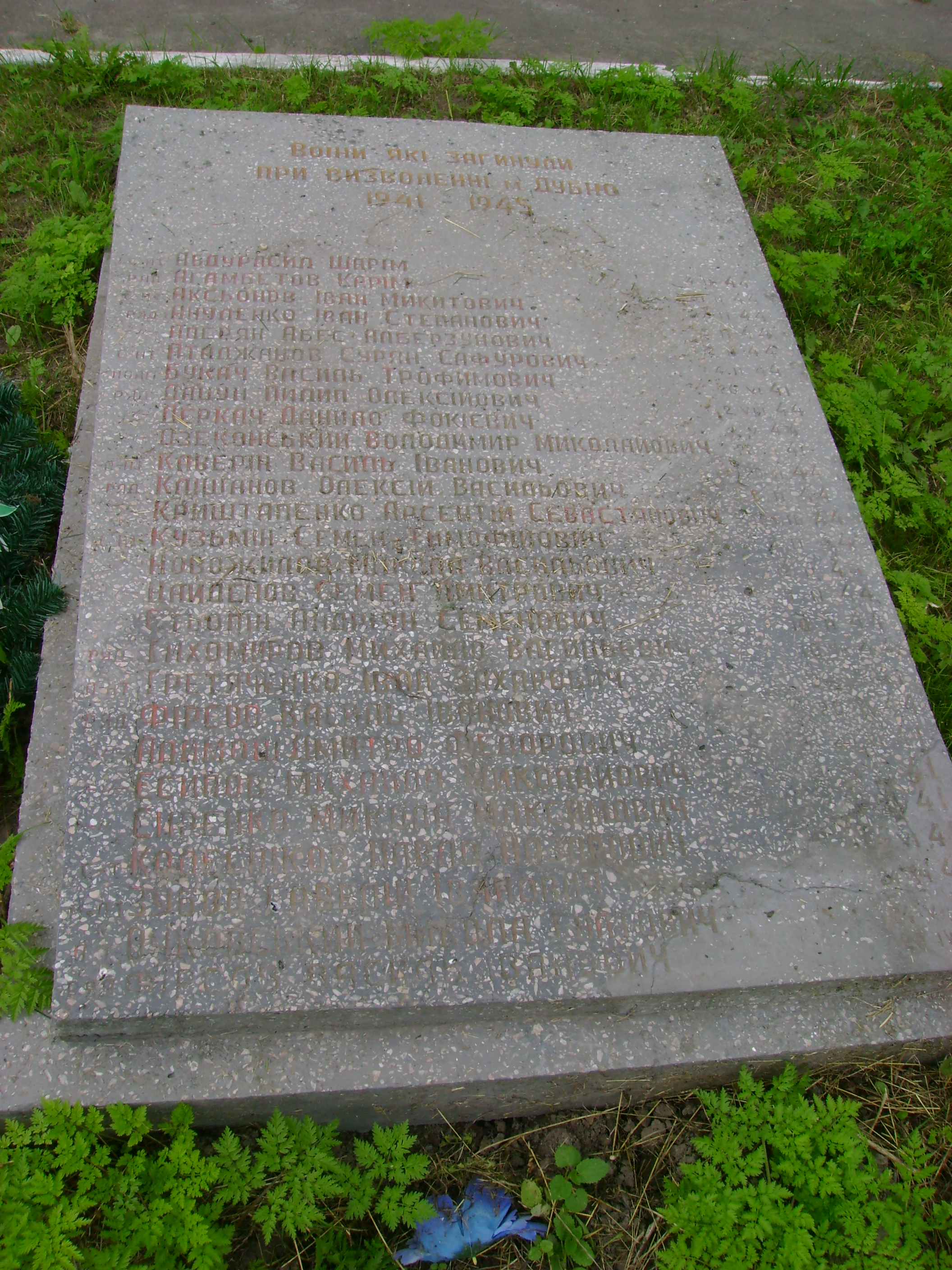
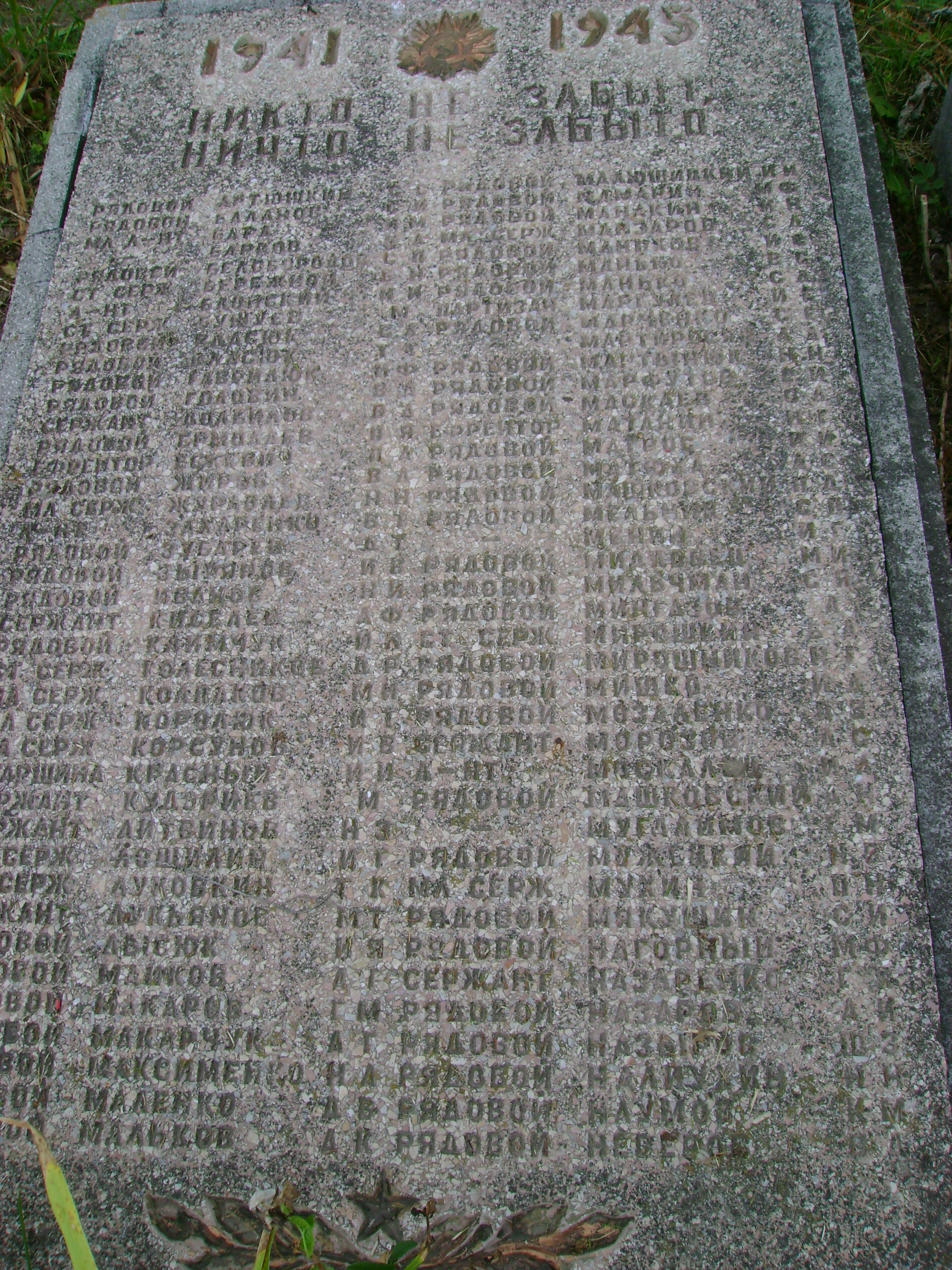
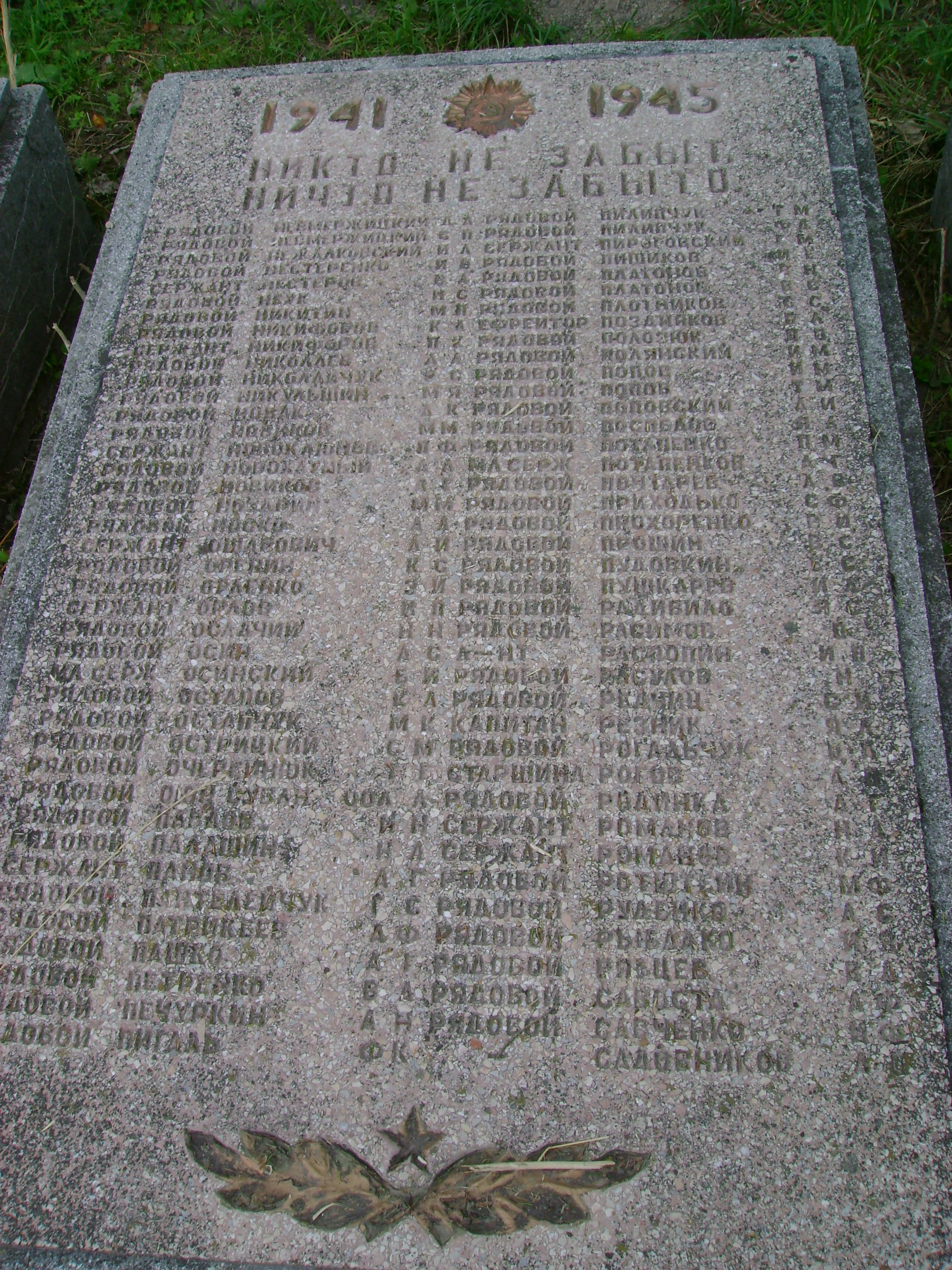
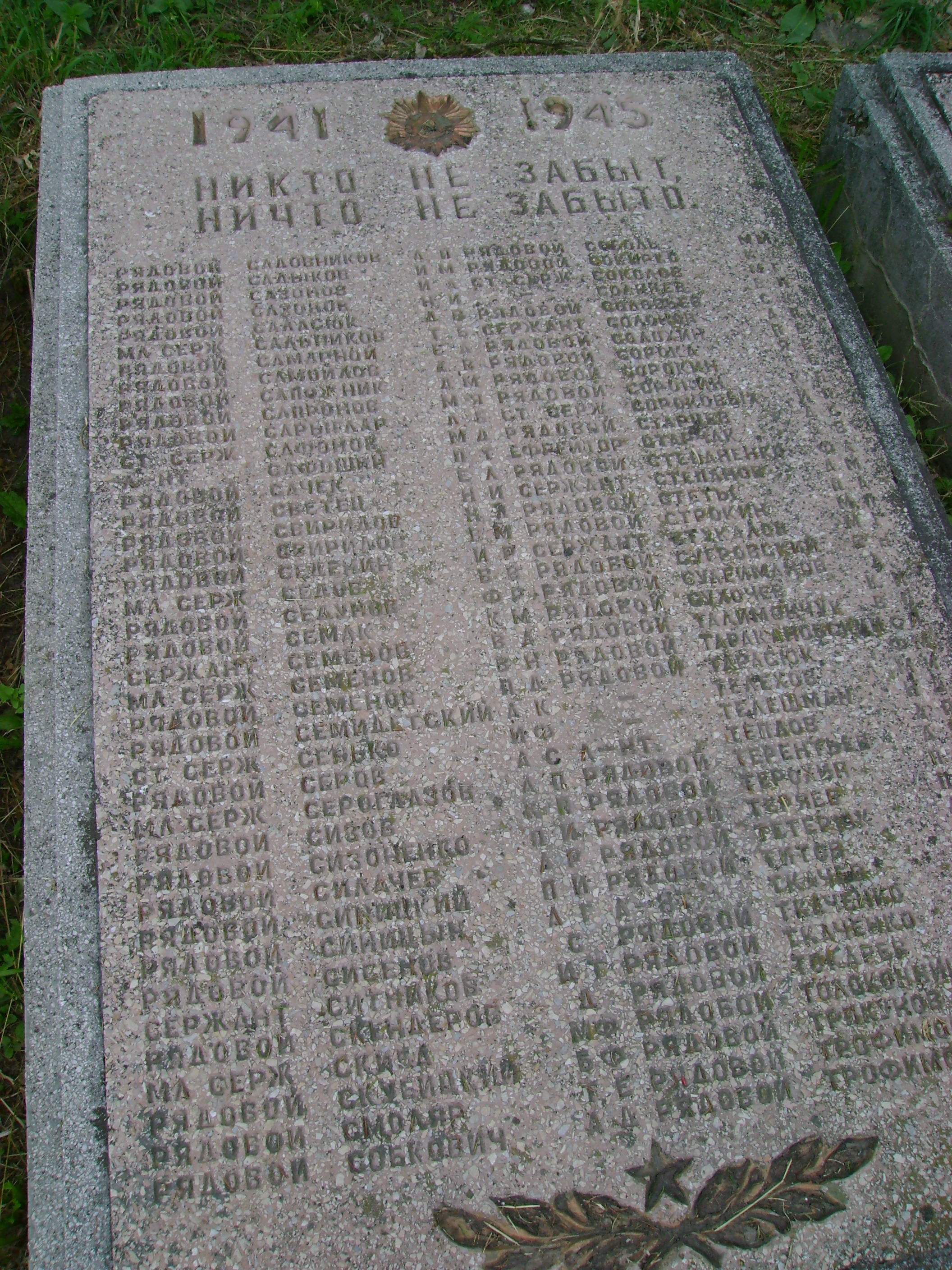
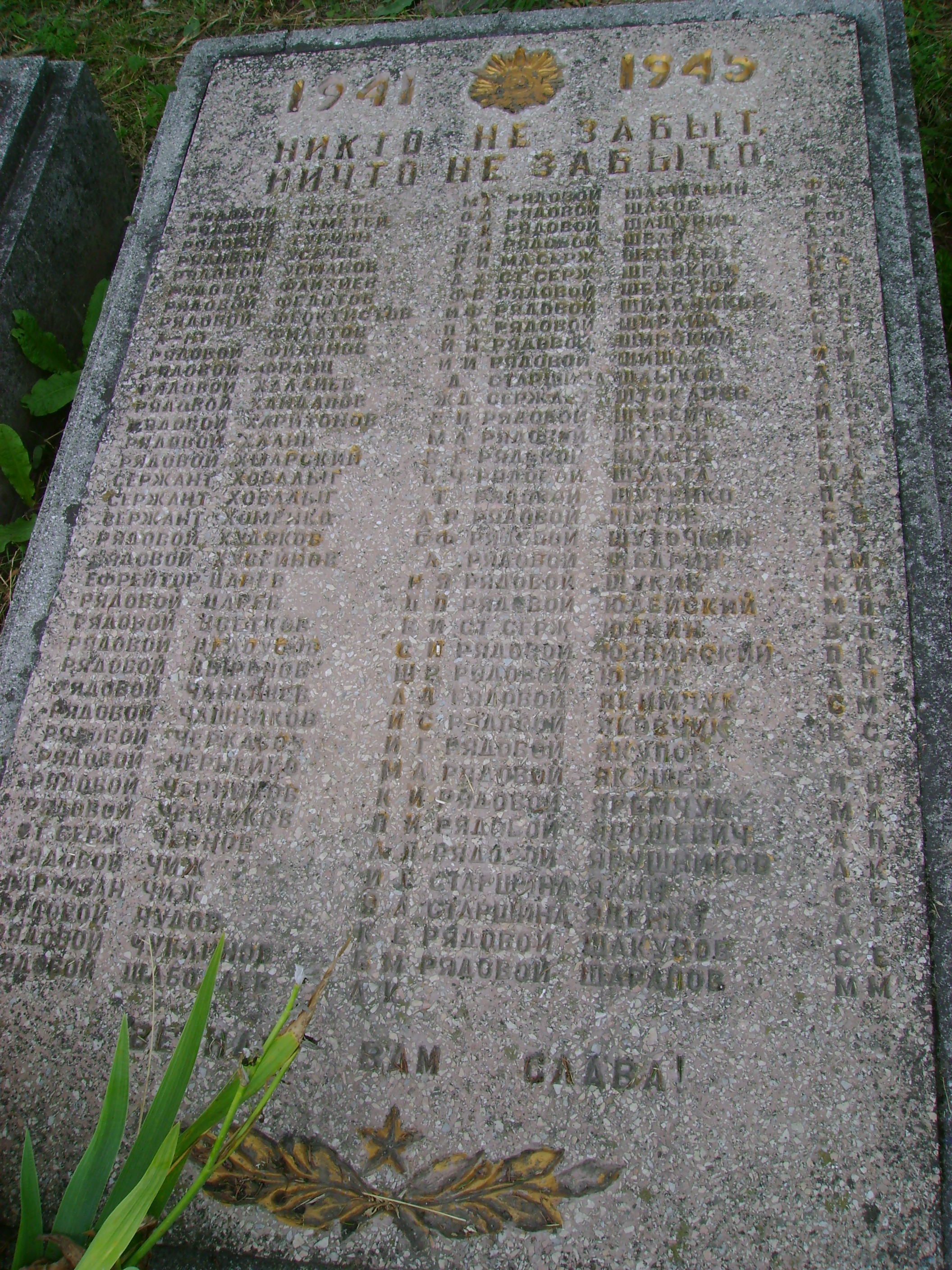
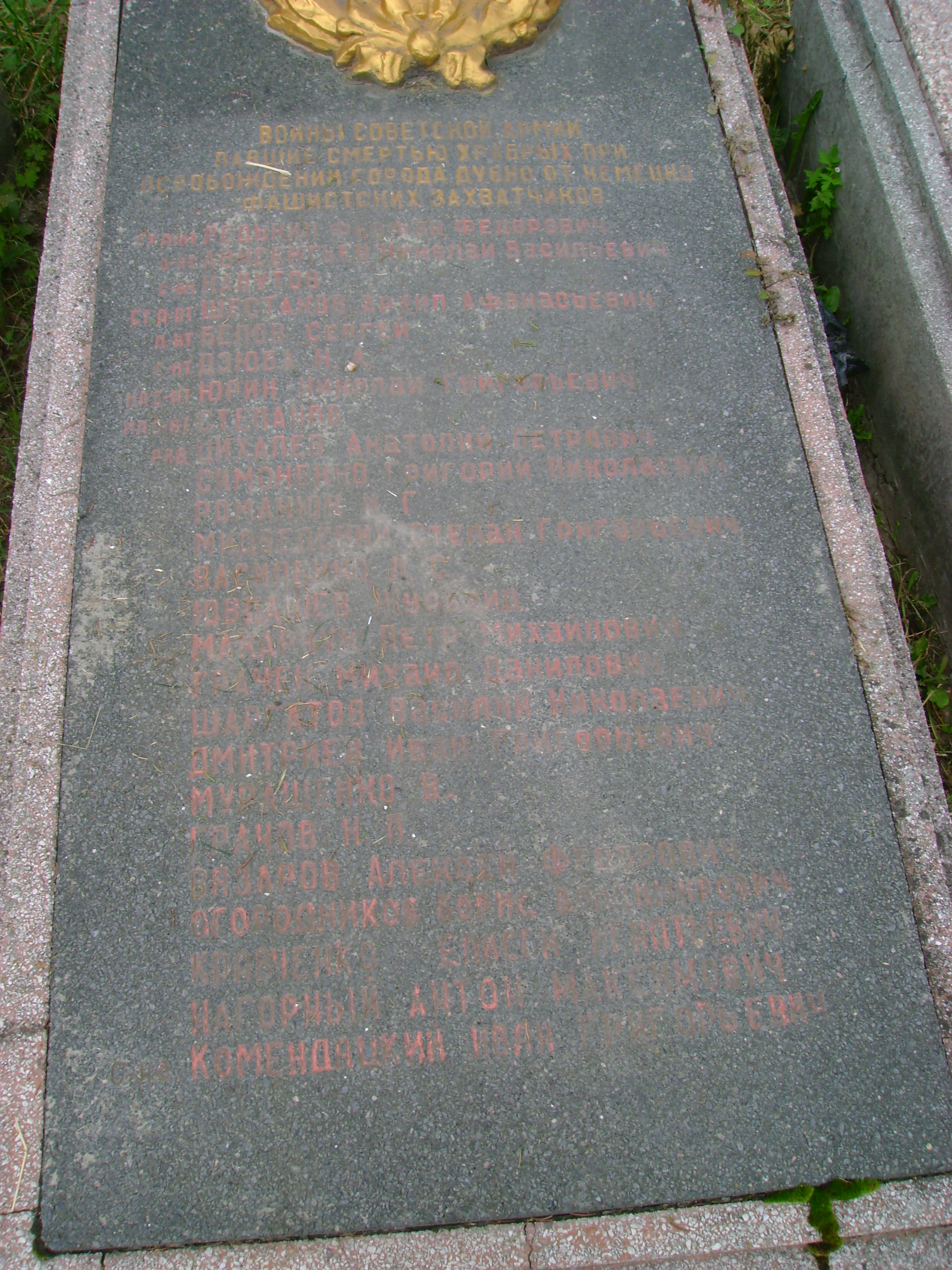
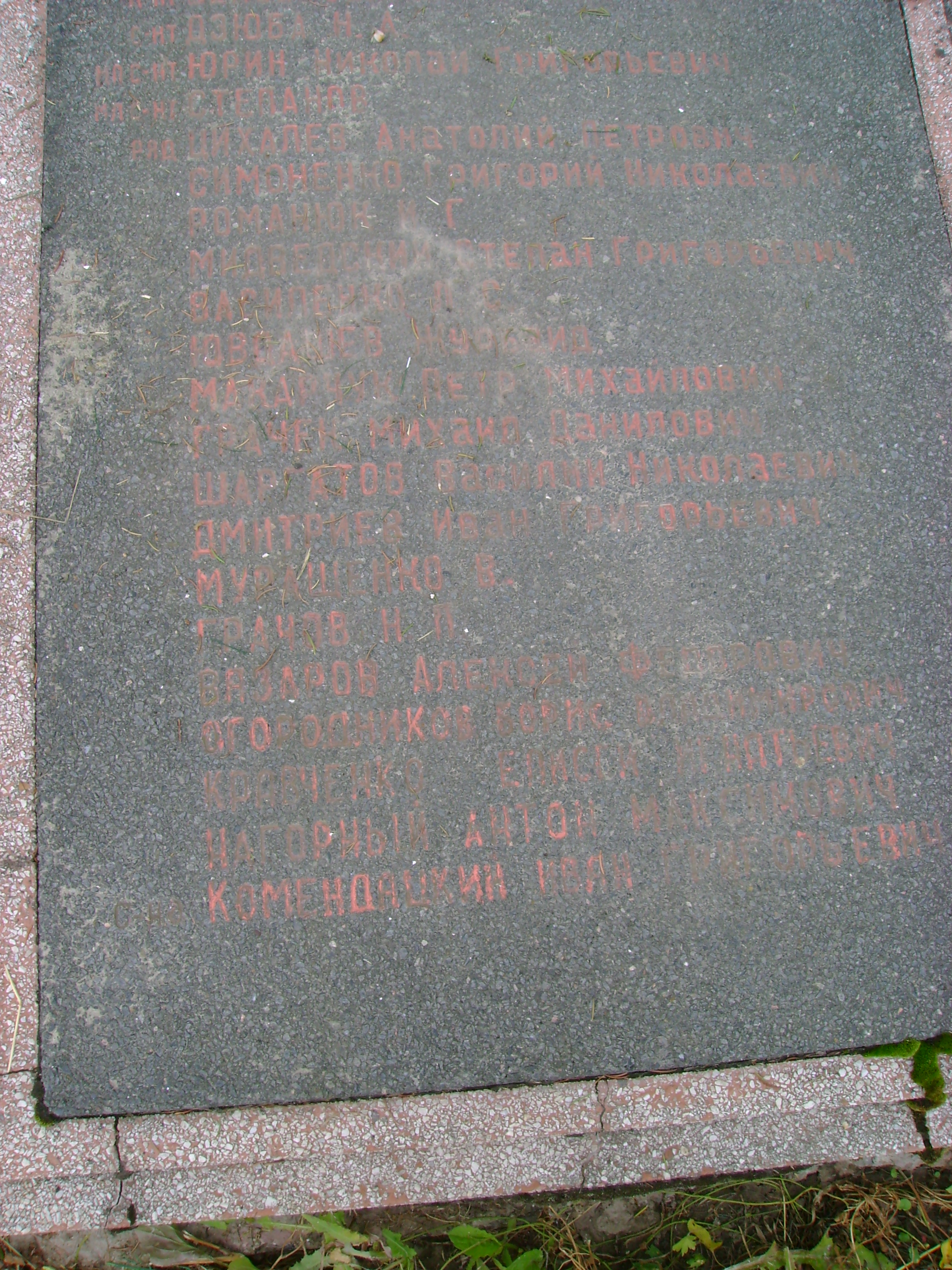
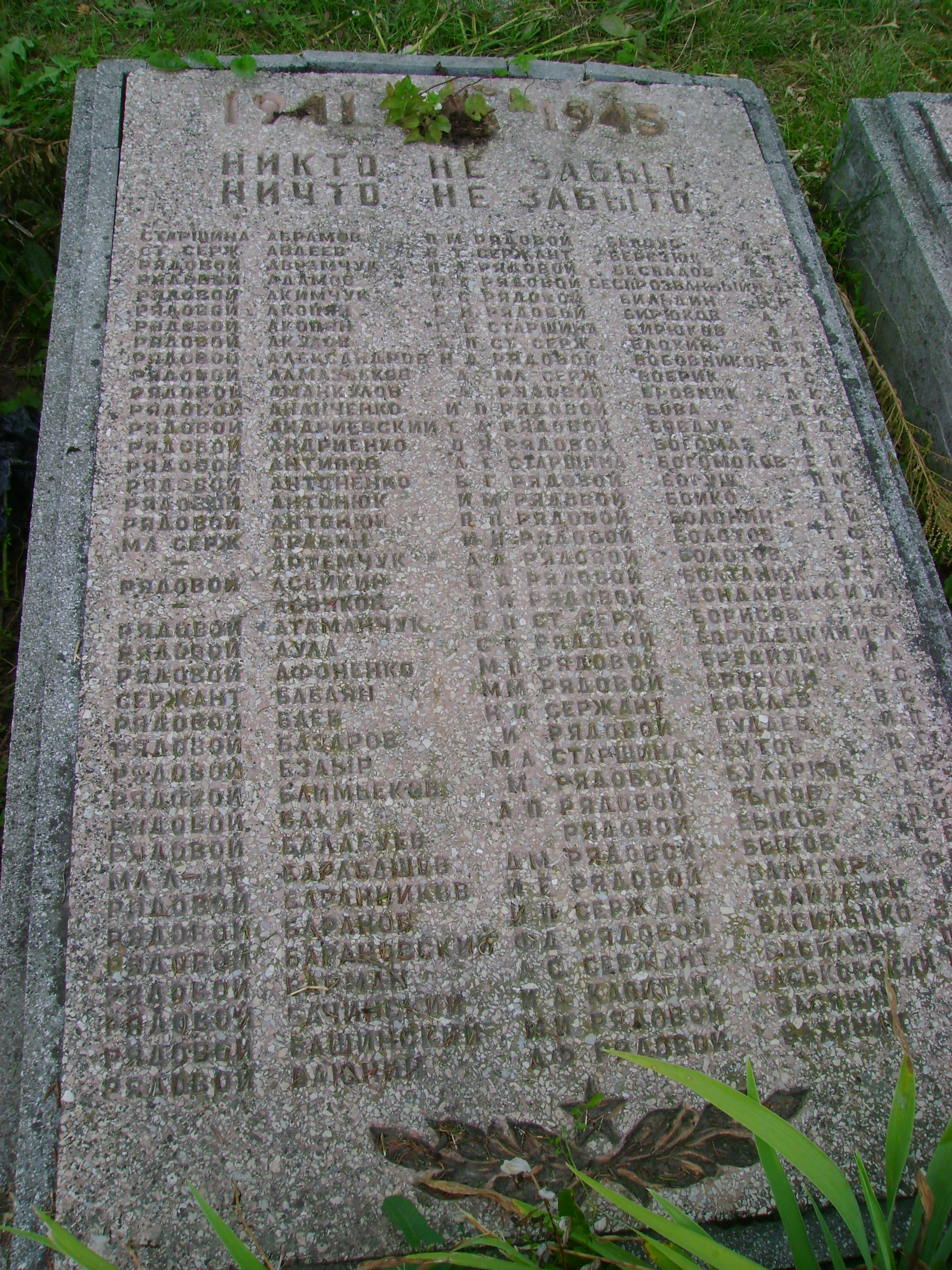
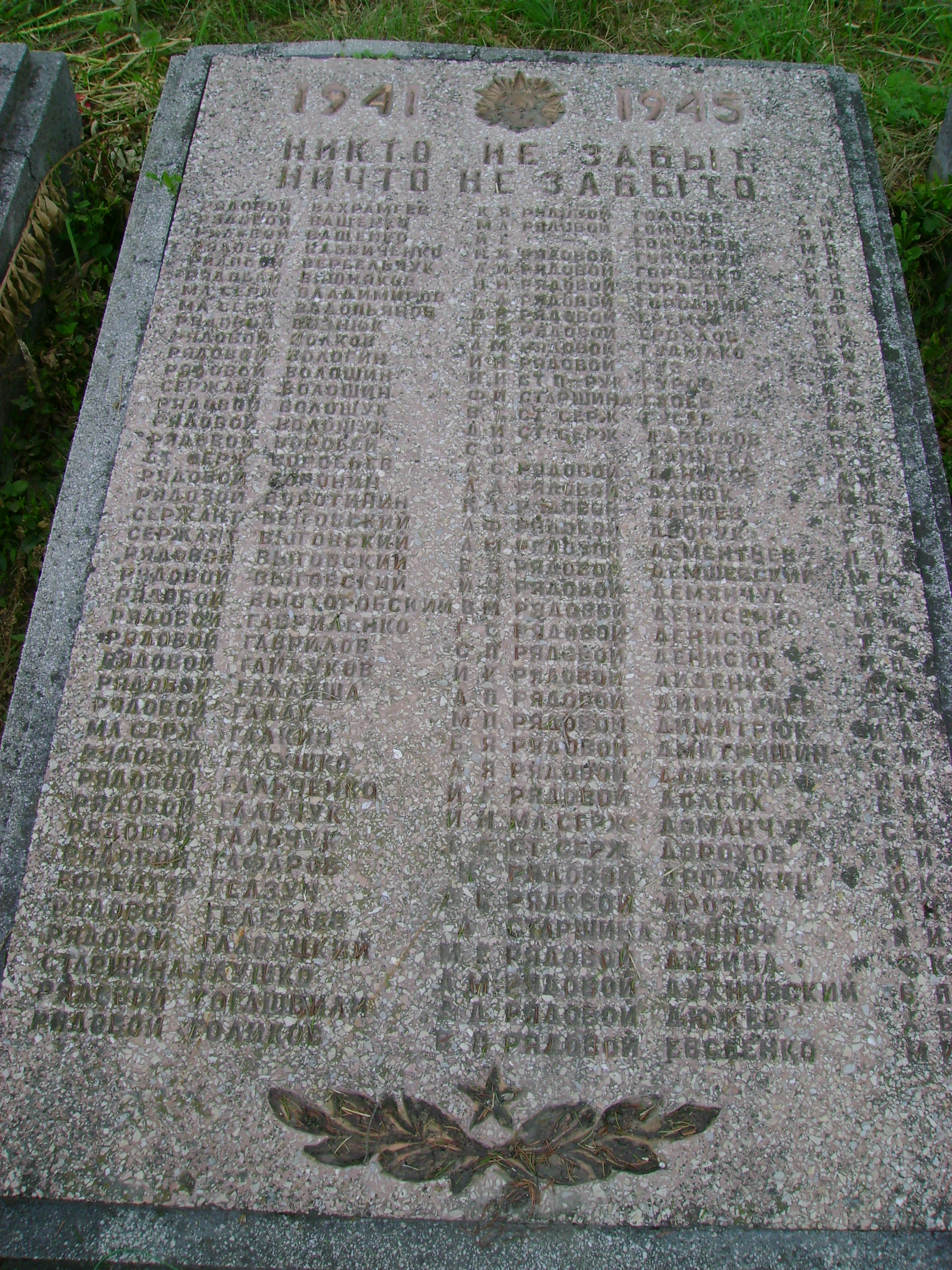
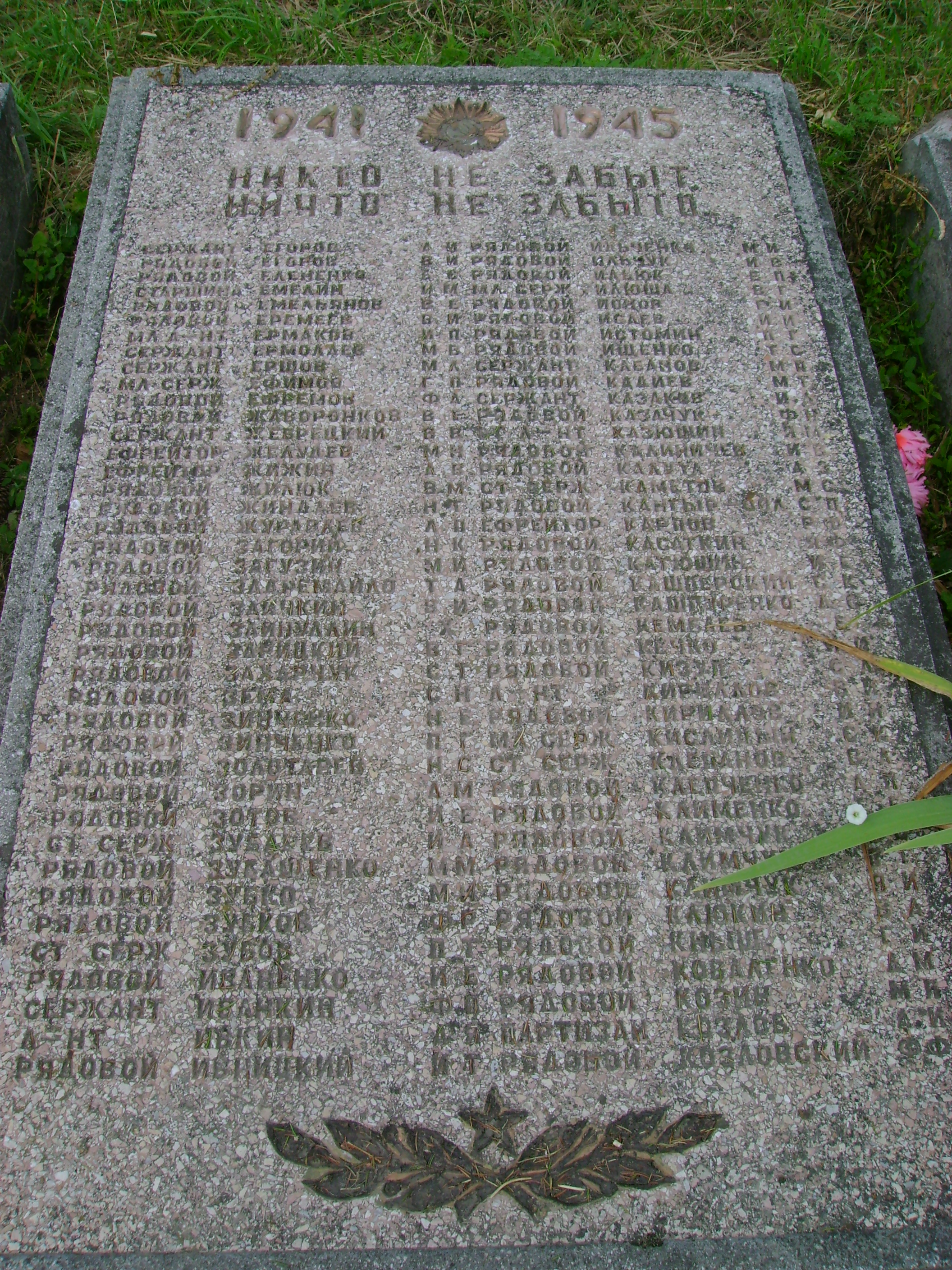
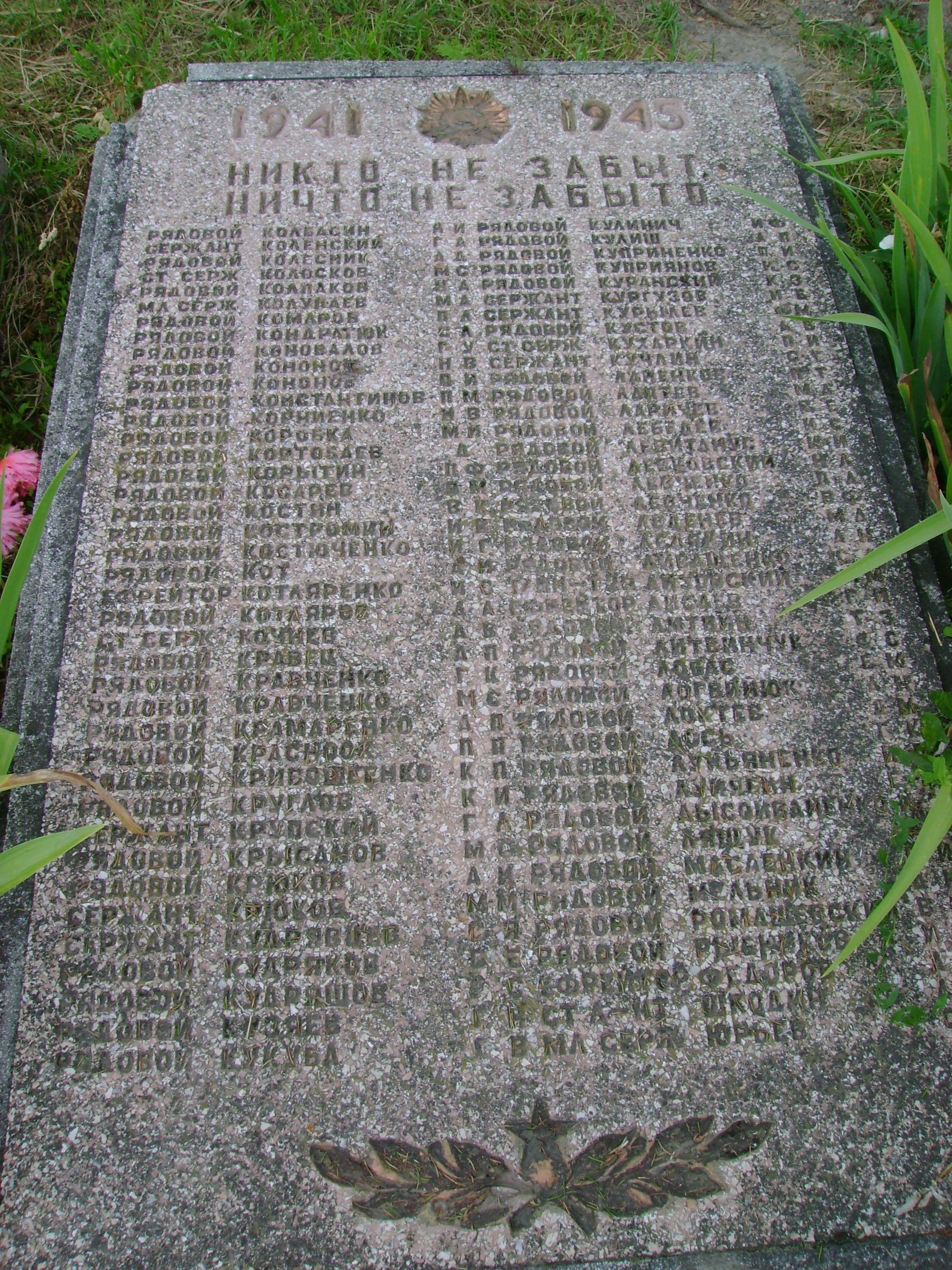
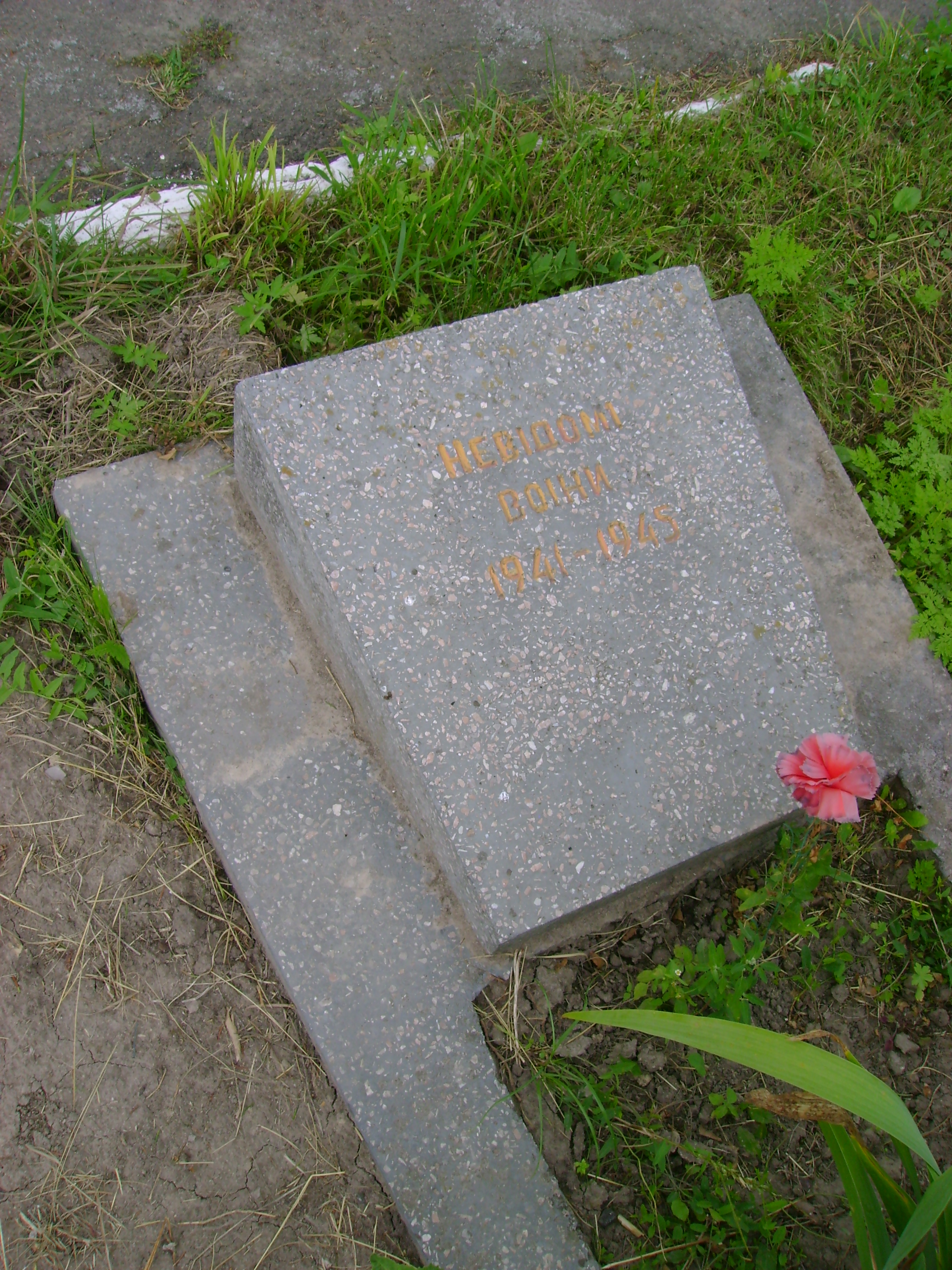
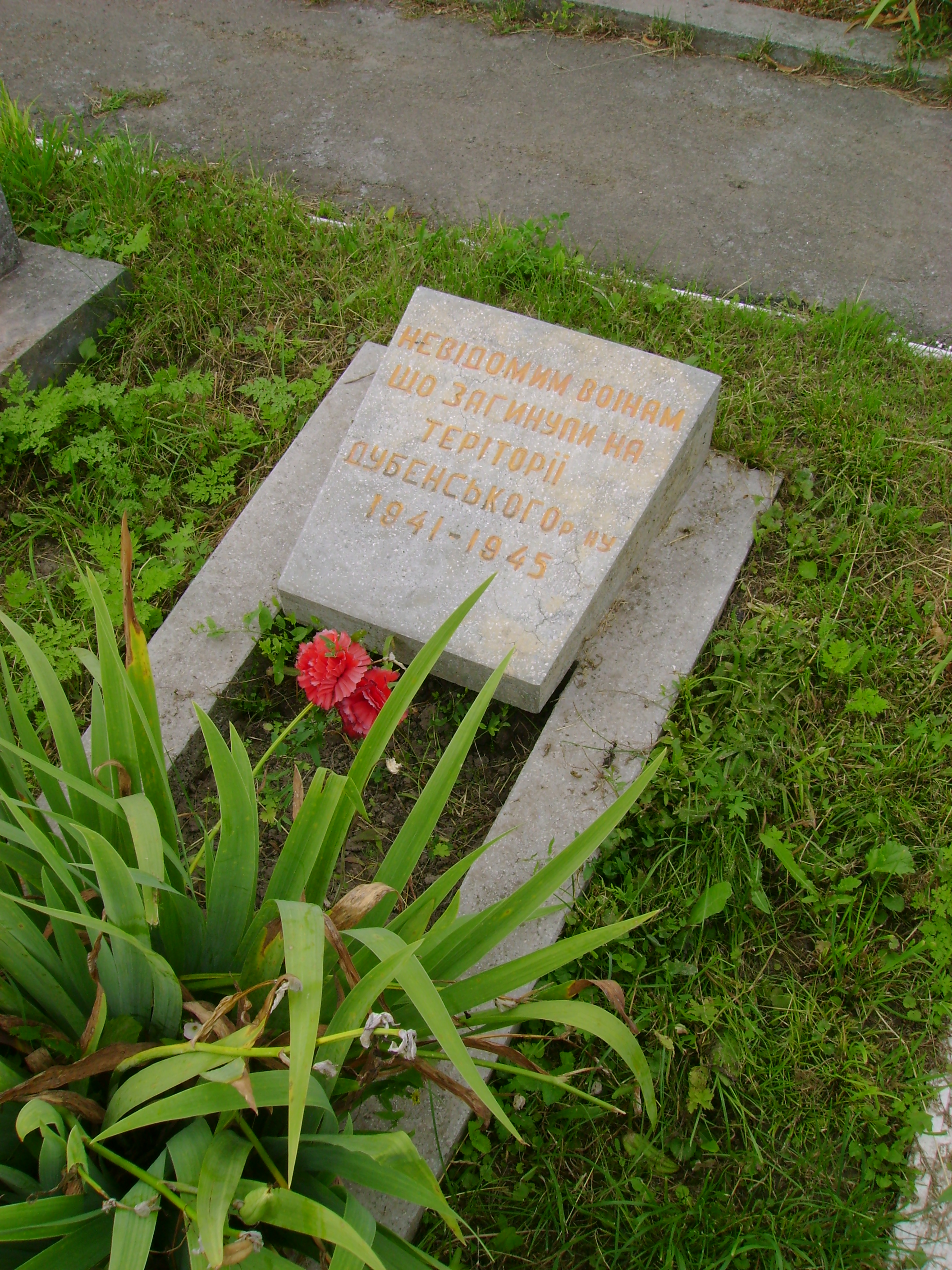
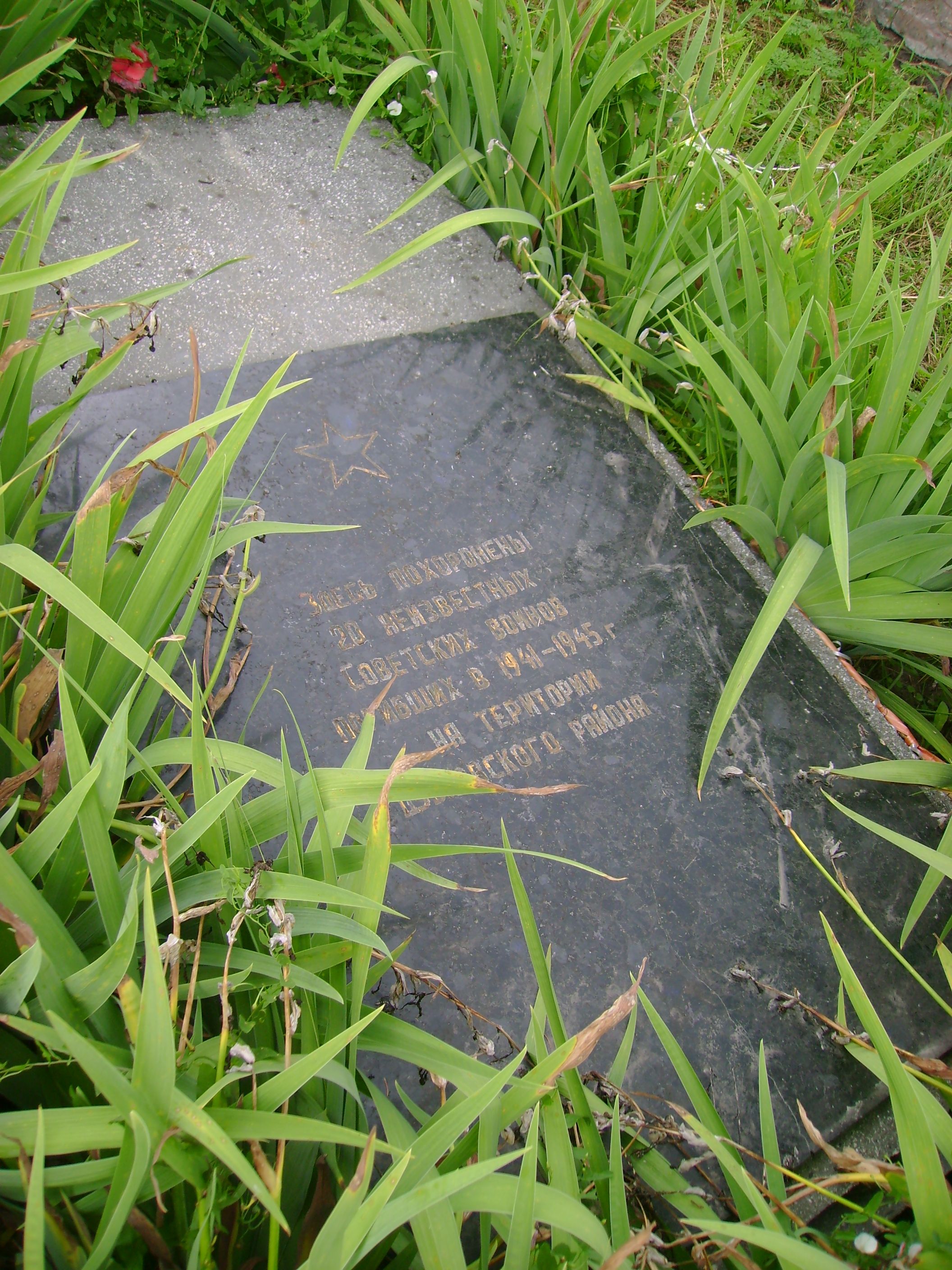
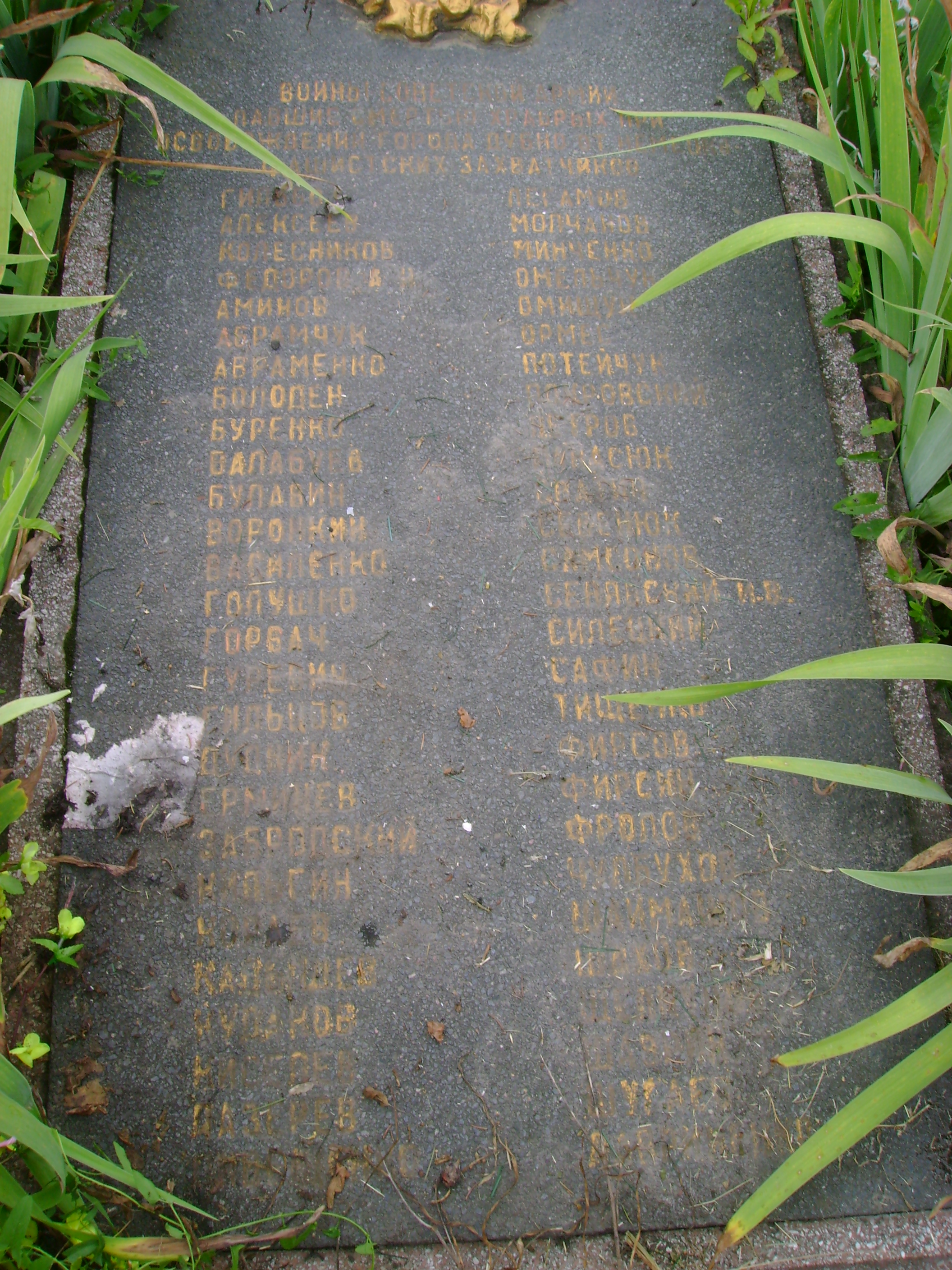
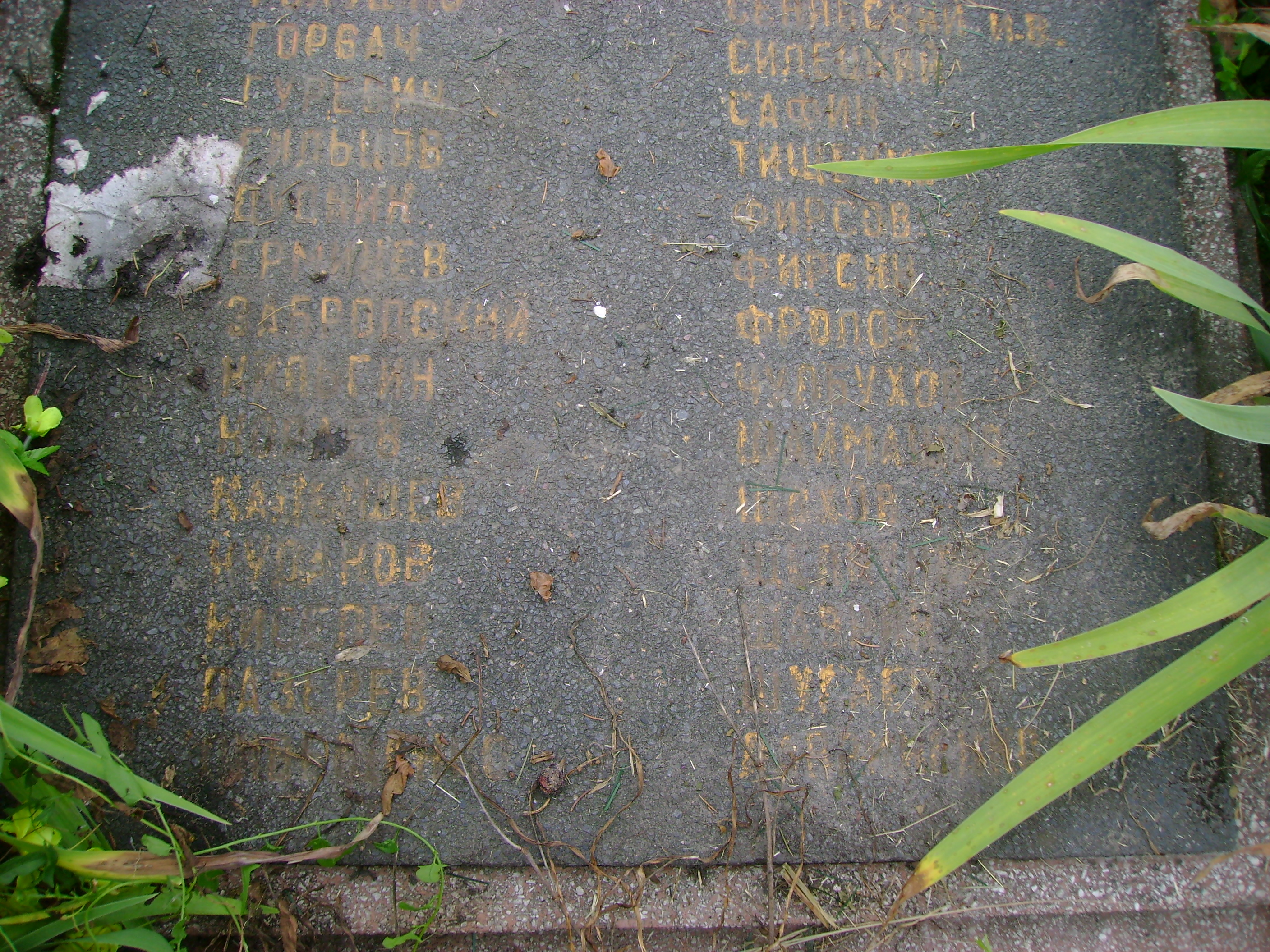
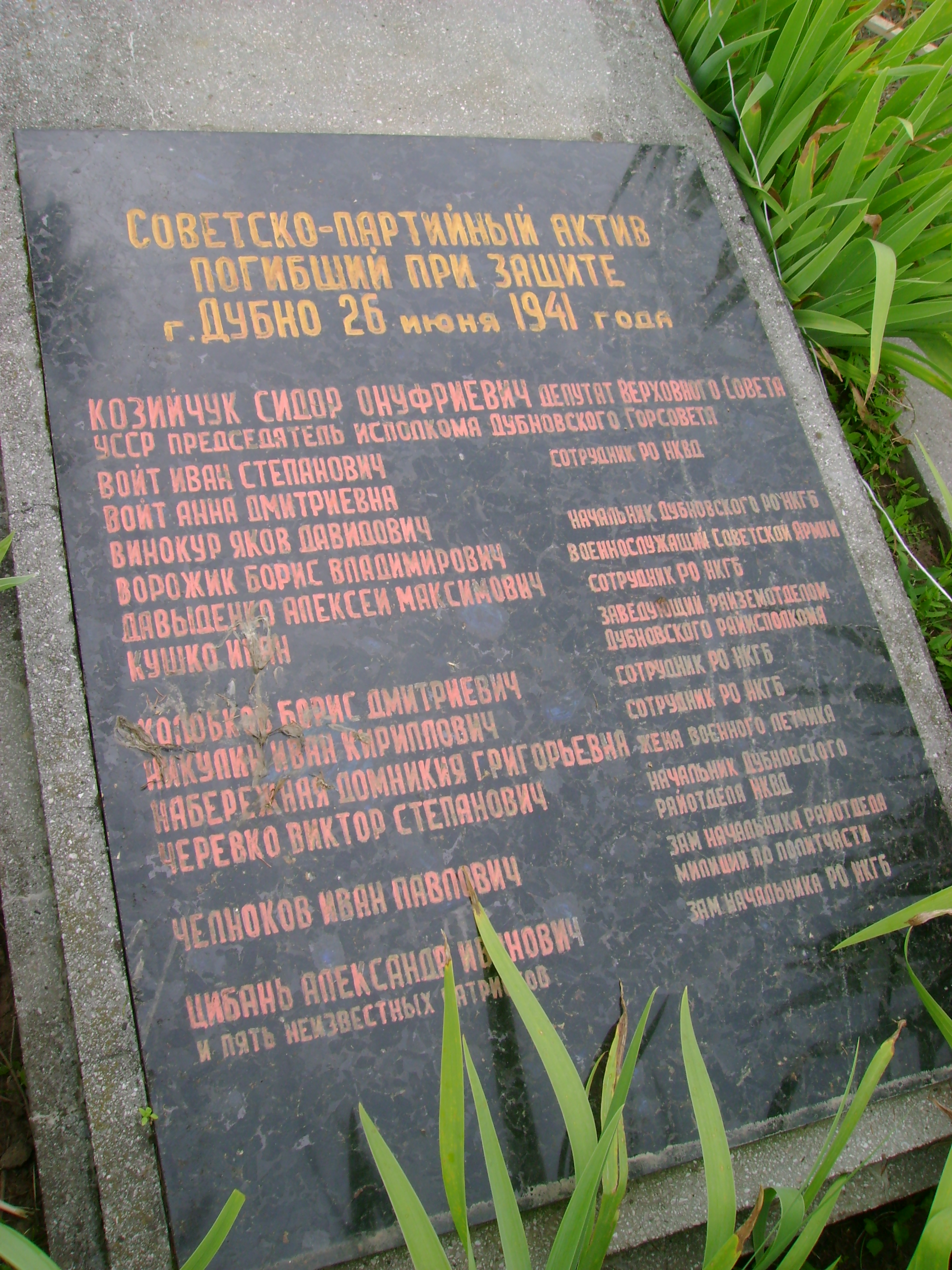

## Список воїнів, похованих на військовому кладовищі в Дубно
| - 1 Абдурасил Шарим 1923 сержант - 2 Абибулаев рядовой - 3 Абрамов Валентин Николаевич 1923 мл. лейтенант - 4 Абрамов Петр Михайлович 1911 старшина - 5 Абрамчук рядовой - 6 Авдеев Василий Тихонович ст. сержант - 7 Авксентьев Николай Васильевич рядовой - 8 Авраменко рядовой - 9 Аврамчук Павел Антонович рядовой - 10 Агамбетов Карим 1915 рядовой - 11 Адамов Михаил Тимофеевич 1914 рядовой - 12 Айрапетян Андрей Шапагатович 1917 сержант - 13 Акимчук Константин Степанович рядовой - 14 Акопян Борис Нерсесович 1908 рядовой - 15 Акопян Гурьян Бартисович рядовой - 16 Аксенов Иван Никитович 1920 сержант - 17 Акулов Алексей Петрович рядовой - 18 Александров Николай Дмитриевич рядовой - 19 Алексеев Петр Петрович ст. лейтенант - 20 Алмазбеков Аббас рядовой - 21 Аманкулов Абу рядовой - 22 Аминов Мадарат Масловеевич сержант - 23 Ананченко Иван Денисович рядовой - 24 Андриевский Григорий Андреевич 1902 рядовой - 25 Андриенко Онифаш Яковлевич рядовой - 26 Аникиев Борис Ефимович рядовой - 27 Антипов Алексей Григорьевич рядовой - 28 Антоненко Василий Григорьевич 1915 рядовой - 29 Антонюк Иван Максимович рядовой - 30 Антонюк Петр Полипович 1911 рядовой - 31 Ануленко Иван Степанович 1902 рядовой - 32 Аперьян Абес Алберзунович 1924 - 33 Аравин Иван Павлович мл. сержант - 34 Ардатовский Федор Григорьевич 1909 сержант - 35 Артемчук Андрей Демьянович сержант - 36 Артюшкин Сергей Степанович рядовой - 37 Архипов Исмаил 1912 сержант - 38 Асейкин Василий Андреевич 1926 рядовой - 39 Асонков Александр Иванович мл. сержант - 40 Атаджанов Сурань Сафурович сержант - 41 Атаманчук Владимир Потапович рядовой - 42 Аула Сергей Семенович рядовой - 43 Афокенко Мария Павловна рядовой - 44 Ахтоуб Айтин рядовой - 45 Бабаян Михаил Моисеевич 1906 сержант - 46 Бабин Степан Иванович 1903 рядовой - 47 Багулов Джабулан 1924 мл. сержант - 48 Бады Соян С. рядовой - 49 Баев Николай Иванович рядовой - 50 Базаров Ишбулак 1916 рядовой - 51 Баимбеков Маця рядовой - 52 Баки Адам Павлович рядовой - 53 Балабуев рядовой - 54 Балабцев - 55 Баланов Иван Иванович рядовой - 56 Балхомошвили Григорий Захарович рядовой - 57 Балчий-оол Ховальг Чолбаевич 1919 ст. сержант - 58 Балюх Александр Васильевич 1912 рядовой - 59 Банасхорский рядовой - 60 Барабашев Дмитрий Миронович 1923 мл. сержант - 61 Баранников Иван Егорович рядовой - 62 Баранов Иван Павлович рядовой - 63 Баранов Кондратий Антонович рядовой - 64 Баранов Петр Иванович 1911 красноармеец - 65 Барановский Федор Дмитриевич рядовой - 66 Бард Иосиф Моисеевич 1916 мл. сержант - 67 Барков Иосиф Антонович рядовой - 68 Барман Александр Семенович рядовой - 69 Бачинский Иван Адамович 1902 рядовой - 70 Башинский Матвей Иванович рядовой - 71 Баюнин Александр Филиппович рядовой - 72 Бедренко Иван Григорьевич рядовой - 73 Белобородов Степан Петрович рядовой - 74 Белов Василий Константинович рядовой - 75 Белов Сергей сержант - 76 Белоусов Дмитрий Степанович рядовой - 77 Бережной Борис Николаевич 1920 ст. сержант - 78 Березюк Степан Архипович сержант - 79 Беспалов Александр Григорьевич рядовой - 80 Беспрозванный Никита Лиферович рядовой - 81 Бехк Степан Иосифович рядовой - 82 Бзаыр Монгуш Ойзы 1919 рядовой - 83 Бильдин Николай Нестерович рядовой - 84 Бирюков Алексей Петрович рядовой - 85 Бирюков Анатолий Александрович рядовой - 86 Бирюков Андрей Александрович старшина - 87 Блонский Иван Иванович лейтенант - 88 Блохин Поликарп Павлович ст. сержант - 89 Бобович Яков Куприянович красноармеец - 90 Бобовников Виктор Александрович рядовой - 91 Бобрик Тимофей Станиславович 1905 мл. сержант - 92 Бобрышев Василий Филиппович рядовой - 93 Бова Василий Иванович 1914 рядовой - 94 Бовдур Андрей Дмитриевич рядовой - 95 Богомаз Анатолий Трифонович рядовой - 96 Богомолов Григорий Иванович 1919 старшина - 97 Богуш Павел Михайлович рядовой - 98 Бойко Дмитрий Степанович рядовой - 99 Боладен рядовой - 100 Болонин Александр Иванович рядовой - 101 Болотов Гаврил Федорович 1923 рядовой - 102 Болотов Эдем Астапович рядовой - 103 Болтанюк Ульян Тимофеевич рядовой - 104 Болцехорский Илья Иванович рядовой - 105 Большаков Валентин Николаевич 1910 ст. сержант - 106 Бондаренко Иван Григорьевич рядовой - 107 Бондаренко Иван Иванович рядовой - 108 Бондаренко Николай Емельянович 1908 рядовой - 109 Боремский Денис Антонович рядовой - 110 Борисов Николай Федорович ст. сержант - 111 Бородецкий Иван Лукьянович рядовой - 112 Бредихин Илья Антонович 1912 рядовой - 113 Бровкин Алексей Степанович 1924 рядовой - 114 Бровкин Алексей Степанович 1924 рядовой - 115 Брылез Владимир Семенович сержант - 116 Бублик Михаил Давыдович партизан - 117 Будаев Иван Петрович рядовой - 118 Буданов Иван Иванович мл. лейтенант - 119 Буканов Николай Георгиевич красноармеец - 120 Букарев Владимир Дмитриевич рядовой - 121 Букарский П. рядовой - 122 Булавин рядовой - 123 Булатов Радар Ханафеевич 1918 сержант - 124 Буренко рядовой - 125 Бурзекей Сат Сарасович гв. ст. лейтенант - 126 Бурзин Петр Иванович 1925 сержант - 127 Бусаров Иван Петрович красноармеец - 128 Бут Иван Данилович 1916 сержант - 129 Бутов Павел Гаврилович старшина - 130 Буторин Яков Васильевич 1908 рядовой - 131 Бухарков Прокофий Власьевич рядовой - 132 Бушуев Михайлович ст. сержант - 133 Быков Анатолий Сергеевич рядовой - 134 Быков Петр Николаевич 1912 рядовой - 135 Быков Сергей Ермолаевич 1924 рядовой - 136 Валигура Филимон Иосифович рядовой - 137 Валиев Гаврил Иосифович лейтенант - 138 Валлиуллин Насибулла сержант - 139 Варпинин Яков Васильевич 1910 красноармеец - 140 Василенко Михаил Андреевич красноармеец - 141 Василенко Пантелеймон Семенович 1916 - 142 Василенко Прокопий Кириллович рядовой - 143 Васильев Павел Иванович сержант - 144 Васьковский Петр Дмитриевич 1918 капитан - 145 Васянин Кондратий Васильевич рядовой - 146 Вахонин Василий Павлович рядовой - 147 Вахрошеев Константин Яковлевич 1921 рядовой - 148 Ващенко Алексей Митрофанович рядовой - 149 Ващенко Иван Евтихович 1922 рядовой - 150 Вдовиченко Никифор Ильич 1895 рядовой - 151 Вековищев Федор Алексеевич 1918 рядовой - 152 Веребельчук Андрей Ильич рядовой - 153 Вершинский Павел Филиппович рядовой - 154 Виноградов Иван Сергеевич ст. сержант - 155 Винокур Яков Давыдович - 156 Вишняков рядовой - 157 Владимиров Георгий Александрович 1909 мл. сержант - 158 Владыка Андрей Яковлевич 1924 красноармеец - 159 Власенко Андрей Хомич 1924 рядовой - 160 Власенко Захар Васильевич 1893 рядовой - 161 Власов Иван Васильевич 1922 сержант - 162 Власюк Степан Дмитриевич 1901 рядовой - 163 Власюк Тимофей Тимофеевич 1915 рядовой - 164 Водопьянов Иван Васильевич мл. сержант - 165 Вознюк Григорий Васильевич рядовой - 166 Войт Анна Дмитриевна - 167 Войт Иван Степанович - 168 Войтович Илья Викторович рядовой - 169 Волков Александр Михайлович рядовой - 170 Волков В. ст. лейтенант - 171 Вологин Иван Петрович 1912 рядовой - 172 Волошин Василий Тимофеевич 1912 рядовой - 173 Волошин Федор Иванович сержант - 174 Волощук Данил Ульянович 1913 рядовой - 175 Воробей Степан Филиппович рядовой - 176 Воробьев Александр Степанович 1907 ст. сержант - 177 Воробьев Алексей Васильевич 1923 гв. рядовой - 178 Воробьев Василий Трофимович - 179 Ворожик Борис Владимирович - 180 Воронин лейтенант - 181 Воронин Алексей Алексеевич рядовой - 182 Воронинн Н. партизан - 183 Ворончук Спиридон Кириллович п-к - 184 Воротилин Николай Тимофеевич рядовой - 185 Вострушкин Иван Андреевич 1915 ефрейтор - 186 Выговский Андрей Филиппович сержант - 187 Выговский Антон Михайлович 1917 сержант - 188 Выговский Владимир Васильевич сержант - 189 Выговский Иван Наркизович рядовой - 190 Высторобский Владимир Митрофанович 1923 рядовой - 191 Выченков Иван Дмитриевич рядовой - 192 Вязаров Алексей Федорович рядовой - 193 Габатушин Виктор 1919 рядовой - 194 Гавриленко Григорий Сергеевич рядовой - 195 Гаврилов Сергей Петрович рядовой - 196 Гаврилюк Иван Федорович 1920 рядовой - 197 Гайдуков Иван Кондратьевич рядовой - 198 Галаев Владимир Васильевич 1910 красноармеец - 199 Галайша Аркадий Петрович рядовой - 200 Галак Михаил Павлович 1920 рядовой - 201 Галимулин Шарафула 1925 красноармеец - 202 Галушка Адам Степанович рядовой - 203 Галушко Александр Иванович 1894 рядовой - 204 Гальчаней К. рядовой - 205 Гальченко Иосиф Григорьевич 1909 рядовой - 206 Гальчук Иван Николаевич рядовой - 207 Гальчук Трофим Емельянович рядовой - 208 Гановицкий Иван Васильевич 1924 красноармеец - 209 Гаращенко Василий Васильевич сержант - 210 Гафаров Нагмат рядовой - 211 Гашибадзе Спиридон Константинович 1917 лейтенант - 212 Гедзун Давид Романович 1907 ефрейтор - 213 Гелесаев Али 1917 рядовой - 214 Герасимов В. Ф. рядовой - 215 Герасько Михаил Филиппович 1924 рядовой - 216 Гильбо Зауман Григорьевич капитан - 217 Гильцов рядовой - 218 Гиндов Альберт Рудольфович лейтенант - 219 Главацкий Михаил Ефимович рядовой - 220 Глушко Александр Максимович 1917 старшина - 221 Гогашвили Давид Дмитриевич рядовой - 222 Голдобин Николай Николаевич 1923 рядовой - 223 Голиков Владимир Павлович 1898 рядовой - 224 Головач Павел Ильич красноармеец - 225 Головин Виктор Иванович рядовой - 226 Голосов Александр Иванович рядовой - 227 Гонголь Николай Иванович рядовой - 228 Гончаров Михаил Прокофьевич лейтенант - 229 Гончарук Аверьян Николаевич рядовой - 230 Горбенко Николай Назарович рядовой - 231 Горвач рядовой - 232 Гордеев Иван Павлович 1921 рядовой - 233 Горелкин Василий Васильевич 1902 красноармеец - 234 Городний Афанасий Филиппович рядовой - 235 Горыльев В. А. - 236 Грачев Михаил Данилович 1915 мл. сержант - 237 Гренок Михаил Иосифович 1916 рядовой - 238 Гречихин Владимир Пантелеймонович п-к - 239 Григоренко Илья Трофимович красноармеец - 240 Григорьев Павел Семенович 1914 сержант - 241 Гридин Алексей Викторович 1925 красноармеец - 242 Гришин Михаил Николаевич 1922 лейтенант - 243 Гроздов Виктор Иванович рядовой - 244 Гудаев Константин Степанович 1924 мл. лейтенант - 245 Гудылко Онисий Николаевич рядовой - 246 Гуз Терентий Афанасьевич рядовой - 247 Гуревич Израиль Иосифович сержант - 248 Гурнович Александр Данилович 1925 рядовой - 249 Гуров Иван Кириллович ст. политрук - 250 Гусев Александр Федорович 1910 старшина - 251 Гусев Андрей Иванович ст. сержант - 252 Давыденко Алексей Максимович - 253 Давыдов Николай Сергеевич ст. сержант - 254 Дажи-Серен Куулар-Локсан Дамбаевич старшина - 255 Даниленко Петр Викторович 1919 рядовой - 256 Данилов Астаф Макелович 1912 рядовой - 257 Данчено Роман Петрович красноармеец - 258 Данюк Марко Демьянович 1905 рядовой - 259 Дариев Балдан Дариевич рядовой - 260 Дауткулов Байкатай 1906 рядовой - 261 Дашкевич Василий Лаврентьевич ст. сержант - 262 Дворецкий Петр Митрофанович 1925 красноармеец - 263 Дворук Григорий Васильевич рядовой - 264 Деганович Владимир Николаевич воентехник 2 ранга - 265 Дейкун Кузьма Тихонович красноармеец - 266 Дейнека Трофим Васильевич ст. сержант - 267 Дементьев Павел Иванович рядовой - 268 Демшевский Макар Семенович 1903 рядовой - 269 Демьянчук Тихон Яковлевич рядовой - 270 Денисенко Михаил Иосифович рядовой - 271 Денисов Трифон Сергеевич рядовой - 272 Денисюк Илья Пантелеймонович 1924 рядовой - 273 Джакиев Кунат 1912 красноармеец - 274 Джалдасов Кулбек 1917 красноармеец - 275 Джевенков Орав Оглы 1916 мл. лейтенант - 276 Дзюба Николай Александрович сержант - 277 Диденко Дмитрий Фокич рядовой - 278 Дихалев Анатолий Петрович рядовой - 279 Дмитриев Виктор Матвеевич 1923 красноармеец - 280 Дмитриев Иван Григорьевич 1906 рядовой - 281 Добрылин Абрам Абрамович 1910 рядовой - 282 Долбилов Василий Александрович сержант - 283 Долгих Валентина Михайловна рядовой - 284 Доманчук Степан Яковлевич мл. сержант - 285 Донгур Кизыл Ховалыг Тулчиней 1920 ст. сержант - 286 Дорофеев Алексей Алексеевич старшина - 287 Дорохов Николай Иванович ст. сержант - 288 Дощинский Михаил Степанович красноармеец - 289 Дрожжин Юрий Константинович рядовой - 290 Дрозд Анатолий Никитович рядовой - 291 Дронов Иван Иванович старшина - 292 Дубина Федор Касьянович 1915 рядовой - 293 Дудин Александр Федорович майор - 294 Дудник рядовой - 295 Духновский Василий Парфенович рядовой - 296 Дыртык-оол Т. К. рядовой - 297 Дюжев Харитон Васильевич рядовой - 298 Евдокимов Иван Иванович 1924 красноармеец - 299 Евсеенко Михаил Иванович рядовой - 300 Егоров Александр Иванович 1914 сержант | - 301 Егоров Василий Иванович 1903 рядовой - 302 Елененко Борис Степанович рядовой - 303 Елисеев Мизаил Иванович рядовой - 304 Ельков Григорий Яковлевич сержант - 305 Емелин Иван Михайлович старшина - 306 Емельянов Василий Егорович 1924 рядовой - 307 Епифанцев Александр Васильевич 1910 лейтенант - 308 Еремеев Владимир Иванович 1926 рядовой - 309 Ермаков Иван Пантелеймонович 1920 мл. лейтенант - 310 Ерминаев рядовой - 311 Ермолаев Дмитрий Михайлович рядовой - 312 Ермолаев Михаил Васильевич 1910 сержант - 313 Ермолаев Павел Яковлевич рядовой - 314 Ермолов рядовой - 315 Ершов Михаил Александрович сержант - 316 Ескевич Петр Александрович 1921 ефрейтор - 317 Ефимов Георгий Павлович 1924 мл. сержант - 318 Ефимов Дмитрий Филиппович 1912 красноармеец - 319 Ефремов Федор Алексеевич 1924 рядовой - 320 Жавронво Василий Ефимович рядовой - 321 Жебрецкий Василий Васильевич сержант - 322 Жижин Александр Васильевич 1921 ефрейтор - 323 Жилюк Василий Митрофанович рядовой - 324 Жиндаев Николай Гаврилович рядовой - 325 Жиров Владимир Леонтьевич 1906 рядовой - 326 Жолудев Михаил Николаевич ефрейтор - 327 Жуков Петр Александрович 1912 красноармеец - 328 Журавлев Лаврентий Порфирьевич рядовой - 329 Журавлев Николай Николаевич мл. сержант - 330 Забродский Михаил Ильич рядовой - 331 Загидуллин Набий Гатауллович 1922 лейтенант - 332 Загорий Николай Карпович 1909 рядовой - 333 Загузин Михаил Инокентьевич 1915 рядовой - 334 Задремайло Терентий Арсентьевич рядовой - 335 Зазиякин рядовой - 336 Заичкин Владимир Иванович рядовой - 337 Зайков Василий Андреевич красноармеец - 338 Зайнуллин Хабрей рядовой - 339 Зайцев Владимир Иванович 1924 мл. лейтенант - 340 Зайченко Александр Герасимович мл. сержант - 341 Зайчковский Юлиан Карпович сержант - 342 Заревский Владимир Савельевич рядовой - 343 Зарицкий Василий Григорьевич 1898 рядовой - 344 Захаренко Василий Тимофеевич лейтенант - 345 Захаренко Григорий Семенович рядовой - 346 Захарук Степан Тихонович рядовой - 347 Зема Сергей Николаевич 1924 рядовой - 348 Зинченко А. Г. - 349 Зинченко Николай Ефимович 1908 рядовой - 350 Зинченко Петр Григорьевич 1908 рядовой - 351 Злоденный Григорий Михайлович красноармеец - 352 Золотарев Николай Семенович рядовой - 353 Зорин Алексей Михайлович 1925 рядовой - 354 Зотов Иван Егорович рядовой - 355 Зубарев Дмитрий Тимофеевич 1900 рядовой - 356 Зубарев Иван Алексеевич ст. сержант - 357 Зубашенко Марк Михайлович 1906 рядовой - 358 Зубко Михаил Иванович рядовой - 359 Зубков Федор Романович 1905 рядовой - 360 Зубов Петр Тимофеевич 1920 ст. сержант - 361 Зыбкин А. Л. сержант - 362 Зыков Алексей Павлович лейтенант - 363 Зырянов Иван Вениаминович рядовой - 364 Иваненко Ипполит Емельянович рядовой - 365 Иванин Алексей Иванович 1922 рядовой - 366 Иванина А. рядовой - 367 Иванкин Федор Петрович сержант - 368 Иванников Александр Фролович красноармеец - 369 Иванов Иван Прокофьевич 1923 красноармеец - 370 Иванов Николай Иванович рядовой - 371 Иванченко рядовой - 372 Ивкин Александр Яковлевич лейтенант - 373 Ивницкий Иван Тимофеевич 1924 рядовой - 374 Идоленко Иван Николаевич 1925 - 375 Ильин И. А. рядовой - 376 Ильченко Марк Иванович 1906 рядовой - 377 Ильчук Иван Викторович 1904 рядовой - 378 Ильюк Евсей Павлович рядовой - 379 Илюша Владимир Герасимович мл. сержант - 380 Ионов Геннадий Иванович рядовой - 381 Исаев Георгий Семенович 1923 сержант - 382 Исаев Иван Исакович рядовой - 383 Исаков Василий Борисович рядовой - 384 Истомин рядовой - 385 Истомин Павел Григорьевич рядовой - 386 Ищенко Трофим Степанович рядовой - 387 Ищенков рядовой - 388 Кабанов В. А. лейтенант - 389 Кабанов Митрофан Пудович сержант - 390 Каверин Василий Иванович 1923 лейтенант - 391 Кадвиров рядовой - 392 Кадиев Магамед Тугаевич 1919 рядовой - 393 Кадышев рядовой - 394 Казаков Иван Артамонович сержант - 395 Казачков Сергей Алексеевич 1909 - 396 Казачук Федор Никитович рядовой - 397 Казюшин Яков Максимович ст. лейтенант - 398 Кайманов Александр Михайлович мл. лейтенант - 399 Калабухов Василий Тимофеевич 1912 ст. лейтенант - 400 Каландаров Алавидин 1915 сержант - 401 Калдыбеков Мусат 1906 красноармеец - 402 Калиничев Иван Васильевич рядовой - 403 Калута Афанасий Зиновьевич рядовой - 404 Каметов Михаил Сабетович ст. сержант - 405 Камлицкий Федор Петрович лейтенант - 406 Канчир-оол Сарыглар Бурьнды 1919 рядовой - 407 Капутов старшина - 408 Караев Джулбат 1905 рядовой - 409 Карпец Иван П. рядовой - 410 Карпов Василий Дмитриевич 1924 лейтенант - 411 Карпов Роман Филиппович ефрейтор - 412 Касаткин Яков Федорович 1905 рядовой - 413 Касимов Ш. рядовой - 414 Катюшин Иван Егорович 1909 рядовой - 415 Каузов Михаил Филиппович лейтенант - 416 Кашперский Семен Кириллович 1910 рядовой - 417 Кашпуренко Денис Семенович рядовой - 418 Кветкин Ефим Михайлович ст. сержант - 419 Кембаев Ергали рядовой - 420 Кечко Иван Игнатьевич 1901 рядовой - 421 Кизуп Станислав Андреевич рядовой - 422 Кильгин рядовой - 423 Кириллов Владимир Миванович лейтенант - 424 Кириллов Иван Никитович 1903 рядовой - 425 Кирилов Михаил Дмитриевич рядовой - 426 Киселев Афанасий Федорович сержант - 427 Киселев Дмитрий Исакович 1922 сержант - 428 Киселев Иван Федорович сержант - 429 Кислицын Степан Карпович мл. сержант - 430 Клепанов Василий Андреевич ст. сержант - 431 Клепаченко Александр Павлович рядовой - 432 Клименко Ефим Евтихиевич 1910 рядовой - 433 Климов Федор Алистратович 1922 красноармеец - 434 Климчук Василий Сергеевич 1923 рядовой - 435 Климчук Иван Никифорович 1908 рядовой - 436 Климчук Яков Исакович 1908 рядовой - 437 Клинчук Михаил Климентьевич красноармеец - 438 Клюкин Виктор Александрович рядовой - 439 Кнуренко Федор Карпович 1900 рядовой - 440 Кныш Григорий Иванович рядовой - 441 Ковалев Юрий Васильевич 1924 красноармеец - 442 Коваленко Афанасий Александрович рядовой - 443 Коваленко Денис Максимович рядовой - 444 Ковер Берт Владимирович рядовой - 445 Кожемякин Иван Тимофеевич 1901 красноармеец - 446 Козийчук Сидор Онуфриевич - 447 Козин Михаил Павлович рядовой - 448 Козлов Александр Иванович 1898 партизан - 449 Козловский Франц Францевич рядовой - 450 Коколович Игнат Дмитриевич рядовой - 451 Колбасин Николай Иванович рядовой - 452 Колендырев Алавидин 1922 сержант - 453 Коленский Георгий Аркадьевич сержант - 454 Колесник мл. лейтенант - 455 Колесник Александр Данилович рядовой - 456 Колесников Дмитрий Романович 1912 ст. сержант - 457 Колобков Борис Дмитриевич - 458 Колосов Михаил Савельевич 1923 ст. сержант - 459 Колпаков Михаил Иванович мл. сержант - 460 Колпаков Николай Алексеевич рядовой - 461 Колпаков Сергей Михайлович лейтенант - 462 Колупаев Михаил Андреевич мл. сержант - 463 Комаров Павел Арсентьевич рядовой - 464 Комендантский Иван Григорьевич 1906 ст. наводчик - 465 Комендацкий Иван Григорьевич - 466 Кондратюк Иван Матвеевич 1914 ст. сержант - 467 Кондратюк Степан Лаврентьевич 1921 рядовой - 468 Коновалов Григорий Устинович рядовой - 469 Кононов Николай Васильевич 1923 рядовой - 470 Кононов Петр Иванович рядовой - 471 Константинов Павел Михайлович рядовой - 472 Константинов Павел Михайлович 1916 красноармеец - 473 Кораев рядовой - 474 Корж Михаил Григорьевич рядовой - 475 Корниенко Николай Васильевич рядовой - 476 Коробка Михаил Иванович рядовой - 477 Коровко Иван Федорович 1923 рядовой - 478 Королев Семен Яковлевич 1908 рядовой - 479 Королюк Иван Трофимович мл. сержант - 480 Корсунов Иван Васильевич мл. сержант - 481 Кортобаев Джумабай рядовой - 482 Кортобаев Дзужабай 1916 красноармеец - 483 Корытин Павел Лазаревич ст. сержант - 484 Косарев Парфений Михайлович рядовой - 485 Космачев Василий Ефимович 1918 ст. лейтенант - 486 Косолапов Геннадий Алексеевич 1924 лейтенант - 487 Костенецкий Николай Яковлевич мл. лейтенант - 488 Костенко Андрей В. военврач - 489 Костин Андрей Николаевич 1914 ст. сержант - 490 Костин Василий Константинович рядовой - 491 Костромин Георгий Иванович 1885 красноармеец - 492 Костромин Игорь Владимирович 1921 рядовой - 493 Костюченко Иван Гаврилович рядовой - 494 Косыбаев Базак 1916 красноармеец - 495 Кот Андрей Игнатьевич 1914 рядовой - 496 Котлик Владимир Андреевич 1914 лейтенант - 497 Котляренко Иван Семенович 1905 ефрейтор - 498 Котляров Алексей Антонович 1922 рядовой - 499 Коц Вульф Мойсеевич 1919 мл. сержант - 500 Кочко (Кулыгин) Александр Сергеевич рядовой - 501 Кочко И. А. рядовой - 502 Кочнев Александр Васильевич ст. сержант - 503 Кравченко Герасим Кузьмич рядовой - 504 Кравченко Елисей Игнатьевич 1924 рядовой - 505 Кравченко Михаил Семенович 1913 рядовой - 506 Кравченко Федор Васильевич 1913 гв. сержант - 507 Кравчук Василий Моисеевич красноармеец - 508 Крамаренко Афанасий Петрович рядовой - 509 Красников Николай Федорович 1924 красноармеец - 510 Красников Сергей Ефимович 1925 красноармеец - 511 Красноок Платон Порфирьевич рядовой - 512 Красный Иван Иванович старшина - 513 Красюк Платон Парфенович красноармеец - 514 Кречетов 1906 мл. сержант - 515 Кривошеенко Константин Петрович 1902 рядовой - 516 Крошка Роман Семенович рядовой - 517 Круглов Константин Иванович рядовой - 518 Крупский Григорий Леонтьевич сержант - 519 Крысанов Михаил Семенович 1905 рядовой - 520 Крюков Александр Иванович 1907 рядовой - 521 Крюков Михаил Максимович 1918 сержант - 522 Кудаков рядовой - 523 Кудориев Маулен сержант - 524 Кудрявцев Семен Яковлевич - 525 Кудряков В. Е. рядовой - 526 Кудряшев Гавриил Степанович рядовой - 527 Кузяев Герасим Николаевич рядовой - 528 Кукуба Григорий Васильевич 1905 рядовой - 529 Куленов Саты 1905 красноармеец - 530 Кулибоев Шабальва Ганусович красноармеец - 531 Кулинич Игнатий Федорович рядовой - 532 Кулиш Архип Пантелеймонович рядовой - 533 Кульгин И. Ф. рядовой - 534 Куприненко Павел Иванович 1919 рядовой - 535 Куприянов Илья Степанович рядовой - 536 Куранский Кузьма Захарович рядовой - 537 Курашев Николай Петрович 1915 рядовой - 538 Кургузов Иван Емельянович сержант - 539 Курылев Федор Матвеевич 1910 сержант - 540 Кустов Александр Васильевич 1902 рядовой - 541 Кухарев Петр Михайлович капитан - 542 Кухаркин Петр Иванович 1904 ст. сержант - 543 Кучкубаев Уркумбай 1924 рядовой - 544 Кучлин Семен Тимофеевич 1901 сержант - 545 Кушко Иван - 546 Лавриненко Павел Григорьевич рядовой - 547 Лавров Алексей Александрович 1921 ст. лейтенант - 548 Лазарев рядовой - 549 Лазарев Алексей Иванович 1911 ст. лейтенант - 550 Лакпа Комушку Дарыма рядовой - 551 Ланенков Павел Титович 1912 рядовой - 552 Лаптев Михаил Александрович рядовой - 553 Ларичев Владимир Егорович рядовой - 554 Лашев Александр Александрович 1903 лейтенант - 555 Лебедев Иван Семенович рядовой - 556 Лебедев Михаил Михайлович красноармеец - 557 Лебековский Игнат Богославович красноармеец - 558 Левитанус Исаак Израилевич рядовой - 559 Левковский Петр Лукич рядовой - 560 Левченко Виктор Филимонович 1908 рядовой - 561 Левченко П. А. рядовой - 562 Левяковский Игнат Богословович красноармеец - 563 Легамов рядовой - 564 Леденев Михаил Ананьевич рядовой - 565 Ледякин Андрей Никифорович рядовой - 566 Лейченко Григорий Филиппович красноармеец - 567 Лещинский Андрей Михайлович мл. лейтенант - 568 Ливашенко Семен Андреевич рядовой - 569 Ливищенко рядовой - 570 Лизовский Михаил Мартынович партизан - 571 Лизогуб Сергей Григорьевич 1916 лейтенант - 572 Лисаев Федор Тихонович рядовой - 573 Лисов Федор Михайлович красноармеец - 574 Лисов Федор Михайлович рядовой - 575 Литвин Тимофей Захарович 1901 рядовой - 576 Литвинчук Степан Семенович 1924 рядовой - 577 Лобас Ефим Максимович 1916 - 578 Лобов Ефим Максимович рядовой - 579 Логашов Юрий Иванович мл. лейтенант - 580 Логвинюк Антон Николаевич 1916 рядовой - 581 Логинов Александр Васильевич мл. лейтенант - 582 Ложков Василий Михайлович лейтенант - 583 Локтев Дмитрий Михайлович 1909 рядовой - 584 Лось Герасим Константинович 1902 рядовой - 585 Лошилин Иван Григорьевич ст. сержант - 586 Луковкин Григорий Кузьмич ст. сержант - 587 Лукомский Николай Михайлович красноармеец - 588 Лукьяненко Иван Петрович рядовой - 589 Лукьянов Михаил Тимофеевич сержант - 590 Лунягин Ефим Павлович рядовой - 591 Лутов Василий Петрович лейтенант - 592 Лысоиваненко Иван Андреевич 1896 рядовой - 593 Лысюк Иван Яковлевич рядовой - 594 Львова Сарна Алексеевна лейтенант - 595 Любченко Петр Андреевич красноармеец - 596 Лящук Феодосий Радионович 1911 рядовой - 597 Мазорук рядовой - 598 Майков Алексей Григорьевич 1903 рядовой - 599 Майындараа Салчан О. рядовой - 600 Макаров Александр Семенович 1916 красноармеец | - 601 Макаров Григорий Михайлович рядовой - 602 Макарчук Александр Веремеевич рядовой - 603 Макарчук Петр Михайлович 1904 рядовой - 604 Максименко Николай Андреевич рядовой - 605 Максименков Иван Михайлович рядовой - 606 Маленко Дмитрий Васильевич 1918 рядовой - 607 Мальков Александр Карпович 1911 рядовой - 608 Малюк Василий Степанович красноармеец - 609 Малюшицкий Иван Иванович рядовой - 610 Мамарин Михаил Федорович рядовой - 611 Манакин Илья Николаевич рядовой - 612 Манзаров Сергей Дантеевич мл. сержант - 613 Манзаров Сергей Денисович 1916 мл. сержант - 614 Манихов Иван Степанович рядовой - 615 Манько В. С. рядовой - 616 Манько Степан Давидович 1906 рядовой - 617 Маргулец Иван Ефимович партизан - 618 Мардурьян Г. рядовой - 619 Мареничев Николай Федорович 1924 красноармеец - 620 Мартиросян Арест Айрапетович 1905 рядовой - 621 Мартынюк Николай Никифорович рядовой - 622 Марфутов Егор Иванович 1899 рядовой - 623 Марченко Иван Михайлович красноармеец - 624 Марченко Савва Ефимович 1903 рядовой - 625 Маскаев Семен Дмитриевич рядовой - 626 Матанин Николай Григорьевич 1924 ефрейтор - 627 Матрос Игнат Исакович рядовой - 628 Матьянов Виталий Михайлович 1924 ефрейтор - 629 Матюха Алексей Степанович 1921 рядовой - 630 Машковский Петр Давыдович рядовой - 631 Медведский Степан Григорьевич рядовой - 632 Мельник Александр Корнеевич рядовой - 633 Мельник Степан Петрович 1905 рядовой - 634 Менин Иосиф Григорьевич рядовой - 635 Миграбьян Ананий Григорьевич 1906 старшина - 636 Мидловец Марк Иванович 1898 рядовой - 637 Мильчман Семен Яковлевич 1901 рядовой - 638 Мимарев Николай ефрейтор - 639 Минаев Алексей Иванович 1917 ст. лейтенант - 640 Минаев Николай Григорьевич ст. сержант - 641 Минвалеев Ахмет Файзулович 1921 гв. ст. сержант - 642 Мингазов Абдурашид рядовой - 643 Мингалиев Галимзын Мингалиев 1919 старшина - 644 Минченко рядовой - 645 Мирошкин Борис Александрович ст. сержант - 646 Михайлюк Петр Филиппович 1914 гв. рядовой - 647 Мишин Филипп Игнатьевич сержант - 648 Мишко И. Абрамович рядовой - 649 Мищенко Василий Ефимович красноармеец - 650 Мозаленко Петр Васильевич 1924 рядовой - 651 Мокеев Никифор Ефимович красноармеец - 652 Молчанов рядовой - 653 Монгештей Монгуш Чудак-оол рядовой - 654 Мороз Макар Иванович красноармеец - 655 Мороз Сергей Степанович рядовой - 656 Морозов Анатолий Степанович сержант - 657 Морозов Василий Дмитриевич 1923 красноармеец - 658 Мосейчук Василий Дмитриевич рядовой - 659 Москалец Иван Антонович 1918 лейтенант - 660 Мошковский Артем Никитович рядовой - 661 Мугалимов Гайнельзян Мугалимович 1925 рядовой - 662 Мужецкий Николай Васильевич рядовой - 663 Муратов Генар Юсупович 1915 рядовой - 664 Муращенко В. рядовой - 665 Мурзаев Дмитрий Семенович ст. сержант - 666 Мухин Михаил Григорьевич 1911 рядовой - 667 Мухин Петр Николаевич 1923 мл. сержант - 668 Мякушин Семен Иванович рядовой - 669 Мяснин Павел Иванович рядовой - 670 Набережная Домна Григорьевна - 671 Навасыретьян Угонес Маныкунович 1902 красноармеец - 672 Нагорный Антон Максимович - 673 Нагорный Михаил Филиппович рядовой - 674 Назаренко Григорий Яковлевич 1913 сержант - 675 Назаров Андрей Илларионович рядовой - 676 Назин Иван Никитович 1916 мл. сержант - 677 Назыров Шамгун З. рядовой - 678 Налибаев Сапарбен 1909 - 679 Налиухин Николай Николаевич рядовой - 680 Наржимский Эразм Эразмович рядовой - 681 Наумов Константин Мануилович рядовой - 682 Неверов Виктор Денисович рядовой - 683 Невмержицкий Дмитрий Александрович рядовой - 684 Невмержицкий Степан Павлович рядовой - 685 Нежалковский Иван Александрович рядовой - 686 Нестеренко Иван Петрович рядовой - 687 Нестеренко Николай Иванович 1913 ст. сержант - 688 Нестеров Василий Александрович сержант - 689 Нестеров Василий Александрович сержант - 690 Неук Николай Степанович 1923 рядовой - 691 Нечипорук Терентий Максимович красноармеец - 692 Никарин Алексей Иванович красноармеец - 693 Никитин Василий Михайлович сержант - 694 Никитин Д. И. - 695 Никитин Михаил Павлович 1921 рядовой - 696 Никифоров Куприян Андреевич 1924 рядовой - 697 Никифоров Л. К. сержант - 698 Николаев Александр Алексеевич рядовой - 699 Николаев Константин Дмитриевич лейтенант - 700 Николаенко Василий Семенович 1921 рядовой - 701 Николайчук Василий Иванович рядовой - 702 Николайчук Григорий Сергеевич 1914 рядовой - 703 Никулин Иван Кириллович - 704 Никульшин Михаил Яковлевич 1904 рядовой - 705 Никутин рядовой - 706 Новак Адам Кузьмич 1904 рядовой - 707 Новахатный Алексей Аникеевич 1906 рядовой - 708 Новиков Алексей Григорьевич рядовой - 709 Новиков Михаил Михайлович рядовой - 710 Новоклюнов Петр Федорович сержант - 711 Новоселов Василий Афанасьевич рядовой - 712 Ноздрин Михаил Михайлович 1905 рядовой - 713 Носко Адам Афанасьевич рядовой - 714 Овчинников Данил Михайлович красноармеец - 715 Огородников Борис Владимирович рядовой - 716 Одринский Митрофан Владимирович рядовой - 717 Ойюн Суван-оол Лозанович 1920 рядовой - 718 Оленев Евстафий Николаевич 1910 рядовой - 719 Омельченко Илья Васильевич 1899 рядовой - 720 Омельчук рядовой - 721 Онищук Павел Иосифович рядовой - 722 Оренин Константин Сергеевич рядовой - 723 Орленко Захар Иванович 1905 рядовой - 724 Орлов Иван Петрович сержант - 725 Ормес рядовой - 726 Осадчий Николай Никитович 1918 рядовой - 727 Осин Алексей Семенович рядовой - 728 Осинский Борис Иосифович мл. сержант - 729 Остапов Константин Антонович рядовой - 730 Остапчук Мина Кирилловна 1906 рядовой - 731 Острицкий Селиверст Мордвинович рядовой - 732 Отеленин Л. С. - 733 Очерейнюк Тихон Григорьевич 1908 рядовой - 734 Ошар Владимир Семенович 1924 рядовой - 735 Ошарович Арон Исаевич сержант - 736 Павленко Дмитрий Макарович рядовой - 737 Павлов Дмитрий Максимович 1922 мл. лейтенант - 738 Павлов Иван Николаевич рядовой - 739 Павлов Юрий Александрович 1922 ст. сержант - 740 Палашин Николай Алексеевич рядовой - 741 Палюх Николай Павлович 1921 сержант - 742 Панасюк Сафрон Иванович рядовой - 743 Панов Александр Григорьевич 1924 сержант - 744 Пантелейчук Григорий Серафимович рядовой - 745 Парфенюк Федор Афанасьевич рядовой - 746 Парченко Семен Павлович 1903 красноармеец - 747 Пасечник Иван Терентьевич рядовой - 748 Патрикеев Анатолий Филиппович рядовой - 749 Пашко Александр Григорьевич рядовой - 750 Пенковский Горнослав Игнатьевич красноармеец - 751 Перов Сергей Иванович 1915 сержант - 752 Песчаный Михаил Абрыкович 1917 красноармеец - 753 Петренко Василий Алексеевич рядовой - 754 Петриченко Петр Пахомович 1913 ст. сержант - 755 Петров Семен Васильевич 1898 рядовой - 756 Печуркин Алексей Николаевич 1898 рядовой - 757 Пигаль Федор Климович рядовой - 758 Пизельник Емельян Семенович красноармеец - 759 Пик Х. Е. рядовой - 760 Пилипчук И. Н. - 761 Пилипчук Федор Михайлович рядовой - 762 Пилипчук Феодосий Дмитриевич 1915 рядовой - 763 Пинигин Исаак Николаевич рядовой - 764 Пироговский Григорий Макарович сержант - 765 Писарев Моисей Иванович 1918 рядовой - 766 Пищиков Иван Егорович рядовой - 767 Платонов Владимир Никитович рядовой - 768 Платонов Владимир Степанович 1918 рядовой - 769 Плотников Семен Степанович рядовой - 770 Погромский Михаил Ильич мл. лейтенант - 771 Подшабабов Тажи рядовой - 772 Поздняков Павел Леонтьевич ефрейтор - 773 Полозюк Павел Петрович рядовой - 774 Полушкин Павел Михайлович 1924 сержант - 775 Поляков рядовой - 776 Поляков - 777 Поляков Александр Максимович старшина - 778 Поляков Егор Михеевич рядовой - 779 Полянский Илья Макарович рядовой - 780 Попов Иван Михайлович 1904 рядовой - 781 Попов Петр Тимофеевич ст. лейтенант - 782 Попов Петр Трофимович ст. лейтенант - 783 Попов Тимофей Михайлович 1913 рядовой - 784 Поповский Александр Иванович 1906 рядовой - 785 Попон Алексей Иванович 1918 сержант - 786 Поспелов Яков Андреевич рядовой - 787 Посувалов Владимир Клеймонович сержант - 788 Потапенко Пантелей Матвеевич 1904 рядовой - 789 Потапенков Александр Григорьевич мл. сержант - 790 Потейчук рядовой - 791 Потылицин С. А. рядовой - 792 Почтарев Александр Васильевич 1925 рядовой - 793 Приходько Семен Филиппович 1898 рядовой - 794 Прищепа Григорий Миронович рядовой - 795 Прищепин Григорий Васильевич 1899 рядовой - 796 Протазов Борис Антонович 1905 сержант - 797 Прохоренко Владимир Ильич рядовой - 798 Прошин Василий Семенович рядовой - 799 Пудовкин Евгений Сергеевич рядовой - 800 Пулвалов Мелентий Иванович 1920 красноармеец - 801 Пушкарев Илья Александрович рядовой - 802 Пятницкий Матвей Иванович красноармеец - 803 Радивило Яков Саввич 1913 рядовой - 804 Рапин Егор Никитович красноармеец - 805 Расимов Фарим 1923 рядовой - 806 Распопин Иван Петрович лейтенант - 807 Расулов Назаматули 1911 рядовой - 808 Рахимов Хусьмельчан рядовой - 809 Редчиц Степан Иосифович рядовой - 810 Редькин Феофан Федорович ст. лейтенант - 811 Резник Яков Лазаревич 1903 капитан - 812 Риздабеков рядовой - 813 Робилко Сидор Викторович лейтенант - 814 Рогалев Семен Леонтьевич красноармеец - 815 Рогальчук Петр Акимович 1912 рядовой - 816 Рогов Алексей Львович старшина - 817 Родинка Андрей Гурьевич рядовой - 818 Рожин Михаил Васильевич 1924 рядовой - 819 Рой Иван Максимович лейтенант - 820 Романов Александр Васильевич 1921 сержант - 821 Романов Константин Иванович сержант - 822 Романов Николай Алексеевич 1924 сержант - 823 Романько Николай Яковлевич рядовой - 824 Романюк Николай Григорьевич 1912 партизан - 825 Ромашевский Владимир Иосифович 1895 рядовой - 826 Ротштейн Моисей Фирсович 1924 рядовой - 827 Руденко Андрей Степанович 1906 рядовой - 828 Русалиев Михаил Феонтиевич 1925 рядовой - 829 Рыбаков Федор Семенович рядовой - 830 Рыбалко Иван Яковлевич рядовой - 831 Рыбин Тимофей Иванович рядовой - 832 Рыблов Павел Миронович 1905 красноармеец - 833 Рыбников Иван Егорович рядовой - 834 Рябцев Виктор Данилович рядовой - 835 Рязанов Леонид Андреевич 1924 красноармеец - 836 Савельев Виктор Николаевич 1924 ефрейтор - 837 Савенюк Демьян Васильевич рядовой - 838 Савоста Афанасий Филиппович рядовой - 839 Савченко Иван Федорович рядовой - 840 Садовников Андрей Петрович 1922 рядовой - 841 Садовников Андрей Петрович сержант - 842 Садыков Иван Макарович 1902 рядовой - 843 Садыков Мамед Есенович 1916 красноармеец - 844 Сазонов Иван Алексеевич рядовой - 845 Сазонов Николай Иванович рядовой - 846 Саласюк Дмитрий Ватьевич 1917 рядовой - 847 Сальников Трофим Борисович мл. сержант - 848 Самарной Ефим Ананьевич рядовой - 849 Самаров Ахмед рядовой - 850 Самбу Оюн Дарийги рядовой - 851 Самилгаляев рядовой - 852 Самойлов Александр Васильевич рядовой - 853 Самсонов рядовой - 854 Сапожник Дмитрий Михайлович рядовой - 855 Сапожников Дмитрий Михайлович красноармеец - 856 Сапронов Митрофан Яковлевич 1909 рядовой - 857 Сапрыкин Михаил Авдеевич 1923 красноармеец - 858 Сарыкглар Лакпа Блек-оол 1920 рядовой - 859 Сафин рядовой - 860 Сафонов Михаил Дмитриевич 1924 ст. сержант - 861 Сафошин Петр Тизонович лейтенант - 862 Сачек Ефим Леонтьевич рядовой - 863 Сватин рядовой - 864 Свентицкий Антон Францевич 1913 красноармеец - 865 Свентицкий Иосиф Иванович красноармеец - 866 Светец Николай Иосифович рядовой - 867 Светкин Михаил Степанович 1906 гв. сержант - 868 Свиридов Василий Мартынович 1922 рядовой - 869 Свиридов Николай Алексеевич рядовой - 870 Святцев рядовой - 871 Седов Валериан Васильевич мл. сержант - 872 Седунов Федор Романович рядовой - 873 Селезнев Иосиф Николаевич 1916 сержант - 874 Селиванов Иван Емельянович рядовой - 875 Селюков Кирилл Яковлевич 1920 капитан - 876 Семак Кирилл Макарович рядовой - 877 Семекбурцев Георгий Иванович 1917 рядовой - 878 Семенов Василий Архипович сержант - 879 Семенов Василий Николаевич мл. сержант - 880 Семенов Павел Леонтьевич рядовой - 881 Семидетский Антон Константинович 1908 рядовой - 882 Сенчен-оол Кыргыс Сумаевич рядовой - 883 Сенько Иван Филиппович 1918 ст. Сержант - 884 Сергеев Николай Максимович 1919 рядовой - 885 Серков Федор Михайлович 1918 мл. лейтенант - 886 Серов Анатолий Степанович рядовой - 887 Сероглазов Иван Петрович мл. сержант - 888 Сиденин Иван Романович 1910 рядовой - 889 Сизов Иван К. рядовой - 890 Сизов Константин Павлович рядовой - 891 Сизоненко Павел Иванович рядовой - 892 Силачев Алексей Николаевич рядовой - 893 Силецкий рядовой - 894 Симаков Александр Павлович 1924 сержант - 895 Симоненко Григорий Николаевич рядовой - 896 Синицкий П. И. рядовой - 897 Синцов рядовой - 898 Синюшкин Павел Иванович 1913 рядовой - 899 Синявский И. В. рядовой - 900 Сиражитдинов Муса 1903 | - 901 Сисенов Сарымсак рядовой - 902 Ситников Иван Тимофеевич 1916 сержант - 903 Скиба Митрофан Федорович 1920 мл. сержант - 904 Скубицкий Василий Федорович рядовой - 905 Славгородский Владимир Иосифович 1923 лейтенант - 906 Смирнов Г. П. рядовой - 907 Смирнов Иван Иванович 1915 лейтенант - 908 Смоляр Тимофей Егорович 1908 рядовой - 909 Собкович Антон Данилович рядовой - 910 Соболь Михаил Маркович рядовой - 911 Согальчук рядовой - 912 Сокирко Кирилл Архипович 1909 рядовой - 913 Соколенко Иван Терентьевич рядовой - 914 Соколов Анатолий Николаевич 1923 мл. сержант - 915 Соколов Иван рядовой - 916 Соколов Максим Григорьевич 1906 ст. сержант - 917 Соколов Сидор Фомич 1910 красноармеец - 918 Солнцев Владимир Петрович ст. сержант - 919 Соловьев Семен Кириллович 1906 рядовой - 920 Солонов Антон Петрович сержант - 921 Солохин Петр Васильевич 1911 рядовой - 922 Сорока Яков Адамович 1906 рядовой - 923 Сорокин Гаврила Сергеевич рядовой - 924 Сорокин Кирилл Петрович рядовой - 925 Сороковых Иван Павлович 1913 ст. сержант - 926 Сотников Иван Матвеевич красноармеец - 927 Сочак Ефим Леонтьевич красноармеец - 928 Старцев Дмитрий Степанович рядовой - 929 Старчак Александр Васильевич 1924 ефрейтор - 930 Степаненко Феодосий Александрович рядовой - 931 Степанов Алексей Михайлович мл. сержант - 932 Степанов Вениамин Васильевич 1925 ст. сержант - 933 Стеты Петр Антонович рядовой - 934 Столяров Егор Васильевич ст. сержант - 935 Сторожук Павел Сергеевич красноармеец - 936 Страхов Алексей Алексеевич красноармеец - 937 Строкин Михаил Петрович рядовой - 938 Стукалов Михаил Григорьевич 1914 сержант - 939 Сугровский Василий Николаевич рядовой - 940 Сулейманов Дайфул 1902 рядовой - 941 Сургов П. Ф. капитан - 942 Сухочев Константин Ильич рядовой - 943 Сычихин Иван Алексеевич 1922 красноармеец - 944 Талимончук Василий Онуфревич рядовой - 945 Тараданов Валентин Савельевич 1923 мл. сержант - 946 Таракановский Семен Иванович рядовой - 947 Таран Андрей Алексеевич 1921 ст. сержант - 948 Тарасюк Федот Маркович 1904 рядовой - 949 Телехов Мирон Иванович рядовой - 950 Телешман Николай Демьянович 1916 рядовой - 951 Теплов Александр Никифорович 1924 лейтенант - 952 Терентьев Алексей Васильевич рядовой - 953 Терехов Иван Иванович красноармеец - 954 Терохин Петр Анисимович рядовой - 955 Теряев Павел Николаевич рядовой - 956 Тетерюк Антон Иванович рядовой - 957 Тижин Тухман рядовой - 958 Тимбаков Закий Шикирович 1903 красноармеец - 959 Тимошилов Семен Абрамович 1923 рядовой - 960 Титенко Михаил Есипович мл. сержант - 961 Титов Николай Иванович рядовой - 962 Тихомолов Геннадий Петрович 1922 лейтенант - 963 Тихонов Василий Иванович лейтенант - 964 Тищенко рядовой - 965 Ткаченко Пилипп Иванович рядовой - 966 Ткаченко Филипп Иванович рядовой - 967 Токарев Петр Андреевич рядовой - 968 Толоконников Тихон Павлович рядовой - 969 Трикунов Андрей Андреевич 1902 рядовой - 970 Трофимов Евгений Антонович рядовой - 971 Трофимов Михаил Васильевич 1910 рядовой - 972 Троянов рядовой - 973 Трунин Алексей Кондратьевич 1919 сержант - 974 Трусов Михаил Григорьевич рядовой - 975 Тульев Иван Андреевич рядовой - 976 Туметей Оюн Доктугу 1923 рядовой - 977 Туриян Василий Каграманович рядовой - 978 Туркин Николай Анисимович красноармеец - 979 Турусбаев Кушарбек 1915 красноармеец - 980 Тынычин Федор Иванович 1916 ст. сержант - 981 Тюмалиев Милдава 1919 рядовой - 982 Удумбара Оюн Бощур рядовой - 983 Усачев Павел Яковлевич 1917 рядовой - 984 Усманов Кашаф Ипатович рядовой - 985 Утик И. С. мл. лейтенант - 986 Ушаров Аскар 1904 ст. сержант - 987 Файзиев Абдула Хакимович 1920 рядовой - 988 Фалько Александр Романович сержант - 989 Федоренко Павел Захарович 1901 красноармеец - 990 Федоров Александр Николаевич ефрейтор - 991 Федоров Петр Иванович ефрейтор - 992 Федотов Александр Николаевич 1917 мл. сержант - 993 Федотов Федор Васильевич рядовой - 994 Феоктистов Иван Фролович 1905 рядовой - 995 Филатов Николай Алексеевич лейтенант - 996 Филонов Иосиф Наумович рядовой - 997 Финкельштейн Борис Исаакович 1913 ст. лейтенант - 998 Фирсин рядовой - 999 Фирсов Александр Михайлович 1905 рядовой - 1000 Фисенко Савелий Иванович капитан - 1001 Франц Павел Иванович рядовой - 1002 Френкель Борис Харитонович 1921 гв. капитан - 1003 Фроленко Василий Константинович лейтенант - 1004 Фролов Валентин Порфирьевич рядовой - 1005 Фролов Василий Давыдович красноармеец - 1006 Фролов Дмитрий Фролович 1910 капитан - 1007 Хадымбердыев Матиш 1915 рядовой - 1008 Хайнарамов Анвар Маггалиев 1923 красноармеец - 1009 Халлиев Джума 1917 рядовой - 1010 Хандапов Жамса Данилович рядовой - 1011 Харитонов Владимир Иванович 1927 рядовой - 1012 Хлань Евдоким Иванович 1910 рядовой - 1013 Хлань Михаил Антонович 1902 рядовой - 1014 Хмарский Вицент Григорьевич 1911 рядовой - 1015 Хоменко Андрей Романович ст. сержант - 1016 Худицкий рядовой - 1017 Худяков Степан Филиппович рядовой - 1018 Хусейнов Амак рядовой - 1019 Царев Николай Яковлевич ефрейтор - 1020 Царев Прокоп Петрович рядовой - 1021 Цвербенчук Андрей Ильич красноармеец - 1022 Цветков Василий Петрович рядовой - 1023 Целоусов (Белоусов) Семен Иванович 1911 гв. рядовой - 1024 Целоусов Семен Иванович рядовой - 1025 Цибаль Александр Иванович - 1026 Цидиржаа Сарыглар Шокар рядовой - 1027 Цыренов Шагдыр Рахьянович 1917 рядовой - 1028 Чанышев Абблса Девлетгареевич рядовой - 1029 Часкылыг Сарыглар Балчы рядовой - 1030 Чашников Иван Сергеевич 1918 рядовой - 1031 Челноков Иван Павлович - 1032 Черва Иван Романович сержант - 1033 Черевко Виктор Степанович - 1034 Черемник Яков Тимофеевич 1917 красноармеец - 1035 Чернейко Макар Адамович рядовой - 1036 Черников Кондрат Иосифович рядовой - 1037 Черников Петр Иванович 1909 рядовой - 1038 Чернов Андрей Порфирьевич 1920 ст. сержант - 1039 Чиж Иван Григорьевич рядовой - 1040 Чиж Яков Абрамович партизан - 1041 Чилбак Ондар Дуктуг Сол рядовой - 1042 Чинков Владимир Дмитриевич 1909 майор - 1043 Чудов Константин Евгеньевич 1914 рядовой - 1044 Чуклинов Василий Михайлович рядовой - 1045 Чулбуков Василий Иванович сержант - 1046 Шаболаев Алексей Кузьмич 1914 рядовой - 1047 Шаврин - 1048 Шадрин Алексей Александрович красноармеец - 1049 Шайманов рядовой - 1050 Шакуров Салих Самарханович 1924 рядовой - 1051 Шальнев Григорий Николаевич 1898 рядовой - 1052 Шарапов Михаил Матвеевич рядовой - 1053 Шаргатов Василий Николаевич рядовой - 1054 Шаршавин Федор Никифорович 1912 рядовой - 1055 Шахов - 1056 Шахов Иван Захарович рядовой - 1057 Шащурин Сергей Федорович рядовой - 1058 Шван Алексей Яковлевич рядовой - 1059 Шевелев Григорий Данилович 1923 мл. сержант - 1060 Шевченко Иван Игнатьевич 1917 лейтенант - 1061 Шеголев Матвей Павлович 1903 красноармеец - 1062 Шейко Павел Алексеевич красноармеец - 1063 Шелякин Николай Степанович ст. сержант - 1064 Шерстюк Степан Егорович 1922 рядовой - 1065 Шестаков Архип Афанасьевич ст. сержант - 1066 Шильников Василий Петрович рядовой - 1067 Шимарин Борис Николаевич красноармеец - 1068 Шимарин Иван Алексеевич мл. сержант - 1069 Шинкаренко Сергей Васильевич красноармеец - 1070 Ширлин Сергей Семенович рядовой - 1071 Широкий Петр Григорьевич рядовой - 1072 Шишак Иван Миронович рядовой - 1073 Шкодин Александр Васильевич ст. лейтенант - 1074 Шлыков Александр Тихонович старшина - 1075 Шойдакпан Салчак Балцыр рядовой - 1076 Шорин Василий Афанасьевич сержант - 1077 Шполь рядовой - 1078 Штокарев Александр Петрович сержант - 1079 Штрейт Иван Яковлевич рядовой - 1080 Штрикунов рядовой - 1081 Штыль Ярема Ефимович 1907 рядовой - 1082 Шугаев рядовой - 1083 Шульга Кирилл Константинович рядовой - 1084 Шульга Максим Александрович рядовой - 1085 Шустов Николай Васильевич гв. подполковник - 1086 Шутенко Петр Емельянович подполковник - 1087 Шутов Сергей Софронович 1915 ст. сержант - 1088 Шуточкин Николай Тимофеевич 1912 рядовой - 1089 Щедрин Александр Максимович рядовой - 1090 Щекалев Владимир Фатеевич 1903 лейтенант - 1091 Щелкунов рядовой - 1092 Щукин Николай Иванович рядовой - 1093 Щуплов Николай Денисович 1913 красноармеец - 1094 Юдецкий Макар Павлович рядовой - 1095 Юдкин Василий Петрович ст. сержант - 1096 Юзвинский Петр Кириллович 1910 рядовой - 1097 Юрин Александр Петрович рядовой - 1098 Юрин Николай Григорьевич мл. сержант - 1099 Юрьев Сергей Дмитриевич мл. сержант - 1100 Якимчук Степан Миронович 1909 рядовой - 1101 Яковлев Ерофей Федорович 1909 сержант - 1102 Яковчик Владимир Степанович 1914 рядовой - 1103 Якупов Бегчан 1925 рядовой - 1104 Якушев Иван Петрович рядовой - 1105 Яремчук Михаил Абрамович 1915 рядовой - 1106 Ярошевич Адам Павлович рядовой - 1107 Ярушников Артем Константинович рядовой - 1108 Яхин Сабур Сакаирович 1920 старшина - 1109 Яценко Адам Григорьевич старшина |

## Список перепохованих на військовому кладовищі в Дубно
- 1 Баранник Григорій Никифорович, 1908—1950, секретар Дубнівського РК КПУ

## Воїни, що загинули біля Дубно та відсутні у списку
| - Александров Иван Александрович, 1918, красноармеец, вбитий 28.06.1941 - Гнида Андрей Антонович, 1921, красноармеец, вбитий 28.06.1941 - Дзеконский Владимир Николаевич, 1922, красноармеец, вбитий 28.06.1941 - Денисов Николай Иванович, 1913, красноармеец, вбитий 28.06.1941 - Экземплярский Эраст Павлович, 1922, мл.сержант, вбитий 28.06.1941 - Зеленый Степан Андреевич, лейтенант,1913, вбитий 28.06.1941 - Жирнов Михаил Васильевич, 1915, ст.сержант, вбитий 28.06.1941 - Клочков Гавриил Архипович, 1917, лейтенант, вбитий 28.06.1941 - Колякин Лаврентий Герасимович, 1920, сержант, вбитий 28.06.1941 - Корюхин Николай Иванович, 1918, мл.сержант, вбитий 28.06.1941 - Кондратеня Степан Иванович, 1918, сержант, вбитий 28.06.1941 - Небосев Иван Петрович, 1914, сержант, вбитий 28.06.1941 - Сбоев Роман Павлович, мл.сержант, 1918, вбитий 28.06.1941 - Струченков Александр Тимофеевич, 1915, мл.лейтенант, вбитий 28.06.1941 - Соловьев Вячеслав Сергеевич, 1917, сержант, вбитий 28.06.1941 - Ханыженков Александр Иванович, мл.сержант, вбитий 26.06.1941 - Фурсиков Георгий Андреевич, 1921, красноармеец, вбитий 28.06.1941 В м. Дубно і Дубенському районі є інші поховання військових та учасників бойових дій періоду Другої світової війни 1. 2. 3. 4. 5. 6. 7. |